# Chronologie du siège de Paris (1870-1871)
Pour un article plus général, voir Siège de Paris (1870-1871).
Guerre franco-prussienne
Batailles
- Chronologie de la guerre franco-prussienne de 1870
- Sarrebruck (08-1870)
- Wissembourg (08-1870)
- Forbach-Spicheren (08-1870)
- Wœrth (08-1870)
- Bitche (08-1870)
- Phalsbourg (08-1870)
- Borny-Colombey (08-1870)
- Strasbourg (08-1870)
- Mars-la-Tour (08-1870)
- Toul (08-1870)
- Gravelotte (08-1870)
- Metz (08-1870)
- Nouart (08-1870)
- Beaumont (08-1870)
- Noisseville (08-1870)
- Sedan (08-1870)
- Montmédy (09-1870)
- Soissons (09-1870)
- Siège de Paris et chronologie du siège (09-1870)
- Nompatelize (10-1870)
- Bellevue (10-1870)
- Châtillon (10-1870
- Châteaudun (10-1870)
- Buzenval (10-1870)
- Bourget (10-1870)
- Dijon (10-1870)
- Belfort (11-1870)
- La Fère (11-1870)
- Langres (11-1870)
- Bouvet et Meteor (navale) (11-1870)
- Coulmiers (11-1870)
- Thionville (11-1870)
- Châtillon-sur-Seine (11-1870)
- Villers-Bretonneux (11-1870)
- Beaune-la-Rolande (11-1870)
- Champigny (11-1870)
- Orléans (12-1870)
- Loigny (12-1870)
- Châteauneuf (12-1870)
- Beaugency (12-1870)
- Longeau (12-1870)
- l’Hallue (12-1870)
- Siège de Péronne (1871)
- Bapaume (01-1871)
- Villersexel (01-1871)
- Le Mans (01-1871)
- Héricourt (01-1871)
- Saint-Quentin (01-1871)
- Buzenval (01-1871)

Le siège de Paris de 1870-1871 est un épisode de la guerre franco-prussienne de 1870-1871, sa chronologie permet d'appréhender l'histoire de ce siège par les événements selon leur ordre temporel dans la ville de Paris mais également dans l'ensemble des départements d'Île-de-France,.
Cette chronologie s'appuie principalement sur les rapports extraits du Journal officiel de la République, mais également des nombreux mémoires de, journal de… .

## Sommaire
Préambule
Septembre 1870

4 septembre – 5 septembre – 6 septembre – 7 septembre – 8 septembre – 9 septembre – 10 septembre – 11 septembre – 12 septembre – 13 septembre – 14 septembre – 15 septembre – 16 septembre – 17 septembre – 18 septembre – 19 septembre – 20 septembre – 21 septembre – 22 septembre – 23 septembre – 24 septembre – 25 septembre – 26 septembre – 27 septembre – 28 septembre – 29 septembre – 30 septembre
Octobre 1870

1er octobre – 2 octobre – 3 octobre – 4 octobre – 5 octobre – 6 octobre – 7 octobre – 8 octobre – 9 octobre – 10 octobre – 11 octobre – 12 octobre – 13 octobre – 14 octobre – 15 octobre – 16 octobre – 17 octobre – 18 octobre – 19 octobre – 20 octobre – 21 octobre – 22 octobre – 23 octobre – 24 octobre – 25 octobre – 26 octobre – 27 octobre – 28 octobre – 29 octobre – 30 octobre – 31 octobre
Novembre 1870

1er novembre – 2 novembre – 3 novembre – 4 novembre – 5 novembre – 6 novembre – 7 novembre – 8 novembre – 9 novembre – 10 novembre – 11 novembre – 12 novembre – 13 novembre – 14 novembre – 15 novembre – 16 novembre – 17 novembre – 18 novembre – 19 novembre – 20 novembre – 21 novembre – 22 novembre – 23 novembre – 24 novembre – 25 novembre – 26 novembre – 27 novembre – 28 novembre – 29 novembre – 30 novembre
Décembre 1870

1er décembre – 2 décembre – 3 décembre – 4 décembre – 5 décembre – 6 décembre – 7 décembre – 8 décembre – 9 décembre – 10 décembre – 11 décembre – 12 décembre – 13 décembre – 14 décembre – 15 décembre – 16 décembre – 17 décembre – 8 décembre – 19 décembre – 20 décembre – 21 décembre – 22 décembre – 23 décembre – 24 décembre – 25 décembre – 26 décembre – 27 décembre – 28 décembre – 29 décembre – 30 décembre – 31 décembre
Janvier 1871

1er janvier – 2 janvier – 3 janvier – 4 janvier – 5 janvier – 6 janvier – 7 janvier – 8 janvier – 9 janvier – 10 janvier – 11 janvier – 12 janvier – 13 janvier – 14 janvier – 15 janvier – 16 janvier – 17 janvier – 18 janvier – 19 janvier – 20 janvier – 21 janvier – 22 janvier – 23 janvier – 24 janvier – 25 janvier – 26 janvier – 27 janvier – 28 janvier – 29 janvier – 30 janvier – 31 janvier
Février 1871

4 février – 6 février – 7 février – 8 février – 11 février – 15 février – 19 février – 21 février – 24 février – 25 février – 26 février – 27 février
Mars 1871

1er mars – 2 mars – 3 mars – 6 mars – 8 mars – 10 mars – 11 mars – 15 mars – 16 mars – 18 mars
La défense de Paris

Les fortifications – Le génie – L'artillerie – Le ministère des travaux publics
Les troupes de défense

La Marine – L'armée active – Garde mobile, Garde nationale, Corps francs – Récapitulatif des forces françaises
Bibliographie – Articles connexes – Liens externes – Notes et références

## Préambule
Après la capitulation de Sedan, les armées prussiennes et leurs alliés déferlent sur le Nord de la France et se déploient afin de mettre le siège devant Paris. Dans la capitale, la nouvelle parvient dans l'après-midi du 3 septembre.
L'opposition parlementaire à Napoléon III, menée par Léon Gambetta met alors en place un gouvernement provisoire, dit de la Défense nationale. La République est proclamée le 4 septembre, au balcon de l’hôtel de ville de Paris, et le gouvernement de la Défense nationale est formé.

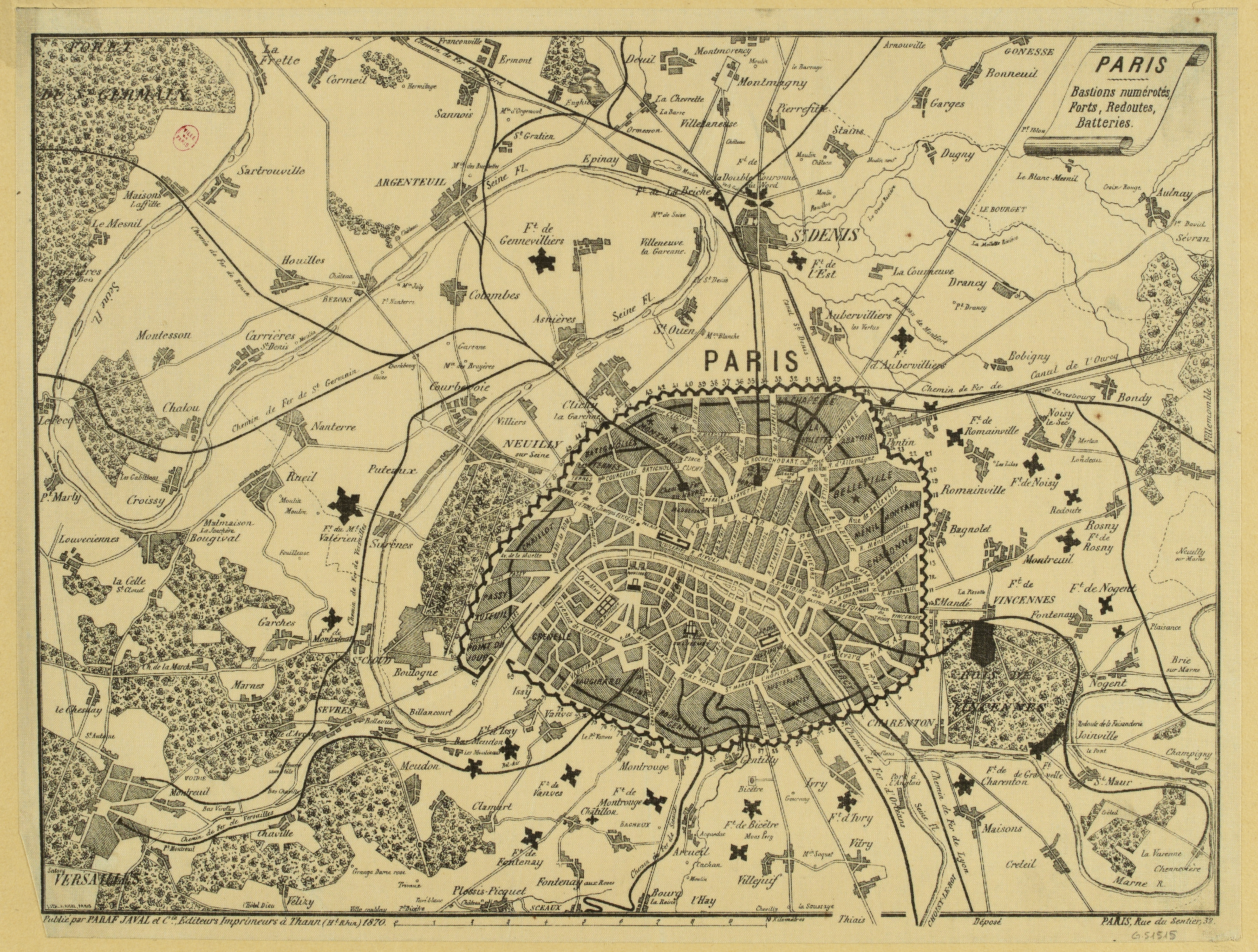
Bastions numérotés, forts, redoutes, batteries vers 1870
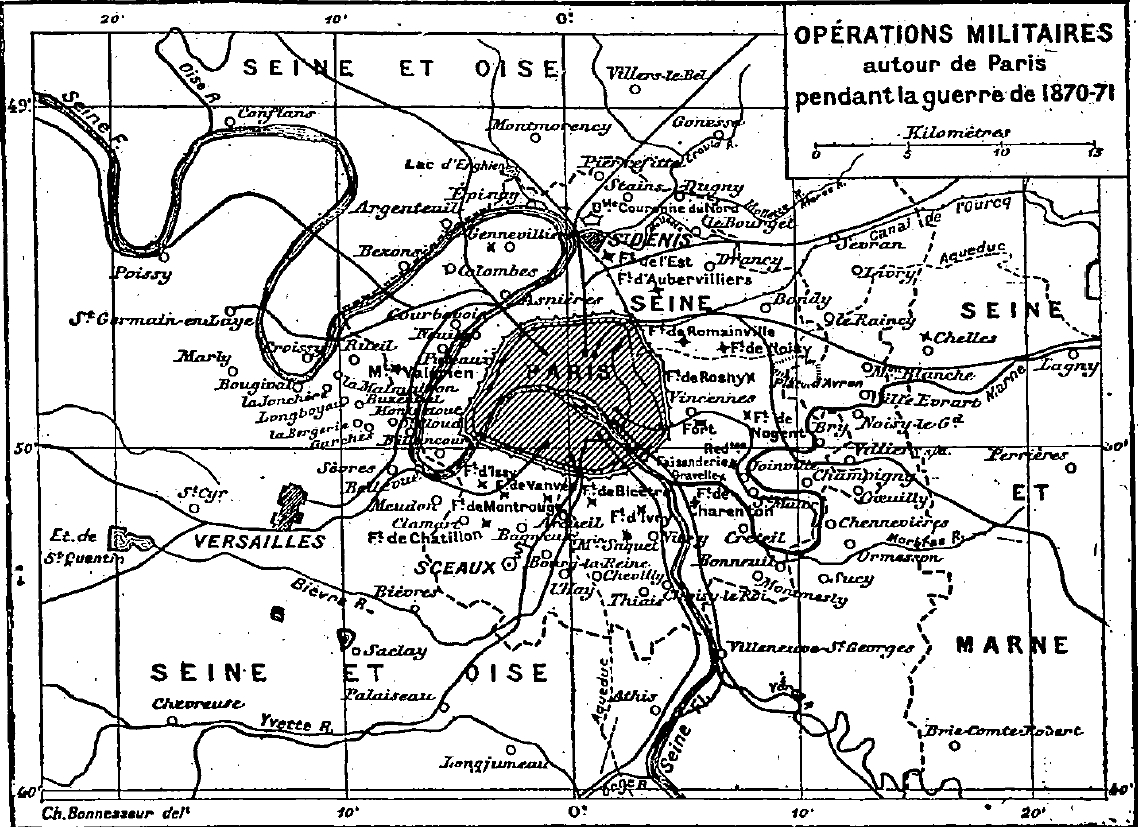
Opérations militaires autour de Paris durant le siège.

## Septembre

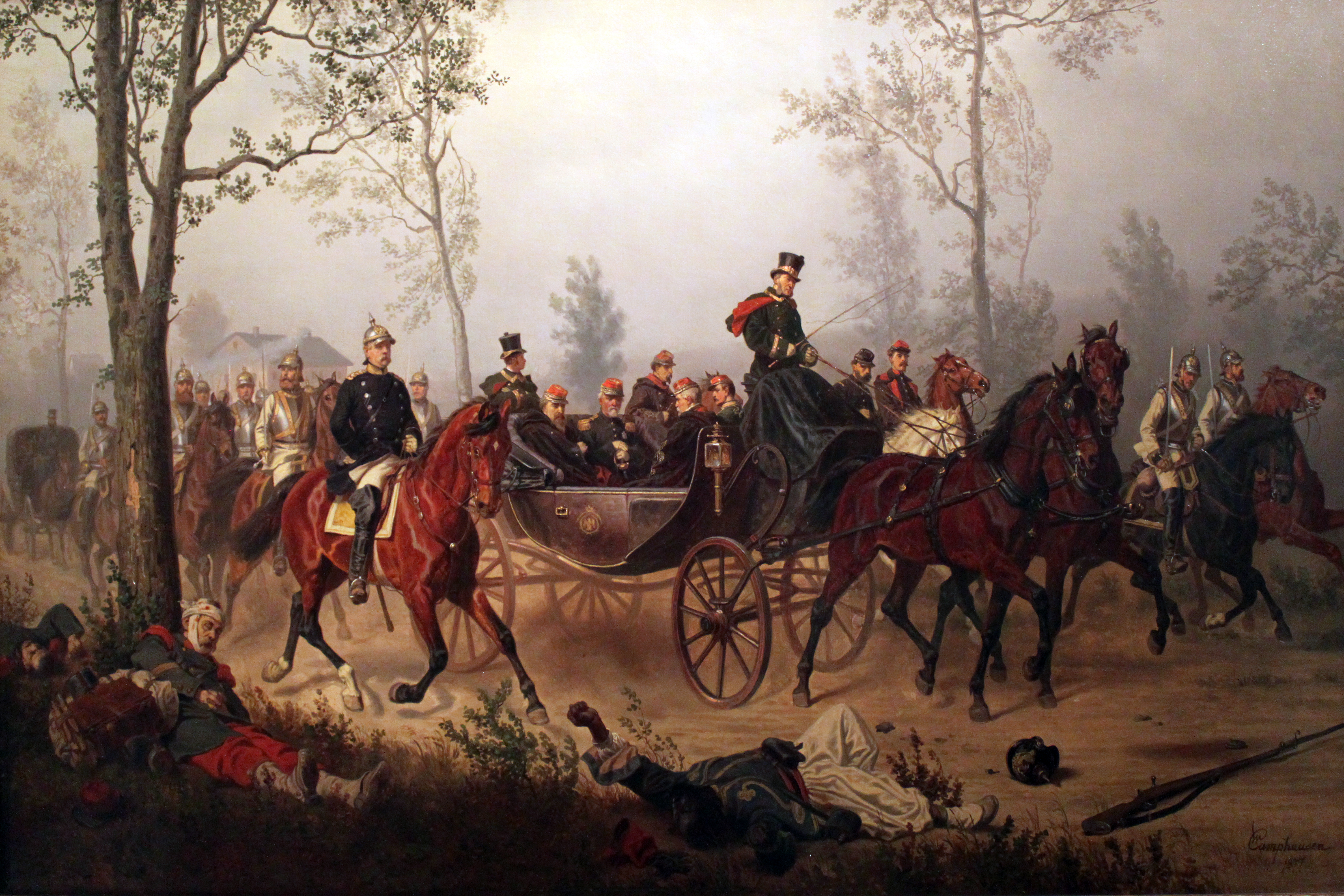
Bismarck conduit Napoléon III, après la bataille de Sedan au roi Guillaume Ier. (Tableau de Wilhelm Camphausen)
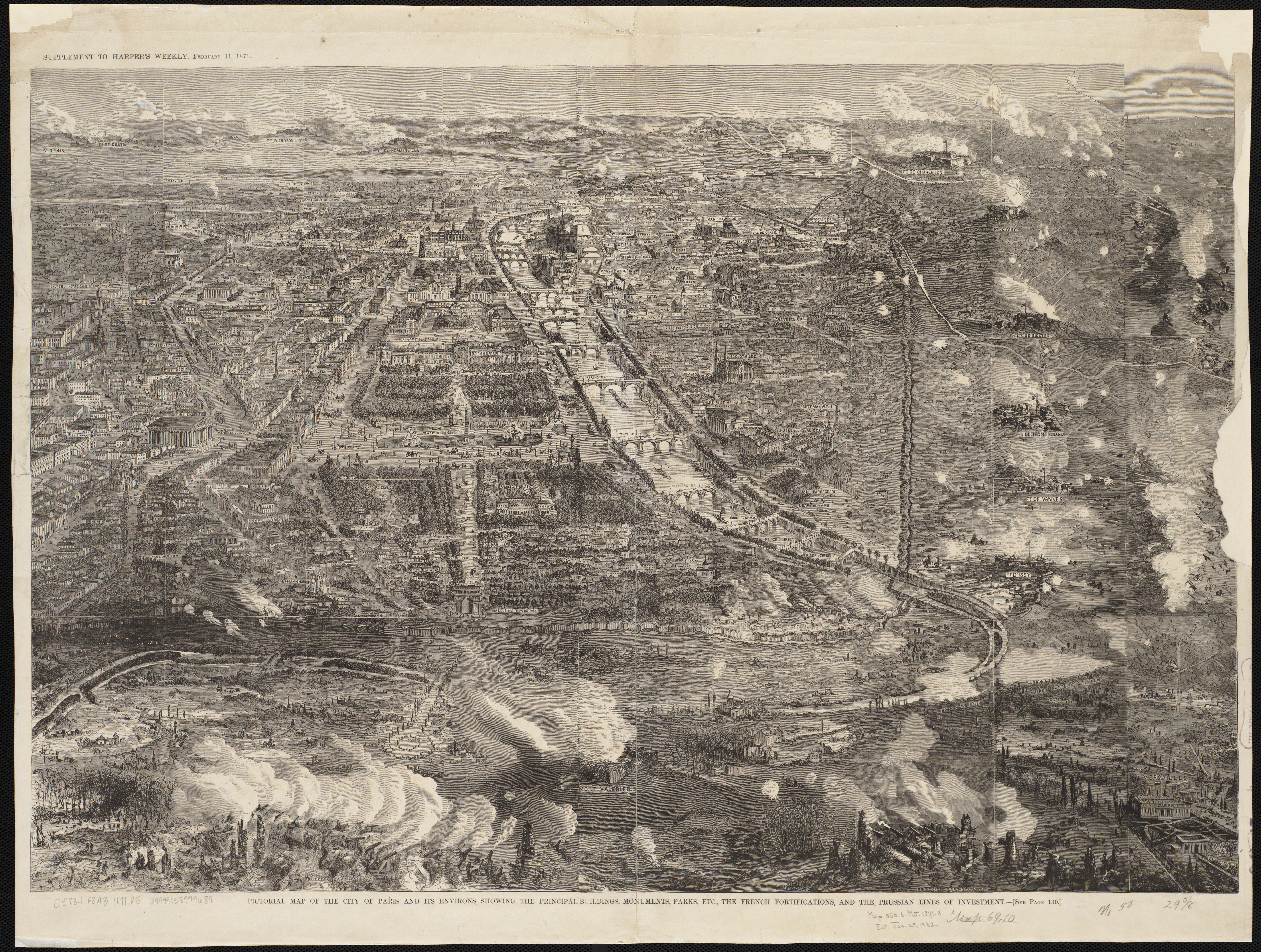
Carte illustrée de la ville de Paris et ses environs, montrant les principaux bâtiments, monuments, parcs, etc., les fortifications françaises, et les positions prussiennes.

### Dimanche 4 septembre
- Paris : 
Arrivée à Paris de la nouvelle du désastre de Sedan qui confirme les vagues rumeurs ayant leurs origines à Londres et à Bruxelles, qui annoncent la perte d'une grande bataille et la captivité de l'Empereur ainsi que la mort du maréchal de Mac-Mahon[note 1].
 Ce même jour une dépêche laconique, adressée au ministre de l'Intérieur fait connaître au gouvernement toute l'étendue du désastre : « L'armée est défaite et captive ; moi-même je suis prisonnier. Signé Napoléon ».
 Les Parisiens envahissent alors le palais Bourbon et exigent l'instauration de la République. 
Craignant d'être débordés, les députés emmenés par Adolphe Crémieux, Léon Gambetta, Jules Favre, Jules Grévy, Jules Simon et Jules Ferry forment le gouvernement de la Défense nationale après la proclamation de la République[3] à l'Hôtel de ville. Le général Trochu en assume la présidence. Le gouvernement est composé de députés républicains de Paris avec entre autres Léon Gambetta comme ministre de l'Intérieur, Jules Favre comme ministre des Affaires étrangères et Jules Ferry comme secrétaire du gouvernement.
1 200 zouaves du 4e régiment, débarqués d'Algérie, sont réunis à Saint-Cloud pour s'y organiser. Ils seront rejoints le lendemain par 400 hommes du 3e zouaves puis les jours suivants par des détachements échappés du désastre portant le nombre à plus de 2 000 combattants[4].

### Lundi 5 septembre
- Paris :

Après la capitulation de Napoléon III, Victor Hugo rentre à Paris et reçoit un accueil triomphal. Par la suite, il participe activement, tout au long du siège, à la défense de Paris.
Étienne Arago est nommé maire de Paris avec comme adjoints Charles Floquet et Henri Brisson.

### Mardi 6 septembre
- Paris : 
 Le préfet du département du Nord, Achille Testelin, sur conseil de Victor Hassebroucq, président du tribunal de commerce de Roubaix, décide d’envoyer au Jardin d'acclimatation à Paris, avant que les lignes de chemin de fer ne soient coupées, des pigeons qui pourront rapporter des nouvelles de la capitale. Mille cinq-cents pigeons sont réunis à Roubaix et Tourcoing, accompagnés de deux colombophiles J. François, de Tourcoing et H. Leman, de Roubaix. Les pigeongrammes[6] étaient envoyés de Paris vers la province et les réponses vers la capitale étaient microfilmées selon l'invention de René Dagron (1813-1900)[7].
Germain Rampont est nommé directeur général des postes. Il crée le service des aérostats et des pigeons-voyageurs dans Paris assiégé, et tente de communiquer avec la province en immergeant un câble dans la Seine.

### Mercredi 7 septembre
- Paris : 
 Le Gouvernement de la Défense nationale nomme les maires d'arrondissements.

- Aisne : 
700 fantassins prussiens ont couché à Villers-Agron-Aiguizy.

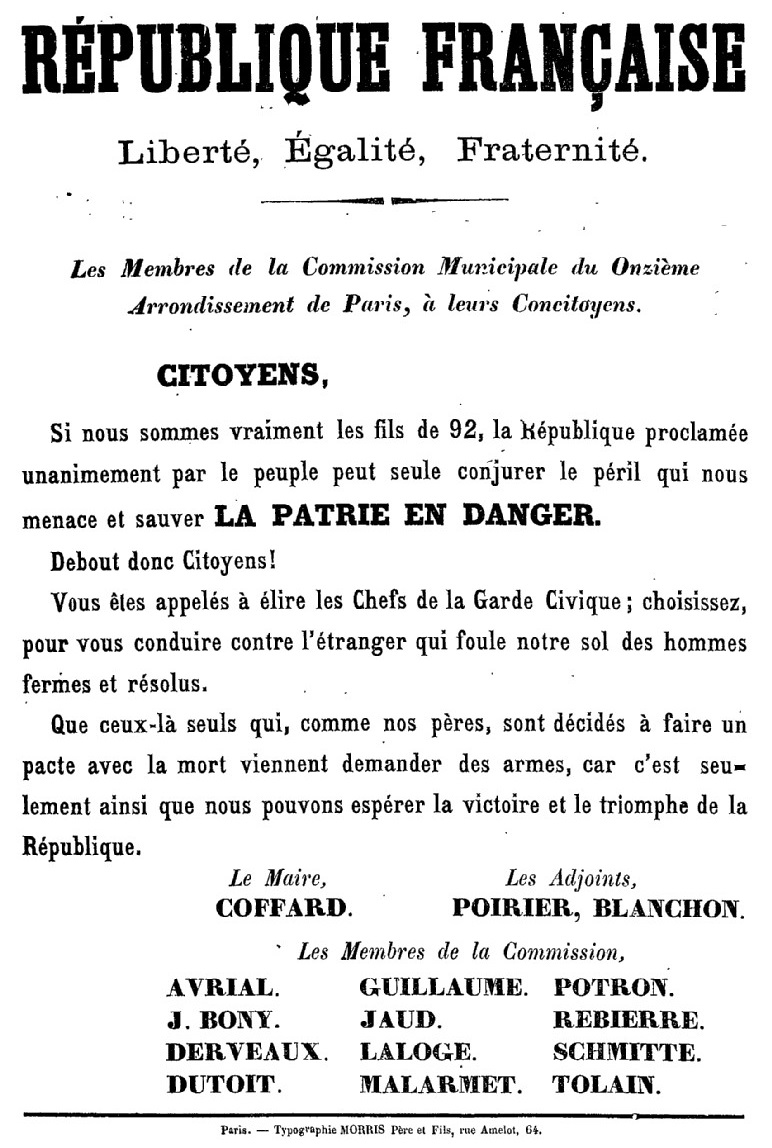
Affiche signée par Coffard, maire du 11e arrondissement, pour l'élection des officiers de la garde nationale.

### Jeudi 8 septembre
- Aisne : 
 La garnison de Laon composée de 800 mobiles et d'une trentaine de canons est sommée de se rendre sous peine de la destruction de la ville.

- Marne : 
Les Prussiens occupent Dormans et Épernay.

### Vendredi 9 septembre
- Paris : 
Les pigeons envoyés de Lille le 6 septembre arrivent gare du Nord puis sont emmenés au Bois de Boulogne pour une partie et sous les charpentes du Jardin d'acclimatation pour l'autre partie, où ils seront nourris et soignés. Roubaix et Tourcoing pourront ainsi recevoir des nouvelles de Paris.

- Aisne : 
Les Prussiens occupent Laon et continuent l'invasion sur 3 colonnes[8] :
  - une colonne traverse l'Aisne à Cuise-la-Motte puis se dirige sur Pierrefonds et Compiègne.
  - une colonne passe par Vailly-sur-Aisne, Braine, Villers-Cotterêts et envoie des coureurs sur Chantilly.
  - une colonne suit la vallée de la Marne et se dirige vers Meaux en passant par Château-Thierry.

- Marne : 
Les Prussiens sont signalés à Sézanne, Montmirail et Épernay.

### Samedi 10 septembre
- Aisne : 
Chivres-et-Mâchecourt est traversée par 40 000 Allemands. Le maire Ferdinand-Félix Fossé est condamné à mort et fusillé[8].

### Dimanche 11 septembre
- Aisne : 
Dans la matinée des uhlans aperçus aux environs de Soissons ont été mis en fuite.
Les Prussiens occupent Château-Thierry. 
L’après-midi, des cavaliers sont signalés à Viels-Maisons. 
Soissons a été sommée de se rendre.

- Marne : 
500 Prussiens sont signalés à Sézanne.
 Vers midi 200 cavaliers déjeunent à Bouchy-le-Repos. 
L’après-midi, des cavaliers sont signalés à Montmirail.

- Haute-Marne : 
2 000 Bavarois sont à Vied[9] et 2 500 à Vaucouleurs.

- Seine-et-Marne : 
 Les Prussiens sont signalés en force à La Ferté-sous-Jouarre et Rebais, des éclaireurs sont aperçus à Villenauxe, le procureur de la République de Provins échappe aux uhlans. 
Les Prussiens sont autour de Meaux ; des colonnes sont signalées à Crécy-la-Chapelle et Nanteuil-lès-Meaux. 
Claye est évacuée de ses habitants.

- Paris : 
 La taxe de la viande de boucherie est décrétée : « Le gouvernement considérant qu'en raison des circonstances actuelles le gouvernement a dû pourvoir aux approvisionnements de Paris, et qu'il importe que la vente au détail de ces approvisionnements ne soit pas l'objet de spéculations nuisibles aux intérêts des consommateurs; vu l’article 30 de la loi des 19-22 juillet 1791; sur le rapport du ministre de l'agriculture et du commerce décrète : Article 1 : Jusqu'à ce qu'il en soit autrement ordonné, la taxe de la viande de boucherie est rétablie dans la ville de Paris, etc. »[10]
Les gardes mobiles, gendarmes[11],[12] et autres troupes se replient sur Paris. 
 Le 13e corps d'armée quitte ses bivouacs situés sur l'avenue de la Grande-Armée pour s'étendre davantage et garnir l'espace compris entre le pont de Sèvres et le village de Saint-Ouen faisant ainsi face à la Seine, soit un développement de 14 kilomètres, et en prenant position dans l'ordre suivant :
  - La 1re division dite division d'Exéa, qui occupe 4 kilomètres de front de Clichy à Saint-Denis, place sa 1re brigade au château, et au parc de Saint-Ouen. Un régiment de la brigade Daudel campe à sa gauche en s'appuyant sur le pont d'Asnières, un second régiment est installé près du glacis en réserve.
  - La 3e division dite division Blanchard occupe le centre sur 4,2 kilomètres. La brigade Susbielle appuie sa droite au pont d'Asnières et sa gauche au pont de Neuilly, la brigade Guilhem se positionnant de ce point aux grilles du bois de Boulogne.
La 2e division dite division Maud'huy occupe 6 kilomètres, positionnant sa 1re brigade sur le terrain du champ de course de Longchamp et sa 2e brigade à Sèvres.
  - Les soldats du 13e corps d'armée exécutent plusieurs fortifications dont la redoute de Courbevoie située au rond-point de Courbevoie ainsi que celles de Gennevilliers, de Montretout, du Brimborion, de Ville d'Avray, de Meudon et de Châtillon.

### Lundi 12 septembre
- Val-de-Marne :
 Le génie français fait sauter le pont de Champigny-sur-Marne.

- Seine-et-Marne : 
Un groupe d’Allemands arrive à Melun d’où ils repartent en début d’après-midi en direction de Villiers-Saint-Georges annonçant l’arrivée d’un corps de 20 000 hommes, composé de 8 régiments d’infanterie, 5 régiments de cavalerie, 16 batteries d’artillerie et 6 bataillons de chasseurs à Pied. 
L’après-midi, des cavaliers sont signalés à Rebais, Nanteuil-lès-Meaux, Crégy-lès-Meaux investissant ainsi la ville de Meaux.
Ils occupent Nogent-sur-Seine et Provins, ou des uhlans annoncent l'arrivée d'un corps d'armée de 15 000 hommes.

- Paris : 
 Les gardes mobiles, gendarmes[11],[12] et autres troupes françaises se replient sur Paris.
 Après la formation du gouvernement de la Défense nationale, le 4 septembre, Adolphe Crémieux est délégué pour représenter le gouvernement à Tours.

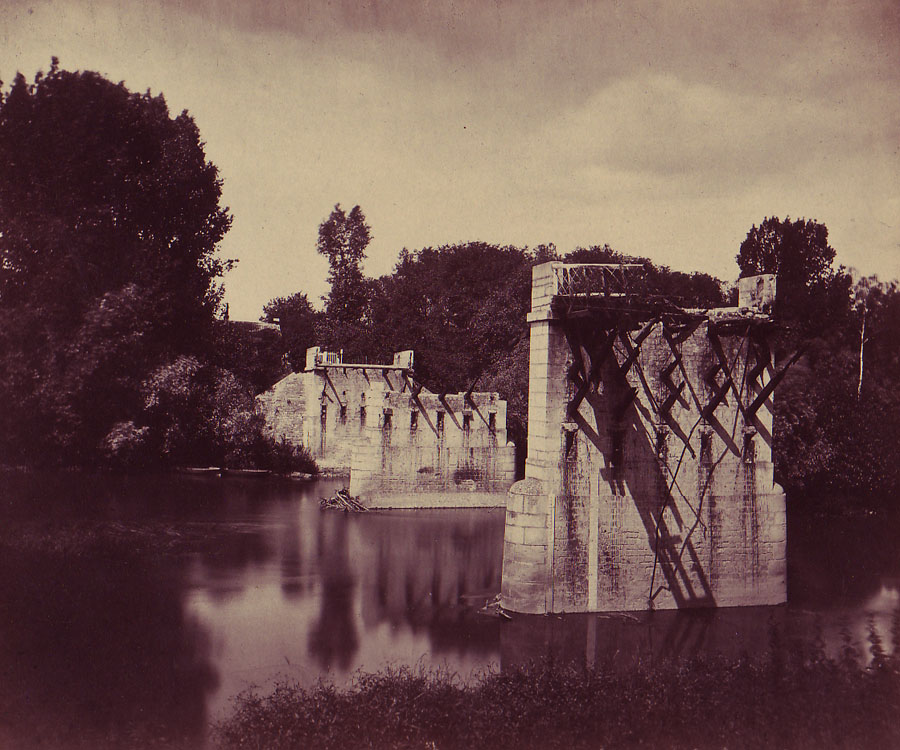
Pont de Champigny-sur-Marne après sa destruction le 12 septembre 1870

### Mardi 13 septembre
- Oise :
 Le pont de Creil près de Chantilly est renversé.
 Le réseau des chemins de fer du Nord ne communique qu’avec Pontoise et le pont de Saint-Ouen.

- Seine-et-Marne : 
 20 uhlans qui traversaient Nangis ont échangé quelques coups de fusil avec une compagnie de francs-tireurs.

- Paris : 
 Le gouverneur de Paris passe la garde nationale en revue.
Nomination d'une commission des barricades.
Création du Comité central républicain des Vingt arrondissements.

### Mercredi 14 septembre
- Oise :
 Senlis est occupée.

- Aisne : 
 Le grand quartier général prussien est à Château-Thierry.

- Seine-et-Marne : 
 30 lanciers ennemis sont présents à Mormant, annonçant l’arrivée d’une partie des troupes du prince royal et se dirigeant vers Paris. 
 Un engagement a eu lieu avec des cavaliers prussiens à Mortcerf.
 Des troupes ennemies sont campées aux environs de La Croix-aux-Bois, Gastins et Clos-Fontaine. À Gastins, un camp de 4 000 soldats allemands est établi près du bois Thibout.
 Les communications télégraphiques sont désormais coupées entre Melun et Mormant.

- Val-d'Oise :
Le génie français, en retraite sur la rive droite de l'Oise, fait exploser des charges qui anéantissent les arches centrales des ponts en pierre de L'Isle-Adam puis de Pontoise.

- Paris : 
 Défense de sortir ni d'entrer dans Paris.

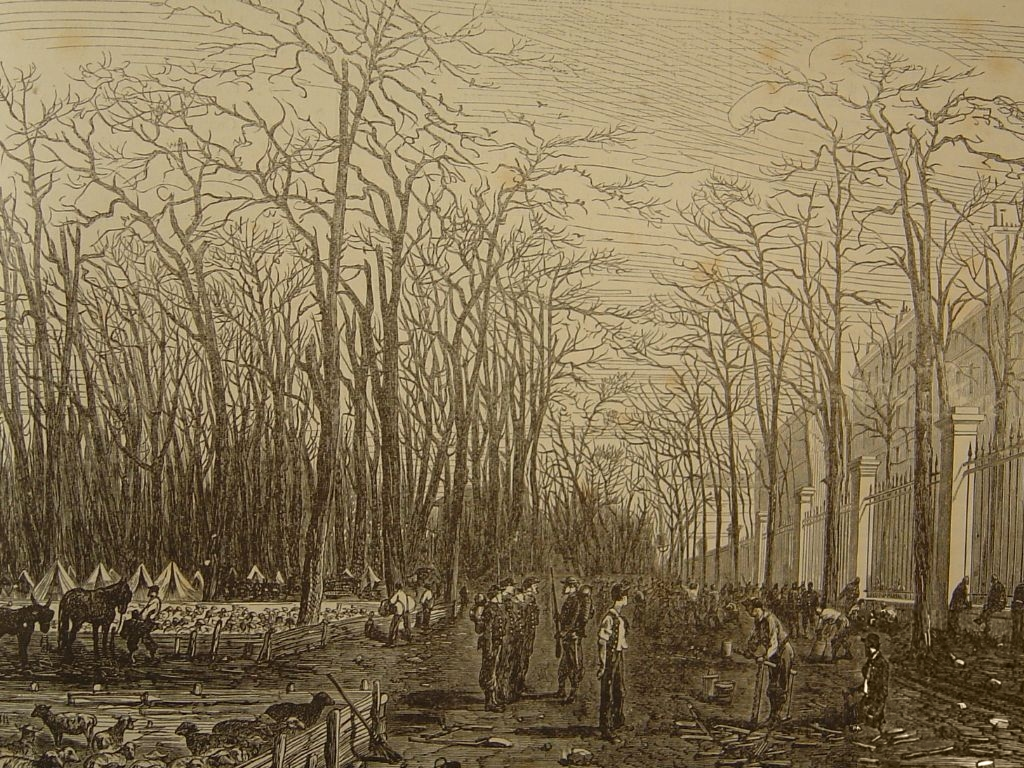
Le jardin du Luxembourg pendant le siège de Paris

### Jeudi 15 septembre
- Essonne :
 Des uhlans sont arrivés à Montgeron et se dirigent vers Vigneux-sur-Seine.

- Oise :
 Deux trains sont attaqués par les troupes allemandes aux abords de Senlis et de Chantilly qui s'installent ensuite dans ces villes. Le service est supprimé à partir de Paris.

- Seine-et-Marne : 
 Le grand quartier général prussien est à Meaux.
 Des uhlans sont arrivés à Courcelles-en-Bassée et des Prussiens à Melun.
 Des francs-tireurs de Fontainebleau tendent, avec succès, une embuscade à l'ennemi sur la route de Guignes.

- Seine-Saint-Denis : 
 Un important détachement d'uhlans est signalé à Neuilly-sur-Marne comme devant être l'avant-garde de la colonne se dirigeant sur Joinville.

- Val-de-Marne :
 10 000 ennemis sont signalés en direction de Joinville ainsi que 200 uhlans à Mesly près de Créteil. 
Le long de la Marne, un détachement français met en fuite des éclaireurs et le pont de Joinville saute.

- Hauts-de-Seine - Val-de-Marne :
Le 13e corps d'armée abandonne ses emplacements entre Sèvres et Saint-Ouen pour occuper le plateau de Vincennes[4].

- Val-d'Oise :
Les troupes françaises, en retraite sur la rive droite de l'Oise, font sauter le pont de chemin de fer de Saint-Ouen-l'Aumône et le pont routier de Neuville-sur-Oise.

- Paris : 
 Rédaction, rue de la Corderie, et publication de la 1re affiche rouge placardée par le Comité central républicain des Vingt arrondissements réclamant la guerre à outrance, la levée en masse dans les départements[13] et appelant à la formation de la Commune de Paris.
Ouverture de l'ambulance de la place des Vosges qui renfermait 15 lits. Les premiers blessés arrivent dès le mois de novembre. Elle est fermée le 15 mars 1871 après avoir reçu 45 blessés ou malades[14].

#### Ordre du jour du général Trochu
« Aux gardes nationaux, aux gardes mobiles de la Seine et aux gardes mobiles des départements.
Jamais aucun général d'armée n'a eu sous les yeux le grand spectacle que vous venez de me donner.

Trois cents bataillons de citoyens, organisés, armés, encadrés par la population tout entière acclamant dans un concert immense la défense de Paris et la liberté.

Que les nations étrangères qui ont douté de vous, que les armées qui marchent sur vous ne l'ont elles entendu !

Elles auraient eu le sentiment que le malheur a plus fait en quelques semaines pour élever l'âme de la nation que de longues années de jouissance pour l'abaisser.

L'esprit de dévouement et de sacrifices vous a pénétrés, et déjà vous lui devez le bienfait de l'union de cœur qui va vous sauver.

Avec notre formidable effectif, le service journalier de la garde de Paris ne sera pas de moins de 70 000 hommes en permanence. Si l'ennemi, par une attaque de vive force, ou par surprise, ou par la brèche ouverte, perçait l'enceinte, il rencontrerait les barricades dont la construction se prépare, et ses têtes de colonnes seraient renversées par l'attaque de dix réserves échelonnées.

Ayez donc confiance entière et sachez que l'enceinte de Paris, défendue par l'effort persévérant de l'esprit public et par trois cent mille fusils, est inabordable.
Gardes nationaux de la Seine et gardes mobiles :

Au nom du gouvernement de la Défense nationale, dont je ne suis devant vous que le représentant, je vous remercie de votre patriotique sollicitude pour les chers intérêts dont vous avez la garde.

À présent, à l'œuvre dans les neuf sections de la défense!

De l'ordre partout, du calme partout, du dévouement partout.

Et rappelez vous que vous devenez chargés, je vous l'ai déjà dit, de la police de Paris pendant ces jours de crise.

Préparez vous à souffrir avec constance. À cette condition vous vaincrez.
Trochu
15 septembre 1870. »

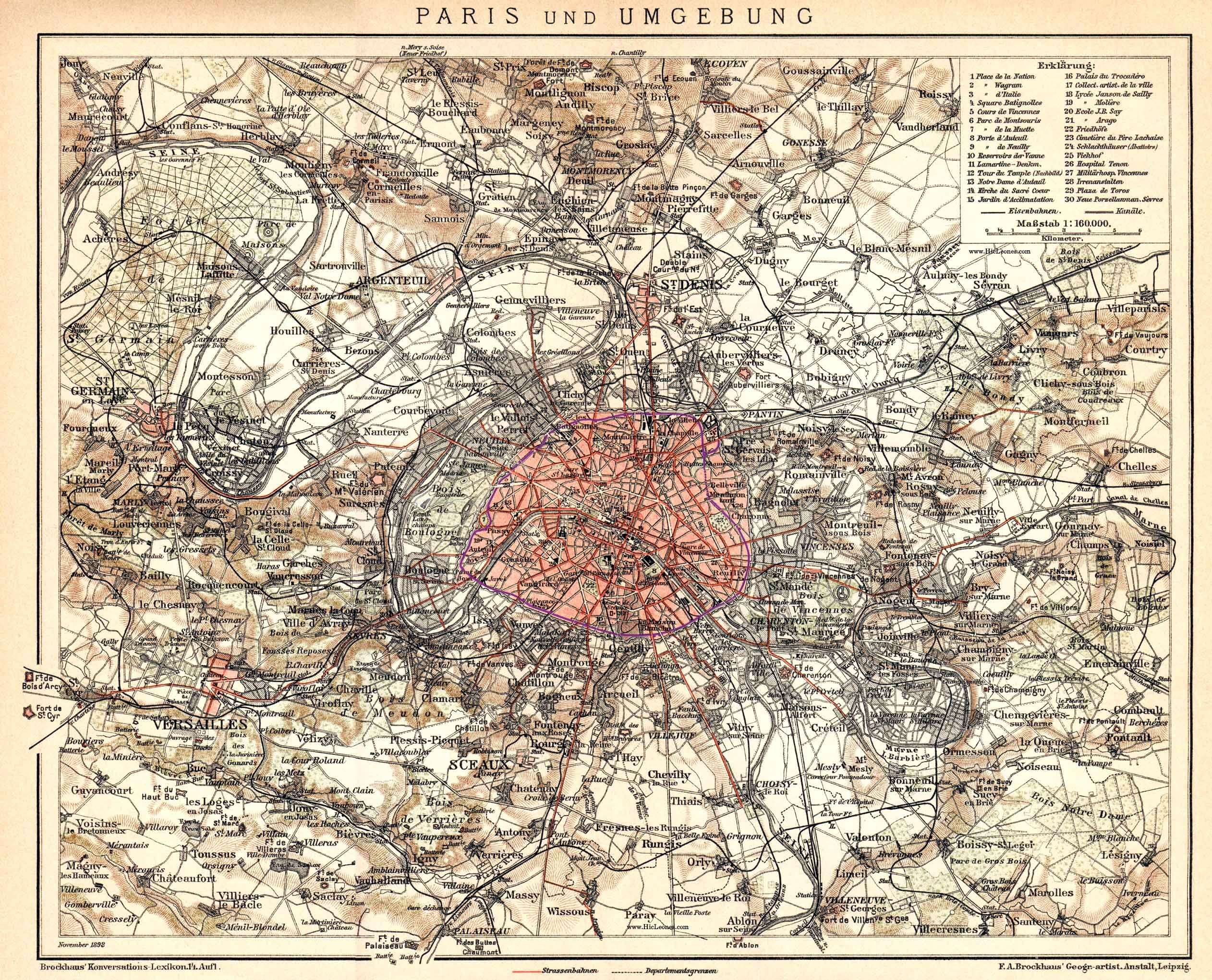
Paris et ses environs

### Vendredi 16 septembre
Les régiments de cavalerie commandés par les généraux Gustave Coste de Champéron et Jean-Henry Reyau qui avaient été dirigés sur Meaux avec ordre de harceler l'ennemi avaient fait mouvement de repli.
Les troupes de la division Champéron étaient rentrées dans Paris et bivouaquaient dans le bois de Vincennes et sur le Champ-de-Mars.
Les troupes de la division Reyau avaient quant à elles regagné Versailles puis s'étaient dirigées vers les armées en formation au-delà de la Loire.
- Aisne : 
Soissons ayant refusé de se rendre, la place est investie par les troupes allemandes qui en font le siège et résiste jusqu'au 12 octobre.

- Paris : 
 À mesure que les Prussiens resserrent le cercle dans lequel ils vont enfermer Paris, les populations des localités voisines, refoulées par l'invasion, se précipitent de toutes parts dans la capitale, avec des voitures chargées de meubles entassés à la hâte, de provisions, des objets les plus précieux abandonnant leur foyer qu'ils retrouveront, généralement, pillé et détruit.
 Les ambassadeurs, d'Autriche-Hongrie, d'Angleterre et de Russie quittent Paris.

- Val-de-Marne :
 On se bat à Athis. La voie de chemin de fer est coupée par une canonnade entre Ablon et Athis, les trains allant sur Paris sont stoppés. 
Les éclaireurs de la Seine engagent un combat à Pompadour contre des éclaireurs ennemis.

- Val-d'Oise :
 L'ennemi est à Pierrelaye, et des uhlans arrivent à L'Isle-Adam par la forêt.

- Hauts-de-Seine - Val-d'Oise :
 Le génie militaire français fait sauter les ponts ferroviaire et routier d'Argenteuil[15].

- Seine-et-Marne : 
 800 Bavarois s'installent à Melun et dans la nuit 4 000 autres arrivent.
 La 2e division de cavalerie allemande est à Brie-Comte-Robert.
Le VIe corps est à Meaux.
Le Ve corps est à Tournan.
Le 2e corps bavarois est à Moissy-Cramayel.

### Samedi 17 septembre

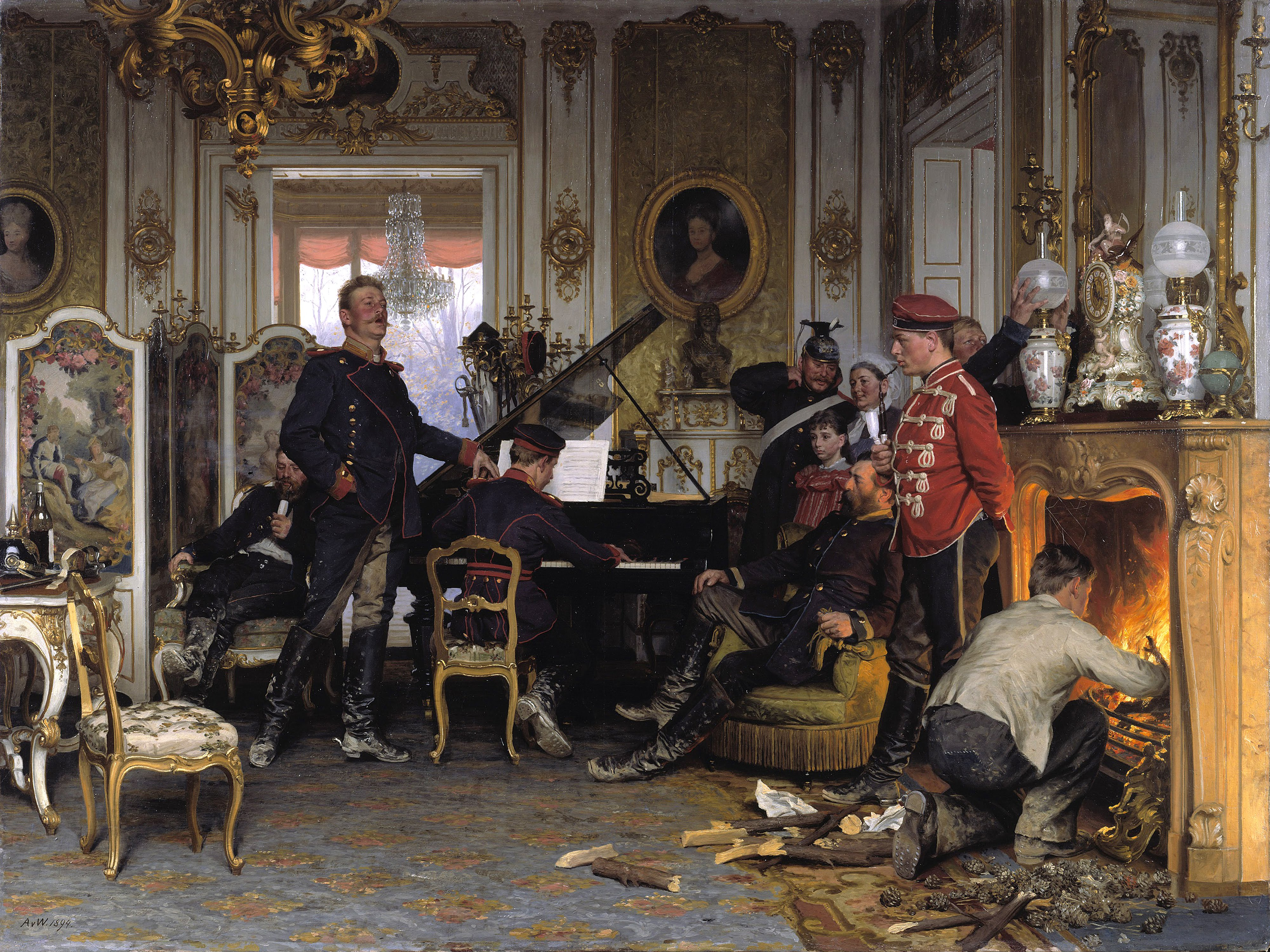
Quartier général de troupes allemandes au château de Brunoy

- Seine-et-Marne : 
 Les Ve et VIe corps allemand ainsi que le 2e corps bavarois reprennent leur marche couverts sur les flancs par les 2e et 4e divisions de cavalerie allemande en direction de Villeneuve-Saint-Georges.

- Essonne :
 Grand mouvement de troupes ennemies sur les hauteurs de Brunoy et se dirigeant sur les hauteurs de Villeneuve-Saint-Georges.
En fin d'après-midi, le IIe corps bavarois, passant la Seine à Corbeil sur un pont qu'il a jeté, laisse la 4e division bavaroise dans la ville et fait pousser la 3e division bavaroise jusqu'à la rive droite de l'Orge à Villemoisson, Saint-Michel-sur-Orge et Brétigny. Il barrait en ce dernier point la ligne de chemin de fer de Paris à Orléans.

- Val-de-Marne :
 La 17e brigade allemande, en avant-garde, prend position à Limeil
L'ennemi[16] commence la construction d'un pont près de Villeneuve-Saint-Georges. À Montmesly des combats ont lieu entre les troupes de la défense nationale et l'avant-garde de la IIIe armée allemande.
 Partant de Vincennes, la division du général d'Exéa, du 13e corps, effectue une reconnaissance contre des colonnes ennemies signalées du côté de Choisy-le-Roi. Cette forte colonne cherche à couper les lignes du chemin de fer de Lyon et d'Orléans et à s'installer sur les hauteurs dominant la Seine. Un engagement contre ces troupes prussiennes, fortes de 3 à 4 000 hommes qui se dirigeaient de Choisy-le-Roi sur Versailles en contournant les positions de Châtillon et de Clamart débuta. Selon le général Vinoy commandant de l'opération, l'avantage est resté aux troupes françaises qui ont perdu 6 tués et 37 blessés. Les pertes de l'ennemi auraient été de 400 hommes environ, dont 58 tués.
En fin d'après-midi le VIe corps allemand est à Noiseau, Pontault et Roissy-en-Brie[17].

- Seine-Saint-Denis : 
Des travailleurs français gardés par la garde nationale coupent et incendient le bois d'Avron. Le plateau d'Avron restera inoccupé jusque fin novembre[18].

- Marne : 
Le Ier corps bavarois est à Orbais et le XIe corps prussiens à Dormans.

- Oise : 
 Le corps wurtembourgeois est à Nanteuil-le-Haudouin.

- Val-d'Oise :
 À L'Isle-Adam, un escadron de cavalerie aidé de 200 fantassins arrache le drapeau de l'hôtel de ville, se livre au pillage et réquisitionne les plus belles demeures. Les troupes allemandes, qui contrôlent Le Mesnil-Aubry et Beaumont-sur-Oise, continuent leurs progression sur Pontoise qu'il occupent dans la journée.

### Dimanche 18 septembre

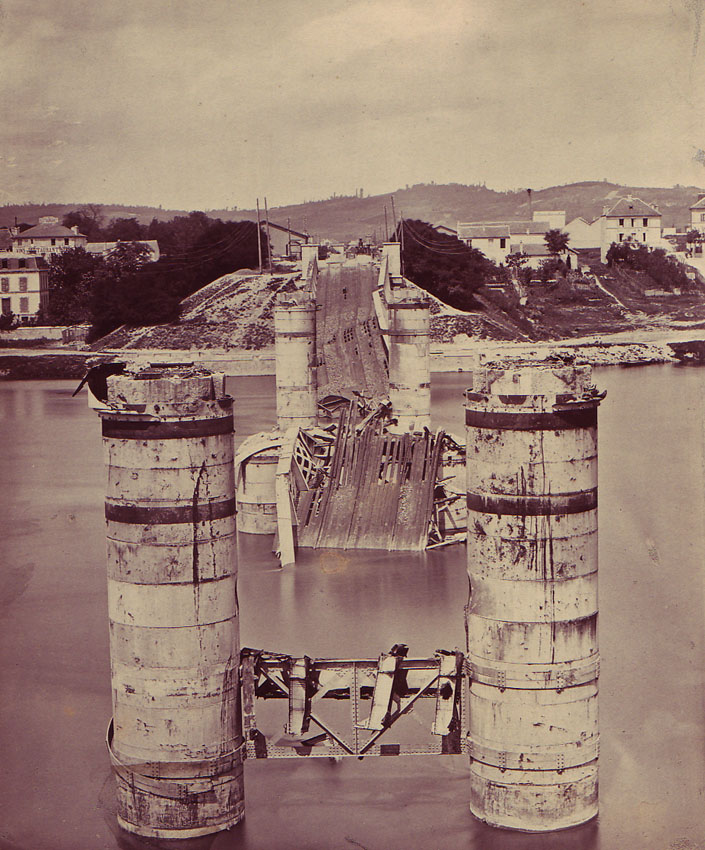
Le pont ferroviaire d'Argenteuil après sa destruction par le génie militaire français. Photo prise de Colombes vers Argenteuil. On aperçoit les hauteurs où sera stationnée l'artillerie allemande
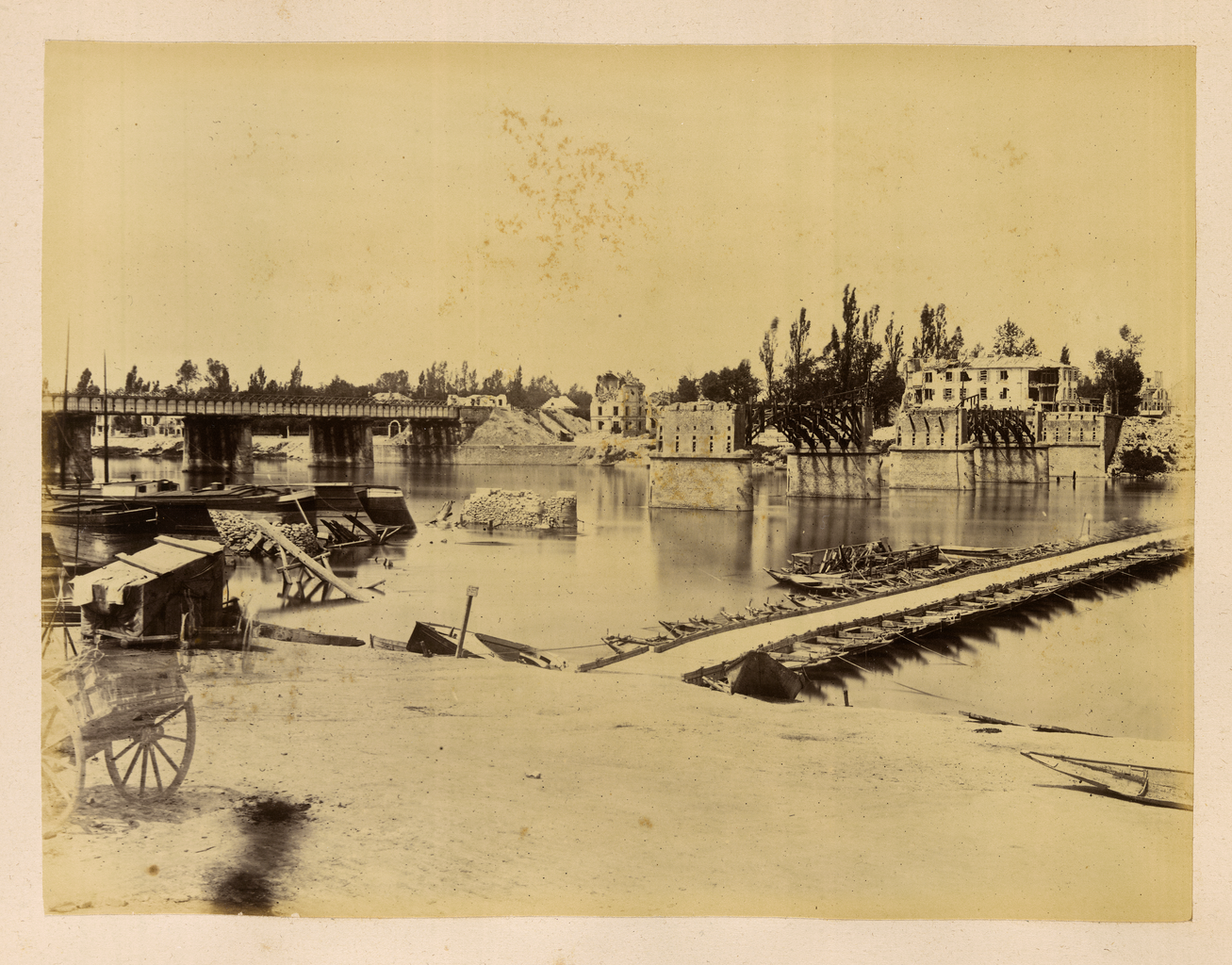
Pont de bateaux à Asnières en remplacement du pont détruit
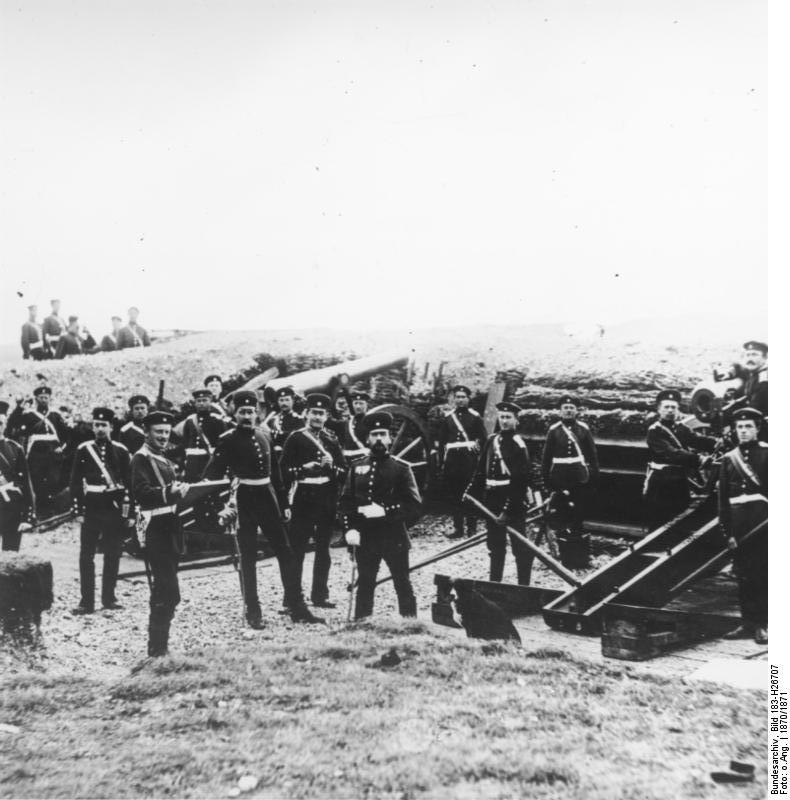
Batterie prussienne devant Paris

- Royaume de Prusse  Royaume de Bavière  Royaume de Wurtemberg  Royaume de Saxe :
 Les Allemands, composés de deux corps bavarois, d'une division wurtembourgeoise, d'un corps saxon, de la garde prussienne et de quatre corps d'armée prussiens, arrivent sous les murs du camp retranché de Paris par 3 côtés à la fois et commencent l'investissement[19] de la capitale.

- Paris : 
 Décret d'un crédit de 600 000 francs[20] pour construire des mitrailleuses.

- Hauts-de-Seine :
 Les Prussiens occupent Bourg-la-Reine, Clamart, Meudon… 
 Une colonne marche sur Versailles en passant par Bièvre et en contournant les bois de Verrières. Une seconde se dirige également vers Bièvre par Petit-Bicêtre[note 2], la pointe du bois de Verrières et la capsulerie du bois de Meudon établissant un cordon sur les hauteurs de Clamart-Meudon dominant Paris. Le 1er zouaves se couvre de 3 grand'gardes à savoir : 100 hommes à l'étoile de la Patte-d'Oie, cent soixante-dix hommes à la Grange-Dame-Rose jusqu'à la ferme de Villacoublay et cent hommes à la ferme de Trivaux[note 3] ou un petit engagement eut lieu entre les zouaves qui étaient dans cette ferme et les fantassins prussiens qui étaient dans une autre petite ferme, dite : Pointe de Trivaux[note 4]. Les Prussiens sont chassés à coups de canon, et les zouaves prennent leur position.
Le général Trochu, gouverneur de Paris, donne l'ordre au général Ducrot d'abandonner la redoute de Châtillon. Ce mauvais calcul permettra à l'état-major allemand d'achever plus rapidement l'investissement de la capitale. Surmontant les réticences de Trochu, dès le lendemain Ducrot lancera ses troupes afin de reprendre cette redoute évacuée trop rapidement.

- Yvelines :
 L'ennemi qui occupe Conflans, Andrésy, Chanteloup-les-Vignes.Carrières-sous-Poissy, Poissy et Triel laisse dans chacune des communes environ 800 hommes et installe son artillerie sur les hauteurs de Chanteloup.

- Val-de-Marne :
 Environ 200 Prussiens s'avancent près du pont de Joinville en venant de Champigny. Après avoir échangé, pendant une demi-heure, des coups de feu avec les francs-tireurs ils se retirent.
 Les voies de chemins de fer sont coupées après qu'un convoi ait été assailli, à coups de fusil, à Choisy-le-Roi par les uhlans postés sur l'autre rive de la Seine. 
 Les Prussiens sont signalés à Vitry et Chevilly. 
Le général Ducrot qui occupe, avec 4 divisions d'infanterie, des positions s'étendant des hauteurs de Villejuif à celles de Meudon, fait effectuer une reconnaissance de cavalerie. 2 000 hommes et 28 pièces d'artillerie de campagne de la division du général Maud'huy renforcent les positions du moulin de Saquet et des Hautes Bruyères et entreprennent le creusement de tranchées.

- Seine-et-Marne : 
20 000 Prussiens sont signalés cheminant dans la vallée de la Marne en direction de Paris dont l'avant-garde, de 6 000 hommes, se dirige à partir de Lagny sur le plateau d'Avron[21].

- Seine-Saint-Denis : 
 Des fusillades sont signalées vers Le Bourget.
Les réfugiés affluent vers Saint-Denis qui indiquent « les Prussiens! les Prussiens sont à Sarcelles et à Saint-Brice, en marche sur Saint-Denis!... »
Les troupes du génie font sauter trois ponts sur la Seine pour mettre obstacle à la marche des corps prussiens enserrant la capitale.

- Val-d'Oise :
 Les Prussiens sont signalés à Gonesse. 
Les troupes du grand-duc de Mecklembourg-Schwerin, arrivés à Saint-Ouen-l'Aumône, par la rive gauche de l'Oise, jettent un pont de bateaux à une vingtaine de mètres du pont en pierre de Pontoise et entrent dans la ville.

### Lundi 19 septembre: début du siège de Paris
- Royaume de Prusse 
L'armée de la Meuse, Prussienne, occupe la rive droite de la Seine et de la basse Marne et chacun des corps qui la composaient resta jusqu'à la fin du siège dans les positions qui lui avaient été assignées dès le début.
Les prussiens passent la Seine vers Villeneuve-Saint-Georges,  puis en suivant la vallée de la Bièvre, ils se dirigent sur Versailles par les bois de Verrières, Meudon et Clamart, tournant ainsi autour de Paris, en suivant les bois[22]. Les troupes prennent leurs positions : 
 - Le IVe corps sur la rive droite de la Seine, entre Chatou et Épinay-sur-Seine, quartier général à Soisy. 
- La Garde, déployée dans la plaine qui s'étend au nord de Saint-Denis, entre Montmagny et Le Blanc-Mesnil, quartier général à Gonesse.
 - Le XIIe corps, occupait l'emplacement depuis Aulnay jusqu'à la rive droite de la Marne, et occupait la forêt de Bondy, quartier général au Vert-Galant.
- La 5e division de cavalerie prit position entre Poissy et Neauphle, quartier général à Saint-Nom-la-Bretèche.
 - La 6e division entre Neauphle et Chevreuse, quartier général à Mesnil-Saint-Denis. 
- La brigade des uhlans de la garde, établie à Argenteuil, se tenait en communication à Saint-Germain avec la 5e division de cavalerie. 
- Le quartier général du prince de Saxe est établi le 19 septembre au grand-Tremblay, et le 12 octobre à Margency.

- Paris :
 Le dernier réseau télégraphique encore en service, celui de l'Ouest, est coupé.
Institution de la Cour martiale « dans le but de réprimer les attentats à la propriété, le maraudage, le vol, l'espionnage qui se propage dans les banlieues de Paris ». Celles-ci siègeront à Vincennes et à Saint-Denis, et dans les 13e et 14e corps d'armée.

- Val-de-Marne - Hauts-de-Seine :
 L'ennemi s'est présenté sur plusieurs points à la fois, s'étendant de Vitry, Chevilly, Bourg-la-Reine, Châtillon et Clamart, et filant par Meudon sur Versailles.
Le fort de Nogent bombarde le secteur du pont de Bry, occupé par les Allemands, qui travaillent à sa réparation pour préparer leur passage.

- Val-d'Oise - Seine-Saint-Denis : 
 Il a été signalé également dans la direction de Gonesse en direction de Saint-Denis.

- Yvelines :
Après avoir franchit la Seine à Triel, la 5e division de cavalerie prussienne avance entre Poissy et Neauphle, occupe Versailles et installe son quartier général à Saint-Nom-la-Bretèche. Cette division entreprend alors, à partir de son QG, de fréquentes expéditions sur la rive gauche de la Seine durant toute la durée de la guerre. 1 000 soldats et 600 chevaux seront cantonnés à Neauphle jusqu’au mois de février 1871[23]
Lors du combat de Châtillon un épisode sanglant eut lieu à la « Grange Dame Rose » sur Vélizy ou quelques zouaves, placés en grand’gardes[24], sont subitement attaqués par une reconnaissance d’une centaine de fantassins bavarois, appuyés par un peloton de dragons. Après une résistance opiniâtre les zouaves se replient laissant 12 morts et 34 prisonniers entre les mains de l'ennemi (sur 170 hommes), qui n'ose toutefois pousser plus loin son avancée[25].
Marly-le-Roi, Chatou, Le Vésinet et Louveciennes sont occupées; les occupants quitteront ces villes le 20 février 1871.

- Seine-Saint-Denis : 
 Les Prussiens occupent Bondy et les bois alentour et ont installé des batteries sur le bord du plateau du parc du Raincy. 
Des groupes de cavaliers sont venus explorer les alentours de la redoute de la Boissière et du fort de Noisy. Deux pièces de marine du fort ont tiré sur eux. La cavalerie s'est repliée rapidement et l'infanterie a rétrogradé. Ils ont édifié un observatoire à 2 000 mètres du fort de Noisy. 
Grand Tremblay

- Hauts-de-Seine :
 Vers 2 heures du matin, la grand'garde de la Grange-Dame-Rose est subitement attaquée par une reconnaissance d'une centaine de fantassins bavarois appuyé par un peloton de dragons. Après une faible résistance les zouaves se replient, laissant 12 morts et 34 prisonniers entre les mains de l'ennemi, qui n'ose toutefois pousser plus loin son avancée. 
La garde républicaine fait sauter les ponts de Saint-Cloud, Sèvres et Billancourt. Dès la pointe du jour, le général d'Exéa fait une reconnaissance offensive en avant de ses positions. Il rencontre des masses importantes dissimulées dans les bois et dans les villages, et surtout un très grand déploiement d'artillerie. Après un engagement assez vif, les troupes ont dû se replier en arrière. 
Une partie de la droite a effectué ce mouvement avec une regrettable précipitation. 
L'autre partie s'est concentrée en bon ordre autour de la redoute en terre qui avait été élevée sur le plateau de Châtillon.
La gauche faiblement attaquée, a pu tenir sur les hauteurs de Villejuif. 
 À ce moment, le feu d'artillerie de l'ennemi a pris des proportions qu'il n'avait pas atteintes jusqu'alors. 
Vers 16 heures, le général Ducrot, après une lutte qui avait duré toute la journée, a dû prendre la résolution de faire reculer ses troupes jusqu'aux points où elles pouvaient recevoir la protection des forts.
 Il fait enclouer, sous ses yeux, les 8 pièces d’artillerie en position dans la redoute de Châtillon avant de se retirer, le dernier, au fort de Vanves.
 L'ennemi occupe aussitôt les hauteurs qui dominent les forts d'Issy, de Vanves, de Montrouge et commence à construire de gigantesques batteries qui lui permirent de bombarder les forts et l'enceinte. La route de Choisy à Versailles fut couverte de fascines par lesquelles les grosses pièces Krupp pouvaient être montées sans bruit. Plusieurs étages de retranchements s'élevèrent sur les flancs du coteau. Une batterie placée au moulin de Pierre[note 5],[26],[27] était à 1 000 m du fort de Vanves. 
 Des ordres sont donnés, pour que les troupes se concentrent définitivement dans Paris. Toutefois le 15e régiment de marche, sous les ordres du colonel Bonnet, se retranche fortement, et garde sa position avancée à Plessis-Piquet. 
La redoute de Montretout, dont les remparts étaient inachevés et jugée trop avancée par le commandement, est évacuée par le 6e bataillon des mobiles de la Seine.

- Seine-et-Marne : 
 Début de l'entrevue de Ferrières entre Jules Favre et Otto von Bismarck

- Val-d'Oise :
 L'armée de la Meuse occupe les Pays de France, ainsi que Sarcelles, Groslay, Montmorency, Enghien, Cormeilles-en-Parisis, Argenteuil et Bezons[note 6],[28],[29] Un régiment de uhlans défile à Cormeilles[15]

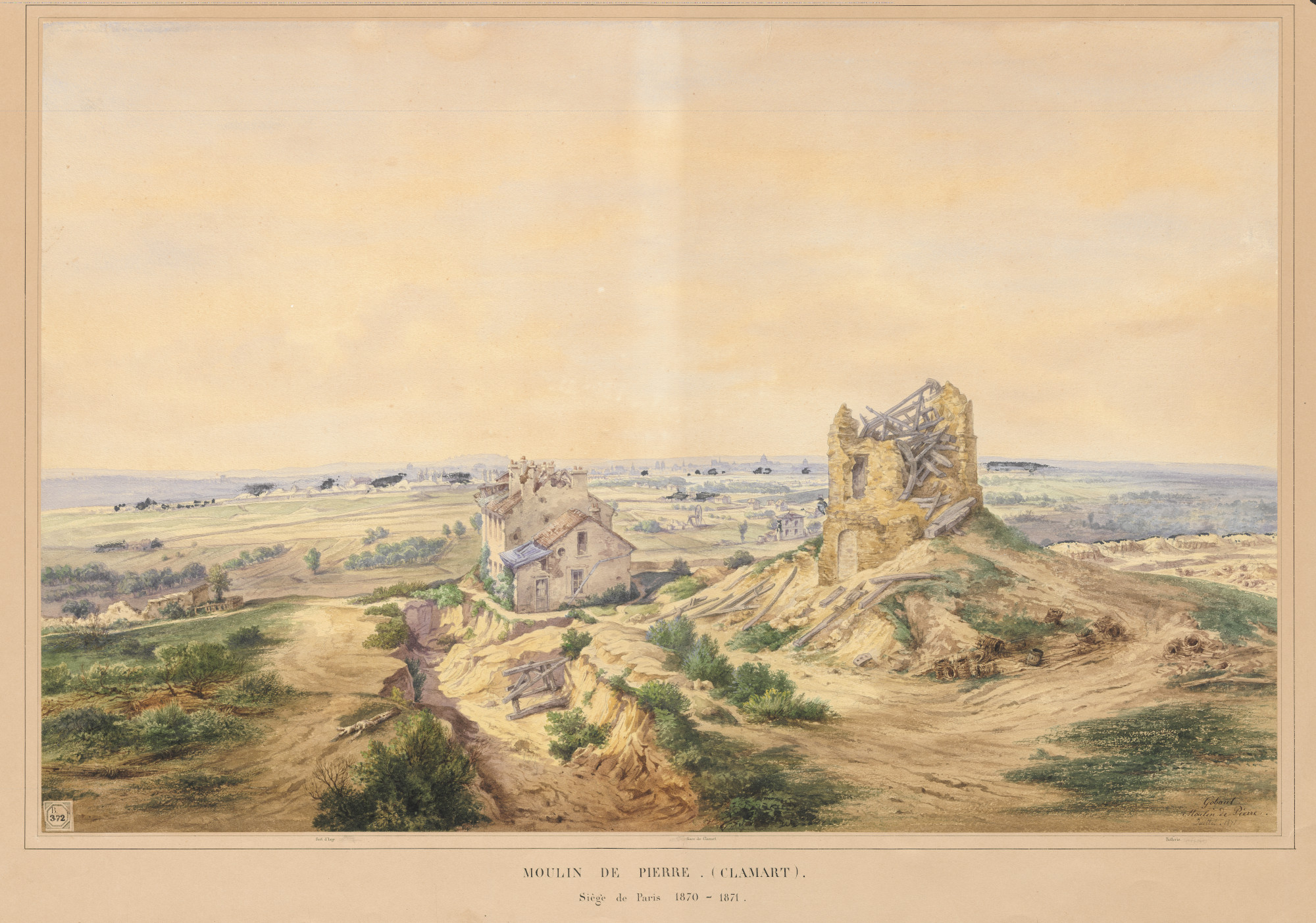
Le Moulin de Pierre à Clamart
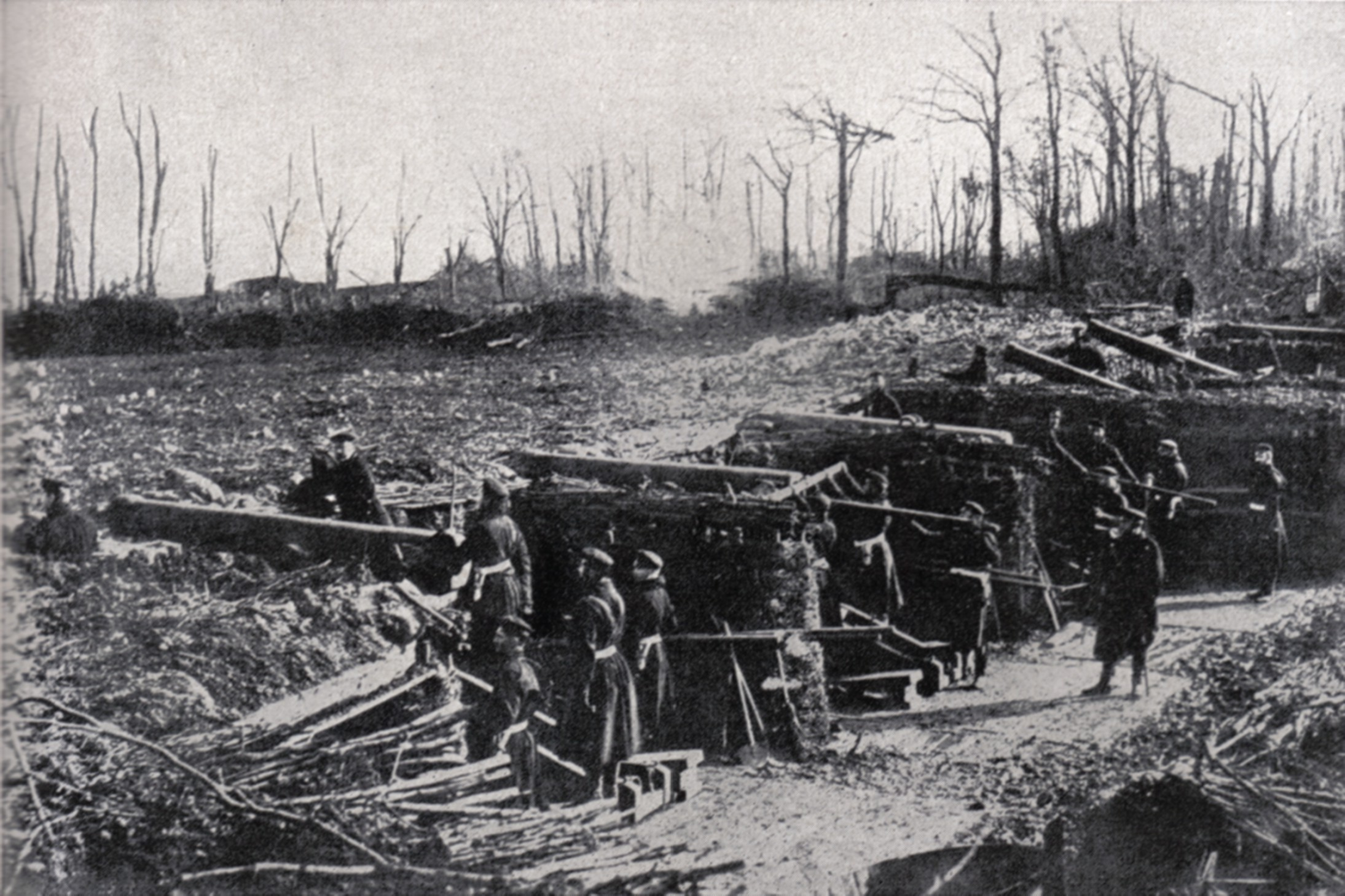
La batterie prussienne no 8 Kronprinz formée avec des canons pris aux troupes françaises et qui sont dirigés sur Paris

### Mardi 20 septembre
- Paris :
 Le gouvernement indique qu'il « ne livrera ni un pouce de notre territoire, ni une pierre de nos forteresses ».
La commission des barricades est formée.

- Seine-Saint-Denis : 
 Bondy est rempli de troupes et d'artillerie ennemie qui s'établit aux abords du plateau de l'ancien parc du Raincy.
À Saint-Denis, tout est tranquille. 
La batterie de Saint-Ouen protège parfaitement la presqu’île de Gennevilliers[30]. La batterie de Saint-Ouen fera, durant le siège, des expériences avec le projectile de Bazin[31]. Le projectile Bazin était nouveau projectile à trajectoire prolongée et à double effet[32].
 Création de la Société d'Assurances Mutuelles mobilières et immobilières contre les pertes matérielles causées par le siège de Paris, qui a son siège au  No 108 rue de Richelieu[33]

- Hauts-de-Seine :
 Du côté du mont Valérien, Saint-Cloud, Sèvres, Meudon, l'ennemi ne se montre pas. 
En avant des forts de Montrouge, de Bicêtre et d'Ivry, l'ennemi reste à grande distance, et deux obus de ce dernier fort ont forcé ses sentinelles à se replier.
 Dans la nuit, les Prussiens se sont emparés des hauteurs de Meudon. Une pièce de marine, portant à 9 000 mètres, envoya un boulet qui est tombé au milieu d'une batterie prussienne. 
Le fort de Vanves, de son côté, tire sur l'ennemi. 
 À Vélizy, les Prussiens utilisent la cour de la ferme Rabourdin[34] comme parc d'artillerie et installent leurs batteries sur les positions en hauteur.

- Seine-et-Marne : 
 Fin de l'entrevue de Ferrières entre Jules Favre et Otto von Bismarck[35]

- Yvelines :
Le prince royal allemand Frédéric III s'installe à la préfecture de Versailles[36].
Des uhlans occupent Bezons. Il seront rapidement remplacés par un bataillon de chasseurs à pied[37]

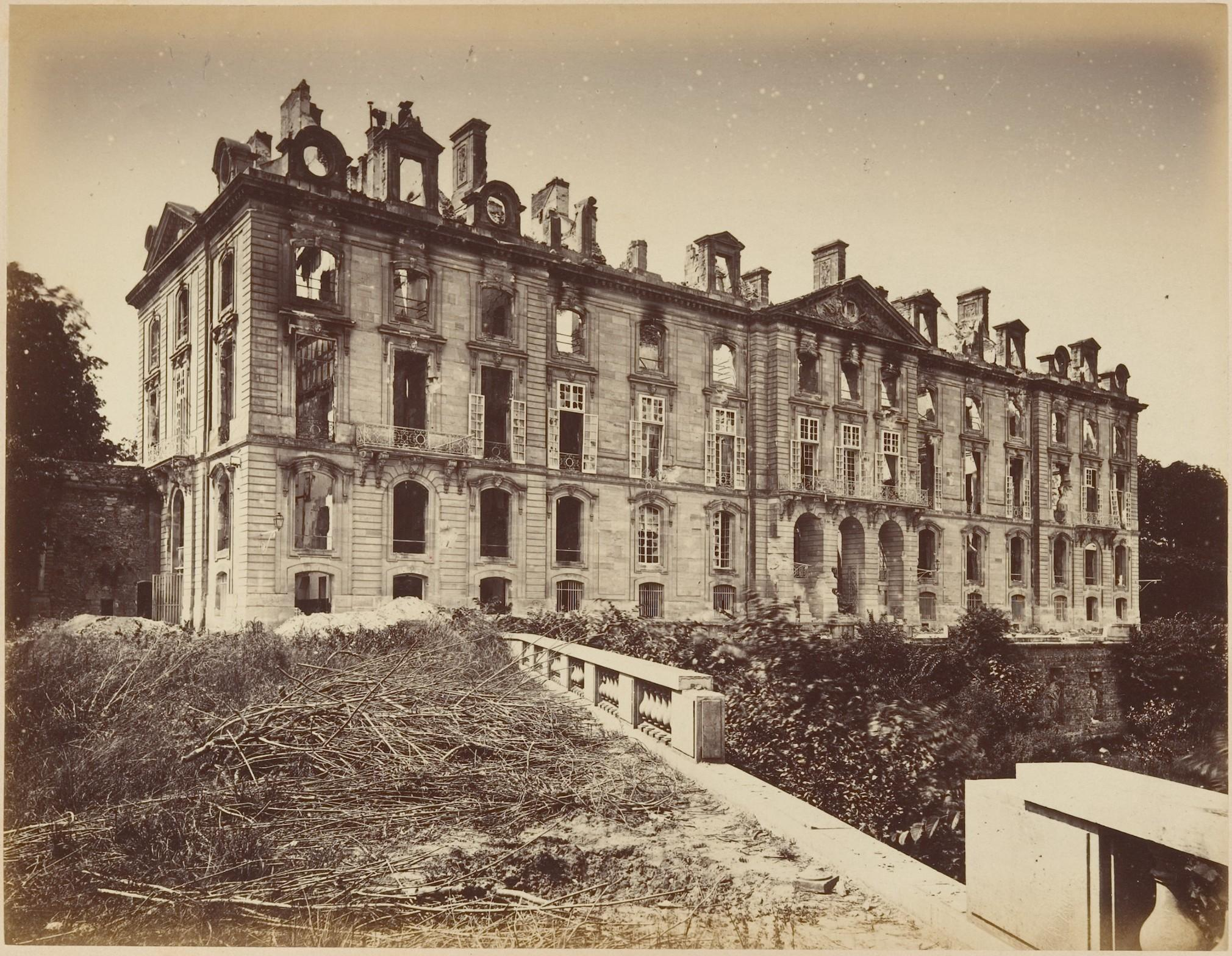
Le château de Meudon
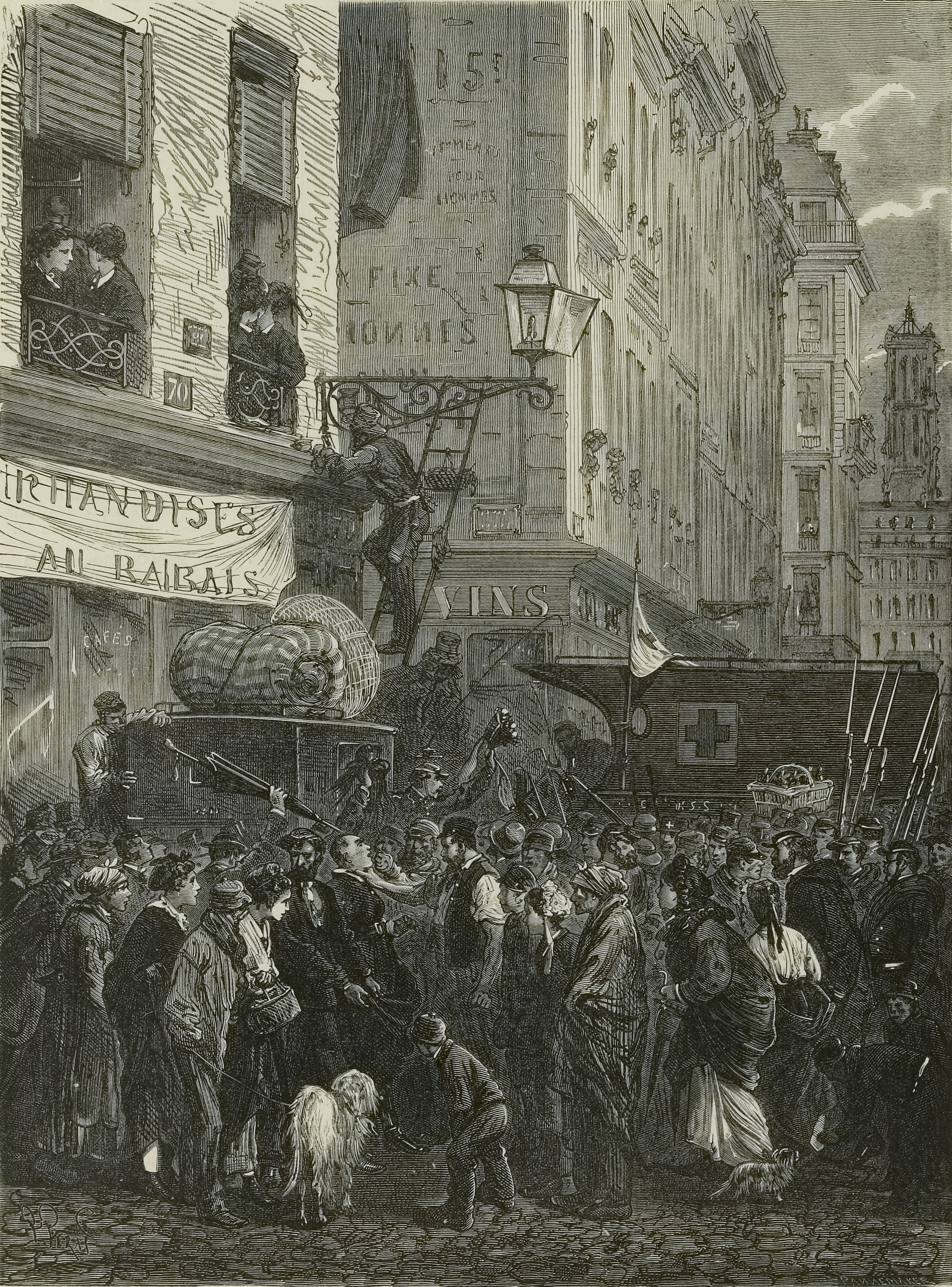
« Un homme sous des déguisements de femme... sous sa robe on découvrit des bottes... c'est surement un espion prussien... »

### Mercredi 21 septembre
- Paris : 
 Le 3e jour du siège, 1re tentative de départ d'un aérostat depuis l'usine à gaz de Vaugirard[38]. L'enveloppe du ballon l'Union se déchire au moment du gonflement, l'ascension échoue[39],[40]. 
38 courriers partent de Paris, un seul, le facteur Frare[41], parviendra à franchir les lignes ennemies. Au retour il est arrêté comme espion et fusillé à Chatou.

- Val-de-Marne :
 Les Prussiens sont signalés à 1 200 mètres environ d'Ivry
Des ennemis qui se sont approchés du Port-à-l'Anglais ont été mis en fuite par un obus lancé par le fort d'Ivry.
 D'incessantes patrouilles prussiennes rôdent autour de l'ouvrage de Moulin de Saquet.
 Les tirailleurs ont échangé des coups de feu dans les maisons les plus éloignées de Vitry.
Des soldats des forts de Bicêtre et d'Ivry qui effectuent des reconnaissances rapportent que l'ennemi se tient en arrière des crêtes de Villejuif, vers l’Hay et Chevilly.
 Après un engagement contre les tirailleurs, l'ennemi occupe Villejuif. 
Une reconnaissance partie du fort de Charenton, vers Créteil et le carrefour Pompadour, a été attaquée par les tirailleurs de l’ennemi, qui a amené successivement de nouvelles forces de Mesly et de Mont Mesly. La retraite s'est faite en très bon ordre.

- Seine-Saint-Denis : 
 L'ennemi établit un ouvrage entre la Courneuve et le Bourget et occupe Dugny, le Raincy, Bondy, Montfermeil, Chelles et Cœuilly. 
 Le général de Bellemare indique que l'ennemi établit des batteries à la butte-Pinson[42] et en avant de Montmorency.

- Hauts-de-Seine :
 Une compagnie d'éclaireurs du fort de Vanves a eu un léger engagement avec les tirailleurs ennemis. Les avant-postes bavarois campent à Meudon, au parc de Saint-Cloud et à la Porte Jaune[43] à la Malmaison. Des Prussiens apparaissent à Saint-Cloud. 
Le 19e régiment de marche Français prend position au rond-point de Courbevoie et des gendarmes[11],[12] se barricadent au rond-point des Bergères. Les éclaireurs à cheval de la Seine du commandant Léon Franchetti[44] sont envoyés pour reconnaître les positions de l'ennemi sur Rueil.
Les ponts de Billancourt sont détruits par le génie français
Une reconnaissance composée de deux compagnies de mobiles et de lanciers est envoyée sur Gennevilliers. Châtillon et Bagneux sont occupés par les Prussiens.

- Yvelines :
 Les Wurtembourgeois et les Saxons établissent un pont à Port-Marly et occupent Chatou. 600 hommes se sont établis dans l’ile, 8 000 ont couché à Saint-Germain et se sont établis dans le bois et dans la plaine du Vésinet. L'ennemi construit un pont de bateaux entre Marly et l'île de Croissy.
Houilles sert de point d'observation aux vedettes prussiennes qui couchées sur le talus, qui précède le Pont du Port-à-l'Anglais, suivent les mouvements de la garnison du fort du Mont-Valérien
Les uhlans et hussards verts occupent Rambouillet. Ils seront remplacés le 23 septembre par des hussards blancs[45].

- Val-d'Oise :
 Partant de Saint-Brice, des détachements allemands se dirigent en direction de Pontoise et de L'Isle-Adam, pillant et saccageant cette dernière ainsi que Beaumont-sur-Oise.
 Les Prussiens occupent Bezons, Argenteuil et établissent des batteries aux moulins de Sannois.
Enghien est inondé.

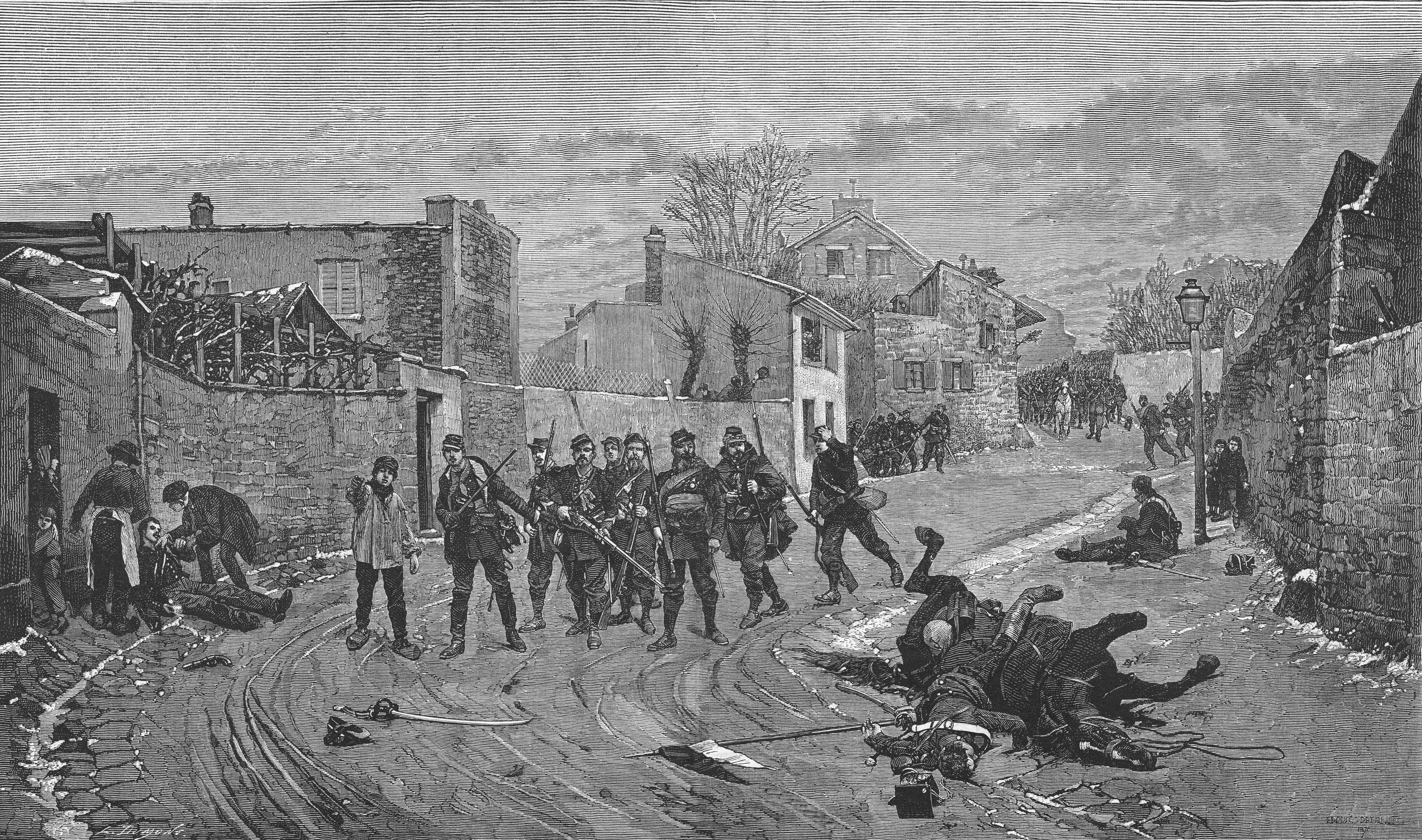
Un bataillon de chasseurs à pied, envoyé en reconnaissance, occupe un village où vient d'avoir lieu un engagement de cavalerie.

### Jeudi 22 septembre

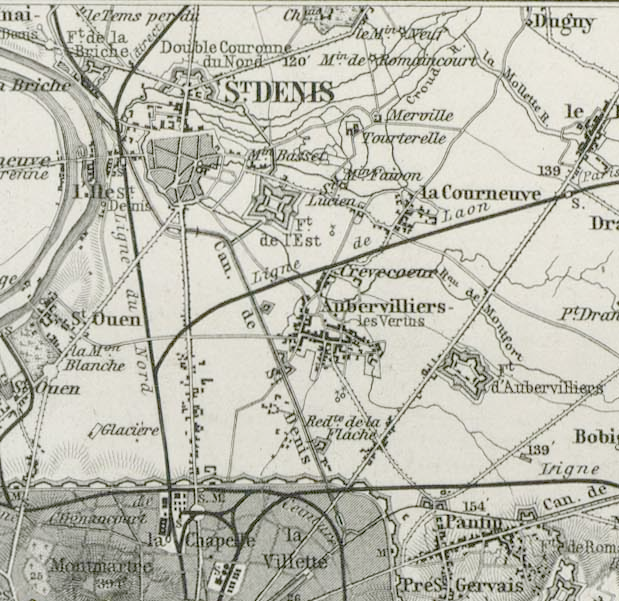
Carte de 1871 et indiquant les trois forts de Saint-Denis : La Briche, Double-Couronne du Nord et fort de l'Est
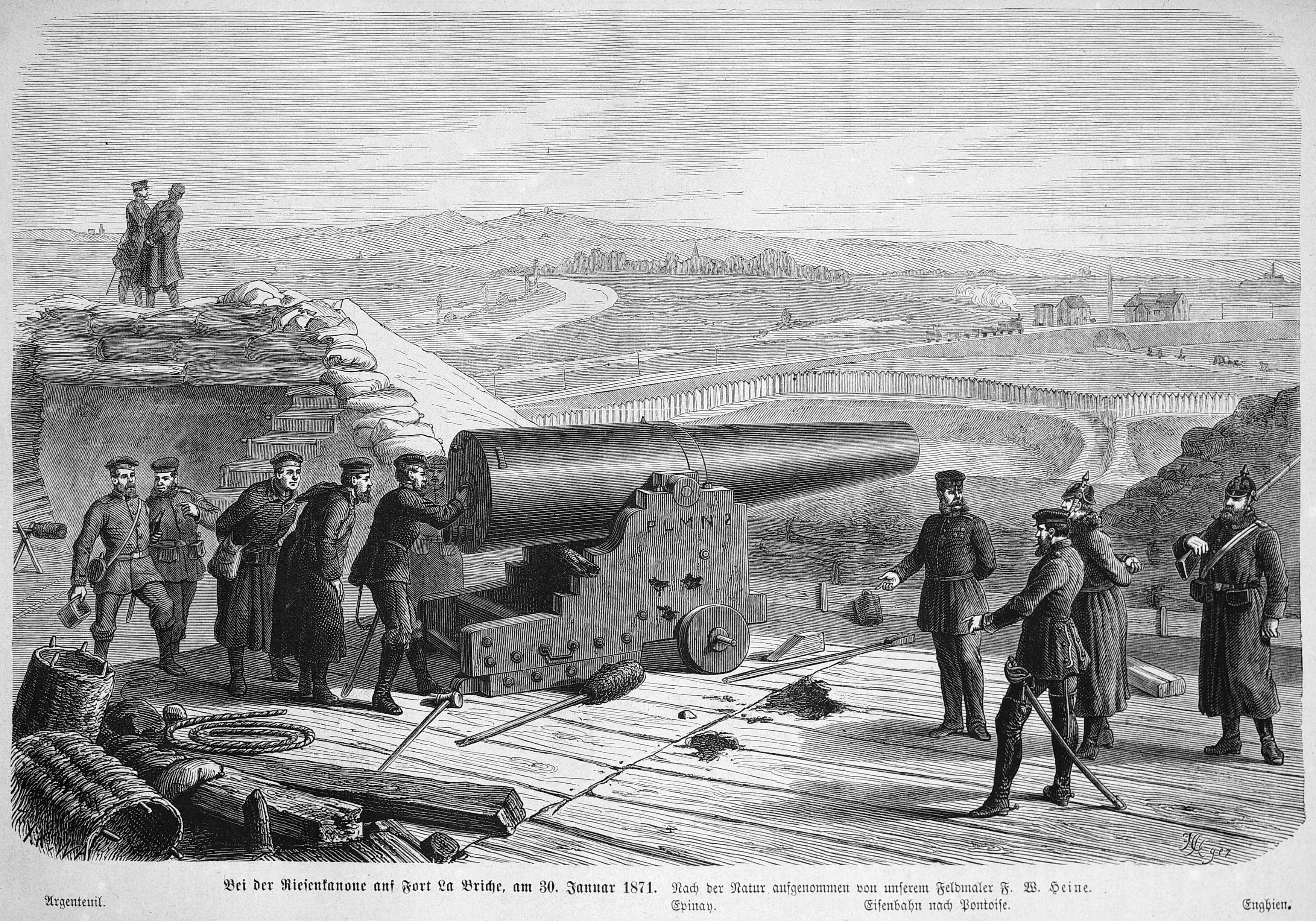
Le canon de marine du fort de la Briche

- Hauts-de-Seine :
 Une reconnaissance a été faite en avant du fort d'Issy par 120 hommes de la garde mobile, 4e bataillon de la Seine, 8e compagnie à la redoute du moulin de Pierre[note 5],[26],[27]. Le détachement a été attaqué, a eu 4 blessés et tué ou blessé 12 ennemis. Dans la nuit les forts d'Issy et de Vanves signalent des mouvements de troupes sur les hauteurs de Châtillon.

- Val-de-Marne :
 Dans la soirée, la division Maud'huy est portée en avant des forts d'Ivry et de Bicêtre et occupent le Moulin de Saquet et le village de Vitry.

- Seine-Saint-Denis : 
 L’ennemi construit des observatoires derrière la forêt de Bondy et au moulin du Haut Roi entre Dugny et Stains.

- Yvelines :
 Une quarantaine de francs-tireurs tendent une embuscade à l'entrée de Mézières-sur-Seine à un groupe de uhlans qui s'avancent en direction de Mantes-la-Jolie. Le soir l'ennemi revient en force ; le général Adalbert von Bredow en personne à la tête d'une colonne de cavalerie et d'artillerie appuyée par un détachement d'infanterie bavaroise se dirige alors sur Mézières. Une reconnaissance du 13e dragons du Schleswig-Holstein tombe dans une embuscade à Aulnay-sur-Mauldre tendue par 4 francs-tireurs[46]. Arrivés à Mézières, le maire est roué de coups[47] et le village est canonné, criblé d'obus puis l'arrière-garde torche à la main y met le feu. Une soixantaine de maison seront détruites. En fin d'après-midi la colonne arrive devant Mantes-la-Jolie. Après avoir canonné la ville, l'infanterie bavaroise du 2e régiment Prince-héritier (de) entre en ville saccage les 2 gares[48], tue et blesse des civils et emmène des otages. La population affolée s'enfuit jusque dans les bois de Rosny. Après sa terrifiante apparition aux portes de Mantes, la colonne retourne dans ses cantonnements traversant les ruines fumantes de Mézières.

### Vendredi 23 septembre

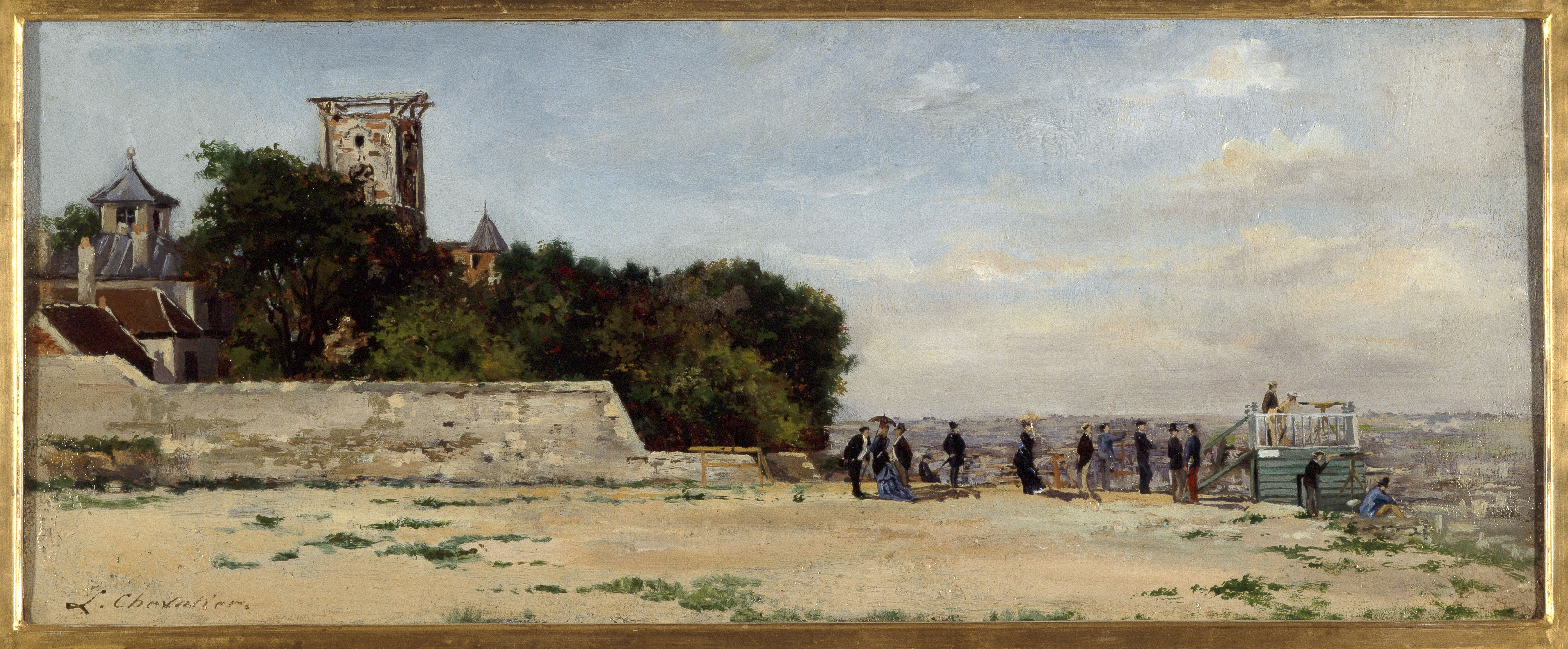
Le sommet de la butte Montmartre, avec la tour Solférino, qui servent de point d'observation
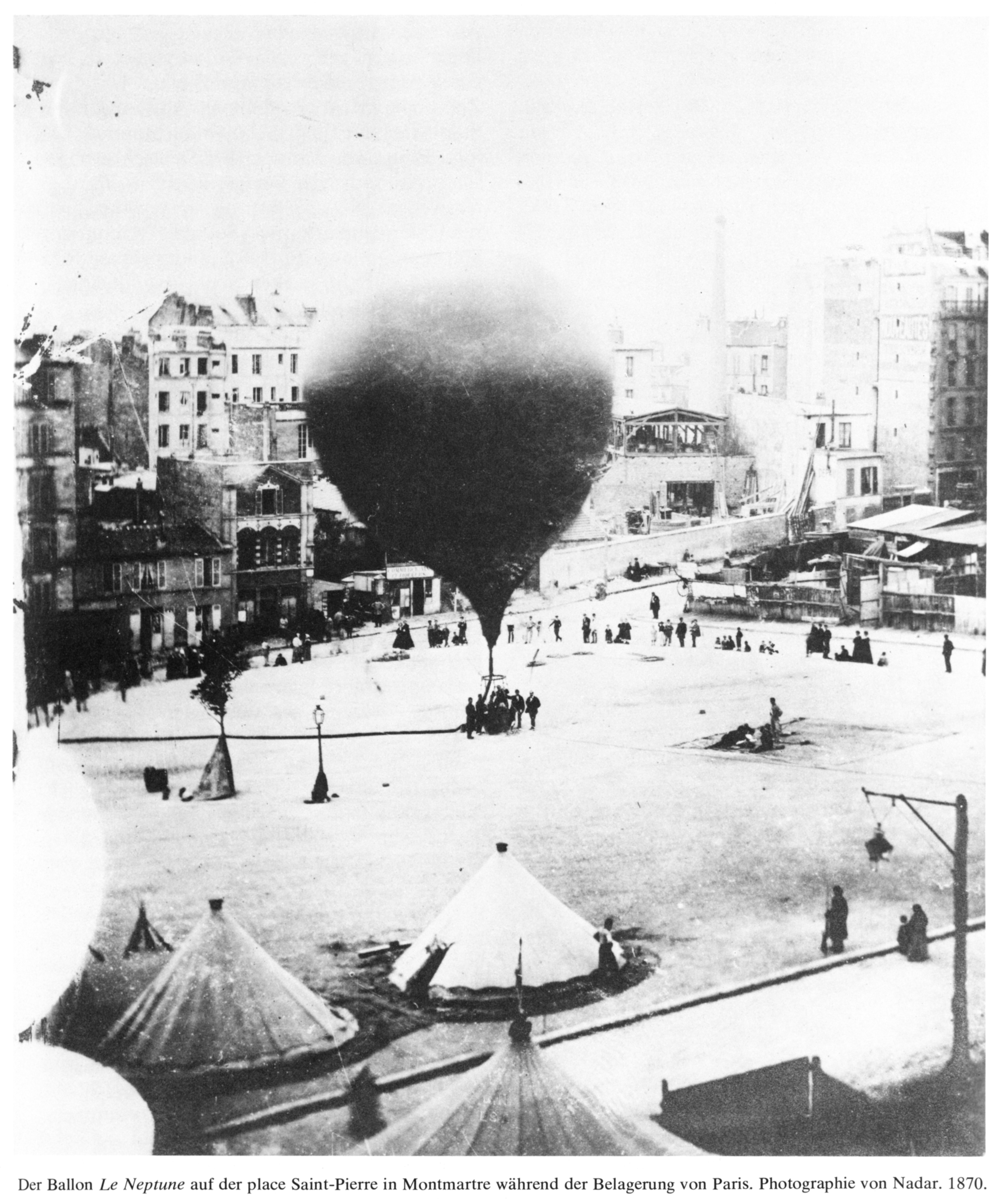
Le ballon Le Neptune sur la place Saint-Pierre, photographié par Nadar
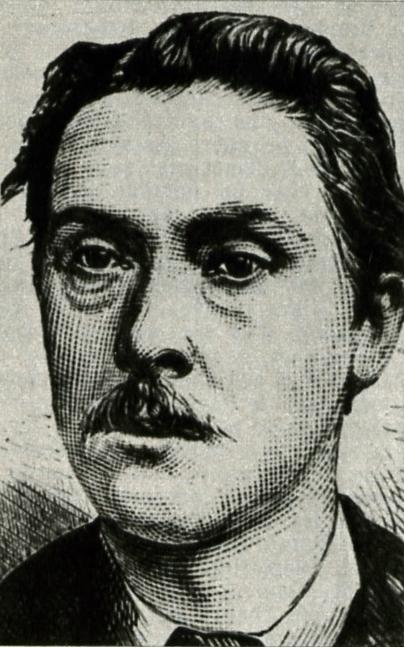
Jules Duruof qui pilota Le Neptune premier ballon-poste partant de Paris le 23 septembre 1870

- Paris : 
 Départ, de la place Saint-Pierre, du premier ballon-poste Le Neptune piloté par Jules Duruof. Il atterrit à Cracouville, dans l'Eure après avoir parcouru 104 kilomètres[49],[40].
Les Parisiens ayant entendu le canon gronder, des rumeurs se répandent comme des trainées de poudre : « Nous avons tués 20 000 Prussiens, ou a peu près, et 30 000 sont encerclés. » Puis le chiffre enfle, c'est d'abord « 20 000 puis 30 000 et enfin 60 000 Prussiens qui ont été mis hors de combat avec 15 000 prisonniers ». Afin de couper court à toutes les rumeurs, Arthur Ranc, journaliste et maire du 9e arrondissement de Paris, posa une affiche dans la mairie de la rue Drouot : « Voici la vérité : Nous avons repris Villejuif et le Moulin-Saquet. À l'Est nous avons débusqué l'ennemi de la Courneuve et du Bourget ».

- Oise :
 Creil est occupée par 2 pelotons de cuirassés et un piquet d'infanterie venu de Chantilly.

- Val-de-Marne :
 Les forts de Bicêtre et de Montrouge appuient les troupes qui occupent le village de Villejuif et la batterie des Hautes-Bruyères. Au soir la position est fortement établie.
L’ennemi effectue une reconnaissance sur le Moulin de Saquet, et est mis en déroute par les défenseurs aidés par l’artillerie du fort d'Ivry. 
L’ennemi qui tentait de s’établir vers Bagneux a été totalement réduit par l’artillerie de campagne et celle des forts.
Le fort de Nogent a jeté le désordre dans les forces ennemies en tirant une soixantaine de coups de canons vers Bry-sur-Marne.

- Seine-Saint-Denis : 
 Une reconnaissance est effectuée par le 23e bataillon sédentaire de Saint-Denis vers la butte Pinson. Cette reconnaissance, signale des mouvements de troupes prussiennes sur la route de Lille vers Le Bourget et Dugny occasionnant plusieurs combats et escarmouches
L’ennemi effectue des travaux en avant des fortifications Saint-Denis. La garnison de Saint-Denis, du général Bellemare, avec le 28e de marche en pointe, soutenues par l’artillerie des forts de la Double-Couronne et de la Briche, attaquent avec succès Pierrefitte, occupée par l’ennemi; c'est le combat de Pierrefitte. Des combats au corps à corps ont lieu et l’ennemi qui a subi de lourdes pertes envoie environ 8 000 hommes en renfort provenant de troupes postées sur les hauteurs de Montmorency. La position est abandonnée en fin de journée. Nos pertes sont de 11 tués et 86 blessés.
L’amiral Saisset à la tête de 200 fusiliers, 400 hommes de l’infanterie de marine et 8 compagnies des bataillons des éclaireurs de la Seine[50] du colonel Lafon effectue une reconnaissance vers Le Bourget. Bobigny, est évacué par l’ennemi et à Drancy après une vive fusillade les Prussiens sont poursuivis jusqu’à la gare du Bourget. Plusieurs colonnes d’infanterie prussiennes, arrivées en renfort sont refoulées dans le village par l’artillerie du fort de Romainville (1 pièce de marine de 16). Les Français ont brûlé toutes les meules de fourrage de la cavalerie ennemie.
Du côté d’Aubervilliers, l’ennemi se tient à grande distance.

- Val-d'Oise :
 L’ennemi effectue des travaux vers Argenteuil ou 40 000 Prussiens seraient cachés dans les bois alentour.
Sur la rive gauche de l'Oise un détachement prussien du 71e régiment d'infanterie prussien tombe dans une embuscade, en face du château de Stors qui s'enfuit dans toutes les directions abandonnant aux francs-tireurs 13 fourgons chargés de produits réquisitionnés à Pontoise ainsi qu'une douzaine de chevaux. L'ensemble est ensuite dirigé sur Beauvais.

- Hauts-de-Seine :
 L’ennemi paraît établir des batteries au-dessus de la manufacture de Sèvres et sur la terrasse du château de Meudon.
Une reconnaissance vers le côté nord de l'île Saint-Denis jusqu'à la pointe, au lieu-dit « la Ferme ». De la rive droite, des Prussiens, embusqués dans un bois, dirige sur la petite troupe un feu nourri, mais les mobiles font bonne contenance et ripostent avec vigueur.

- Yvelines :
 Après avoir bombardé et pillé la gare de Mantes, la ville est occupée par les troupes allemandes. Ceux-ci brûlent le village de Mézières, où, selon eux, des francs-tireurs avaient secondé la défense locale.

### Samedi 24 septembre
- Hauts-de-Seine :
 Le Mont Valérien canonne des convois ennemis en avant de Montesson et la batterie de Saint-Ouen tire sur des travailleurs prussiens à la carrière d’Orgemont à Argenteuil.
Les canonnières, revenant de Suresnes, sont prises à partie devant le parc de Saint-Cloud. Lors de cet échange, l’ennemi subit des pertes sensibles et deux marins français sont blessés.
Le fort d'Issy canonne les hauteurs de Sèvres où l’ennemi semble établir des positions.

- Yvelines :
 Des renseignements indiquent qu’un pont établi par les envahisseurs à Triel-sur-Seine a cédé sous le poids des pièces de gros calibre qui y étaient engagées, entraînant par le fond 3 canons[réf. nécessaire].

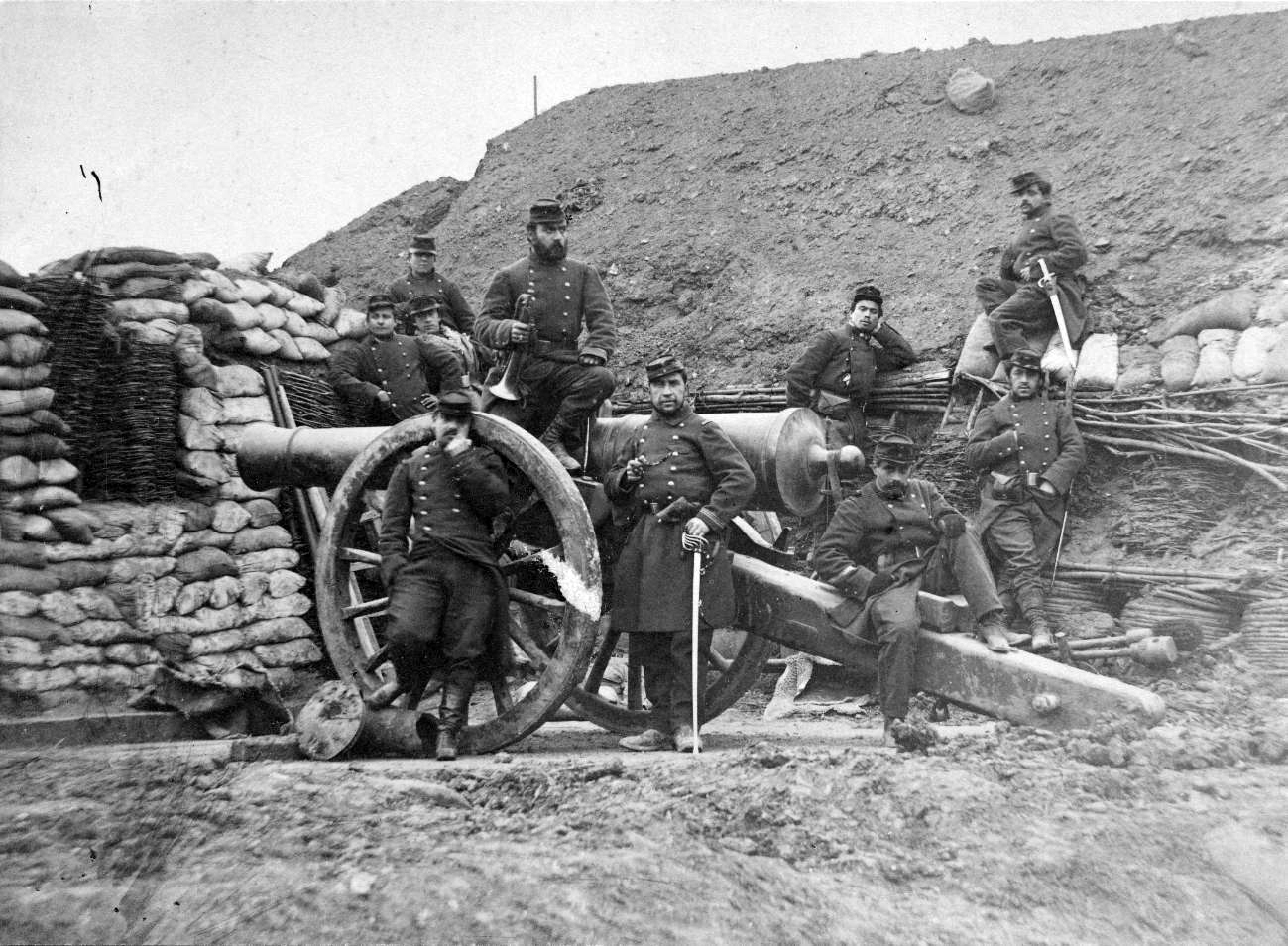
Canonniers français

### Dimanche 25 septembre
- Hauts-de-Seine-Val-d'Oise :
Partant de divers points de la presqu'île de Gennevilliers[51], les éclaireurs de Franchetti poussent une reconnaissance sur Argenteuil sans voir l’ennemi.

- Seine-Saint-Denis : 
Les forts de la Briche et de la Double-Couronne bombardent les positions prussiennes de la butte-Pinson[42], cachées dans un petit bois, pendant 3 heures.

- Paris : 
 Le ballon-poste La Ville de Florence s'envole du champ de « La Glacière », boulevard d'Italie et termine sa course à Vernouillet dans les Yvelines après avoir parcouru 30 kilomètres[52],[40].
Organisation des ambulances des remparts.

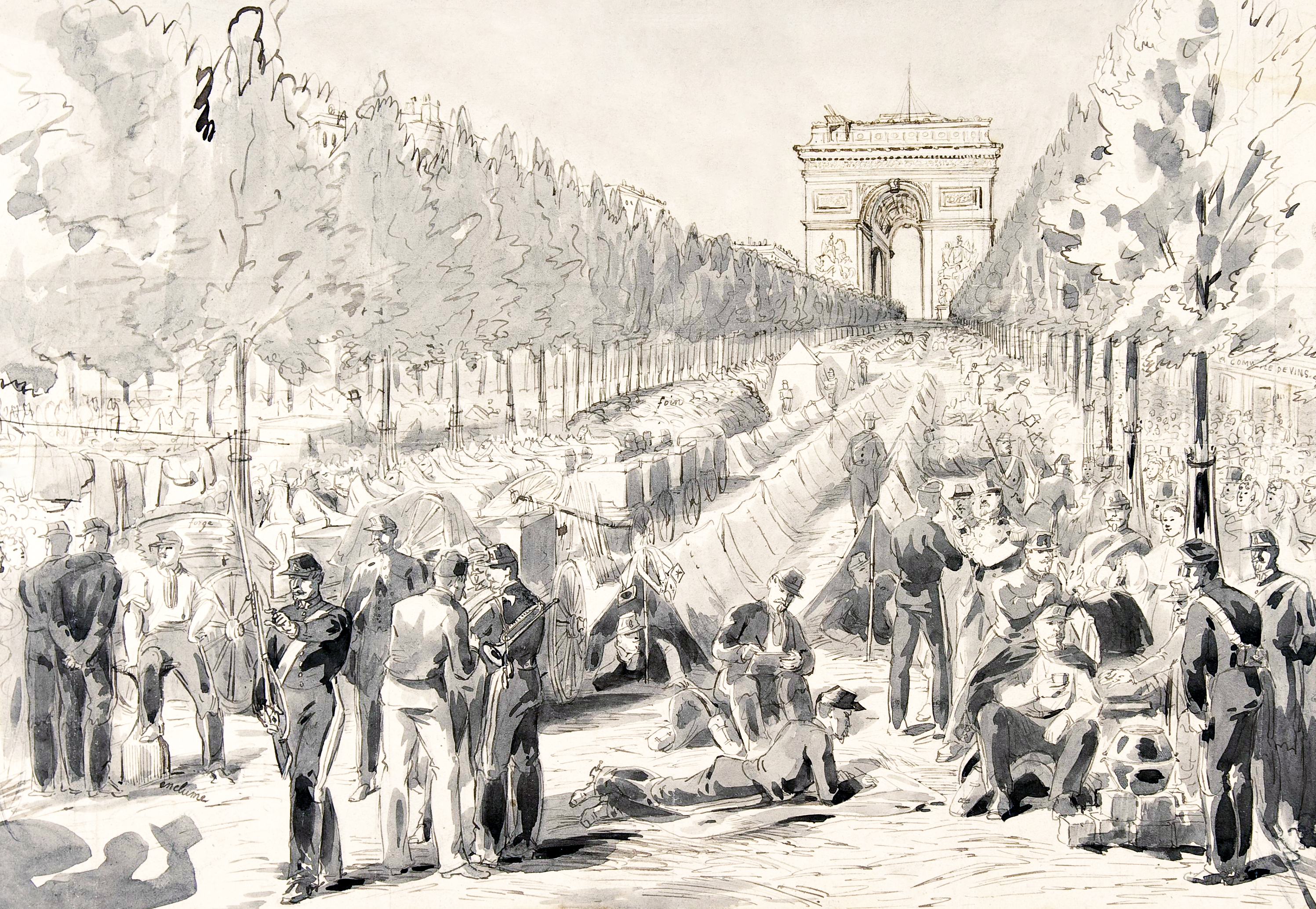
Troupes campées sur les Champs-Élysées, 1870

### Lundi 26 septembre
Institution des Cours martiales à Vincennes, Saint-Denis, etc.
- Paris : 
 Le ballon-poste Les États-Unis s'envole de l'usine à gaz de La Villette[53] et termine sa course à Mantes-la-Jolie dans les Yvelines après avoir parcouru 58 kilomètres[54].
Décret d'autorisation pour l'envoi des lettres par les aérostats.
Vente de la viande de boucherie pour compte de l'État.
Un décret prescrit la formation d'un régiment d'infanterie de marche qui prendra le titre de régiment de zouaves de marche, et qui sera composé d'un bataillon de chacun des trois régiments de zouaves

- Val-d'Oise :
Un détachement du 86e régiment du Schleswig-Holstein qui s'avançait en direction du château de Stors tombe dans une embuscade sur le territoire de Mériel et perd 5 hommes.

- Hauts-de-Seine : 
 Des mouvements de troupes sont signalés en arrière du plateau de Châtillon dans la direction de Sceaux à Versailles.
Le fort du Mont-Valérien envoie des obus dans les taillis de Croissy-sur-Seine, où étaient établis 3 000 fantassins ainsi que dans le parc de la Malmaison faisant refluer les troupes allemandes sur Bougival.

- Yvelines :
Une fusillade s'engage près de la gare de Mantes entre des dragons prussiens et des soldats français de toutes armes échappés de Sedan[55].

### Mardi 27 septembre
- Paris : 
Décret qui institue des conseils de guerre dits « de la Garde nationale », pour juger les crimes et délits commis par les gardes nationaux pendant la durée du siège de Paris[56]

- Val-d'Oise :
 Un détachement de 400 hommes du 71e régiment d'infanterie prussien escortant une quarantaine de chariots arrivent à L'Isle-Adam, vers 9 heures du matin, pour effectuer de nouvelles réquisitions et rétablir le pont entre L'Isle-Adam et Parmain sont bloqués par une barricade d'où part un tir nourri. Les Prussiens poussent alors devant eux le curé et son vicaire, le maire et un autre habitant pour leur servir de bouclier et arriver jusqu'au pont. Mais les francs-tireurs continuent la fusillade, épargnant miraculeusement les otages et obligeant l'ennemi à se réfugier en ville. Les Prussiens ayant reçu des renforts ainsi d'une section d'artillerie, bombardent et lancent plusieurs attaques sur Parmain qui sont toutes repoussées et perdent 1 tué et une dizaine de blessés. Vers 5 heures du soir l'ennemi retourne à son camp à Saint-Brice.

- Val-de-Marne :
 Une compagnie du 14e régiment d'infanterie de ligne et les tirailleurs Parisiens du capitaine Lavigne, lancent une reconnaissance sur Maisons-Alfort et Créteil puis attaquent, sans succès, l’ennemi retranché dans la ferme des Mèches[57].

- Seine-et-Marne : 
La 6e division allemande entre à Rambouillet sous la conduite du duc Guillaume de Mecklembourg et installe son quartier général au Mesnil-Saint-Denis[58]

### Mercredi 28 septembre
Défense de passer les lignes avancées sans un laissez-passer venant du gouverneur.
- Seine-Saint-Denis : 
 Au petit matin une reconnaissance est effectuée par un escadron du 9e régiment de chasseurs à cheval surprend et sabre, dans le parc de la Maison-Blanche à Neuilly-sur-Marne et Gagny, un poste d’infanterie avant de fouiller le plateau d'Avron[59]. 
L’ennemi ayant renforcé ses positions à Nogent-sur-Marne, une autre reconnaissance d’infanterie et de spahis a parcouru sensiblement le même chemin.

- Hauts-de-Seine :
 Le général Blanchard fait exécuter une reconnaissance par un bataillon du 13e régiment de marche, jusqu’au parc Fleury sur la route de Clamart, qui s’approche à environ 700 mètres des positions tenues par les Prussiens au château et à la terrasse de Meudon.
En appui de cette reconnaissance, deux chaloupes vedettes de la flottille des canonnières de la Seine du capitaine de vaisseau Thomasset échangent une vive fusillade avec les Prussiens établis dans le jardin de l’orphelinat du Bas-Meudon. 
Les batteries de soutien, terrestres, ont canonné les hauteurs de Sèvres pendant que les soldats du génie déboisaient l'île de Billancourt.

- Yvelines :
 Deux bataillons des éclaireurs de la Seine[50] partis de Vernon le 23 septembre puis qui s'étaient établis dans la forêt de Rosny le 24 septembre, s'avancent le 25 septembre jusque Magnanville et occupent Mantes en chassant les éclaireurs prussiens. À la nuit tombée, ils quittent Mantes pour retourner dans le parc du Château de Magnanville[60].

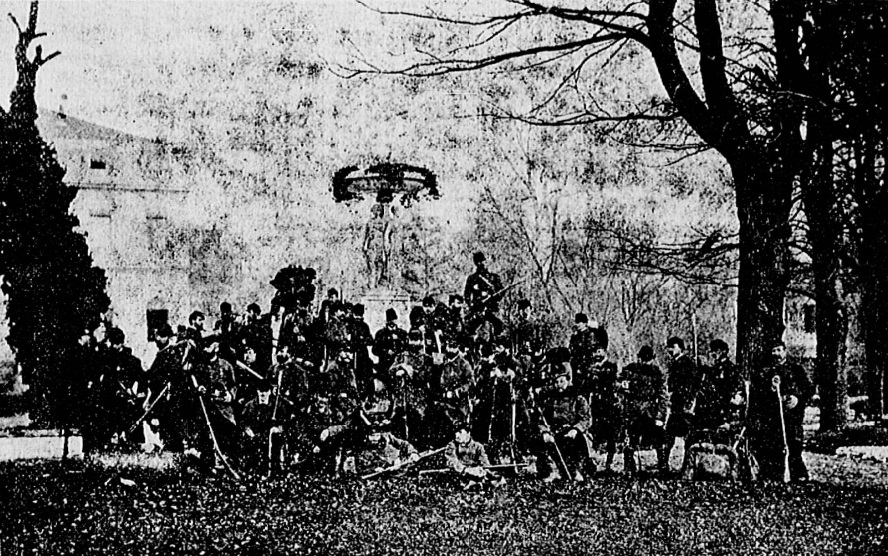
Tirailleurs-éclaireurs de la Seine du commandant Alphonse Féry d'Esclands
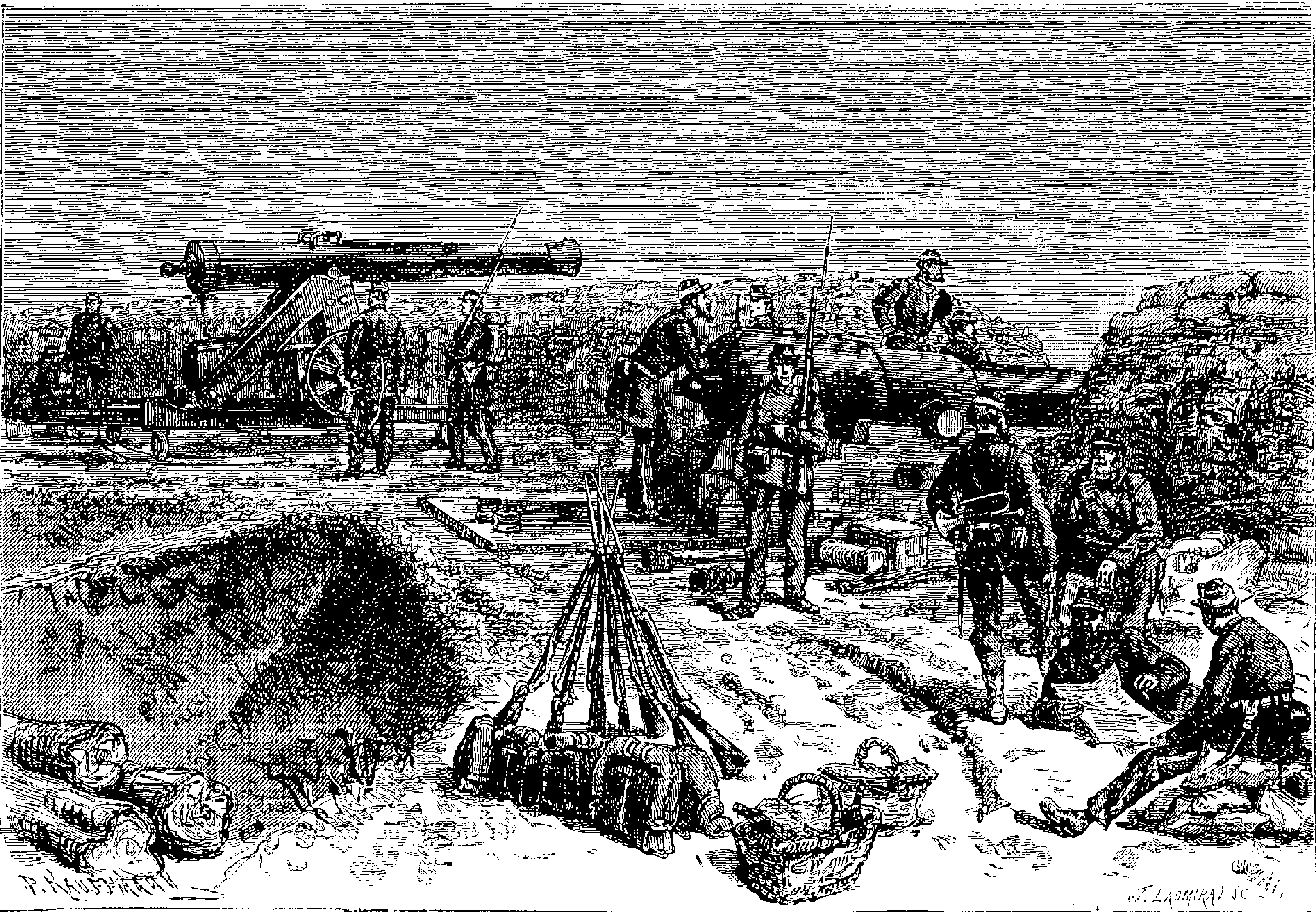
Batterie d’artillerie servie par les gardes nationaux

### Jeudi 29 septembre
Décret pour maintenir la discipline dans la garde nationale.
- Paris : 
La viande commence à manquer, les queues devant les boucheries commencent. Un poulet vaut entre 10 et 12 francs et une livre de beurre 8 francs[20].
Les 27, 28 et 29 septembre, sont prescrit, par décrets, la formation des 34e, 35e et 36e régiments de marche ainsi que d'un 2e régiment de gendarmerie à cheval[11],[12] sous le commandement des colonels Achille Mocquery[61], Jean-Baptiste Lavoignet[62] et Charles Allavène[63]

- Val-d'Oise :
 Préoccupé par la résistance des francs-tireurs de l'Isle-Adam et de Parmain, les Prussiens envoient un nouveau détachement commandé par le colonel prince de Hohenlohe composé d'un bataillon du 27e régiment d'infanterie, du 1er régiment d'uhlans de la Garde et d'une section d'artillerie avec l'ordre de purger définitivement la contrée. Vers midi une partie de la colonne à l'Isle-Adam et recommence, sans plus de succès que le 27 d'enlever la barricade de Parmain. Mais cette fois cette attaque n'a vraisemblablement d'autre but que d'occuper les francs-tireurs. En effet, l'autre partie de la colonne jette un pont de bateaux à Mours, situé plus en amont, franchit l'Oise descendant par la rive droite afin de prendre la barricade à revers. Nos francs-tireurs alertés à temps évacuent leurs positions avec comme perte 1 tué et 1 blessé contre 3 tués et une vingtaine de blessés du côté du 27e régiment d'infanterie[64].

- Val-de-Marne :
 Plusieurs reconnaissances sont poussées par des groupes de francs-tireurs dont l'une par les chasseurs de Neuilly-sur-Marne en avant des positions de Villejuif, 
La redoute des Hautes Bruyères a canonné un long convoi ennemi circulant entre Chevilly et L’Hay en direction de Versailles.
 Depuis plusieurs jours l’ennemi maître des villages de L'Hay, Chevilly, Thiais et Choisy-le-Roi effectuait des travaux de terrassement et de fortification de ces villages, afin de protéger sa ligne de communication avec Versailles. Il fut alors décidé d’une action combinée afin de reconnaître et d’attaquer les forces établies dans ces positions. La tâche incombe au 13e corps du général Vinoy qui attaque avec 20 000 hommes.
Les troupes se massent vers les forts d’Ivry, de Bicêtre et de Montrouge. Elles sont accueillies à l’entrée du plateau de Villejuif par des tirs de canon et de mousqueterie auxquels elles répondent avec énergie, pendant presque 3 heures.
Les 35e et 42e brigades du général Pierre-Victor Guilhem refoulent l’ennemi hors de Chevilly et l’Hay. La colonne du général Blaise pénètre dans Thiais et d’une batterie de position dans ce village qui n’est pas enlevée faute d’attelage. Les troupes avancent jusqu’aux positions prussiennes, fortement défendues, de Thiais et de Choisy-le-Roi coupant ainsi leur voie de communication. Après un vif engagement d’artillerie et de mousqueterie, sur ordre du général Vinoy, les troupes françaises se replient sous le feu, avant l’arrivée des réserves prussiennes, évaluée à environ 30 000 hommes. Lors de cet engagement 2 000 Français et 400 Allemands sont mis hors de combat dont le général commandant qui est tué lors de la bataille de Chevilly. 
De l’autre côté de la Seine, la brigade du général d’Exéa marche sur Créteil, engage un combat puis retourne dans ses positions de départ.

- Seine-Saint-Denis : 
 L’artillerie des forts de Saint-Denis a lancé quelques obus sur les rassemblements et les travaux qu’exécutait l’ennemi vers Stains, Garches, Orgemont et Saint-Gratien.
Une reconnaissance effectuée par les francs-tireurs des Lilas vers Drancy a surpris les avant-postes ennemis leur a tué 3 hommes.
 Les sorties de Saint-Denis sont garnies de canons. Des talus, des chevaux de frises, des branchages… sont en travers de la route, les maisons et masures sont détruites et occupées par des soldats. Plus à l'intérieur de la ville la population a élevé des barricades dans certaines rues.

- Hauts-de-Seine :
 Pendant le combat de Chevilly, la brigade Susbielle, sous les ordres du général Blanchard effectue une reconnaissance sur Issy et le Bas-Meudon, faisant se replier 3 régiments de la Garde prussienne. Un bataillon des Volontaires de la Côte-d’Or s’est particulièrement distingué pendant l’attaque.

- Yvelines :
 Dans l'après-midi, les Éclaireurs de la Seine[50] quittent le parc du château de Magnanville, arrivent à Maule entre la rivière Mauldre et la forêt des Alluets-le-Roi afin de surprendre les Allemands qui y sont campés. Ils passent la nuit dans le cimetière de Maule, sans entrer dans la ville[60]. 
Dans la journée, des cavaliers et éclaireurs à cheval de Rouen et d'Elbeuf entrent à Mantes renforcés en soirée, par 700 volontaires du 1er bataillon de la garde nationale de Rouen et les tirailleurs de la 1re compagnie havraise.

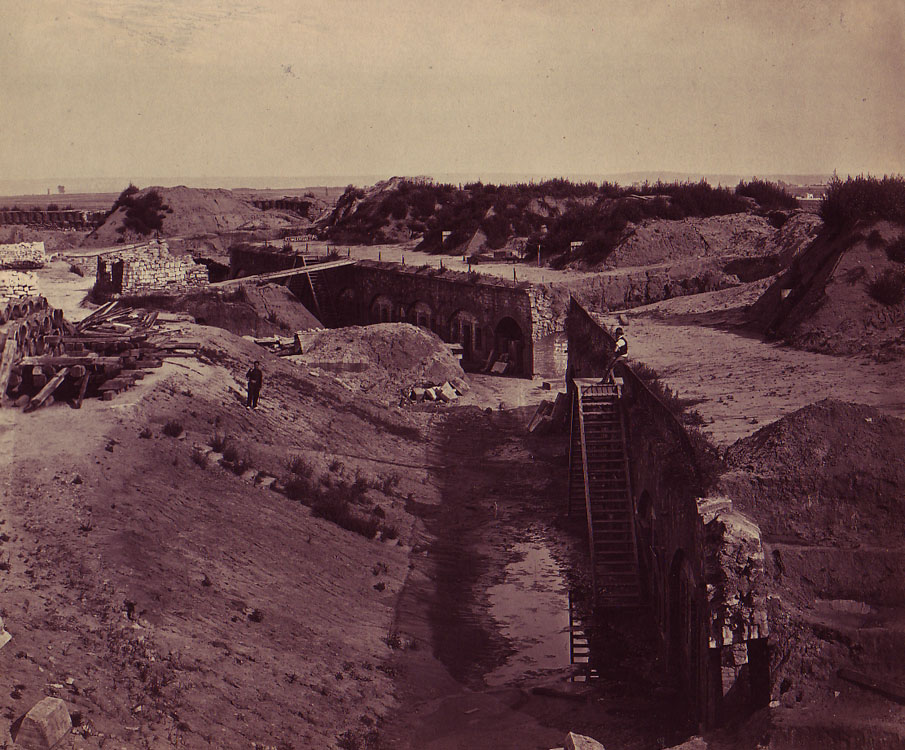
Intérieur de la redoute des Hautes-Bruyères

### Vendredi 30 septembre
- Val-d'Oise :
Les Prussiens entrent dans Parmain, évacué par les francs-tireurs, brûlent 50 maisons de la ville, bombardent Nesles-la-Vallée et lancent plusieurs détachements des uhlans du 1er régiment de la garde fouiller les environs. Plusieurs francs-tireurs, ou considérés comme tels[65], pris les armes à la main furent fusillés dans la même journée.

- Val-de-Marne :
 Le général Guilhem est tué[66] à la tête de ses troupes lors des combats de Chevilly.

- Seine-Saint-Denis : 
 Un peloton de cavalerie accompagné de 4 compagnies des 3e et 4e bataillon des éclaireurs de la Seine[50] chasse l’ennemi de Bondy puis effectue une reconnaissance sur la Maison Blanche où ils débusquent une batterie avant de rentrer sur Romainville.

- Yvelines :
 Un corps d'armée prussien, avec des escadrons de cuirassiers, uhlans, dragons et hussards défile à Vernouillet.
 Les deux bataillons des Éclaireurs de la Seine[50] quittent Maule et s'opposent aux fourrageurs prussiens de la 5e division de cavalerie aux Alluets-le-Roi. Bientôt 2 brigades allemandes sont signalées. Aidées par leur artillerie, les troupes allemandes attaquent et bombardent le village des Alluets et la forêt forçant les Éclaireurs à se retirer par Ecquevilly, Mareil-sur-Mauldre, Soindres et Dammartin avec les francs-tireurs du Havre et les guérillas rouennais.

- Paris : 
 Le ballon-poste Le Céleste piloté par Gaston Tissandier s'envole de l'usine à gaz de Vaugirard[67] et termine sa course à Dreux en Eure-et-Loir après avoir parcouru 81 kilomètres[68].
 Un second ballon, non dénommé, s'envole du boulevard d'Italie et termine sa course, abattu par les Prussiens dans les lignes ennemies à Ville-d'Avray[69],[40].

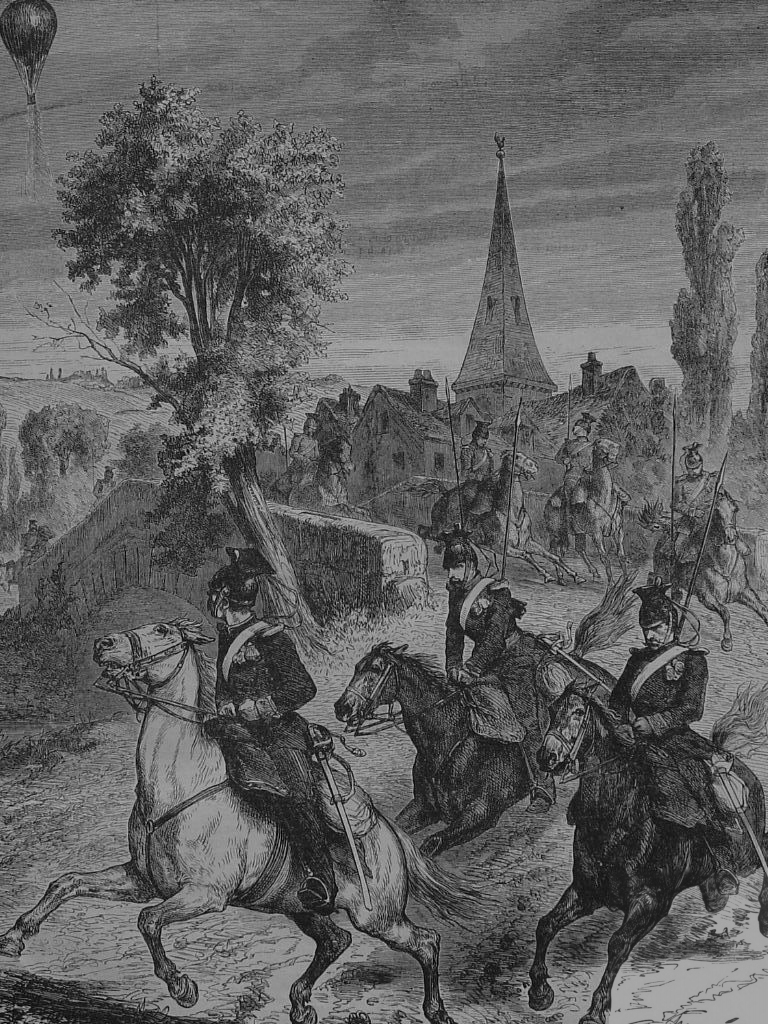
La chasse au ballon, faite par des lanciers prussiens

## Octobre

### Samedi1eroctobre
- Paris : 
Rapport du ministère de la guerre sur la distribution dans Paris de 390 000 fusils.

- Val-de-Marne :
 Le corps du général Pierre-Victor Guilhem est remis à la Société internationale des secours aux blessés.

- Seine-Saint-Denis : 
Plusieurs reconnaissances sont poussées très brillamment :
De Noisy sur Bondy par 4 compagnies des 3e et 4e bataillons des éclaireurs de la Seine[50] du commandant Poulizac. Après avoir dépassé Bondy, les troupes se sont engagées sur la Maison Blanche, découvrant une batterie de 4 pièces d’artillerie et les positions tenues par l’infanterie ennemie, fortement retranchée dans les maisons environnantes. Les forces du commandant Poulizac ont ensuite regagné les lignes françaises.
De Romainville sur Drancy et le chemin de fer de Soissons par les francs-tireurs des Lilas du commandant Anquetil. Après avoir traversé Bobigny, Drancy a été enlevé par nos troupes, qui ont poursuivi les tirailleurs ennemis jusqu’à la ligne de chemin de fer de Soissons où les Allemands se sont retranchés. Des renforts importants se montrant du côté du Bourget et d’Aulnay, les troupes françaises se sont repliées emportant avec elles, casques, fusils et revolvers abandonnés sur le terrain.

- Yvelines :
Une patrouille du 16e hussards de Schleswig-Holstein perd 2 cavaliers tués et 5 blessés, lors de l'embuscade des Pins-du-Phalanstère dressée par des francs-tireurs de Saint-Léger et les gardes nationaux de Saint-Léger-en-Yvelines, de Condé-sur-Vesgre et des communes voisines[70],[71].

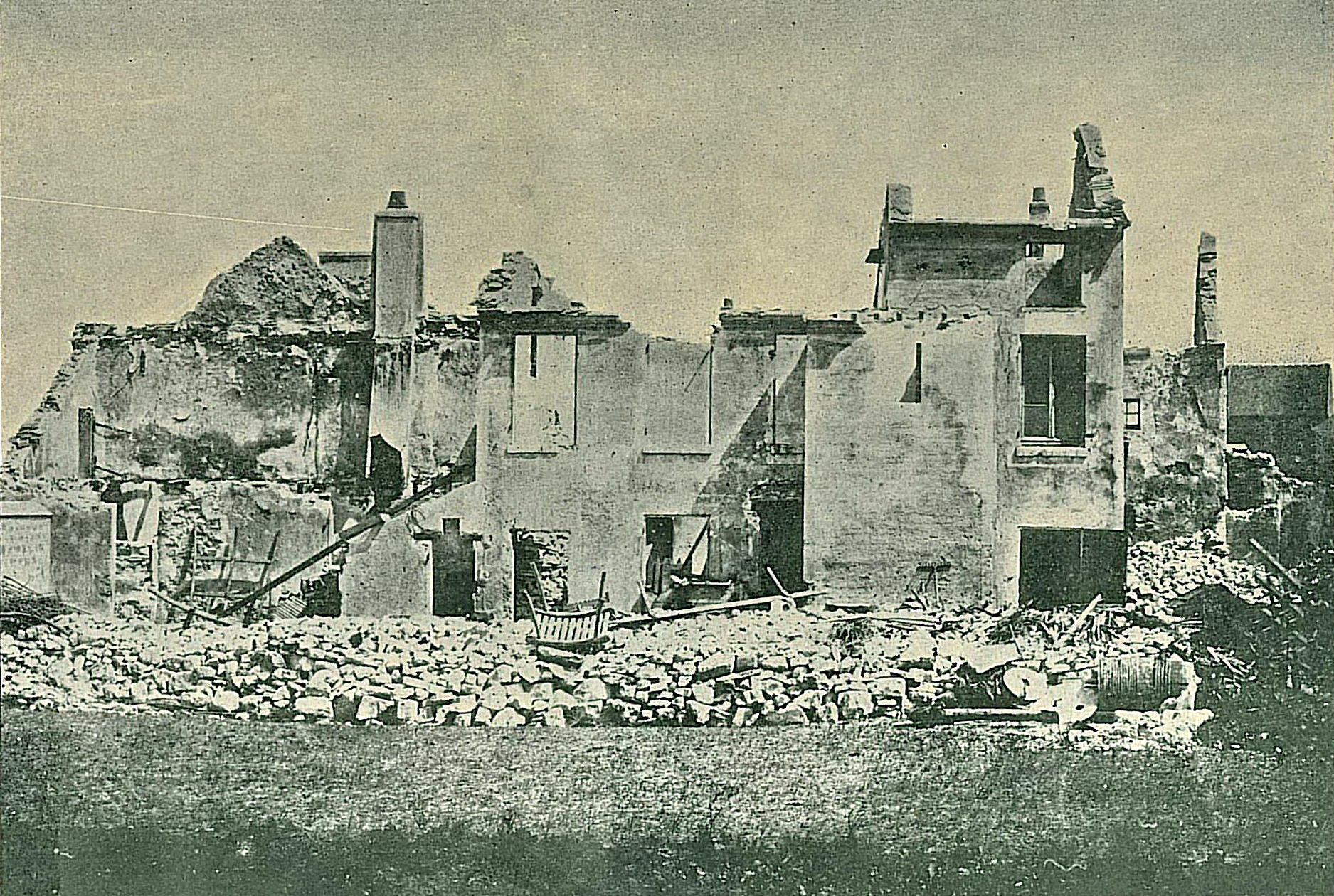
Les ruines de la maison Lemaître à Bobigny après les combats du 1er octobre.
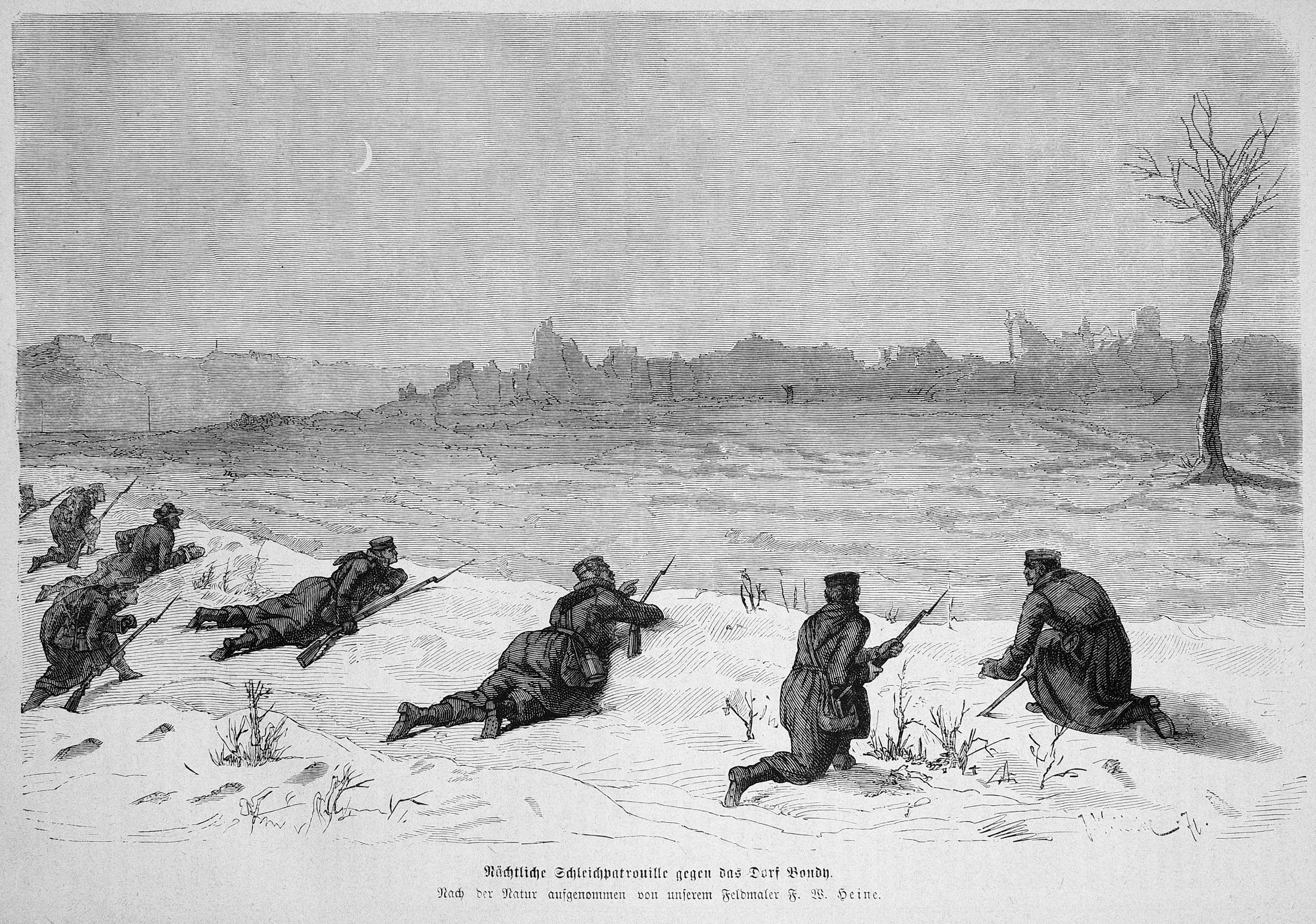
Patrouille nocturne allemande sur le village de Bondy

### Dimanche 2 octobre
- Paris : 
Un décret prescrit la formation du 37e régiment de marche sous le commandement du colonel Armand Deffis.

- Hauts-de-Seine :
 Appuyé par les artilleurs de la mobile de Seine-et-Oise, une fraction du 2e bataillon du 28e régiment de mobile, formé de Bretons, ont poussé une reconnaissance sur les hauteurs de Montretout, contre les avant-postes prussiens, délogeant un poste ennemi qui s’installait dans la redoute.
Une reconnaissance est faite par un détachement du 19e régiment de marche entre Bezons et Argenteuil. Le poste prussien, placé sur l’autre rive de la Seine, a immédiatement échangé des coups de fusil.

- Seine-Saint-Denis : 
7 compagnies des gardes mobiles des Côtes-du-Nord, du Finistère et du 8e bataillon de la Seine, ont lancé une reconnaissance de Noisy-le-Sec sur Bondy. L’avant-poste prussien s’est replié en toute hâte sur la forêt, en arrière, pour ne pas être enlevée. Un combat de mousqueterie s’est ensuite engagé et la retraite a été couverte par le 3e bataillon des gardes mobiles du Finistère.

- Yvelines :
Pour mettre fin à la résistance des paysans de la région de Saint-Léger-en-Yvelines, le duc de Mecklembourg donne l'ordre à un bataillon du 11e régiment d'infanterie bavarois de faire une battue dans la forêt. Dans la matinée du 2 octobre, les Bavarois cernent la commune de Poigny-la-Forêt et se mettent à fouiller les bois. Aux abords de l'étang de la Cerisaie, ils égorgèrent froidement deux bergers dans la hutte desquels ils avaient trouvé un vieux fusil, puis ils les suspendirent par les pieds aux arbres de la route, le corps labouré de coups de sabre et les entrailles pendantes. À Saint-Léger-en-Yvelines, pour venger les pertes essuyées la veille par les hussards, lors de l'embuscade des Pins-du-Phalanstère, ils pendirent le maire de Saint-Léger-en-Yvelines, Monsieur Gabriel Alexis Jouanne, par son écharpe à la porte de sa mairie, fusillèrent un garde national et emmenèrent 16 habitants comme otages. Deux d'entre eux sont impitoyablement massacrés[70],[71].

### Lundi 3 octobre
Les journaux rapportent que Toul et Strasbourg ont succombé.
- Paris : 
 Le ballon National ne parvient pas à décoller, son enveloppe étant insuffisamment gonflée. Paris commence à compter ses rations. Les fourrages étant devenus trop chers, les maquignons vendent leurs chevaux pour rien, ou presque, soit abandonnent leurs bêtes sur le marché. L'abattoir aux chevaux est abondamment pourvu, dans les premiers jours du siège on tuait 10 à 20 chevaux par jour, on en tue actuellement environ 300[72]. Charles Floquet démissionne de son poste d'adjoint au maire de Paris.

- Hauts-de-Seine-Val-de-Marne :
 Les Prussiens qui étaient à la Malmaison ainsi que ceux qui étaient vers Sèvres, Châtillon et le plateau de Villejuif sont remplacés par des Wurtembergeois.

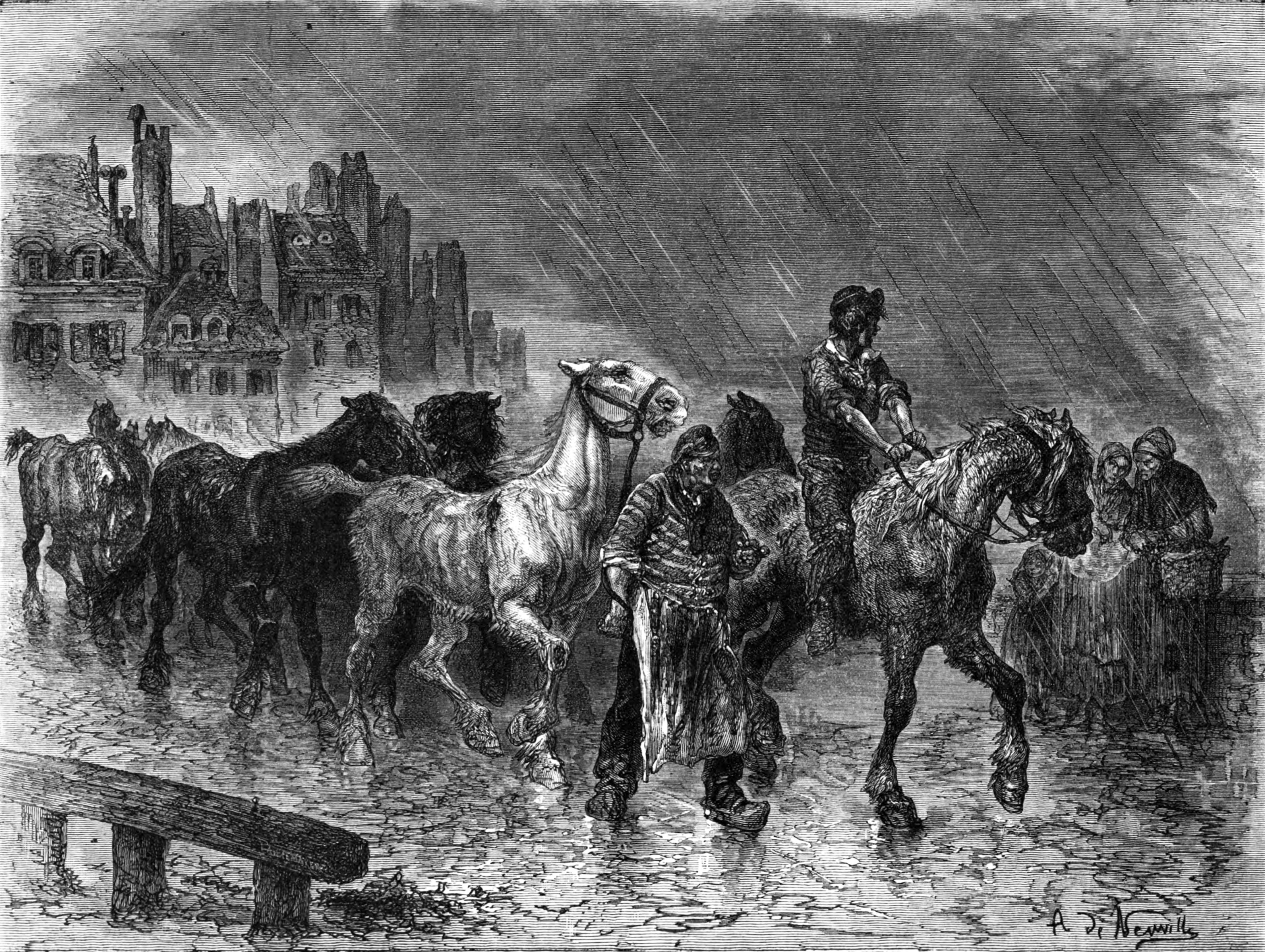
Chevaux menés à l'abattoir pendant le siège de Paris.

### Mardi 4 octobre
- Val-de-Marne :
 3 compagnies du bataillon de la Drôme et 1 peloton de spahis, qui effectuaient une reconnaissance en avant du fort de Nogent, se sont heurtés à la sortie de Neuilly-sur-Marne aux avant-postes prussiens qui se sont retirés. Les spahis les ont poursuivis et sont tombés dans une embuscade. Heureusement protégés par le brouillard, les spahis ne déplorent que 2 chevaux tués et 1 cavalier blessé.

- Yvelines :
 Partant de Port-Villez, les mobiles de l'Eure effectuent une reconnaissance sur Bonnières qui est canonnée. Les mobiles poursuivis par un gros détachement de uhlans se replient sur Vernon. En représailles à cette attaque, la gare de Bonnières est incendiée et détruite.
Les Allemands pénètrent à Rolleboise, mettent les habitants à contribution en menaçant de les tuer, s'ils ne s'exécutent pas[73].

### Mercredi 5 octobre
- Paris : 
Par décret du gouvernement de la Défense nationale, l'escadron des cent-gardes, créé le 24 mars 1854, est dissous. Ses éléments sont versés au 2e régiment de marche de cuirassiers dont il forme le premier escadron.
 La fabrique de produits chimiques rue de Javel  explose; treize cadavres calcinés sont retirés des cendres de la maison[74].

- Hauts-de-Seine : 
 4 compagnies du 5e bataillon de la garde mobile de la Seine ont effectué une reconnaissance sur le village de Clamart.
Les canons du Mont Valérien ont arrosé les crêtes boisées entre Saint-Cloud et Bougival délogeant les troupes installées dans ce dernier village.

- Val-de-Marne :
 La compagnie des tirailleurs parisiens du capitaine Lavigne et 1 compagnie du 21e régiment d'infanterie de ligne se sont avancés sur les avant-postes ennemis situés sur la droite de Créteil. Une barricade fortement défendue a été attaquée sans succès mais un poste situé sur le chemin de fer de Lyon a été enlevé. Les troupes se sont ensuite repliées en bon ordre malgré les forces considérables qui s’avançaient sur eux.

- Yvelines :
Le roi Guillaume Ier s'installe à la préfecture de Versailles[36].

### Jeudi 6 octobre
La région parisienne est recouverte d’un brouillard intense et froid empêchant toute observation.
- Hauts-de-Seine : 
 Divers renseignements indiquent que la canonnade d’hier a fait le plus grand mal à l’ennemi. Les canons de marine du Mont Valérien continuent de tirer sur les points où des troupes ennemies sont signalées.
Les éclaireurs de la Seine[50], les tirailleurs des Ternes et les carabiniers de Neuilly, appuyés par 5 escadrons de cavalerie, gendarmes[11],[12] et dragons ont poussé une reconnaissance sur les bords de la Seine entre Chatou et Argenteuil tiraillant sur les avant-postes ennemis situés sur l’autre rive et en particulier au pont des Anglais.

- Seine-Saint-Denis : 
 Les francs-tireurs des Lilas ont effectué des reconnaissances sur Bondy, et ont rejeté l’ennemi au-delà du canal de l’Ourcq par le pont de la Poudrette[75] à Gargan. Cette reconnaissance a en outre permis de constater que ce pont était gardé par les grand’gardes[24] prussiennes et qu’un fort corps de troupe campait au Raincy près de la Maison Blanche.

- Paris : 
 Rationnement de la viande et création des boucheries municipales.

### Vendredi 7 octobre
- Val-de-Marne :
 Le général Vinoy fait occuper Cachan par les troupes, avec l’appui des forts de Montrouge et de Bicêtre.
 Dans la soirée, une vive fusillade s’engage sur les bords de la Marne entre la grand’garde[24] de Joinville et les avant-postes prussiens. Après un engagement d’artillerie, l’ennemi recule sur Champigny.

- Seine-Saint-Denis : 
 Dans la matinée, une reconnaissance en avant du fort de Nogent s’avance jusqu'à Neuilly-sur-Marne sans découvrir l’ennemi.

- Hauts-de-Seine : 
 Des reconnaissances sont effectuées du côté de Meudon. Un poste ennemi installé dans la station de chemin de fer se replie sans attendre l’attaque. Les Allemands sont établis en force au haras et à la plaine des Bruyères.
 12 compagnies de gardes mobiles de la Seine, sous les ordres du lieutenant-colonel Rambaud, effectuent une reconnaissance dans Clamart et les bois environnants et rapportent des sacs de farine, des armes, des outils…

- Paris : 
 Départ des ballons Armand Barbès (piloté par Alexandre Trichet, monté par Léon Gambetta et Eugène Spuller) et George Sand (piloté par Joseph Revilliod accompagné des citoyens américains May et Raynolds chargés d'une mission spéciale pour le gouvernement de la défense et Étienne Cuzon Ainé sous-préfet de Redon) de la place Saint-Pierre, et d'un troisième de l'usine à gaz de La Villette[53]. L’Armand Barbès atterrit dans l'Oise à Épineuse après avoir parcouru 98 km[76], le George Sand parcourt 120 km et se pose dans la Somme à Crémery[77]. À la suite d'une mauvaise manœuvre, le troisième ballon atterrit à Stains, avant les lignes allemandes, après avoir seulement parcouru 12 km[78],[40].

- Yvelines :
 La 6e division de cavalerie de la 4e armée allemande atteint Bréval et pille le village.

Plan du 9e secteur, bastions 86 à 94 de l'enceinte de Thiers

### Samedi 8 octobre
- Paris : 
Une affiche, placardée sur les murs de Paris, invitait les citoyens à se réunir le 8 octobre sur la place de l'Hôtel-de-Ville pour protester contre le gouvernement et sa façon d'agir. À 2 heures, un groupe de 300 à 400 personnes était réuni sur la place de l'Hôtel de Ville lorsque arriva le 840e bataillon de la garde nationale de la Seine du commandant Bixio. Des cris de « Vive la Commune ! » et des cris de protestation contre le gouvernement se firent tout aussitôt entendre. Le bruit s'étant répandu dans Paris qu'une partie de la population voulait exercer une pression sur le gouvernement, de nombreux bataillons de la garde nationale arrivèrent promptement sur la place de l'Hôtel-de-Ville pour la déblayer et pour protéger le gouvernement. Le calme une fois rétabli, Jules Favre et le gouvernement de la Défense nationale passèrent les bataillons en revue puis adressa la lettre suivante au général Tamisier, commandant en chef de la garde nationale de la Seine :

- Hauts-de-Seine : 
 Un détachement des francs-tireurs de Paris, un détachement des tirailleurs des Ternes sous les ordres du commandant Thierrard ainsi que 600 gardes mobiles des 7e bataillon de la Seine, 4e bataillon d’Ille-et-Vilaine et 1er bataillon de l’Aisne sous le commandement du général Martenot effectuent une reconnaissance sur la Malmaison en passant par Nanterre et Rueil et entrent dans le parc en effectuant une brèche[79].
Dans le même temps, 4 compagnies de gardes mobiles de la garnison du Mont-Valérien et les éclaireurs volontaires entraient également dans le parc par le Sud-Ouest.
L’ennemi ayant décampé, les tirailleurs poussent jusqu’au premières maisons de Bougival et sur les hauteurs de La Jonchère à Rueil.
Durant cette opération, les éclaireurs de la garde nationale de la Seine du commandant Ribeaux, les éclaireurs volontaires de la 1re division d’infanterie et 4 escadrons du 2e régiment de dragons et du 1er régiment de gendarmerie à cheval[11],[12], soutenus par 4 batteries d’artillerie, s’avancent dans la plaine de Gennevilliers jusqu’aux bords de la Seine, ou ils engagent une vive fusillade avec les tirailleurs ennemis embusqués sur l’autre rive entre Bezons et Argenteuil[80]. Les Français perdent deux tués et onze blessés.
Le Mont-Valérien a tiré sur les batteries prussiennes de Saint-Cloud et de Rueil et les canonnières ont tiré sur les batteries de Meudon.

- Seine-Saint-Denis : 
 L'artillerie des forts de Saint-Denis a tiré sur les batteries prussiennes positionnées sur la butte-Pinson[42]. Des reconnaissances ont eu lieu sur Bondy et Neuilly-sur-Marne[80]

- Val-d'Oise :
 Les uhlans occupent Magny-en-Vexin[29].

- Yvelines :
 Au petit matin, 130 francs-tireurs de Paris, sous les ordres du commandant Ernest de Lipowski, venant de Denonville, attaquent un détachement du 4e escadron du 16e régiment de cavalerie de Schleswig-Holstein et un piquet d'infanterie du 11e régiment bavarois en poste à Ablis. Les francs-tireurs se replièrent en emmenant 70 prisonniers et 200 chevaux. En représailles à cette attaque, connue sous le nom de surprise d'Ablis, les Allemands brûlèrent 120 maisons, fusillèrent 6 habitants et emmenèrent 22 otages à leur QG du Mesnil-Saint-Denis qui furent finalement relâchés le lendemain[81],[82],[83].
Une reconnaissance est envoyée sur Chatou[80].

### Dimanche 9 octobre
La pluie tombe à torrents.
- Seine-Saint-Denis : 
 Une forte reconnaissance en avant du fort de Noisy permet aux Français de chasser l’ennemi de Bondy et d’occuper le village jusqu’à la nuit puis de se replier.

- Hauts-de-Seine : 
 La batterie de Courbevoie a tiré sur la cavalerie ennemie à Houilles.

### Lundi 10 octobre
Brusque changement de température ; le temps est sec.

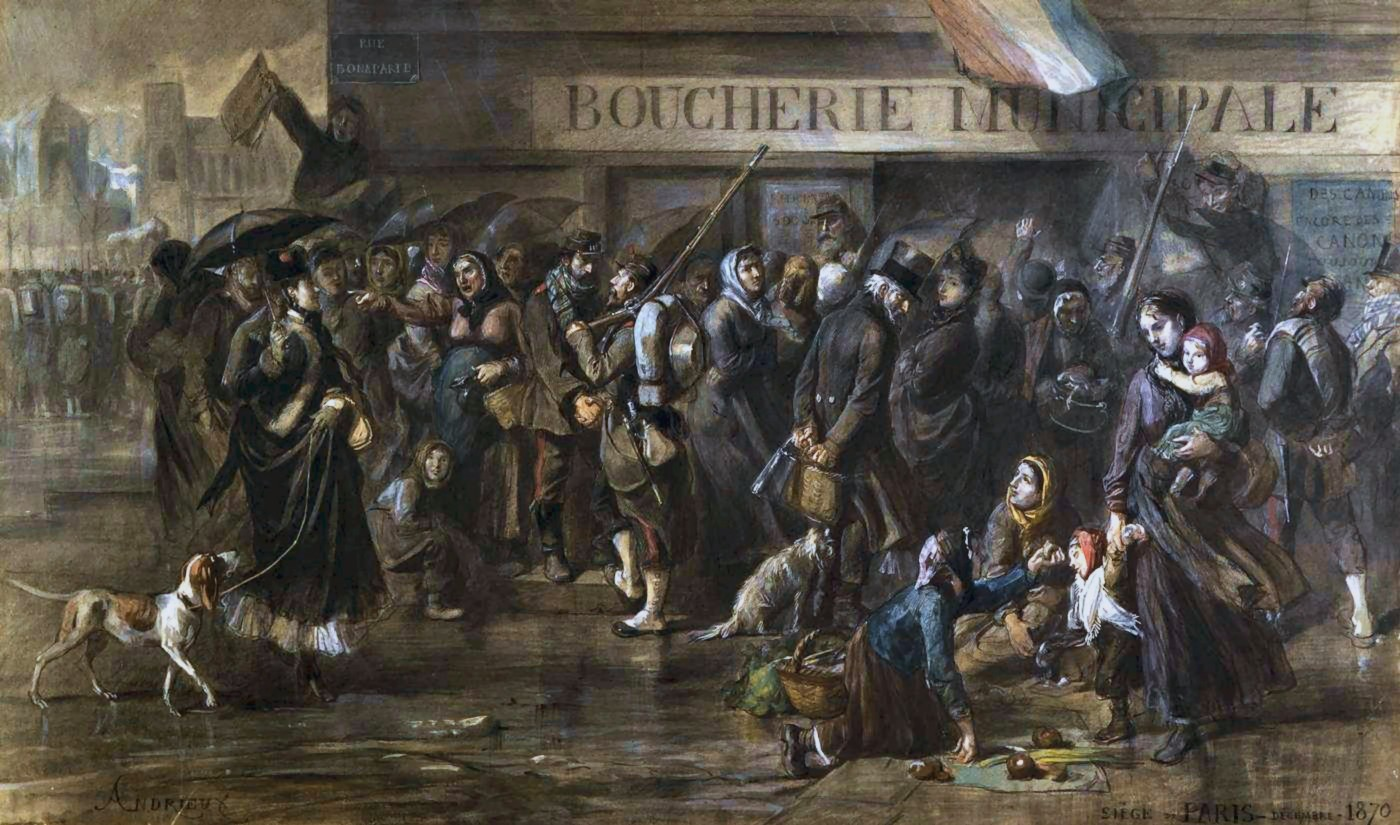
Queue devant la boucherie durant le siège de Paris en 1870, par Clément-Auguste Andrieux.

- Paris : 
 Création des boucheries municipales. La viande est désormais rationnée. La ration est de 1 livre[84] de viande par personne pour 5 jours.

- Seine-Saint-Denis : 
 Les compagnies d'infanterie des redoutes de la Boissière, Montreuil et Noisy, suppléés par un bataillon de mobiles du Nord, chargés de la protection des travailleurs, cultivateurs et maraîchers œuvrant dans la plaine ont été assaillis par l’ennemi. 2 pièces d’artillerie qui ont tiré sur nos troupes des obus et de la mitraille ont été démontées par le feu des pièces des 3 forts[85]. L’ennemi a reculé jusque dans les bois à proximité de la Maison Blanche et a répondu par des tirs provenant des environs du pont de la Poudrette[75].

- Hauts-de-Seine : 
 Le Mont Valérien, la batterie de Mortemart située dans le bois de Boulogne[86] et la canonnière de Suresnes ont entretenu un feu vif sur Saint-Cloud[80]. 
La batterie de Courbevoie tire de nouveaux obus sur Houilles et la batterie de Saint-Ouen sur Orgemont[80].

- Val-de-Marne :
 Le général Blanchard lance une attaque, le soir, sur la maison Millaud, un avant-poste ennemi situé sur la route de Bourg-la-Reine et menaçant Cachan[87],[88]. Après sa prise, il sera installé sur ce point d'appui, une batterie d'artillerie.

### Mardi 11 octobre
- Paris : 
Décret qui règle d'une manière définitive l’organisation des corps francs levés à Paris et dans ses environs depuis l'ouverture de la campagne contre la Prusse[89]

- Val-de-Marne :
 Le matin, après la prise de la maison Millaud, celle-ci a été mise en défense et les maisons voisines ont été incendiées ou détruites afin de dégager les abords. Des éclaireurs ennemis se sont approchés à 300 mètres de ce nouveau point d’appui.
De nombreux mouvements de troupes sont signalés sur le secteur sud. L’artillerie de la redoute des Hautes Bruyères a, par un coup heureux, tué une dizaine de Prussiens dans une maison qui servait de poste en avant de Bourg-la-Reine.

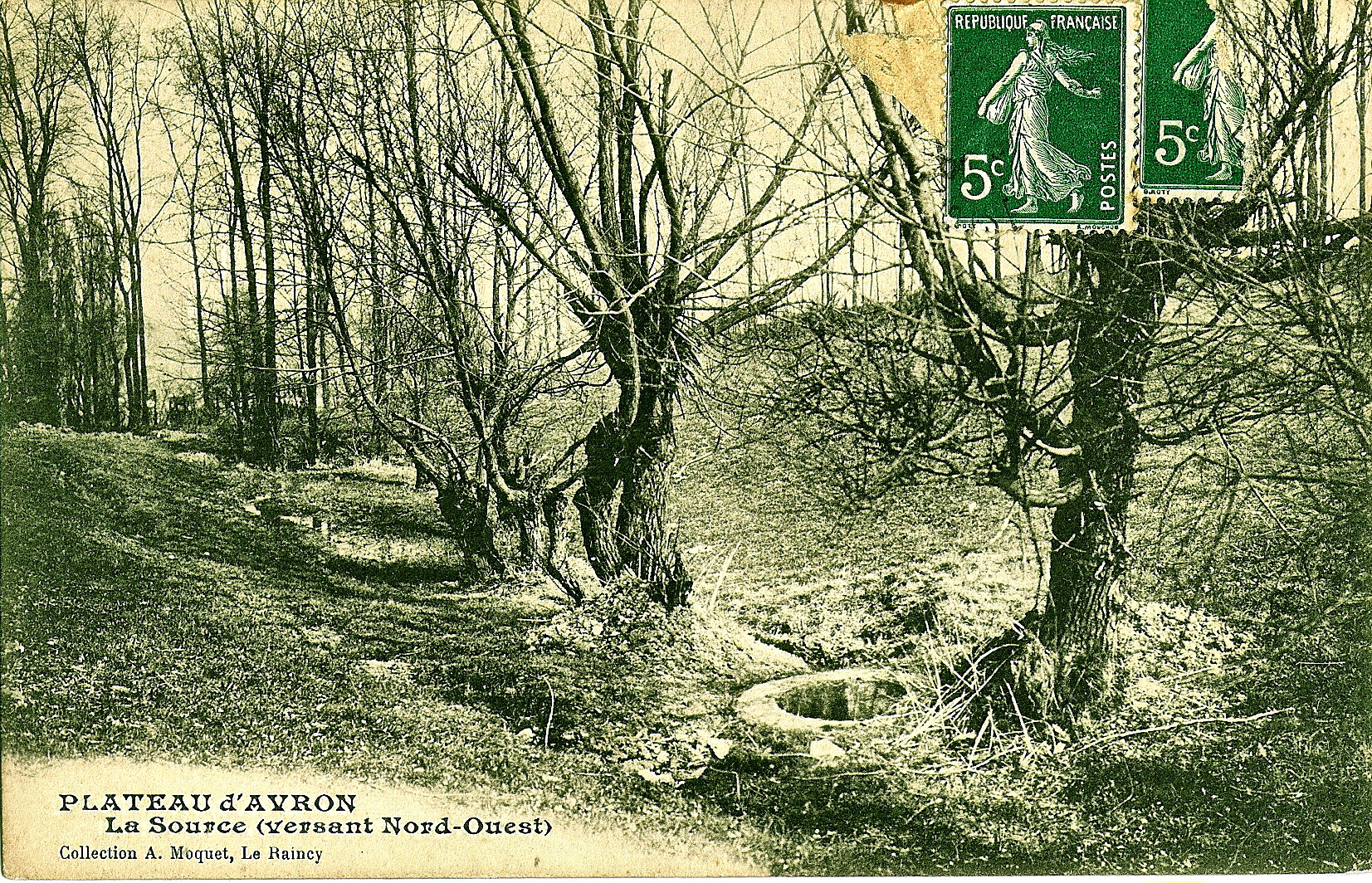
Versant Nord-Ouest du plateau d'Avron

### Mercredi 12 octobre
Il fait toujours très froid.
- Aisne : 
Assiégée depuis le 16 septembre, Soissons est contrainte de capituler.

- Seine-Saint-Denis : 
 Le 7e régiment des gardes mobiles du Tarn, soutenus par le 1er régiment de chasseurs et des spahis sous les ordres du lieutenant-colonel Reille effectue une importante reconnaissance dans les bois de Neuilly-sur-Marne et au plateau d'Avron. Après avoir chassé les avant-postes prussiens qui se sont dérobés dans un bois entre Neuilly et Villemomble, la troupe a fouillé et occupé le village du Bois de Neuilly. L’infanterie a tenté de prendre à revers les fuyards qui se sont à nouveau retirés. Puis trois compagnies sous les ordres du commandant Faucaut ont gravi les pentes du plateau d'Avron. Une partie du 1er régiment de chasseurs a fouillé une partie du plateau s’avançant jusqu'à Villemomble, défendu par l’ennemi.

- Hauts-de-Seine :
 Les éclaireurs de Dumas, les éclaireurs de la ligne du commandant Lopez, les mobiles du Morbihan sous les ordres du général Ducrot ont lancé une reconnaissance au-delà de la Malmaison. Après avoir essuyé une fusillade, les troupes se sont avancées dans le parc de la Malmaison où elles ont démasqué la présence des batteries prussiennes situées à la bifurcation des routes de Bougival et de la Jonchère. Sous leur feu, les mobiles se sont mis à couvert dans les fossés de la route. L’artillerie ennemie a été délogée par l’artillerie du Mont-Valérien qui l'a poursuivie pendant la retraite jusque Bougival.

- Paris : 
 Deux ballons partent de Paris :
 Le Washington s'envole de la gare d'Orléans et termine sa course à Carnières dans le Nord après avoir parcouru 204 kilomètres[90]. 
Le Louis Blanc s'envole de la place Saint-Pierre et termine sa course à Béclers en Belgique après avoir parcouru 290 kilomètres[91],[40].
 Les boucheries municipales ne distribuent plus que 100 grammes de viande par personne, après des heures de queue.

### Jeudi 13 octobre

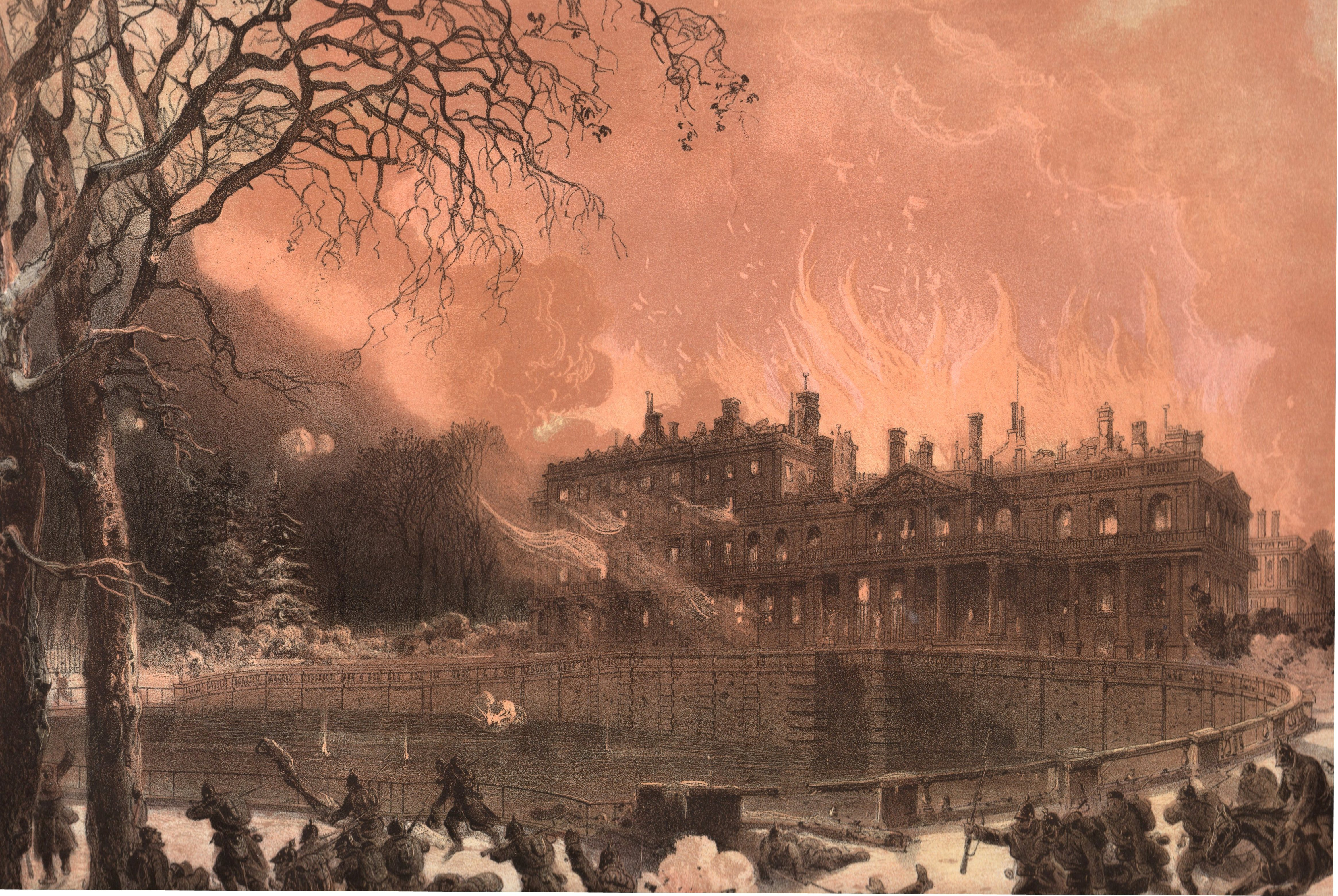
Le Château de Saint-Cloud en flammes

- Val-de-Marne - Hauts-de-Seine :
Des mouvements de troupes considérables de l'ennemi ayant été signalés pendant ces derniers jours, le gouverneur décide de lancer une reconnaissance offensive faite par la 3e division du général Blanchard, du 13e corps, positionnée entre Issy, à droite, et Cachan, à gauche, soutenue par la brigade Dumoulin, de la division Maud'huy et par la brigade de La Charrière, de la division Caussade.

- Hauts-de-Seine :
 Le Château de Saint-Cloud est incendié par les canons français postés au fort du Mont-Valérien.

- Seine-et-Marne : 
 Une compagnie de la 2e légion des volontaires de la Nièvre engage, à la table du Roi, dans la forêt de Fontainebleau, une colonne de dragons wurtembergeois contraints de fuir sur Melun[92].

### Vendredi 14 octobre
- Hauts-de-Seine :
 Dans la nuit un bataillon des éclaireurs de la garde nationale de Paris, sous les ordres du commandant Thierrard, qui effectue une reconnaissance, surprend, dans Rueil, un assez fort détachement de Prussiens, occupés à brûler deux maisons pour dégager une de leurs barricades, et leur tue une vingtaine d’hommes.

- Val-de-Marne - Hauts-de-Seine :
Les Prussiens demandent un armistice pour relever leurs morts. Une suspension d'armes a lieu de onze heures à cinq heures, en avant de nos forts du sud.

- Paris : 
 Deux ballons montés partent de Paris :
 Le Godefroy Cavaignac et le Jean-Bart no 1[93] qui s'envolent de la gare d'Orléans. Le premier, avec comme passager Émile de Kératry termine sa course à Brillon-en-Barrois dans la Meuse après avoir parcouru 257 kilomètres[94] et le second termine sa course à Montpothier dans l'Aube après avoir parcouru 114 kilomètres[95],[40].

- Seine-Saint-Denis : 
Partant du fort de Rosny, les Moblots lancent une reconnaissance et surprennent les grand'gardes prussiens en avant de Villemomble. Après une vive fusillade, les assiégeants se replient dans le village[18]

### Samedi 15 octobre
- Seine-Saint-Denis : 
 Pendant que les mobiles du Finistère et du Nord, l'infanterie de ligne et l'artillerie du Romainville chassaient l'ennemi de la ferme du Groslay[note 7] dans la plaine de Bondy, l'artillerie du Fort de Rosny a canonné l'ennemi dans le village du Raincy, et celle du Noisy a foudroyé le camp retranché du pont de la Poudrette de Gargan.
 Par ailleurs, les éclaireurs de la Seine[50] du colonel Lafon partant de Bondy engagent une vive fusillade avec l'ennemi embusqué de l'autre côté du canal de l'Ourcq, afin de couper les arbres qui masquaient, de nos bastions, la vue du camp retranché prussien. En milieu d’après-midi l'ennemi ayant arboré le pavillon blanc, les éclaireurs de la Seine et les forts ont cessé le feu. Les troupes françaises déplorent 2 tués, dont 1 officier et 5 blessés.
En fin d’après-midi, un seul obus, tiré à partir du bastion no 2 à 4 500 mètres, a tué les deux officiers à cheval qui venaient faire mettre en batterie une section d'artillerie ennemie, et tué les cavaliers d'une des pièces qui a été mise hors de service.

- Val-de-Marne :
 Des obus lancés de la redoute de la Faisanderie, ont endommagé les postes d'observations prussiens situés au nord de Champigny et au four à chaux.
 Des coups de canon ont été tirés de la redoute de Gravelle et du fort de Charenton sur Bonneuil, Montmesly et le carrefour Pompadour.

### Dimanche 16 octobre

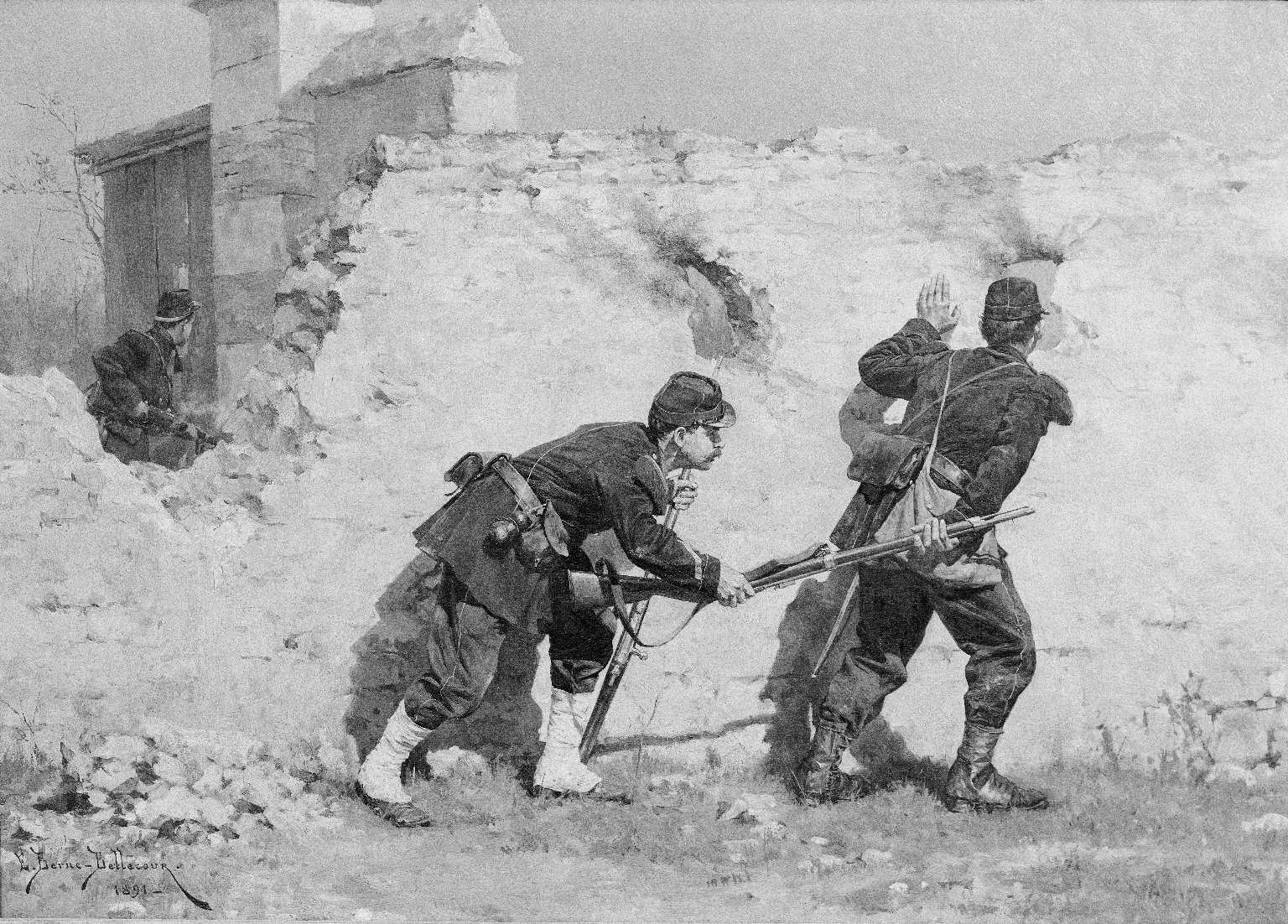
Un groupe de moblots se place en embuscade.
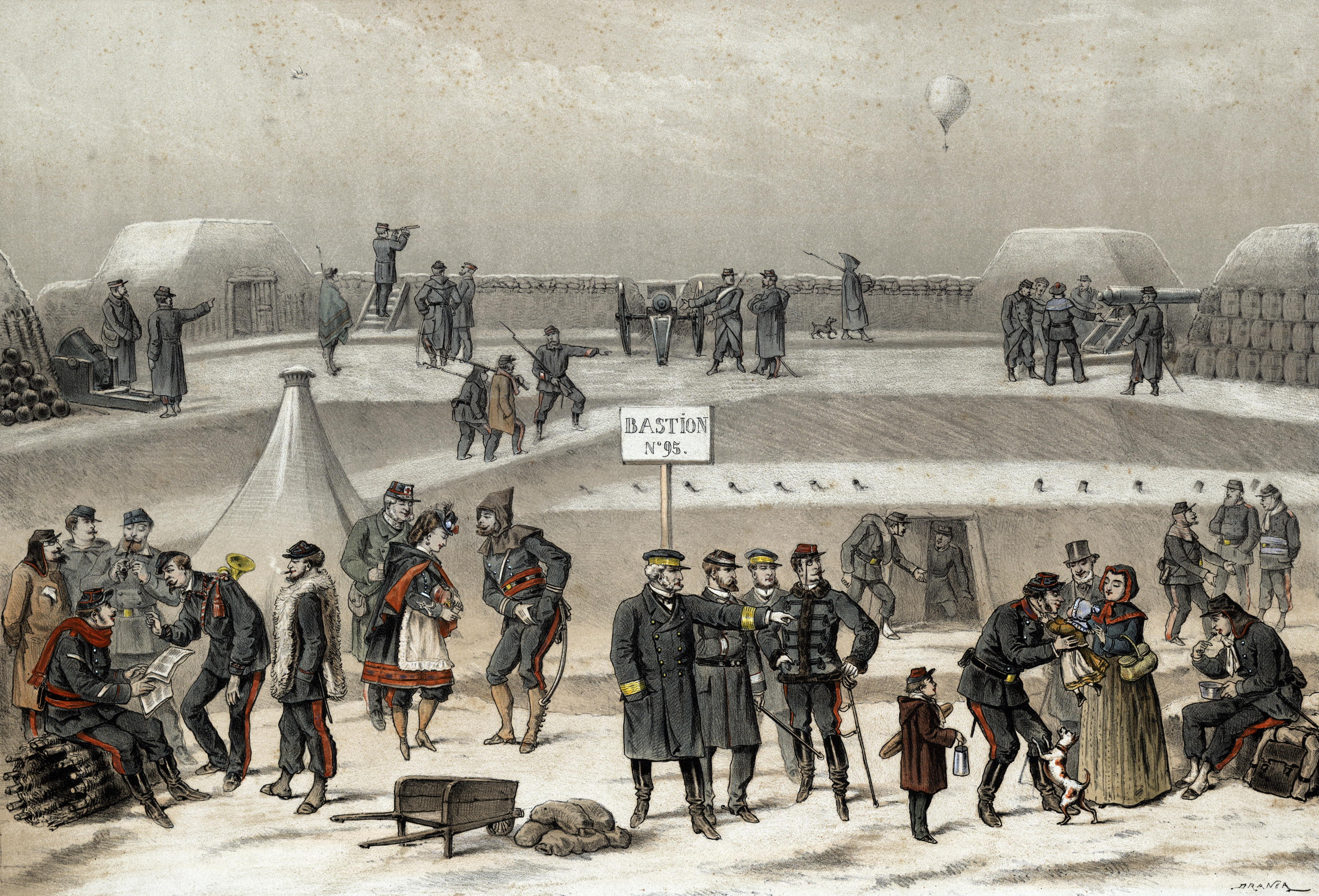
Le bastion no 95 de l'enceinte de Thiers

- Val-de-Marne :
 Les éclaireurs placés en embuscade de nuit à Créteil ont été attaqués ce matin, vers cinq heures, par un peloton de Prussiens qu'ils ont repoussés. 
Le fort de Nogent a bombardé plusieurs gros pelotons ennemis qui cheminaient à l'extrémité du plateau d'Avron.
 La redoute de la Faisanderie a tiré sur le poste prussien à la Fourche de Champigny, faisant fuir l'ennemi.
Une reconnaissance effectuée sur Charenton a poussé jusqu'au moulin de la Marne, sans trouver d'obstacles. Les Prussiens ont complètement évacué Créteil.

- Hauts-de-Seine :
 À Colombes, les zouaves du général Henri Berthaut[96] avec 8 pièces d'artillerie ont attaqué les troupes allemandes qui effectuaient des travaux au pont d'Argenteuil. Une batterie ennemie, amenée en renfort dans les vignes d'Argenteuil, a ouvert son feu dans la direction de Colombes. La batterie de Courbevoie, répondant énergiquement, a obligé l’ennemi à déménager. Dans l'après-midi, le général Ducrot a fait avancer à hauteur de Colombes une partie de la brigade Henri Berthaut. Notre artillerie a lancé sur deux usines d'Argenteuil, occupées par l’ennemi, plusieurs obus incendiant l'une d'elles. L'ennemi a mis en ligne une batterie qui a lancé, sans résultats, quelques obus dans Colombes. La batterie de 12 de Courbevoie a répondu la réduisant au silence puis elle a canonné avec des pièces de marine, les pentes de Sannois, empêchant ainsi toute offensive de l'ennemi.
Le Mont-Valérien, la batterie de Mortemart, située dans le bois de Boulogne, et quelques pièces du 6e secteur[97] ont envoyé des obus perturbant ainsi les travaux de l'ennemi à Montretout.
Les forts de Vanves et d’Issy ont agi de la même manière sur Châtillon.

- Paris : 
 Deux nouveaux ballons montés partent de Paris :
 Le Jules Favre no 1 et le Jean-Bart no 2 qui s'envolent de la gare d'Orléans. Le premier termine sa course à Foix-de-Chapelle dans la province de Hainaut en Belgique après avoir parcouru 298 kilomètres[98] et le second termine sa course à Evrechelles, près de Dinant, également en Belgique, après avoir parcouru 328 kilomètres[99],[40].

### Lundi 17 octobre
- Paris : 
 Le ballon monté Liberté, est emporté, sans personne à bord, par le vent violent de l'usine à gaz de La Villette[53]. Il échappe aux aéronautes et s'échoue au Bourget après avoir parcouru 11 km,[40]. Les restes du ballon seront récupérés par les Prussiens[100].

- Seine-Saint-Denis : 
Le fort de Nogent, bombarde une reconnaissance ennemie[18]

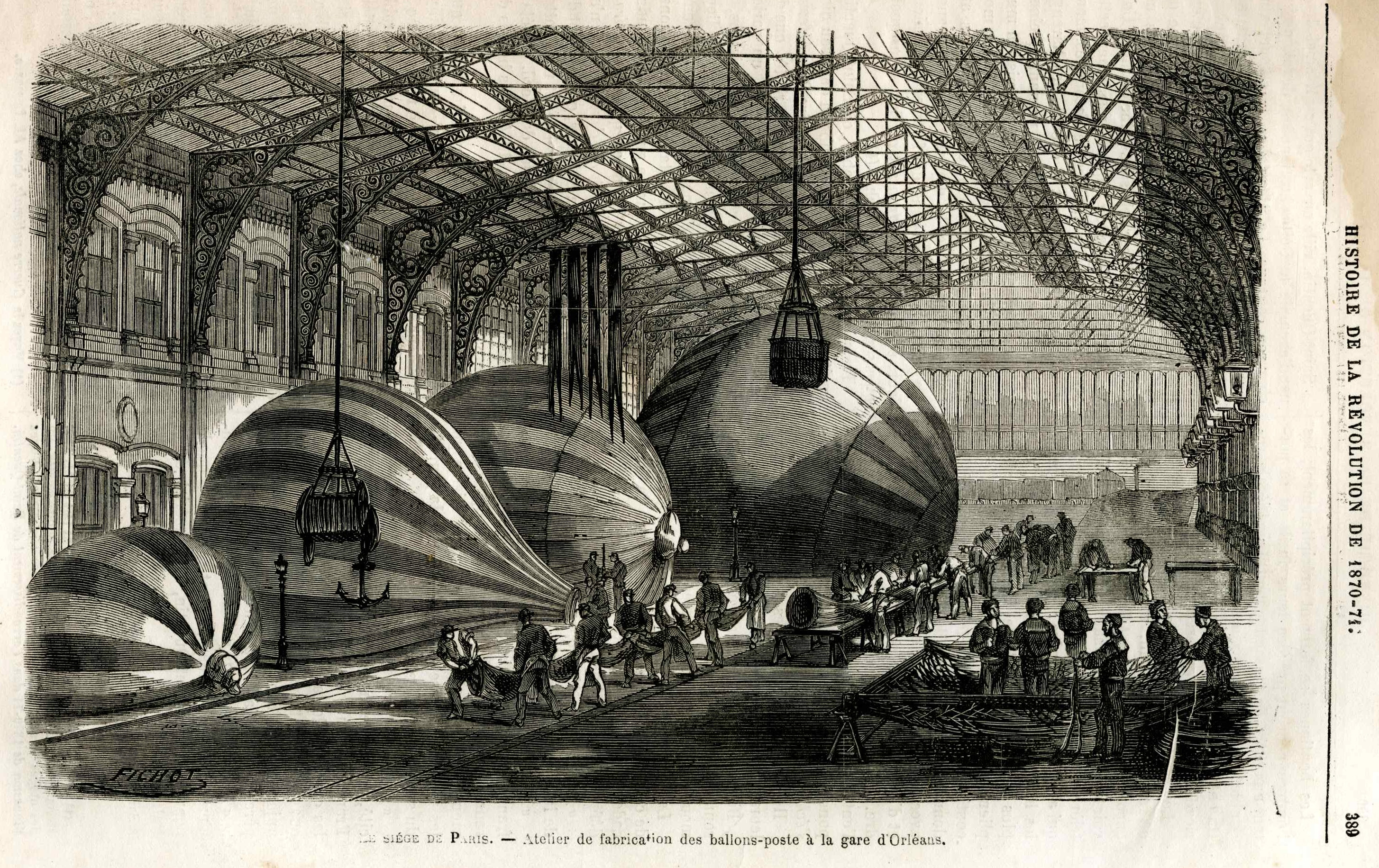
Pendant le siège de Paris, atelier de fabrication des ballons montés à la gare d'Orléans

### Mardi 18 octobre
- Paris : 
 Le ballon monté Victor-Hugo s'envole du Jardin des Tuileries. Il termine sa course à Cœuvres dans l'Aisne après avoir parcouru 117 kilomètres[101],[40].

- Seine-Saint-Denis : 
Plusieurs compagnies gravissent le plateau d'Avron, poussent jusque Maison-Blanche et Neuilly-sur-Marne[18]

### Mercredi 19 octobre
- Seine-Saint-Denis : 
 Une reconnaissance a été exécutée en avant des forts Rosny et de Nogent, par les mobiles de la Drôme du commandant Balète, par les légions de la Côte-d'Or du commandant Dupuy, et par celles du Tarn des commandants Faure, de Foucaut et de Faramond, l’ensemble étant commandé par le lieutenant-colonel Reille.
  - la gauche du dispositif français s'est avancée dans le parc du Raincy jusqu'à la porte de Paris, et, de là, s'est rabattue sur Villemomble qui a été fouillée en tous sens. L'ennemi a été débusqué du parc du château de Launay[102] où il a eu un homme tué.
Pendant ce temps quelques compagnies ont gravi les pentes d'Ablon, occupé tout le plateau et tiraillé à son extrémité est sur le poste avancé de la Maison-Blanche[103].
  - Le centre du dispositif français, aussitôt Ablon occupé, est entré dans le village du Bois de Neuilly qui était évacué. Nos tirailleurs l'ont ensuite dépassé et se sont portés sur Neuilly-sur-Marne, où l'ennemi était retranché en forces considérables.
Cette reconnaissance a permis de constater que les avant-postes prussiens occupent aujourd'hui Launay à Villemomble, la Maison-Blanche et Neuilly-sur-Marne, c'est-à-dire à quatre kilomètres du fort de Nogent.

- Paris : 
Par décret, formation des 38e et 39e régiments de marche
 Le ballon monté République Universelle également appelé La Fayette, piloté par Louis Jossec et monté par Antonin Dubost, secrétaire général de la Préfecture de Police de Paris et son secrétaire Gaston Prunières, s'envole de la gare d'Orléans. Il termine sa course à Lonny dans les Ardennes après avoir parcouru 256 kilomètres[104].

### Jeudi 20 octobre
- Val-de-Marne :
 Dans la nuit du 19 au 20 octobre, à deux reprises, l'ennemi attaque un poste de moblots à Cachan. Il a été repoussé et a initié une vive canonnade de nos forts, dont les obus ont fouillé les positions ennemies de Châtillon, jusqu'à Bourg-la-Reine et l'Hay.
La Faisanderie a continué de tirer avec succès sur plusieurs maisons servant de postes à l'ennemi. 
La batterie prussienne de Thiais qui incommodait nos travailleurs en avant de Villejuif, a été détruite par l’artillerie fort de Charenton qui a également pilonné les positions ennemies en avant de Choisy-le-Roi.
Une reconnaissance a occupé Créteil, pour protéger le transport des récoltes et denrées sur Paris. 
Une autre reconnaissance, chargée de protéger les travailleurs dans la plaine située entre le chemin de fer de Lyon et la Seine, a eu un engagement assez vif avec le poste ennemi qui occupe une maison de garde sur le chemin de fer, à 3 000 mètres environ en avant de la barricade de Maisons-Alfort, sur la route de Lyon

- Hauts-de-Seine : 
Dans la matinée, les bastions de l'enceinte, no 62, 63 et 64[105],[106],[107],[108], et le fort du Mont-Valérien ont à nouveau canonné les travaux de l'ennemi à Montretout et à Garches.

### Vendredi 21 octobre
- Val-de-Marne :
 Dans la nuit du 20 au 21 octobre, l'ennemi à de nouveau attaqué à deux reprises un poste de mobiles à Cachan et un autre à la maison Millaud. Comme la nuit précédente, ces attaques ont été repoussées et nos forts ont canonnés les positions ennemies de l'Hay, Bourg-la-Reine et Bagneux.

- Hauts-de-Seine : 
Après une canonnade très vive de trois quarts d'heure, les troupes françaises du général Ducrot se sont avancées repoussant les tirailleurs ennemis jusque dans l'épaulement qui borde les hauteurs de la Jonchère. Dans ces positions, les obus de notre artillerie foudroyaient l'ennemi, le forçant à renouveler cinq fois les détachements qui les occupaient. 
 Sur la rive gauche, entre Ivry et Issy, le général Vinoy a fait, pendant ce temps, déployer ses troupes sur la route stratégique. Son artillerie, celle des forts et les canonnières de Billancourt, ont couvert d'obus toutes les positions de l’ennemi.Le général de Bellemare s'était, d'autre part, porté de Saint-Denis sur Gennevilliers et Colombes, pour couvrir la droite de l'opération du général Ducrot.

- Seine-Saint-Denis : 
Une reconnaissance est poussée jusqu'à Villemomble par la compagnie de carabiniers du 48e bataillon du commandant Leclaire et du capitaine Proust.
Partant du fort de Rosny, le bataillon s'est dirigé, en suivant les crêtes du plateau d'Avron, sur le château et le parc de Launay[109], entre Villemomble et la station de Gagny. Après avoir tué les 3 sentinelles d'un poste prussien situé dans le parc de Launay, les hommes du capitaine Proust ont tiraillé contre d'autres abris et barricades occupés par les Prussiens. L'ennemi ayant fait avancer une réserve considérable, le 48e bataillon s'est retiré dans le plus grand ordre. Lors de cet engagement 5 gardes nationaux ont été blessés.

- Seine-et-Marne : Les francs-tireurs et les gardes nationaux, de Saint-Germain-Laval, d'Auxerre et de Montereau, venant de cette dernière ville, engagent un combat contre un détachement de 300 bavarois en poste à Grandpuits[110]. Un combat inégal s'engagea entre les miliciens Français armés de fusils à piston ou de chasse et les soldats de métiers armés de fusils modernes. Malgré la vaillance des Français, le feu vif et précis de l'ennemi joint à un renfort considérable qui ne tarda pas à arriver, mit en déroute les gardes nationaux. Plusieurs hommes furent tués de part et d'autre dans les fossés qui entouraient alors la ferme de La Salle.

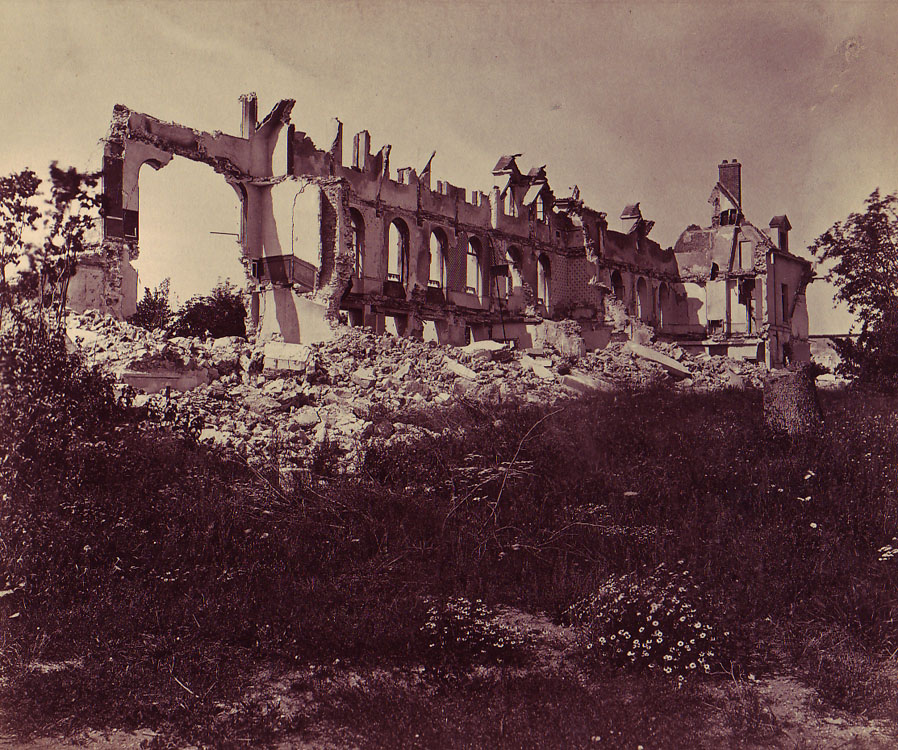
Le Château d'Avron à Rosny-sous-Bois.

### Samedi 22 octobre
- Paris : 
 Le ballon monté, monté par le député d'opposition Paul de Jouvencel, le Garibaldi s'envole du jardin des Tuileries. Il termine sa course à Quincy-Ségy en Seine-et-Marne après avoir parcouru 40 kilomètres[111],[40]. Le hasard fit atterrir Paul de Jouvencel, à un ou deux kilomètres de sa maison près de Meaux.

### Dimanche 23 octobre
- Seine-Saint-Denis : 
Vers 2 heures du matin, une patrouille de la grand'garde[24] du fort de Nogent a fait fuir un poste avancé ennemi, situé sur la route de Neuilly-sur-Marne, laissant entre nos mains 22 sacs de légumes. À 6 heures, alors que cette patrouille de la grand'garde se retirait, un peloton prussien s'est avancé pendant que l'ennemi, qui est sur la rive gauche de la Marne, tiraillait de son côté. Pris entre deux feux et malgré une excellente défense les hommes de la grand'garde ont été obligés de battre en retraite.

- Val-de-Marne :
Le canon du fort de Charenton a tiré sur une troupe d'infanterie, forte de 200 hommes environ, qui se rendait à Choisy par la route du carrefour Pompadour, jetant le désordre dans ses rangs.

### Lundi 24 octobre
- Paris : 
 Ne parvenant plus à nourrir ses animaux, le Jardin des Plantes s'en sépare. À la première vente on y trouve ; des yacks, des zèbres, un buffle, des rennes, des canards, des antilopes, des cygnes. La Boucherie anglaise du boulevard Haussmann, écoulait la viande des animaux du Jardin, sous la dénomination de viande de fantaisie.

### Mardi 25 octobre
Sans dépêches ni rapports militaires.
- Paris : 
 Le ballon monté Montgolfier piloté par l'aérostatier Hervé Sené s'envole de la gare d'Orléans, avec à son bord le colonel de La Pierre et le commandant Joseph-Marie Le Bouédec[112], envoyés par l'État Major de Paris pour prendre le commandement des troupes en province. Il termine sa course à Heiligenberg dans le Bas-Rhin, sous occupation ennemie, après avoir parcouru 503 kilomètres[113],[40]. Les Prussiens finirent par retrouver le ballon, mais les 2 passagers et l'aéronaute avaient disparu, sauvés par les habitants patriotes qui les firent passer à travers la montagne d'où ils regagnèrent la Lorraine[114].
Le prix du beurre frais passe à 60 francs la livre[115].

### Mercredi 26 octobre
Sans dépêches ni rapports militaires.

Lettre du roi de Prusse Guillaume Ier en réponse au courrier de l'ex-impératrice, Eugénie de Montijo, réfugiée en Angleterre.
- Paris : 
 Deuxième rationnement de la viande; 50 grammes par personne et par jour.
Le sergent Ignace Hoff en est à son 23e Prussien tué[116],[117]..

### Jeudi 27 octobre
- Paris : 
 Deux ballons montés partent de Paris :
Le Vauban, piloté par l'aérostier Guillaume, qui s'envole de la gare d'Orléans, avec à son bord le diplomate Frédéric Rethinger[118] et du colombophile Édouard Cassiers[119]. Il termine sa course à Vigneulles-lès-Hattonchâtel dans la Meuse[120], après avoir parcouru 248 kilomètres[121].
 La Bretagne (ou le Normandie) piloté par l'aérostatier René Cuzon qui s'envole de l'usine à gaz de La Villette[53], avec à son bord messieurs Voerth, Hudin[122] et Manceau. Il termine la première partie de sa course, au milieu des troupes prussiennes, dans la région de Fresnes-en-Woëvre-Hennemont dans la Meuse, ou messieurs Voerth, Hudin et Cruzon seront capturés après avoir parcouru 200 kilomètres[123]. Monsieur Manceau, resté seul dans l'aérostat, blessé, sera fait prisonnier le lendemain dans les environs de Metz[124],[40].

- Hauts-de-Seine : 
Afin de perturber les travaux et les mouvements de l'ennemi, le Mont-Valérien, la batterie Mortemart, les bastions nos 63 et 64[106],[107],[108] de l'enceinte, ont ouvert le feu sur le Brimborion et l'Orangerie de Saint-Cloud faisant fuir en grand nombre les soldats prussiens.
 Les forts d'Issy et de Vanves ont, de leur côté, tiré sur des travailleurs ennemis, vers la tour des Anglais et les moulins de Châtillon, les forçant à abandonner leurs travaux.

### Vendredi 28 octobre
Un article du journal Le Combat annonce la reddition de Metz qui est aussitôt démentie par le Journal officiel et qui créé dans la presse à ce sujet une vive controverse.
Réduction de la consommation du gaz
- Paris : 
Toutes les matières pour faire de la poudre sont réquisitionnées.
Appel des derniers contingents de la classe 1870[127] Par décret, les 39 régiments d'infanterie de marche prendront la dénomination de régiments d'infanterie de ligne et porteront les numéros 101 et suivants jusqu'au numéro 139 inclusivement. Le régiment de zouaves de marche devient le 4e régiment de zouaves[128].

- Seine-Saint-Denis : 
Profitant de l'inondation, volontaire, du Croult afin de tenir éloignées les troupes prussiennes, les francs-tireurs de la Presse sous les ordres du commandant Rolland, stationnées à La Courneuve, lancent une attaque de nuit sur les avant-postes ennemis établis au Bourget. Appuyés par les grand'gardes[24] du fort d'Aubervilliers et de la Courneuve les troupes françaises abordent, sans tirer un coup de fusil, les postes prussiens qui fuirent en désordre abandonnant leurs sacs, casques, armes, nourriture… Continuant de pousser l'ennemi devant eux ils s'avancent dans le village repoussant l'ennemi jusqu'à l'église où il s'établit fortement. Le général de Bellemare, donne l'ordre aux francs-tireurs de la Presse, au 14e bataillon de la mobile de la Seine et d'une partie du 34e de marche sous les ordres du colonel Lavoignet s'emparer du village du Bourget et de s'y établir solidement. Appuyé par une section de 2 pièces de quatre, 2 pièces de douze et une mitrailleuse, et suivi d'une forte réserve, composée du 16e bataillon de la mobile de la Seine et d'un demi bataillon du 28e de marche, les troupes françaises emportent la totalité du village, rejette les troupes ennemies en arrière du ruisseau de La Morée au Pont-Iblon et occupent, dans la foulée, Drancy.
Vers midi, deux batteries ennemies en position au Pont-Iblon, et deux batteries de campagne positionnées sur la route de Dugny au Bourget, soit 30 canons environ, canonnent durant 5 heures le village incendiant plusieurs maisons. Pendant ce temps, les sapeurs du génie, crénellent les maisons et établissent des barricades. 
 Tout au long de la journée des forces considérables d'infanterie ennemie descendues de Gonesse et d'Ecouen sont repoussées. Vers 7 heures du soir l'ennemi lance, contre une compagnie du 14e mobile, une dernière attaque à la baïonnette qui est repoussée. Les prisonniers indiquent que face au Bourget les Prussiens disposent de 2 régiments de la garde et de 4 batteries d'artillerie. 
 À la fin de la journée, le gros des troupes françaises restent sur place.

### Samedi 29 octobre

Première bataille du Bourget
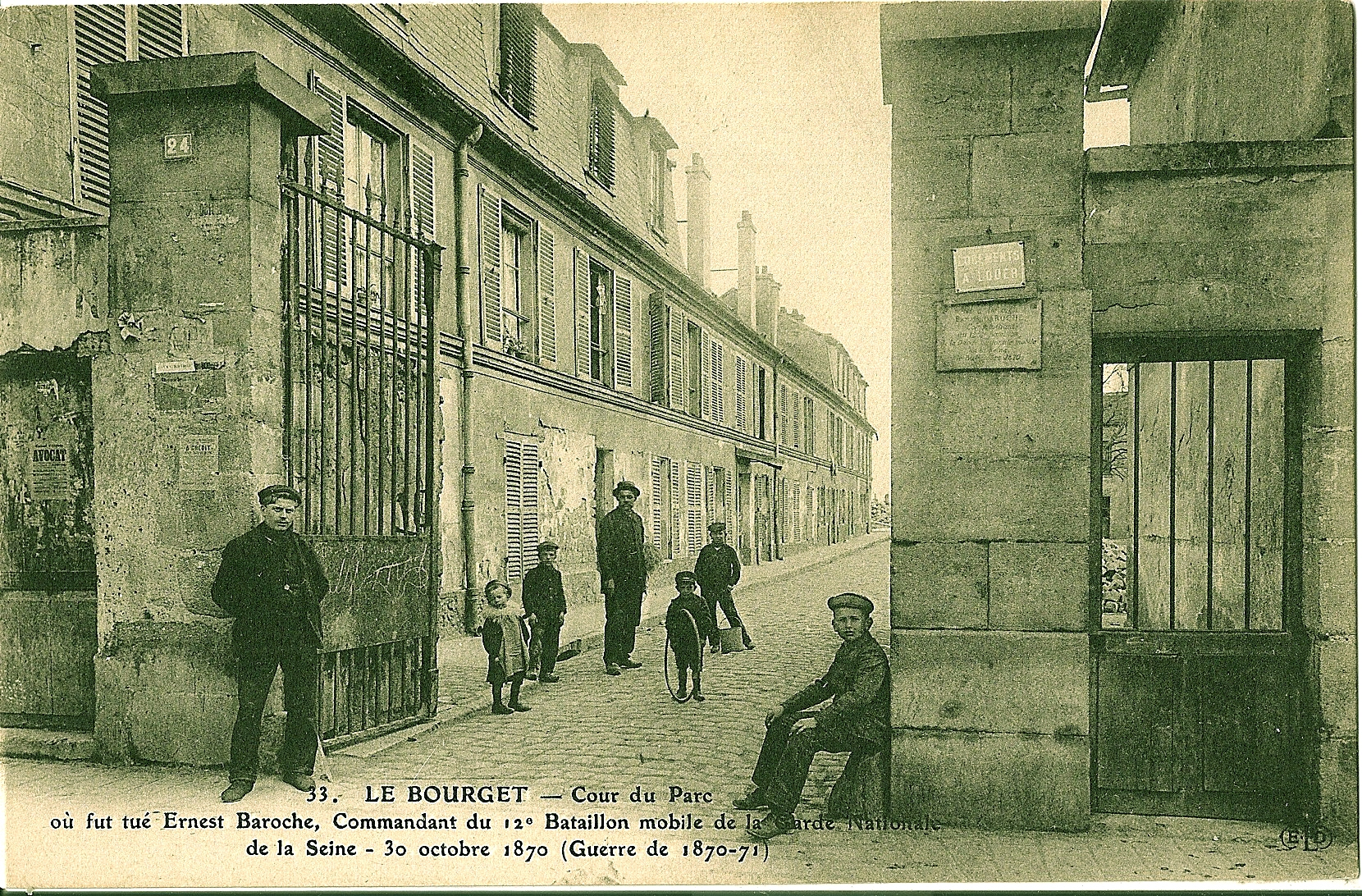
Le Bourget : Cour du parc, 24 rue de Flandre, où fut tué Ernest Baroche, Commandant du 12e bataillon mobile de la Garde nationale de la Seine le 30 octobre 1870.
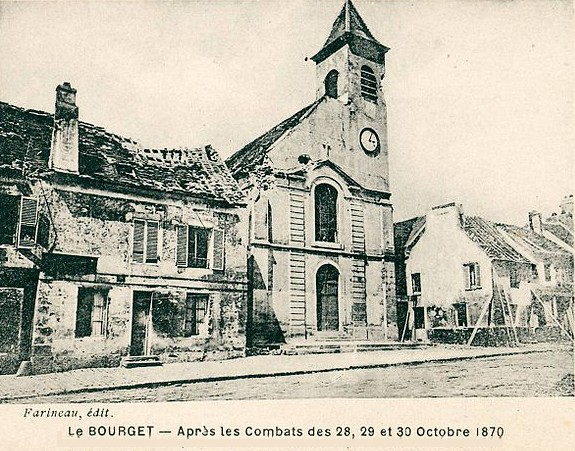
L’église Saint-Nicolas[129] au Bourget, après les combats des 28, 29 et 30 octobre 1870
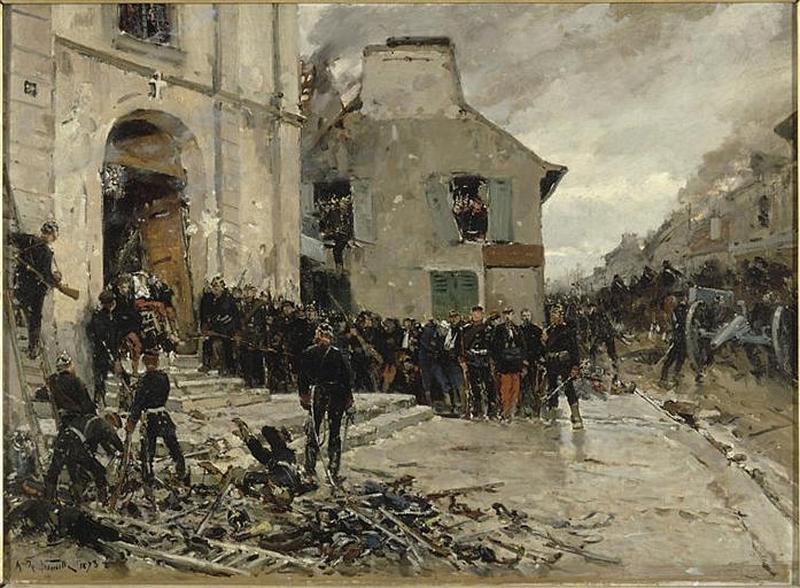
L'église Saint Nicolas. Tableau d'Alphonse de Neuville

- Paris : 
 Le ballon monté  Colonel Charras s'envole de la gare du Nord. Il termine sa course à Montigny-le-Roi dans la Haute-Marne après avoir parcouru 308 kilomètres[131],[40].

- Seine-Saint-Denis : 
 Les résultats du combat d'hier au soir ont été importants. Le terrain en avant de nos tirailleurs est couvert de cadavres prussiens. 
Le Bourget, village en pointe en avant de nos lignes, occupé par nos troupes, est canonné par l'ennemi pendant toute la journée qui n'envoie aucune attaque d'infanterie. Au soir le feu des batteries ennemies cesse, et elles se replient vers Gonesse. Les troupes françaises étant en très bonne position, elles tiennent et restent dans le village.

### Dimanche 30 octobre

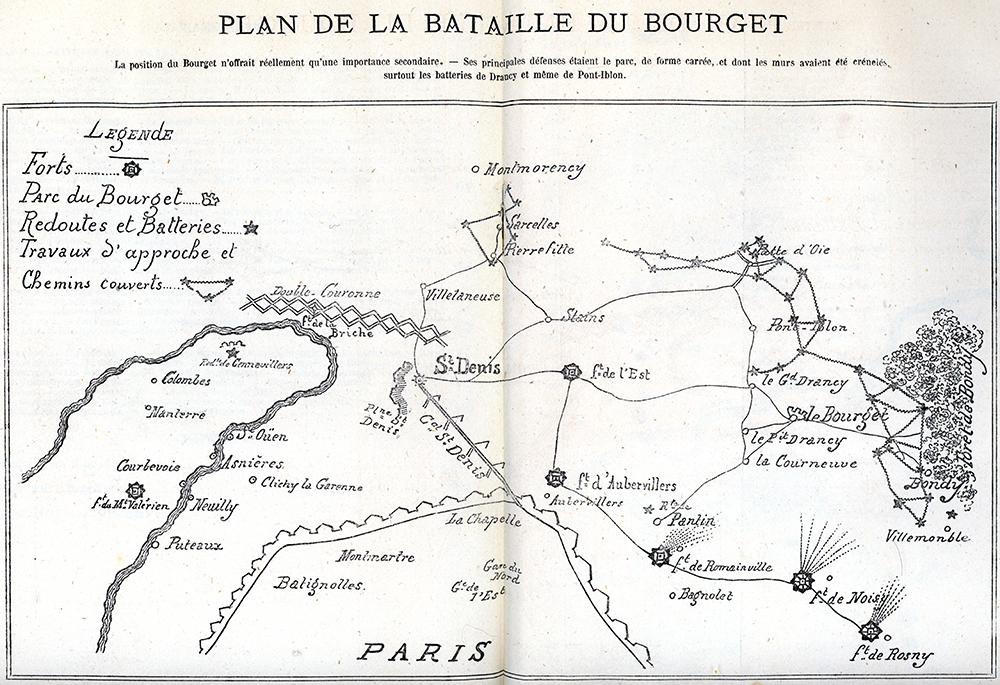
Plan de la bataille du Bourget publié dans Paris-Journal en 1870
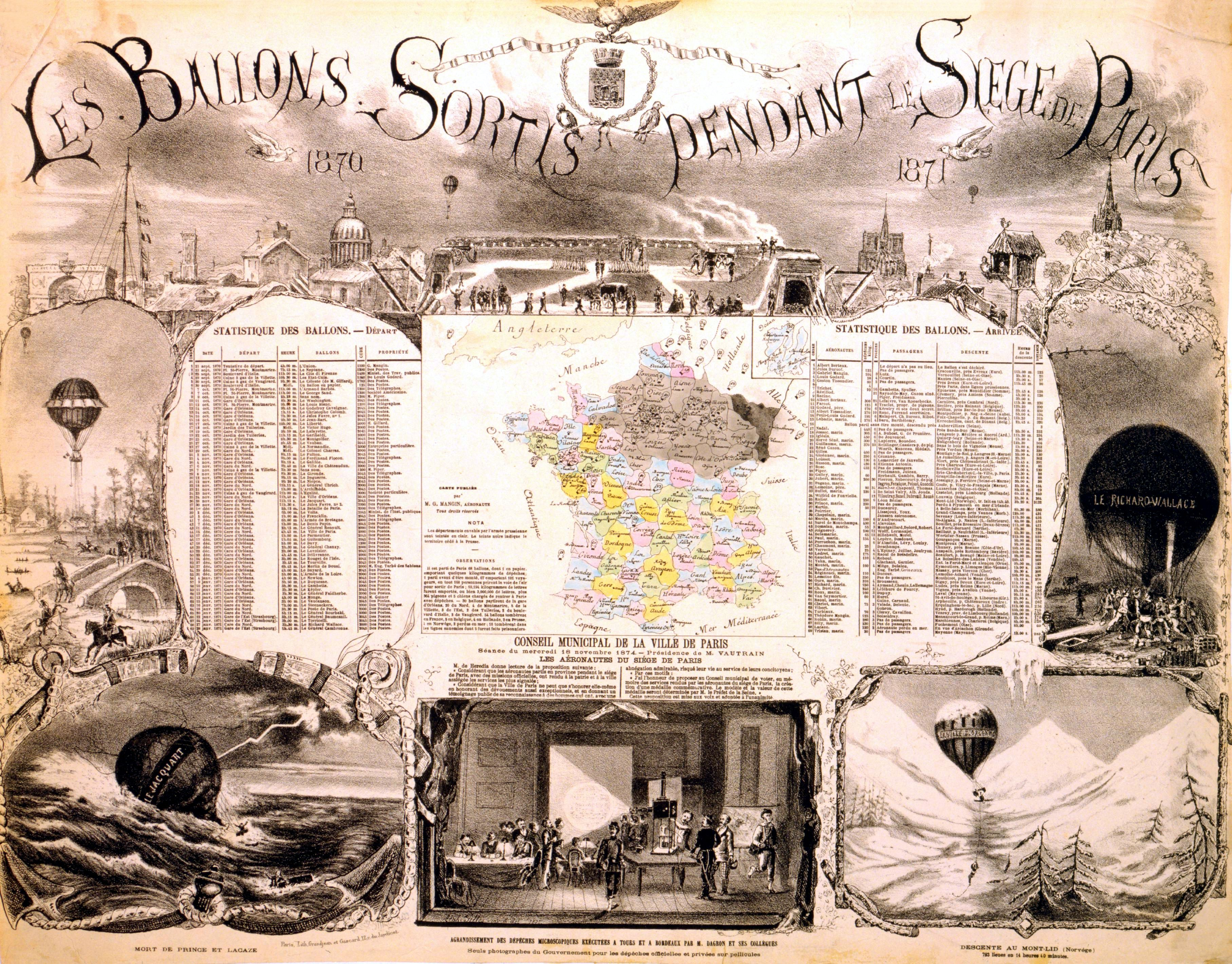
Liste des ballons sortis pendant le siège de Paris, selon Théodore et Gaston Mangin.

- Paris : 
 Les boucheries municipales n’ayant plus de viandes elles ne distribuent plus que du suif.

- Seine-Saint-Denis : 
 Au lever du jour, des masses d'infanterie, évaluées à plus de 15 000 hommes, se présentent de front, appuyées par une nombreuse artillerie, pendant que d'autres colonnes, venant de Dugny et du Blanc-Mesnil, contournent le village du Bourget.
 Les troupes françaises qui étaient postées dans la partie nord du Bourget, sont coupées du corps principal et encerclées, sont faites prisonnières. Le village de Drancy est évacué afin de ne pas subir le même sort. « Le village du Bourget ne faisant pas partie du système général de notre défense, son occupation était d'une importance très secondaire, et les bruits qui attribuent de la gravité aux incidents qui viennent d'être exposés sont sans aucun fondement. »[132]

- Yvelines :
 Partant de Blaru, des mobiles de l'Eure effectuent une reconnaissance sur Port-Villez, La chapelle Notre-Dame-de-la-Mer et La Villeneuve-en-Chevrie et tendent une embuscade à des uhlans se dirigeant vers Chaufour. En représailles les Prussiens incendient Bréval.

### Lundi 31 octobre
Sans dépêches ni rapports militaires.
La reddition de Metz est désormais officielle.
- Paris : 
L'envoi d'Adolphe Thiers à Versailles pour négocier avec Bismarck alimente la rumeur selon laquelle le gouvernement français demanderait l'Armistice. L'exaspération des Parisiens est telle qu'une manifestation populaire, orchestrée par Charles Delescluze a lieu contre Trochu et son gouvernement. Les manifestants occupent pacifiquement l'Hôtel de Ville, siège du gouvernement et des discussions ont lieu. Trochu réussit à se maintenir et proclame : « Le gouverneur de Paris ne capitulera pas. » En fin de journée, la manifestation tourne à l'émeute et les membres du gouvernement se retrouvent prisonniers des partisans de la Commune, mais ils seront délivrés par le 106e bataillon de la garde nationale.

## Novembre

### Mardi1ernovembre
Sans dépêches ni rapports militaires.
- Paris : 
 À la suite du soulèvement du 31 octobre, un plébiscite est décrété pour confirmer ou abolir le gouvernement de la Défense nationale. Henri Rochefort démissionne du gouvernement.
 Le gouvernement de la Défense nationale destitue les chefs de bataillons de la garde nationale suivant :
- Gustave Flourens chef du 1er bataillon de volontaires.
- Eugène Razoua chef du 61e bataillon de la garde nationale.
- Edmond-Alfred Goupil chef du 115e bataillon de la garde nationale.
- Gabriel Ranvier chef du 141e bataillon de la garde nationale.
- De Frémicourt chef du 157e bataillon de la garde nationale.
- Victor Jaclard chef du 158e bataillon de la garde nationale.
- Cyrille chef du 167e bataillon de la garde nationale.
- Levraud chef du 204e bataillon de la garde nationale.
- Jean-Baptiste Millière chef du 208e bataillon de la garde nationale.

### Mercredi 2 novembre
Sans dépêches ni rapports militaires.
- Paris :
 Le ballon monté Fulton, piloté par un marin nommé Le Gloarnec et accompagné d'un ingénieur des ponts et Chaussées Ernest Cézanne s'envole de la Gare d'Orléans. Il termine sa course à Cossé-d'Anjou près d'Angers en Maine-et-Loire après avoir parcouru 345 kilomètres[133],[40].

### Jeudi 3 novembre
- Paris : 
 Résultat du plébiscite : 557 996 oui, 62 638 non. La politique du Gouvernement de la Défense nationale est approuvée.

- Hauts-de-Seine : 
Depuis trois jours, il ne s'est produit aucune offensive de notre part, ni de celle de l'ennemi qui poursuit ses travaux de terrassement sur les hauteurs de Châtillon et de Montretout. Sur ces deux points, le fort du Mont-Valérien, le 6e secteur[97] de l'enceinte, les forts de Vanves et d'Issy ont forcé à plusieurs reprises ses travailleurs à se replier.

- Seine-Saint-Denis : 
Le général Berthaut, commandant à Saint-Denis ayant appris que des mouvements de troupes prussiennes étaient signalés en avant de ses lignes, fait tirer les forts de l'Est et d'Aubervilliers. Les forts de Romainville et de Noisy ont également, par leur tir à grande distance, pu atteindre efficacement l'ennemi entre Drancy et Le Blanc-Mesnil.

- Yvelines :
 Des Moblots de l'Eure et de l'Ardèche accompagnés de francs-tireurs de Mantes, lancent une reconnaissance dans la forêt de Rosny, Les Guinets, La Villeneuve-en-Chevrie et lancent une pointe sur Mantes. Les paysans ayant averti les prussiens de cette attaque, ceux-ci se retirent sur les hauteurs de Magnanville et sur la rive droite de la Seine, incendiant Limetz et menaçant de tirer au canon sur la capitale du Mantois.

### Vendredi 4 novembre
Sans dépêches ni rapports militaires.
- Paris : 
 Deux ballons montés, le Ferdinand-Flocon et le Galilée s'envolent de la gare du Nord et de la gare d'Orléans. Le premier termine sa course à Nort-sur-Erdre en Loire-Atlantique après avoir parcouru 392 kilomètres[134]. Le second sera capturé par les prussiens à Fresnay-le-Gilmert en Eure-et-Loir après avoir parcouru 88 kilomètres[135]

### Samedi 5 novembre
Sans dépêches ni rapports militaires.
- Paris : 
 Déroulement des élections municipales à Paris, deux jours après le plébiscite par lequel le gouvernement de la Défense nationale s'était assuré de son soutien à la suite du soulèvement du 31 octobre.

### Dimanche 6 novembre
Sans dépêches ni rapports militaires.
- Paris : 
 Deux ballons montés, le Ville de Châteaudun et un Ballon non dénommé No 3 ou Piper No 2 s'envolent de la gare du Nord et l'usine à gaz de La Villette[53]. Le premier termine sa course à Réclainville en Eure-et-Loir après avoir parcouru 106 kilomètres[136]. Le second sera capturé par les prussiens vers Brie-Comte-Robert après avoir parcouru 36 kilomètres[137],[40]
Le sergent Ignace Hoff, du 107e régiment d’infanterie, s'est de nouveau distingué par un acte de la plus grande vigueur. Accompagné d'un garde mobile, il s'est approché à vingt pas d'une sentinelle prussienne, l'a tuée, et a tué également un soldat ennemi accouru au secours de son camarade. Le sergent Hoff qui a déjà tué environ trente Prussiens, a reçu la croix de la Légion d'honneur, des mains du général d'Exéa en raison de ses nombreux actes de courage[138],[117].
 Le général Trochu créé 3 armées pour la défense de Paris.

### Lundi 7 novembre
Ruptures des négociations concernant l'armistice.
« Les quatre grandes puissances neutres, l'Angleterre la Russie, l'Autriche et l'Italie, avaient pris l'initiative d'une proposition d'armistice à l'effet de faire élire une assemblée nationale.
 Le gouvernement de la Défense nationale avait posé ses conditions, qui étaient : 
le ravitaillement de Paris et le vote pour l'assemblée nationale par toutes les populations françaises.
 La Prusse a expressément repoussé la condition du ravitaillement ; elle n'a d'ailleurs admis qu'avec des réserves le vote de l'Alsace et de la Lorraine.
 Le gouvernement de la Défense nationale a décidé à l'unanimité, que l'armistice ainsi compris devait être repoussé. »
- Val-de-Marne - Hauts-de-Seine :
 Afin d'inquiéter l'ennemi dans ses positions, jour et nuit, le Fort de Bicêtre, la redoute des Hautes Bruyères, le fort de Vanves et le Mont Valérien lancent dans ses lignes des obus à grande portée.
 Dans la journée le fort du Mont-Valérien et le 6e secteur[97] de l'enceinte, se sont concertés pour empêcher les travaux de l'ennemi à Montretout et atteindre ses réserves jusqu'à Garches et Ville-d'Avray.

- Seine-Saint-Denis : 
Des renseignements font connaître, que le feu concentré des forts de l'Est, d'Aubervilliers, de Romainville et de Noisy avait causé à l'ennemi, en un seul jour, dans le village du Bourget, une perte de 36 officiers, dont 2 colonels, et de 400 hommes. Ordre a été donné de concentrer de nouveau les feux sur ce point.

### Mardi 8 novembre
- Paris : 
 Le ballon monté, monté Gironde s'envole de la gare d'Orléans et termine sa course à Gaudreville dans l'Eure après avoir parcouru 117 kilomètres[140],[40].
À la suite de la création de trois armées pour la défense de Paris, la garde nationale sédentaire est mobilisée.

### Mercredi 9 novembre
L'ensemble des forts a continué, sur toute la ligne de défense, à canonner les travaux et les positions de l'ennemi. Le tir reprend la nuit, par intervalles, de façon à causer des alertes fréquentes aux postes prussiens et à les tenir constamment en haleine.
- Val-de-Marne :
La redoute du Moulin Saquet tire sur les travaux de l'ennemi dans la direction de Choisy-le-Roi. Dans la soirée, l'ennemi, déployé en tirailleurs, a fait feu sur la tranchée entre Villejuif et le chemin de l'Hay. Quelques obus et un coup de mitraille l'ont forcé à la retraite.

### Jeudi 10 novembre
- Paris : 
 Un boucher du boulevard Rochechouart se met à vendre des chiens et des chats, des rats et des brochettes de moineaux. Rapidement s’ouvrit, place de l’Hôtel-de-Ville, un marché aux rats. Les rats étaient présentés dans de grandes cages, le client en choisissait un, qui était étranglé par un dogue puis le client emportait son rat mort et emballé.

- Val-de-Marne :
L'ennemi a abattu une partie du mur du cimetière de Choisy-le-Roi et a démasqué une batterie.

- Hauts-de-Seine : 
Le gouverneur de Paris a visité les forts de Vanves et d'Issy.

### Vendredi 11 novembre
Le feu de l'ensemble des forts a continué, sur toute la ligne de défense pendant le jour et pendant la nuit.
- Val-de-Marne :
La redoute de Gravelle a tiré sur les ouvrages de Montmesly avec succès. 
Les troupes françaises ont définitivement occupé Créteil, qu'elles ont immédiatement mis en état de défense.

- Hauts-de-Seine : 
À Saint-Cloud, le capitaine de Néverlée[141],[142], officier d'ordonnance du général Ducrot, a enveloppé, avec ses volontaires, une patrouille ennemie. Les hommes qui la composaient ont opposé une vive résistance ; cinq ont été tués sur place et le sixième a été ramené grièvement blessé de deux coups de baïonnette.

### Samedi 12 novembre
Les jeunes gens de 25 à 35 ans veufs ou célibataires sont mis en activité et rejoignent les bataillons de la garde nationale.
- Paris : 
 Deux ballons montés partent de Paris :
 Le Daguerre et le Niepce qui s'envolent de la gare d'Orléans. Le premier, pourchassé par la cavalerie ennemie avec un  « mousquet à ballons », et l'enveloppe du ballon percée, atterrit en catastrophe à Ferrières-en-Brie après avoir parcouru 42 kilomètres[143] et le second, qui transporte René Dagron, Albert Fernique et 600 kg d'équipement de laboratoire, termine sa course à Coole dans la Marne, après avoir parcouru 196 kilomètres[144],[145],[40].
- Val-de-Marne :
 Le gouverneur de Paris visite les redoutes des Hautes Bruyères et du Moulin Saquet.

### Dimanche 13 novembre
- Val-de-Marne :
 Les obus de la redoute de la Faisanderie puis les mitrailleuses de Joinville, ont délogé l'ennemi du village et du territoire de Champigny qui s'est réfugié dans une maison à l'Est du chemin de fer, d'où les obus du fort de Nogent n'ont pas tardé à le chasser également. 
La redoute de Gravelle a tiré sur les ouvrages de Montmesly, et bien qu'à 2 500 mètres, elle les a fortement endommagés. L'observatoire de Vincennes a vu plusieurs projectiles atteindre la batterie elle-même.
Le fort de Charenton a tiré sur les ouvrages de l’ennemi au-dessus de Thiais et inquiété les travailleurs.

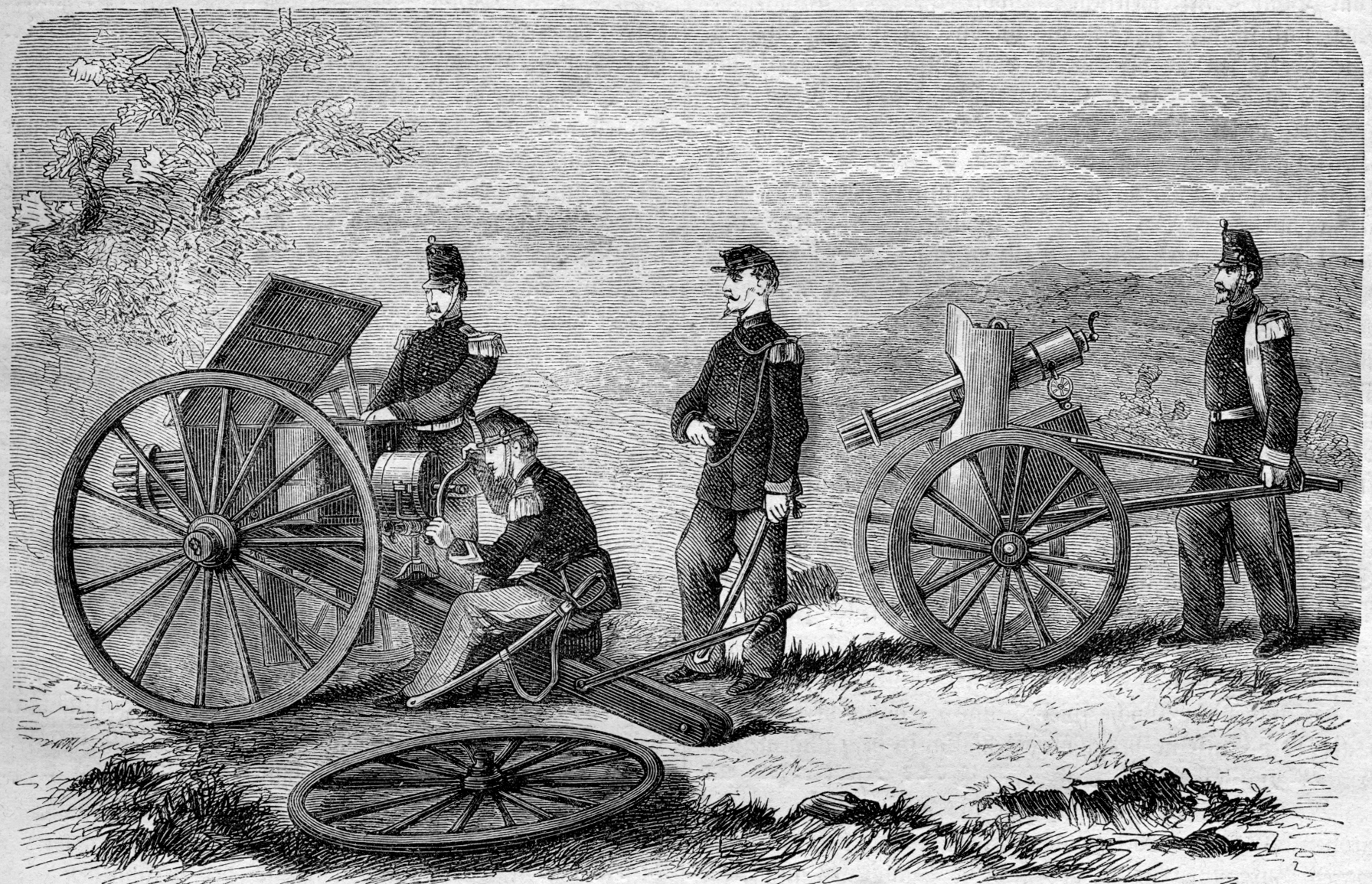
Mise en place d'une mitrailleuse par l'infanterie française.

### Lundi 14 novembre
La nouvelle de la prise d'Orléans par l'armée de la Loire cause un regain d'espoir dans Paris, incitant le Gouvernement de la Défense nationale à lancer La Grande Sortie contre les lignes prussiennes autour de la ville.
- Val-de-Marne :
Le capitaine Lavigne, à la tête des tirailleurs parisiens, a lancé une reconnaissance sur Champigny et a refoulé les postes prussiens, anéanti leurs approvisionnements et fait subir à l'ennemi des pertes réelles.

Sur toute la ligne, l'ensemble de nos forts ou ouvrages avancés a bombardé les avant-postes et positions fortifiés de l'ennemi. Il y a eu une canonnade très vive de la part de la redoute du Moulin Saquet et de l'ouvrage des Hautes Bruyères appuyés par les forts de Charenton, d'Ivry et de Montrouge contre les postes prussiens situés au sud de Paris.
- Hauts-de-Seine : 
Le fort de Vanves, pour sa part, n'a pas cessé de tirer sur la position prussienne de Châtillon.
Le fort du Mont-Valérien a tiré pendant une partie de la nuit sur Saint-Cloud, Montretout et Rueil.

- Seine-Saint-Denis : 
 Une reconnaissance conduite par le commandant Poulizac, du 1er régiment des éclaireurs de la Seine à cheval[50], a chassé l'ennemi de ses postes avancés du côté de Drancy, et a fait plusieurs prisonniers.

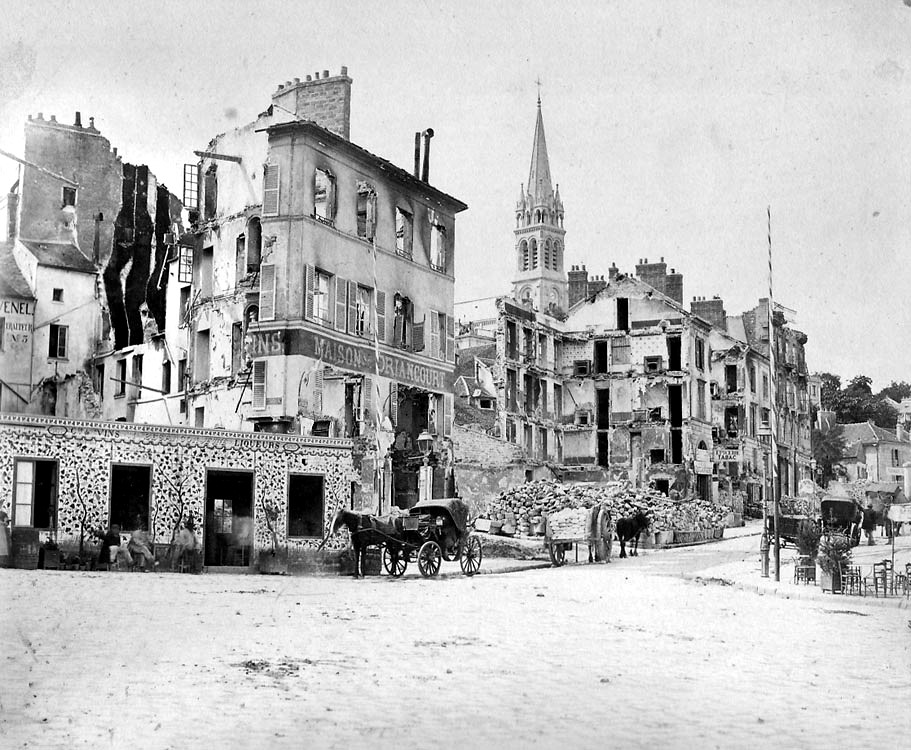
La place d'Armes à Saint-Cloud.

### Mardi 15 novembre
- Val-de-Marne :
 L'ennemi a tenté de reprendre pied dans Champigny. Il a été débusqué par le feu des mitrailleuses et s’est réfugié dans les tranchées, au milieu desquelles des obus du fort de Nogent sont venus tomber et l'ont obligé à battre en retraite. 
Les canons de la Faisanderie ont dispersé un détachement d'une cinquantaine de Prussiens réunis derrière la barricade de Champigny.
 Un obus tiré sur la maison Cazenave, au-dessous et à droite de Chennevières, utilisée comme pension par les officiers prussiens, est allé tomber au milieu de la cour entre deux ailes du bâtiment au moment où un certain nombre de ces officiers s’y trouvaient réunis. Les observateurs y ont observé un grand désordre puis un grand mouvement de va-et-vient dans les cours, ce qui laisse à penser qu'il y a eu plusieurs morts et blessés parmi les prussiens.
Le fort de Charenton a canonné les positions prussiennes de Choisy

### Mercredi 16 novembre
- Hauts-de-Seine : 
Le gouverneur a passé une grande partie de la journée dans la presqu'ile de Gennevilliers[30] et est allé jusqu'au pont de Bezons. Pendant cette visite, le Mont Valérien et les forts du sud n'ont pas cessé d'inquiéter l'ennemi sur tous les points qu'il occupe.

### Jeudi 17 novembre
Le pigeon voyageur Gambetta apporte la nouvelle de la victoire de Coulmiers.
- Paris :

« Malgré les ordres les plus formellement exprimés par la voie des journaux et par celle de l'affichage, pour que les avant-postes ne soient dans aucun cas dépassés, des habitants de Paris sortent de la ville, se répandant par masses de tous les côtés à la fois dans la campagne. Ils s'avancent ainsi jusqu'à la portée la plus rapprochée des lignes prussiennes, encouragés par l'attitude de l'ennemi, qui les avait rarement inquiétés.
Celui-ci, au mépris de tout sentiment d'humanité, tire maintenant d'une manière continue sur des hommes sans armes, même sur des femmes et des enfants. Il y a eu des morts et des blessés. Le gouverneur de Paris, profondément ému d'une situation à laquelle les avant-postes sont impuissants à remédier, en raison de l'étendue de nos lignes extérieures, porte ces faits à la connaissance de tous les habitants et les adjure, de ne plus enfreindre des ordres dont l'inexécution a de si douloureuses conséquences. »

### Vendredi 18 novembre
- Paris : 
 Le ballon monté Général-Uhrich s'envole de nuit de la gare du Nord et termine sa course, au petit matin à Luzarches sous occupation prussienne, après avoir parcouru 36 kilomètres en 8 h 45 de vol[147],[148],[40]. C'est le premier vol de nuit.
La chasse aux rats est une bonne affaire. Ils se vendent 2 francs pièce[20].

### Samedi 19 novembre
- Val-de-Marne - Hauts-de-Seine :
Les forts de Bicètre, Montrouge, Vanves et d'Issy ont tiré avec beaucoup de succès sur les positions de l'ennemi qui a dû évacuer, à plusieurs reprises, ses avancées.

- Seine-Saint-Denis : 
Les nouvelles informations ont confirmé les premiers renseignements qui ont été portés à la connaissance du public. Elles ont fait connaître, en outre, un nouvel exemple des inconvénients qu’amènent devant nos lignes de semblables désordres exploités par l'ennemi. En effet, ce matin à huit heures des Prussiens, vêtus de blouses et de pantalons de toile dissimulant leurs armes et favorisés par la foule des maraudeurs qui couvraient la plaine de Bondy, se sont glissés le long de la berge du canal de l'Ourcq, ont tiré presque à bout portant sur une sentinelle avancée du 1er régiment d'éclaireurs, à nos premiers retranchements.
 Des combats d'avant postes ont eu lieu à Villetaneuse.

Plan de défense du secteur situé en avant du fort de Montrouge

### Dimanche 20 novembre
- Paris : 
Un décret du 20 novembre ordonne la formation des 21e et 22e bataillons de chasseurs à pied.
L'affichage, le placard et autres moyens analogues de publication de journaux, feuilles publiques ou écrits politiques est interdit.

- Seine-Saint-Denis : 
 Le feu de l'artillerie française a été très vif pendant une partie de la nuit contre les positions prussiennes du Bourget.
Le gouverneur de Paris, ému des tristes événements qui se sont passés dans les journées des 18 et 19 novembre dans la plaine de Bondy, a demandé des rapports circonstanciés aux commandants des avant-postes les plus rapprochés de l'ennemi.

### Lundi 21 novembre
- Paris : 
 Le ballon monté Archimède s'envole de la gare d'Orléans et termine sa course, à Castelré en Hollande, après avoir parcouru 400 kilomètres[149].
Réunion à la mairie du 4e arrondissement de Paris des maires  des  communes réfugiées à Paris de : Boissy-Saint-Léger, Bonneuil-sur-Marne, Brunoy, Chennevières, Croissy-sur-Seine, Herblay, Houilles, Marolles-en-Brie, Neuilly-sur-Marne, Noisy-le-Grand, Villeneuve-Saint-Georges, Villiers-sur-Marne, du département de Seine-et-Oise, et de Chalifert, Chevry-Cossigny, Esbly, Noisiel, Servon, Torcy, Villenaude-Saint-Denis[150], du département de Seine-et-Marne.

- Val-de-Marne - Hauts-de-Seine :
Pendant la nuit, une vive fusillade a eu lieu sur le front de nos lignes du sud. Elle a été appuyée par le canon des forts.

- Seine-Saint-Denis : 
Le gouverneur a visité la position fortifiée de Saint-Denis dans la journée.

### Mardi 22 novembre
La pluie a arrêté sur tous les points les travaux de l'ennemi. Les forts ont tiré avec la plus grande modération.
- Paris : 
 Réquisition est faite de toutes les pommes de terre existant à Paris et dans la banlieue. Les  détenteurs de  pommes de terre à Paris et dans les communes situées en deçà de la ligne d'investissement, sont tenus de déclarer les quantités qu'ils possèdent en dehors des provisions de ménage.

- Val-de-Marne :
 Plusieurs combats d'avant-postes ont eu lieu sur la Marne qui se sont tous terminés à notre avantage.
 Des mouvements de troupes ont attiré l'attention de l'ennemi. Deux bataillons de garde nationale mobilisée, commandés par les chefs de bataillon Queveauvilliers et de Brancion, sont sur le point de partir pour prendre les positions avancées.

- Hauts-de-Seine :
 Les forts ont continué les bombardements contre les travaux de l'ennemi, principalement à l'ouest et vers les positions de Meudon et de Châtillon.
À onze heures et demie du soir, une reconnaissance a été tentée par l'ennemi, dans la presqu'ile de Gennevilliers[30]. Une barque, montée par plusieurs hommes, a cherché à passer la Seine du côté du pont des Anglais. Cette reconnaissance a échoué, grâce à la surveillance de nos postes avancés qui ont tiré à bout portant sur la barque, dans laquelle plusieurs hommes ont été blessés ou tués. La 2e compagnie du corps franc des carabiniers parisiens, sous le commandement du capitaine Baquey, s'est établie à Courbevoie.

### Mercredi 23 novembre
- Paris :
Les moulins qui fonctionnent pour le compte de l'État doivent vendre le son au prix maximum de 30 francs les 100 kilogrammes. 
Interdiction est faite aux journaux de publier les mouvements des troupes, les travaux de fortification et les mesures militaires prises par la défense. 
Le ballon monté Égalité s'envole de l'usine à gaz de Vaugirard et termine sa course à Louvain en Belgique, après avoir parcouru 225 kilomètres[151],[40].

### Jeudi 24 novembre
- Paris : 
 Le ballon monté Ville-d'Orléans s'envole, dans la nuit, de la gare du Nord et termine sa course après 14 h 45 de vol à Lifjeld en Norvège, après avoir parcouru 1 246 kilomètres[152],[40].

- Seine-Saint-Denis : 
Le 72e bataillon de guerre de la garde nationale, conjointement avec le 4e bataillon des éclaireurs de la Seine, sous le commandement supérieur du capitaine de frégate Massion, ont occupé le village de Bondy. Après avoir franchi les barricades de Bondy, le 72e bataillon a refoulé l'ennemi d'arbre en arbre sur la route de Metz et le long du canal de l'Ourcq. Le 72e compte 4 blessés, dont capitaine de frégate Massion qui a été transporté à l'ambulance du ministère de la Marine. En fin d'après-midi, le 72e bataillon de guerre, du commandant de Brancion, s'est replié.
Quelques obus du fort de Noisy, envoyés sur le pont de la Poudrette[75] et sur les maisons bordant la lisière du bois, ont réussi à faire retraiter à découvert un grand nombre de troupes ennemies.

### Vendredi 25 novembre
Ordre de ne plus sortir de la ville
- Royaume de Prusse : Des espions prussiens font parvenir des messages indiquant qu'une sortie va être effectuée. Les assiégeants commencent à prendre ses dispositions[18].

### Dimanche 27 novembre
- Seine-Saint-Denis :

Dans la nuit du 27 au 28 novembre, on réunit à gauche du fort de Rosny la division d'Hugues avec son artillerie divisionnaire :

En avant du fort, 3 000 marins, 200 sapeurs du génie ou auxiliaires.

À droite du fort, la division Bellemare avec son artillerie divisionnaire et 3 batteries de 12, tirées de la réserve du 3e corps d’armée.

La division d'Hugues est suivie de deux batteries de 12, 6 pièces de 24 courts, 6 pièces de 7 et sur des voitures bien attelées : 1 500 pelles, 1 500 pioches, 200 haches, 20 scies (dites passe-partout), 20 masses, 50 dames, 8 sacs de poudre de 15 kg chacun, 20 000 sacs de terre.

### Lundi 28 novembre
- Paris : 
 Le ballon monté Jacquard s'envole, dans la nuit, de la gare d'Orléans. Il est perdu en mer dans les environs de Plymouth en Angleterre[153],[40].

- Hauts-de-Seine :
 Au lever du jour, une forte reconnaissance est faite sur les positions prussiennes de Buzenval et sur les hauteurs de Boispréau.
Les opérations projetées dans la presqu'ile de Gennevilliers[30] commencent à six heures du soir par le tir, de nombreuses batterie de mortiers, de fusées et d'artillerie, établies à proximité des ponts d'Argenteuil et de Bezons qui jettent le trouble dans les positions, que l'ennemi occupe fortement. Les tirs allument un incendie qui se développe sur plusieurs points. Les troupes françaises sont logées dans l'île Marante à Colombes et au Pont des Anglais, où elles établissent des retranchements. Pendant une partie de la soirée, puis à minuit, il y a un violent échange de feu de mousqueterie.

#### Proclamations

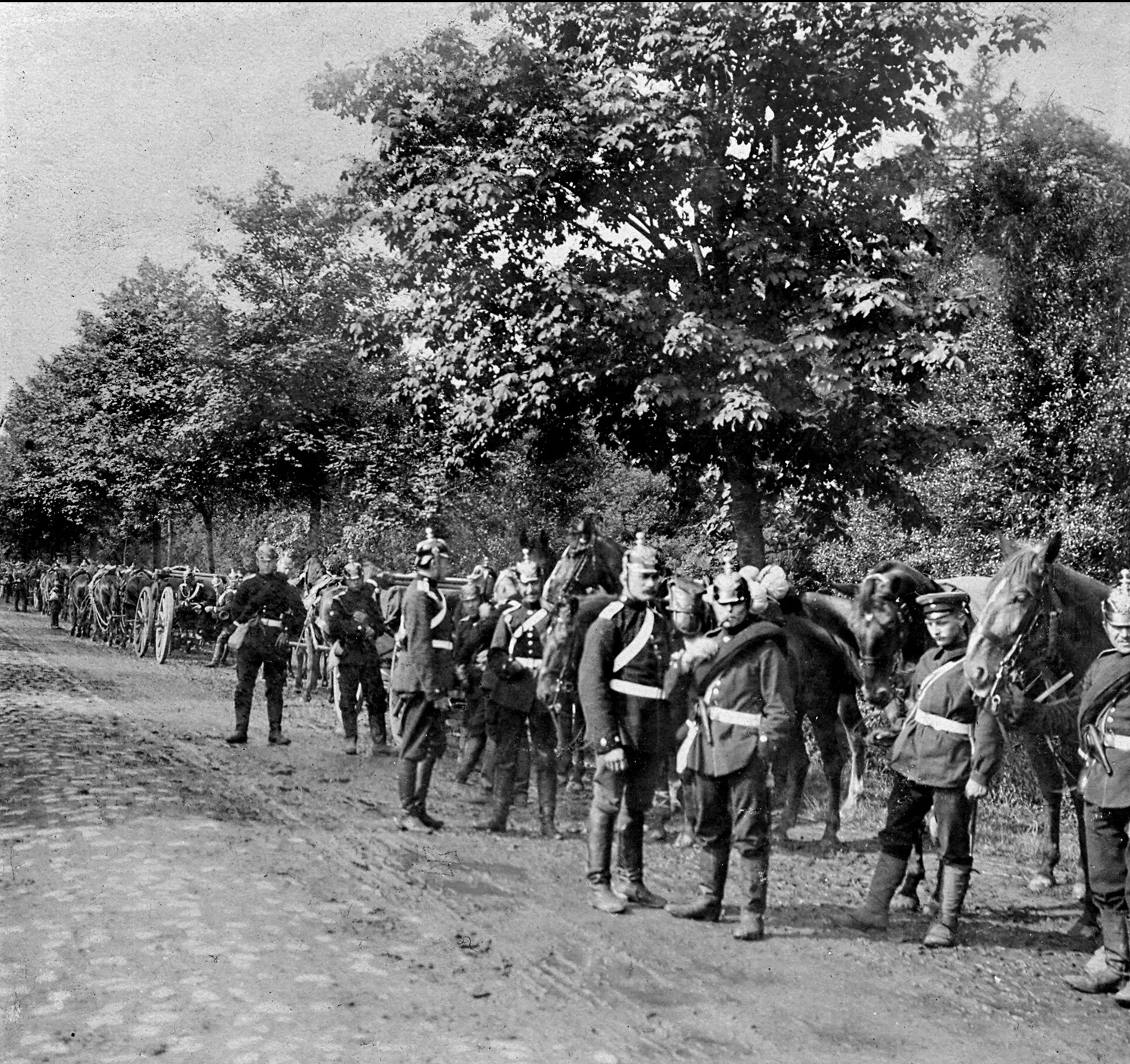
Troupes d'artillerie de campagne prussiennes stationnées à Torcy. Photo prise sur la route de Croissy.

### Mardi 29 novembre
- Paris : 
 L'éléphant Castor du Jardin des plantes est fusillé[154],[155] et vendu 13 500 francs[20] à la Boucherie anglaise du boulevard Haussmann, qui écoulait la viande des animaux du Jardin, sous la dénomination de viande de fantaisie.

- Seine-Saint-Denis : 
 Les mouvements exécutés depuis deux jours avaient garni de forces importantes, la plaine d'Aubervilliers et réuni les trois corps de la 2e armée aux ordres du général Ducrot sur les bords de la Marne.
 Le plateau d'Avron[156] est occupé dès le point du jour par les marins de l'amiral Saisset, soutenus par la division d'Hugues. Une artillerie de pièces à longue portée est installé sur ce plateau, afin de menacer les positions de l'ennemi et les routes suivies par ses convois à Gagny, Chelles et Gournay.

- Val-de-Marne :
Pour redonner espoir aux habitants de la capitale, le général Louis Trochu, gouverneur de Paris, décide d'organiser une sortie générale afin d'effectuer une percée des lignes allemandes. C'est ainsi qu'au point du jour, sous les ordres du général Vinoy, deux attaques sont lancées, appuyées par une artillerie considérable.
La première, sur la gare aux Bœufs à Choisy-le-Roi[157],[158] confiée au contre-amiral Pothuau, vigoureusement menée, qui a parfaitement réussi. La position a été enlevée, avant le jour, par des compagnies des 106e et 116e bataillons de la garde nationale et des fusiliers marins. L'ennemi surpris s'est retiré en désordre, laissant quelques prisonniers, dont un officier.
La seconde sous les ordres du général Valentin, commandant une brigade de la division de Maud'huy, a attaqué le village de l'Haÿ avec les 109e et 110e de ligne et les 2e et 4e bataillons de la garde nationale mobile du Finistère. Les troupes françaises ont pénétré dans les premières lignes qu'elles ont vaillamment conquises. Au moment où nos troupes se retiraient et où les réserves prussiennes arrivaient dans le village en quantité considérable, qu'un tir formidable d'artillerie, partant des Hautes-Bruyères et des batteries environnantes, a couvert et écrasé de feux l'Haÿ ainsi que les colonnes qui cherchaient à l'aborder. Au même moment, les canonnières du capitaine de vaisseau Thomasset, en amont du Port-à-l'Anglais, des pièces de gros calibres, montées sur wagons blindés, en station sur la voie du chemin de fer, les batteries environnant Vitry celles du Moulin-Saquet, et enfin une partie de l'artillerie du fort de Charenton, dirigeaient leurs feux, avec la plus grande intensité, sur le terrain occupé par l'ennemi et lui ont fait éprouver les plus grandes pertes.
Le chiffre de nos blessés s'éleve à environ 500 hommes parmi lesquels on signale le lieutenant-colonel Mimerel, du 110e de ligne atteint grièvement et le chef de bataillon de Réals, commandant du 4e bataillon du Finistère également blessé. Le chef de bataillon Cristiani de Ravaran, du 110e a été tué.
À l'aube, les troupes de la 3e armée, aux ordres du général Vinoy, opèrent une sortie de diversion sur Thiais, l'Haÿ, la Gare-aux-Bœufs[159] et Choisy-le-Roi, et le feu des forts est dirigé sur ces divers points signalés comme servant au rassemblement des troupes de l'ennemi.
Toutefois, à 8h35 une dépêche télégraphique du gouverneur de Paris, arrive au général Schmitz qui indique : « Prévenez Vinoy, La Roncière, Beaufort et Liniers que la grande opération est ajournée par suite de la crue de la Marne et rupture du barrage. La suite de leur opération doit se mesurer sur cet incident. Ils seront juges ».
À 9h40 une seconde dépêche télégraphique indique : « Opération transformée. Par suite de l'impossibilité de faire  parvenir des instructions coordonnées à la masse des troupes réunies sur la Marne, nous restons dans nos positions prêts à agir du côté d'Avron où la présence d'une nombreuse artillerie peut nous engager ».
Avec l'ajournement de la grande opération, l'ennemi eut ainsi le temps de prendre ses dispositions pour sa défense et d'appeler en grand nombre des renforts sur les points menacés.

- Hauts-de-Seine :
Dans la presqu'île de Gennevilliers[30], des travaux de terrassement commencent sous la direction du général de Liniers. De nouvelles batteries sont armées, des gabionnades et des tranchées-abris sont installées dans l'île Marante à Colombes, dans l'île de Bezons et sur le chemin de fer de Rouen.

### Mercredi 30 novembre

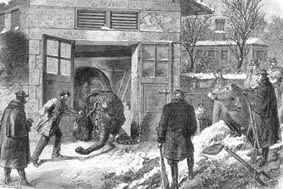
Un des éléphants du zoo de Paris vient d'être fusillé pour fournir de la viande pendant le siège de Paris.

- Paris : 
L'éléphant Pollux du Jardin des plantes est fusillé[154],[155] et vendu 13 500 francs[20] à la Boucherie anglaise du boulevard Haussmann, qui écoulait la viande des animaux du Jardin, sous la dénomination de viande de fantaisie.
Le ballon monté Jules-Favre No 2 s'envole, dans la nuit, de la gare du Nord et termine sa course sur l'île de Belle-Île-en-Mer dans le Morbihan après avoir parcouru 548 kilomètres[160],[40].
Considérant qu'il importe à la défense de Paris de ménager l'approvisionnement du charbon qui appartient à la Compagnie parisienne d'éclairage au gaz, afin d'assurer l'éclairage de la voie publique, l'industrie métallurgique et le service des ballons une large réserve, le Gouvernement de la Défense nationale ordonne à la Compagnie parisienne d'éclairage et de chauffage au gaz de cesser toute livraison de gaz aux particuliers et aux établissements publics de toute nature.

- Val-de-Marne :
Dans la nuit du 29 au 30 novembre, le vent tourne brusquement ; à une brise tiède et molle succéde un froid vif et pénétrant. C'est dans ces conditions que l'armée du général Ducrot passe la Marne au petit matin, sur des ponts de bateaux, dont l'établissement avait été retardé, la veille, par une crue subite et imprévue de la rivière.
Cette grande opération s'engage sur un vaste périmètre soutenue par les forts et les batteries de position qui, depuis hier, écrasent l'ennemi de leur feu.
Le lieutenant-colonel Adrien Prévault[66] du 42e de ligne est tué lors des combats, particulièrement violents sur le plateau de Cœuilly[161].
À la fin de la journée, le rapport du gouverneur de Paris au gouvernement indique :
« La droite a gardé les positions qu'elle avait brillamment conquises. La gauche, après avoir un peu fléchi, a tenu ferme et l'ennemi, dont les pertes sont considérables et qui nous a laissé 2 canons, a été obligé de se replier en arrière des crêtes. La situation est bonne grâce au soutien de l'artillerie, aux ordres du général Charles Frébault qui a magnifiquement combattu. Je passe la nuit sur le lieu de l'action qui continuera demain. »
  En diversion à l'attaque principale, la division Susbielle, soutenue par une importante réserve des bataillons de marche de la garde nationale, se porte en avant de Créteil, et enlève à l'ennemi les positions de Mesly et Montmesly, qu'elle occupe jusqu'au soir avant de l'évacuer, ne pouvant plus tenir la position devant des forces supérieures et se replie sur Créteil. Toutefois cette diversion, sur la droite des opérations, fort utile, pour l'attaque principale de la 2e armée est soutenue par de nouvelles sorties opérées sur la rive gauche de la Seine, vers Choisy-le-Roi et Thiais, par des troupes du général Vinoy. L'artillerie de la redoute des Hautes-Bruyères démonte 2 des 8 pièces d'artillerie que l'ennemi a placées entre l'Haÿ et Chevilly. Dans ces actions le général Ladreit de Lacharrière est mortellement blessé au Mont-Mesly[66].

- Seine-Saint-Denis : 
La brigade Lavoignet, à laquelle étaient adjoints les mobiles de l'Hérault et de Saône-et-Loire, soutenue par la division de cavalerie Bertin de Vaux, s'est avancée dans la plaine d'Aubervilliers, a occupé Drancy et a continué son opération jusqu'à la ferme du Groslay[note 7]. L'ennemi s'est concentré, avec une nombreuse artillerie, dans ses retranchements, en arrière du ruisseau de la Morée, et n'est pas sorti de ses positions situées en arrière du Pont Iblon.
Dans l'après-midi, avec une vive canonnade des forts, de la batterie flottante no 4 et des batteries de la presqu'île de Gennevilliers[30], l'amiral La Roncière et la brigade Hanrion, composée du 135e régiment d'infanterie, de deux compagnies de fusiliers marins et des 1er, 2e et 3e bataillons des mobiles de la Seine ont enlevé le village, s'est emparée du village retranché d'Épinay et a fait 72 prisonniers, dont un aide de camp, et capturés des munitions et 2 pièces d'artillerie d'un nouveau modèle. Le commandant du 1er bataillon de la Garde mobile de la Seine, Ernest Édouard Saillard, est mortellement blessé, dans l'actuelle rue de Paris, en montant à l'attaque de la redoute d'Épinay-sur-Seine, qu'il dut abandonner accablé par le nombre en protégeant la retraite du bataillon dont il avait été nommé chef à l'unanimité.. Il meurt le 13 décembre 1870 des suites de ses blessures[162].

- Hauts-de-Seine :
Le général de Beaufort complète les opérations de la presqu'île de Gennevilliers[30], en dirigeant une reconnaissance sur Buzenval, et les hauteurs de la Malmaison, en restant sur sa droite reliée devant Bezons aux troupes du général de Liniers.

## Décembre
Un froid intense s'installe à tel point que la Seine gèle. Les températures les plus basses atteindront -20°.
Recensement de la population des 20 arrondissements de Paris, en date de décembre 1870, qui comprend les réfugiés.
| Arrondissement     | Population          | Commentaires |
| ------------------ | ------------------- | ------------ |
| 1er arrondissement | 77 831 habitants    |              |
| 2e arrondissement  | 77 671 habitants    |              |
| 3e arrondissement  | 96 442 habitants    |              |
| 4e arrondissement  | 96 341 habitants    |              |
| 5e arrondissement  | 98 213 habitants    |              |
| 6e arrondissement  | 90 803 habitants    |              |
| 7e arrondissement  | 68 883 habitants    |              |
| 8e arrondissement  | 75 880 habitants    |              |
| 9e arrondissement  | 102 215 habitants   |              |
| 10e arrondissement | 141 485 habitants   |              |
| 11e arrondissement | 183 723 habitants   |              |
| 12e arrondissement | 100 077 habitants   |              |
| 13e arrondissement | 79 828 habitants    |              |
| 14e arrondissement | 82 100 habitants    |              |
| 15e arrondissement | 92 807 habitants    |              |
| 16e arrondissement | 44 034 habitants    |              |
| 17e arrondissement | 120 064 habitants   |              |
| 18e arrondissement | 154 517 habitants   |              |
| 19e arrondissement | 113 716 habitants   |              |
| 20e arrondissement | 108 229 habitants   |              |
| Total              | 2 005 700 habitants |              |

### Jeudi1erdécembre
- Paris : 
 Le ballon Bataille-de-Paris, monté par Jules Antoine Lissajous s'envole de la gare du Nord et termine sa course, à Grand-Champ dans le Morbihan, après avoir parcouru 460 kilomètres[164],[40].

- Val-de-Marne :
Les troupes françaises restent le matin sur les positions solidement établies qu'elles ont conquises hier et occupées cette nuit. L'enlèvement des blessés prussiens, abandonnés sur le champ de bataille, par l'ennemi et l'ensevelissement des morts, ainsi les que blessés français, dont le général Pierre Renault[165],[166] relevés par les ambulances, a pris une partie de la journée. L'artillerie, placée sur le plateau d'Avron, ne cesse pas de couvrir l'ennemi de ses feux. Toutefois la journée du 1er décembre s'est écoulée dans des conditions de calme que ne faisaient pas pressentir les luttes de la veille.
 Le Commandant des éclaireurs à cheval de la Seine, Léon Franchetti est frappé par un éclat d'obus à la cuisse durant cette bataille[167].

Vers 6 heures du soir, il était télégraphié la dépêche officielle suivante :

« Grande victoire sous Paris!

Sortie du général Ducrot, qui occupe la Marne. »

Cette triomphante nouvelle de Paris débloqué, Dieu sait avec quelle joie immense la province l'accueillit! « Le général Ducrot occupe la Marne » disait-on; il a donc pu faire une sortie victorieuse vers Vincennes et le chemin de Lyon. Les Prussiens, battus, ont donc abandonné le terrain; la capitale, débloquée sur ce point, est donc enfin en communication avec le reste de la France!
Hélas, bientôt la vérité fut connue : le général Ducrot avait manqué sa sortie. Son grand mouvement stratégique n'avait été qu'un grand mouvement oratoire, et Paris avait vu rentrer bien portant celui qui promettait de revenir ou mort ou victorieux.

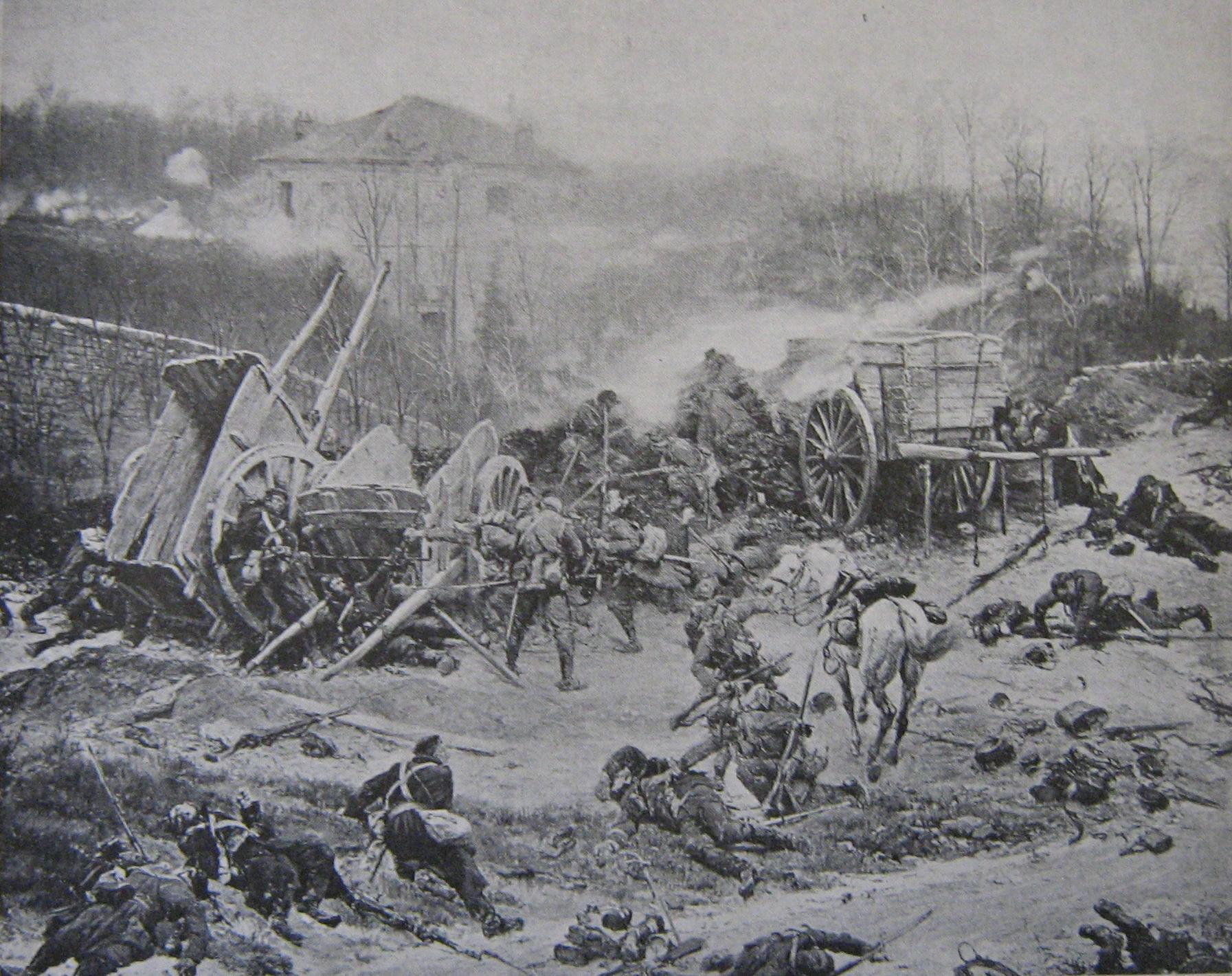
Scène de La Bataille de Champigny, peinture d'Alphonse-Marie-Adolphe de Neuville.
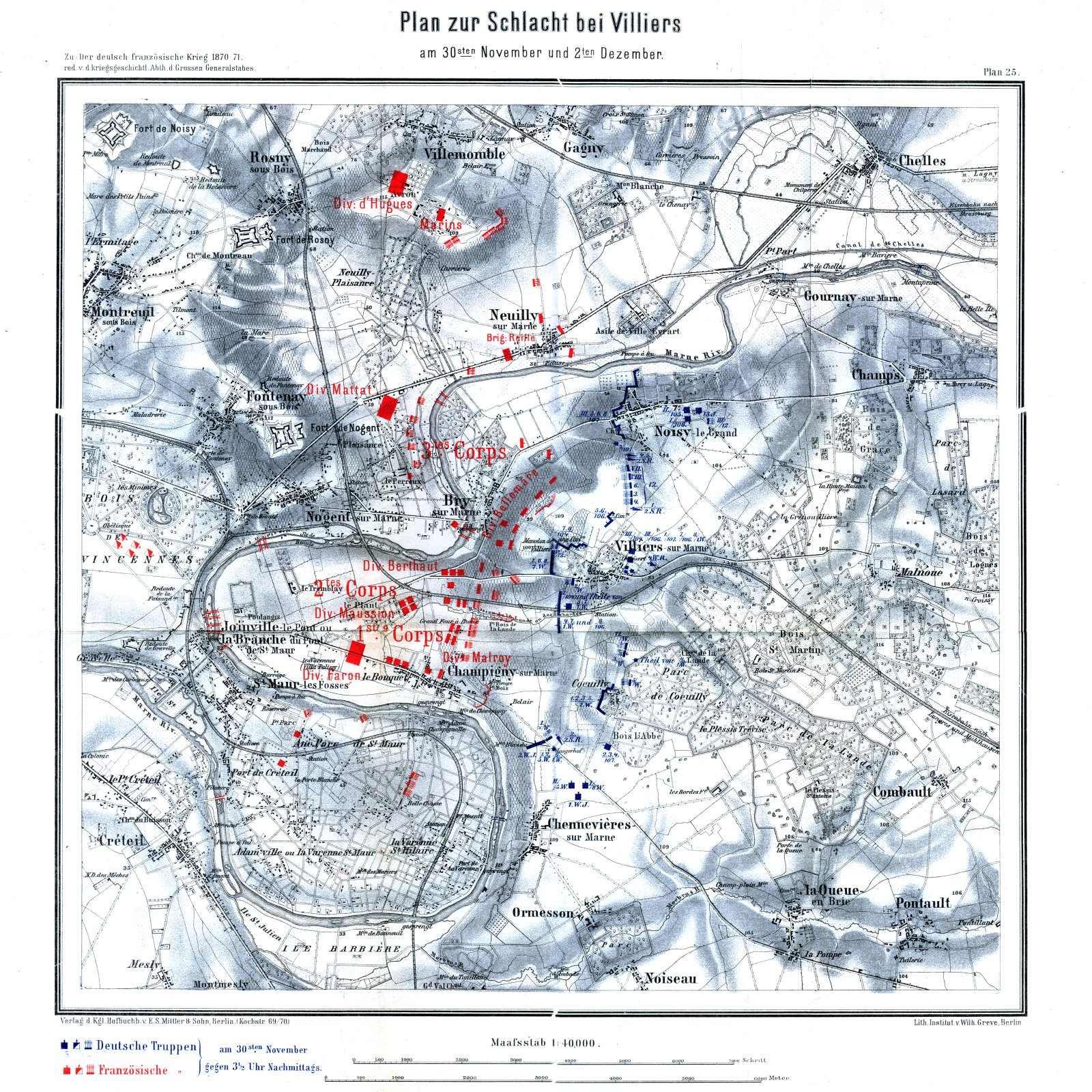
Plan de la bataille de Champigny.
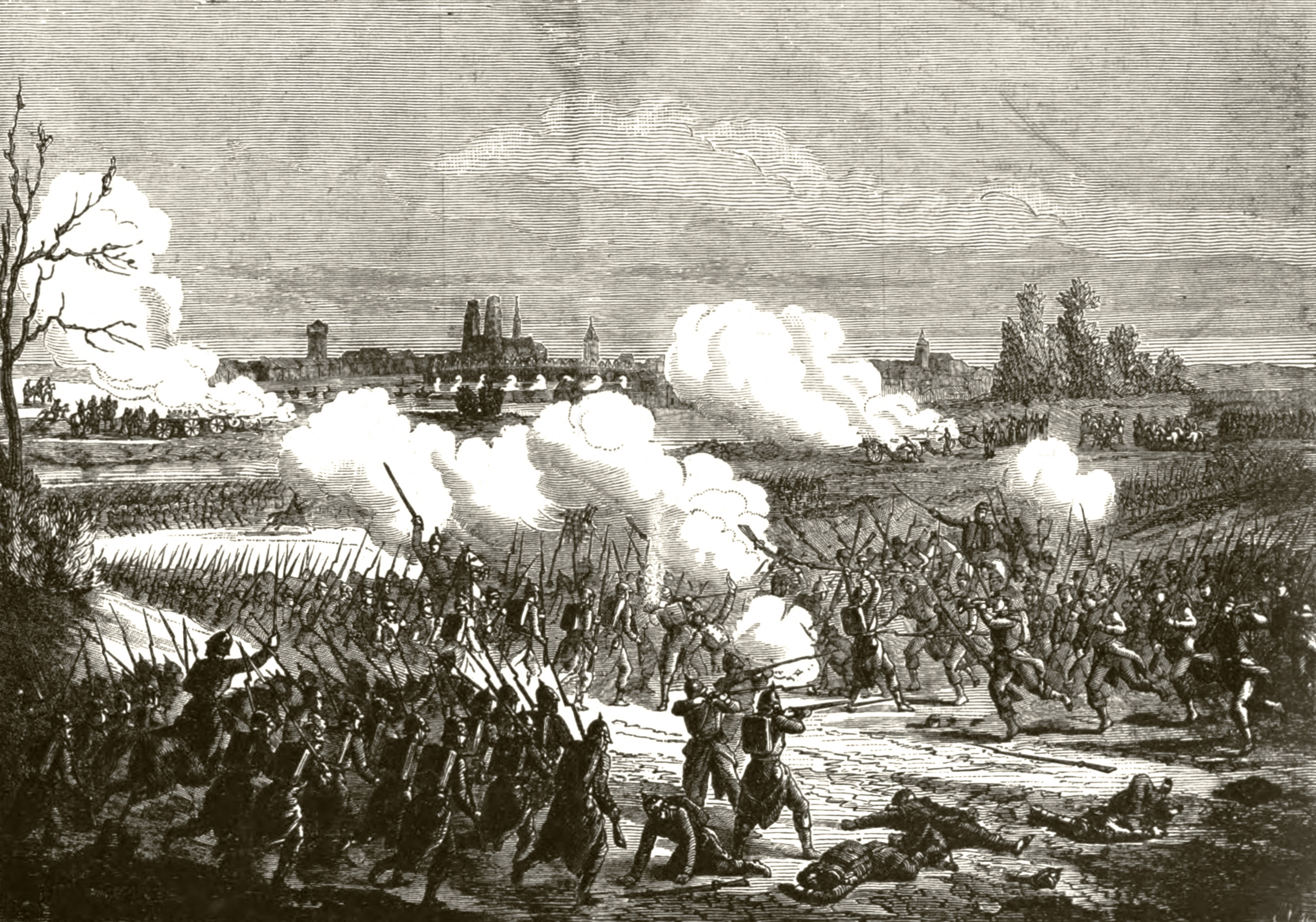
La Grande Sortie du général Ducrot
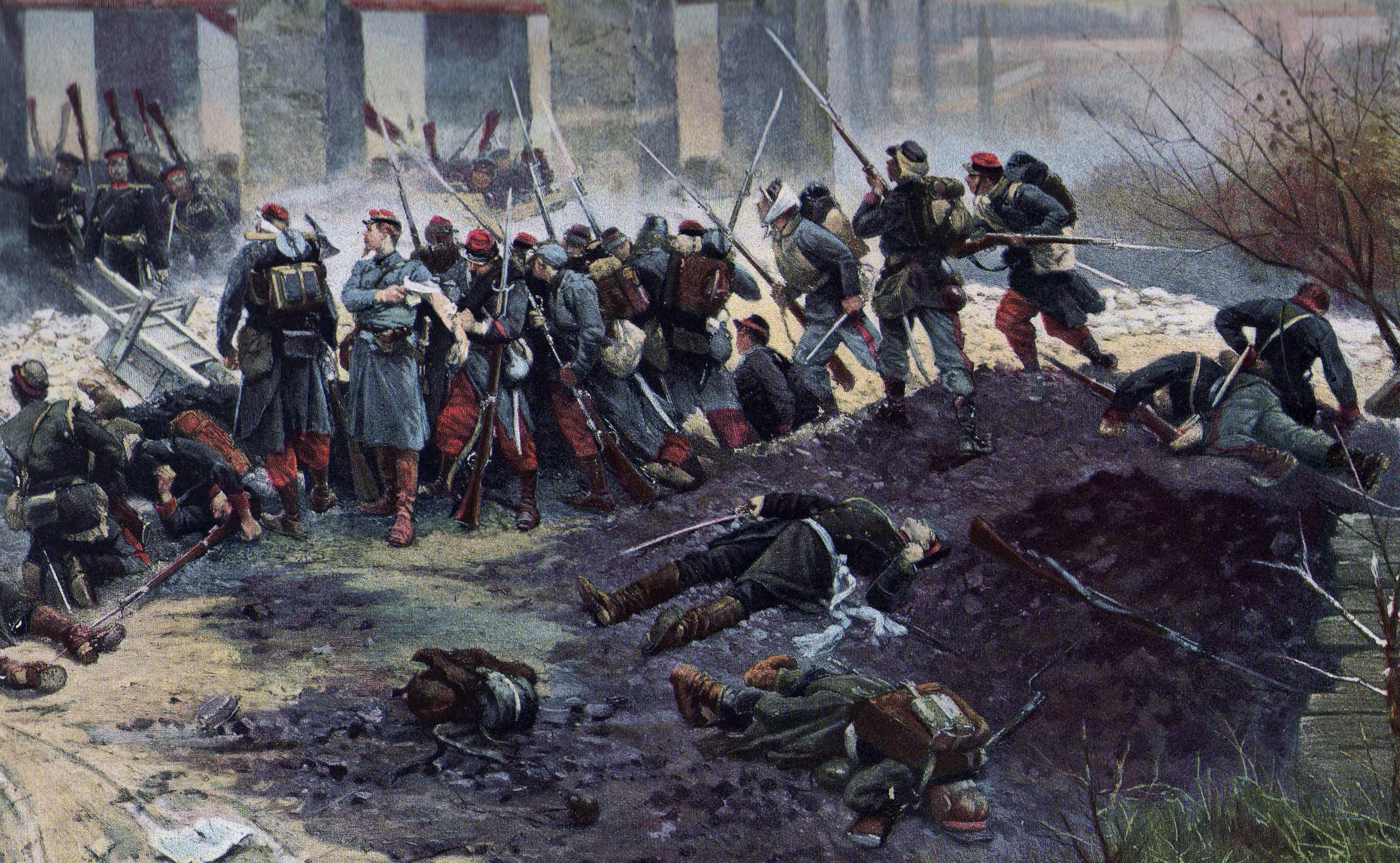
Le four à chaux à Champigny

### Vendredi 2 décembre
- Paris : 
 Le ballon Volta, s'envole de la gare d'Orléans et termine sa course, à Bouvron en Loire-Atlantique, après avoir parcouru 466 kilomètres[168],[40].

- Val-de-Marne :
Précédées d'une courte canonnade, les troupes françaises ont été attaquées à la pointe du jour par des forces énormes formées des réserves et des troupes fraîches. Les Français, fatigués des combats d'avant-veille, avec un matériel incomplet, et glacés par des nuits d'hiver qu'ils ont passées sans couvertures à −14 °C, car, pour alléger les troupes, elles ont été laissées à Paris ; ont toutefois résisté au feu violent de l'ennemi. Après avoir combattu durant 3 heures pour conserver leurs positions, les troupes françaises ont poursuivi l’assaillant et combattu durant 5 heures pour enlever celles de l'ennemi. Le calme est revenu promptement sur nos positions de la Marne, où elles couchent.
 Les Prussiens tirent sur Bernard Bauer qui conduit les ambulances de la Presse venues relever les blessés de la bataille de la veille.

### Samedi 3 décembre
- Paris : 
Un appel est lancé aux habitants afin d'obtenir des lits en faveur des blessés. 15 000 lits sont mis, par les habitants de Paris, à la disposition de l'autorité militaire dans les 48 heures.

- Val-de-Marne :
Il n'y a eu le matin, aucun incident remarquable sur les positions françaises. Dès le point du jour, les Prussiens ont commencé une série d'attaques d'avant-postes précédées d'une courte canonnade, puis le calme est revenu sur les positions de la Marne.
L'artillerie française située sur le plateau d'Avron a continué son feu pour inquiéter les convois incessants de l'ennemi dans la direction de Chelles. 
Les Prussiens ont eu hier des pertes considérables, en effet nos vigies ont signalés de nombreux convois de blessés quittant dès midi le champ de bataille. D'après des renseignements émanant des prisonniers, des régiments entiers auraient été écrasés. 
La journée du 3 décembre fut consacrée à améliorer la situation des troupes françaises par ce temps, déjà rigoureux, qu'elles supportent avec un grand courage.
L'armée du général Ducrot bivouaque cette nuit, dans le bois de Vincennes ; elle a repassé la Marne dans la journée, et elle a été concentrée sur ce point pour donner suite à ses opérations.
Environ 400 prisonniers prussiens, dont un groupe d'officiers, ont été amenés dans Paris.

### Dimanche 4 décembre
Le 4 décembre, à minuit, le thermomètre centigrade de l'ingénieur Ducray-Chevalier, marquait, au Pont-Neuf, 6 degrés 3 dixièmes au-dessous de zéro.
- Paris : 
 Le quotidien Les Nouvelles publie un menu de circonstance, utilisant toutes les ressources alimentaires dont les Parisiens peuvent encore disposer:
  - Consommé de cheval au millet
  - Brochette de foie de chien à la maître d'hôtel
  - Émincés de râble de chat sauce mayonnaise
  - Épaule de filet de chien sauce tomate
  - Civet de chat aux champignons
  - Côtelettes de chien aux petits pois
  - Salmis de rats à la Robert
  - Gigot de chien flanqué de ratons
  - Plum pudding au jus de moelle de cheval

### Lundi 5 décembre
Le 5 décembre, à six heures du matin, le thermomètre marquait, 6 degrés 8 dixièmes au-dessous de zéro et à midi, 2 degrés 9 dixièmes au-dessous de zéro.
Le général von Moltke annonce au gouverneur de Paris qu'Orléans est réoccupée par les Allemands
- Paris : 
 Le ballon Franklin, s'envole de la gare d'Orléans, avec le comte d'Andrécourt chargé de porter des documents secrets à la délégation de Bordeaux, et termine sa course, à Saint-Aignan-Grandlieu en Loire-Atlantique, après avoir parcouru 403 kilomètres[169],[40].

- Val-de-Marne :
Le nombre des prisonniers ennemis arrivés du champ de bataille est, à 11 heures du matin, de huit cents.
Le commandant Poulizac, à la tête des éclaireurs de la Seine, rentre d'une reconnaissance poussée vers Aulnay avec succès où 7 Prussiens ont été mis hors de combat. Ses troupes ont enlevé trois postes du chemin de fer de Soissons et ramènent 30 sacs, 40 casques, 2 fusils, des marmites, des couvertures, etc.

### Mardi 6 décembre

#### Lettre du comte von Moltke
« Le gouvernement de la Défense nationale porte à la connaissance de la population les faits suivants :
Hier au soir le gouverneur a reçu une lettre dont voici le texte :
« Versailles, ce 5 décembre 1870.
« Il pourrait être utile d'informer Votre Excellence que l'armée de la Loire a été défaite hier près d'Orléans et que cette ville est réoccupée par les troupes allemandes.
 Si toutefois Votre Excellence jugera à propos de s'en convaincre par un de ses officiers, je ne manquerai pas de le munir d'un sauf-conduit pour aller et venir.
 Agréez, mon général, l'expression de la haute considération avec laquelle j'ai l'honneur d'être votre très humble et très obéissant serviteur. »

— Le chef d'état-major, « Comte von Moltke. »

#### Réponse du gouverneur de Paris
« Le gouverneur a répondu
« Votre Excellence a pensé qu'il pourrait être utile de m'informer que l'armée de la Loire a été défaite près d'Orléans et que cette ville est réoccupée par les troupes allemandes.
« J'ai l'honneur de vous accuser réception de cette communication, que je ne crois pas devoir faire vérifier par les moyens que Votre Excellence m'indique. 
« Agréez, mon général, l'expression de la haute considération avec laquelle j'ai l'honneur d'être votre très humble et très obéissant serviteur. »

— Le gouverneur de Paris, Général Trochu.

#### Proclamation des membres du gouvernement
« Cette nouvelle qui nous vient par l'ennemi, en la supposant exacte, ne nous ôte pas le droit de compter sur le grand mouvement de la France accourant à notre secours. Elle ne change rien ni à nos résolutions ni à nos devoirs.
Un seul mot les résume : Combattre ! Vive la France ! Vive la République ! »

— Les membres du gouvernement.

### Mercredi 7 décembre
- Paris : 
 Deux nouveaux ballons montés partent de Paris :
 Le Denis-Papin qui s'envole de la gare d'Orléans et termine sa course à La Ferté-Bernard, dans la Sarthe, après avoir parcouru 170 kilomètres[170].
L'Armée-de-Bretagne qui s'envole de la gare du Nord et termine sa course à Bouillé-Loretz, dans les Deux-Sèvres, après avoir parcouru 355 kilomètres[171],[40].
 Le bataillon des Tirailleurs de Belleville, sous les ordres du commandant Gustave Flourens, est dissous par décret, à la suite de nombreux actes d'indiscipline[172].
- Val-de-Marne :
Le général chef d'état-major général Isidore-Pierre Schmitz indique les pertes dans les divers journées de la bataille de Champigny : 1 008 tués (72 officiers et 936 hommes de troupe) et 5 022 blessés (342 officiers et4 680 hommes de troupe). Il indique également que les pertes de l'ennemi ont été des plus considérables, étant en rapport avec les efforts qu'il a fait pour enlever les positions françaises. Écrasé par l'artillerie des forts qui canonnait sur tous les points où il se présentait, des officiers prisonniers ont en outre déclaré que plusieurs régiments avaient été détruits par le feu d'infanterie en avant de Champigny. Le commandant des éclaireurs à cheval de la Seine, Léon Franchetti, frappé par un éclat d'obus à la cuisse durant cette bataille meurt de ses blessures.

### Vendredi 9 décembre
- Paris : 
 Décret interdisant la vente de la farine. Interdiction de la fabrication du biscuit. Toute farine doit être employée à faire du pain.
Les obsèques du Général Renault, tombé lors de la bataille de Champigny, ont lieu dans la chapelle de l'Hôtel des Invalides.

- Hauts-de-Seine :
Les mobiles de la Loire-Inférieure occupent et fortifient la ferme de La Fouilleuse, située entre le fort du Mont-Valérien et la redoute de Montretout, qui servira désormais de redoute[173]

### Samedi 10 décembre
- Paris : 
Ordre interdisant le maraudage.

### Dimanche 11 décembre
Le froid redouble
- Paris : 
 Le ballon Général-Renault, s'envole de la gare du Nord et termine sa course à Baillolet, en Seine-Maritime, après avoir parcouru 143 kilomètres[174],[40].
La houille et la coke sont réquisitionnées.
Réquisition pour les besoins de la boulangerie, de tous les bois blancs dit de boulange[175], ainsi que les bois d'essence de hêtre, ou autres, existants chez les marchands de bois et ailleurs. Les boulangers ont interdiction de fabriquer des biscuits dits de mer
Plusieurs militaires sont promus ou nommés dans l'ordre national de la Légion d'honneur dont le vice-amiral de la Roncière le Noury et le contre-amiral Pothuau[176]
La vente de la farine est interdite, en conséquence les boulangers ont l'interdiction de vendre de la farine et de l'employer à tout autre usage qu'à la fabrication du pain. On affirme que le pain (ce pain qui n'est même plus pétri de pure farine) va être rationné.

- Hauts-de-Seine :
Les forts de Vanves et d'Issy canonnent Clamart

### Lundi 12 décembre
- Paris : 
Le gouvernement de la Défense nationale fait une déclaration à propos d'une rumeur concernant le rationnement du pain :

### Mardi 13 décembre
- Val-de-Marne :
Vers 1 heure du matin, les prussiens cherchant tentent d'occuper le plateau d'Avron par surprise en avançant à travers la forêt de Bondy avant de prendre position dans le village de Villemomble et d'attaquer les positions Françaises. Après un combat acharné et une fusillade nourrie, les prussiens sont contraints de se replier.

- Seine-Saint-Denis : 
 Mort du baron Ernest Édouard Saillard, commandant du 1er bataillon de la Garde mobile de la Seine, qui succombe des suites de ses blessures reçues lors de l'attaque de la redoute d'Épinay-sur-Seine le 30 novembre[162].

- Hauts-de-Seine :
On fait des expériences de tir au Mont-Valérien, avec la « Valérie » l'énorme pièce de marine de calibre 24 et d'un poids de 16 tonnes, capable de tirer des boulets de 100 k. On affirme qu'elle portera jusque sur la terrasse de Saint-Germain[177],[178]

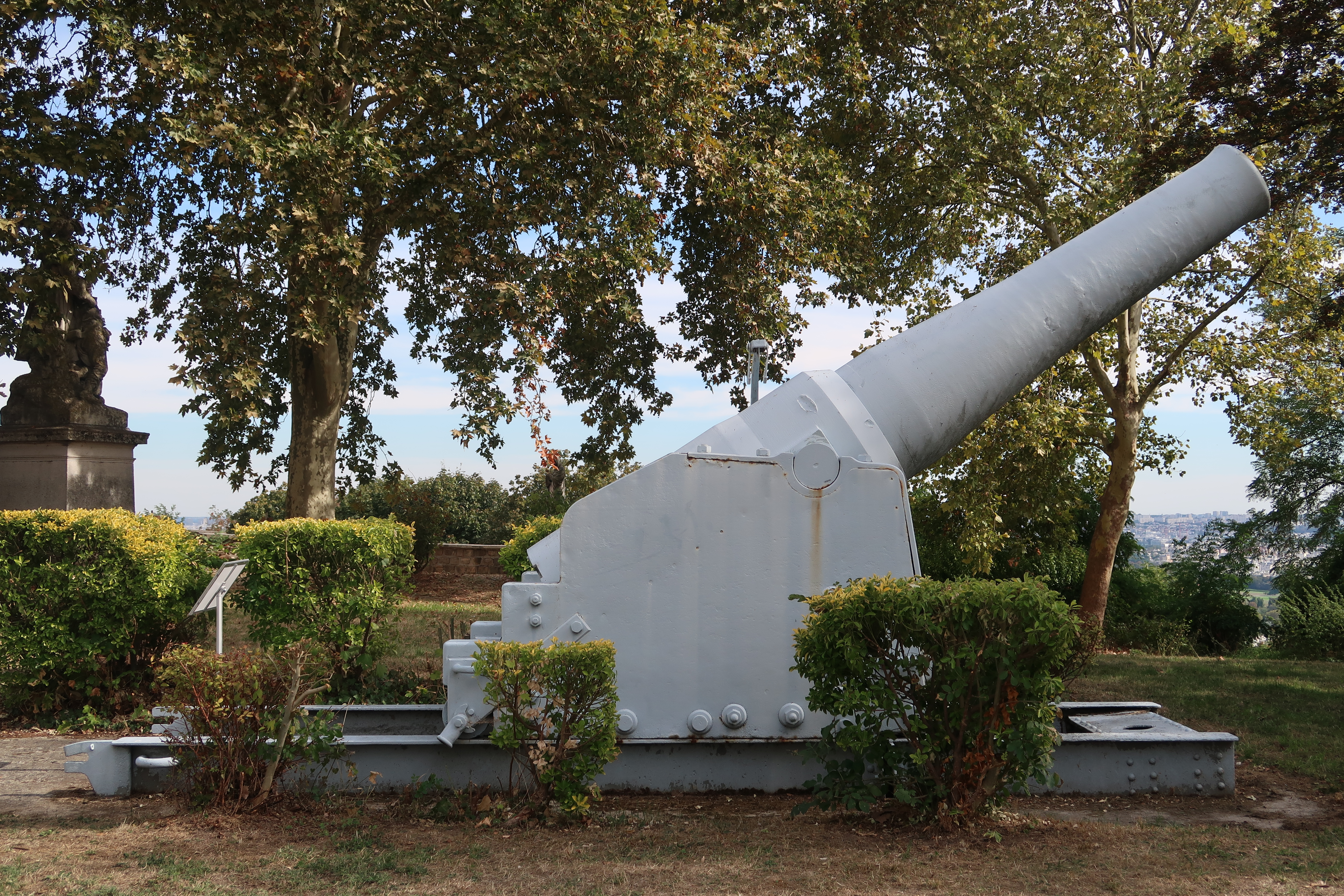
Le canon « La Valérie », situé dans le fort du Mont-Valérien qui tira sur plusieurs positions prussiennes.

### Mercredi 14 décembre
Le gouvernement autorise la vente du pain bis.

### Jeudi 15 décembre
- Paris :
Le ballon monté Ville-de-Paris, s'envole de la gare du Nord et termine sa course près de Wetzlar[179], où il est capturé, après avoir parcouru 510 kilomètres, ainsi que les plans secrets du général Trochu destinés à Gambetta pour coordonner les actions[180],[40].
Par décret, le gouvernement fait réquisition de tous les chevaux, ânes et mulets. Les détenteurs deviennent de simples gardiens. Les animaux seront pesés vivants et payés comptant à raison de 1,75 franc[20] le kilogramme au maximum et de 1,25 franc[20] au minimum. Tout propriétaire de cheval, d'âne et mulet qui voudra devancer l'injonction de livrer à la faculté de faire conduire tous les jours ces animaux au marché aux chevaux situé au 6 boulevard d'Enfer. Les prix de faveur suivants seront appliqués aux animaux spontanément amenés à raison de 2 francs[20] le kilogramme au maximum et 1,50 franc[20] au minimum. En outre il sera attribué une commission d'amenage de 10 francs[20] par tête. Tout animal non déclaré sera confisqué.
Après les pertes subies par divers corps de la 2e armée, notamment par la division de Malroy, qui a été très énergiquement engagée, les bases de la constitution des armées de la défense de Paris sont modifiées.
Le 1er corps, commandé par le général Blanchard, est dissous. La division de Malroy de ce corps ayant eu des pertes sérieuses est en partie dirigée sur la 3e armée.

### Vendredi 16 décembre
- Paris : 
 Les vivres diminuent, la viande qui était rationnée manque totalement, ainsi que le bois et le charbon.
 Le gouverneur de Paris ordonne que l'on procède à la réquisition des chevaux, ânes et mulets pour les abattre, et les manger. Les queues s'allongent pour un morceau de pain. On mange du chat, du chien et on chasse le rat.

- Val-d'Oise :
Les prussiens occupent Beaumont-sur-Oise jusqu'au 24 décembre.

### Samedi 17 décembre
- Paris : 
 Deux nouveaux ballons montés partent de Paris :
 Le Parmentier, qui s'envole de la gare d'Orléans, termine sa course à Gourgançon, dans la Marne, après avoir parcouru 150 kilomètres[181].
Le Gutenberg, qui s'envole également de la gare d'Orléans, termine sa course également dans la Marne, à Montépreux, après avoir parcouru 200 kilomètres[182],[40].

### Dimanche 18 décembre
- Paris : 
 Le ballon Davy, qui s'envole de la gare d'Orléans, termine sa course à Fussey, en Côte-d'Or, après avoir parcouru 331 kilomètres[183],[40].
Circulaire de Jean-Baptiste de Chaudordy dénonçant les abominations commises par les Prussiens dans la guerre actuelle.
Le général Trochu, fait placarder une proclamation annonçant une prochaine sortie des troupes françaises, prévenant ainsi l'ennemi qui organise tranquillement sa défense.

- Hauts-de-Seine :
Combat aux avant-postes de La Folie-Nanterre tenus par les artilleurs de la Marine[184]

### Lundi 19 décembre
- Paris : 
 Décret soumettant les nominations des chefs de la garde mobile au choix du gouvernement.

### Mardi 20 décembre
- Paris : 
 Le ballon Général-Chanzy, qui s'envole de la gare du Nord, termine sa course à Auspach, en Bavière, où il est capturé avec ses occupants, par les Prussiens, après avoir parcouru 760 kilomètres[185],[40].
Le soir, le gouverneur part pour se mettre à la tête de l'armée, des opérations de guerre importantes devant commencer demain au point du jour. Des mouvements de troupes sont donc exécutés portant à plus de 100 bataillons de garde nationale mobilisée en dehors de Paris. La garde nationale mobilisée s'établit sur les positions qui s'étendent des bords de la Marne, en avant du plateau d'Avron, jusqu'à Saint-Denis. Cette concentration, bien que partiellement opérée par le chemin de fer de ceinture, avait été fatigante pour les troupes.

- Val-de-Marne :
En prévision de l'attaque les troupes massée sur le plateau d'Avron sont composées :
*de la division Hugues composée de 10 000 hommes et 60 canons
*de la brigade Blaise composée des 111e et 112e régiments de ligne
*de 38 bataillons de la garde nationale, représentant 20 000 hommes, sont positionnés entre les forts de Rosny et de Nogent

### Mercredi 21 décembre
- Val-de-Marne - Hauts-de-Seine :
 L'attaque a commencé le matin sur un grand développement, depuis le Mont Valérien jusqu'à Nogent-sur-Marne.

- Hauts-de-Seine :
 Du côté du Mont Valérien, vers 7 heures du matin, le général Noël a lancé une forte attaque à gauche sur Montretout, au centre sur Buzenval et Longboyau, en même temps que sur sa droite le chef de bataillon Faure, commandant du génie du Mont Valérien, s'emparait de l'île du Chiard. Au moment où cet officier y pénétrait à la tête d'une compagnie de francs-tireurs de Paris, il fut blessé très grièvement et le capitaine Haas, qui commandait cette compagnie, fut tué net. Parmi les troupes figurent les 8e et 18e régiments de la garde nationale mobilisée de Paris.

- Val-de-Marne :
 Les généraux de Malroy et Blaise sous les ordres du général Vinoy, ont occupé Neuilly-sur-Marne, Ville Evrard et la Maison-Blanche[103] et font créneler les murs. L'artillerie du plateau d'Avron et du fort de Nogent, qui ont appuyé l'opération, ont eu un combat très vif avec l'artillerie ennemie qui avait établi des batteries pour arrêter l'action des troupes françaises. Le général Idelphonse Favé, commandant l'artillerie de la 3e armée, a été blessé.
 Le temps s'était mis au froid et un vent glacial pendant toute la journée n'a cependant pas arrêté les efforts des troupes françaises qui ont travaillé activement à s'abriter contre les coups de l'ennemi à Neuilly-sur-Marne, Ville-Evrard, Maison Blanche, Bondy, la ferme de Groslay[note 7] et Drancy. Toutefois les tranchées ouvertes n'ont pas été terminées aussi promptement qu'on pouvait s'y attendre, à cause d'une gelée intense qui a durci la terre et a rendu le maniement des outils plus difficile.
Dans la nuit du 21 au 22 décembre, des soldats ennemis restés dans les caves de Ville Evrard ont fait une attaque sur les postes occupés par les troupes. Les soldats français ayant riposté vigoureusement, ont tué ou fait prisonniers la plus grande partie des assaillants. Malheureusement, le général Blaise, qui s'était porté en toute hâte à la tête de ses troupes, a été mortellement atteint. Les prisonniers qui ont été faits sur les différents points ont confirmé que les pertes de l'ennemi ont été des plus sérieuses.

- Seine-Saint-Denis : 
Dès le matin, par une température de -14°, les troupes de l'amiral de La Roncière ont attaqué le Bourget. Elles étaient composées de marins, des 134e et 138e régiment d'infanterie de ligne et de gardes mobiles de la Seine. La première colonne, composée du bataillon des marins et du 138e de ligne sous les ordres du capitaine de frégate Eugène Lamothe Tenet a enlevé la partie nord du village. Une seconde colonne, sous les ordres du général Lavoignet, qui attaquait dans la partie sud du village, était arrêtée par de fortes barricades et des murs crénelés qui l'empêchaient de dépasser les premières maisons dont on s'était emparé malgré des efforts acharnés. Après s'être maintenu 3 heures dans le nord du Bourget, jusqu'au-delà de l'église, luttant pour conquérir les maisons une à une, sous les feux tirés des caves et des fenêtres et sous une grêle de projectiles qui dura jusqu'à la fin du jour, les troupes ont dû se retirer. 
Le général Ducrot fait alors avancer une partie de son artillerie, qui engage une action très violente contre les batteries de Pont Iblon et du Blanc-Mesnil. Il occupe ce soir la Maison Blanche, Bondy, la ferme de Groslay[note 7] et Drancy.
 À la nuit, les troupes stationnées au Bourget effectuent leur retraite avec calme après avoir ramené une centaine de prisonniers qui sont dirigés sur Paris. Ces troupes furent repliées en arrière dans les tranchées qui formaient les points d'appui du champ de bataille préparé. Toutefois, les unes et les autres, à peu d'exceptions près, étaient sans abri, et cette première nuit de bivouac, par une gelée intense, éprouva très péniblement les soldats, il y eut quelques cas de congélation. 
Simultanément une diversion importante était effectuée par les 10e, 12e, 13e et 14e bataillons des gardes mobiles de la Seine et une partie du 62e bataillon de la garde nationale de Saint Denis, sous le commandement du colonel Dautremon.
Dans le même temps, le 68e bataillon de la garde nationale de Saint-Denis attaquait Épinay, tandis que les deux batteries flottantes numéros 3 et 4 canonnaient le village ainsi qu'Orgemont et le Cygne d'Enghien[note 8], qui ripostaient vigoureusement. L'artillerie de la Double-Couronne appuya utilement, par son feu à longue portée, les opérations de l'armée.

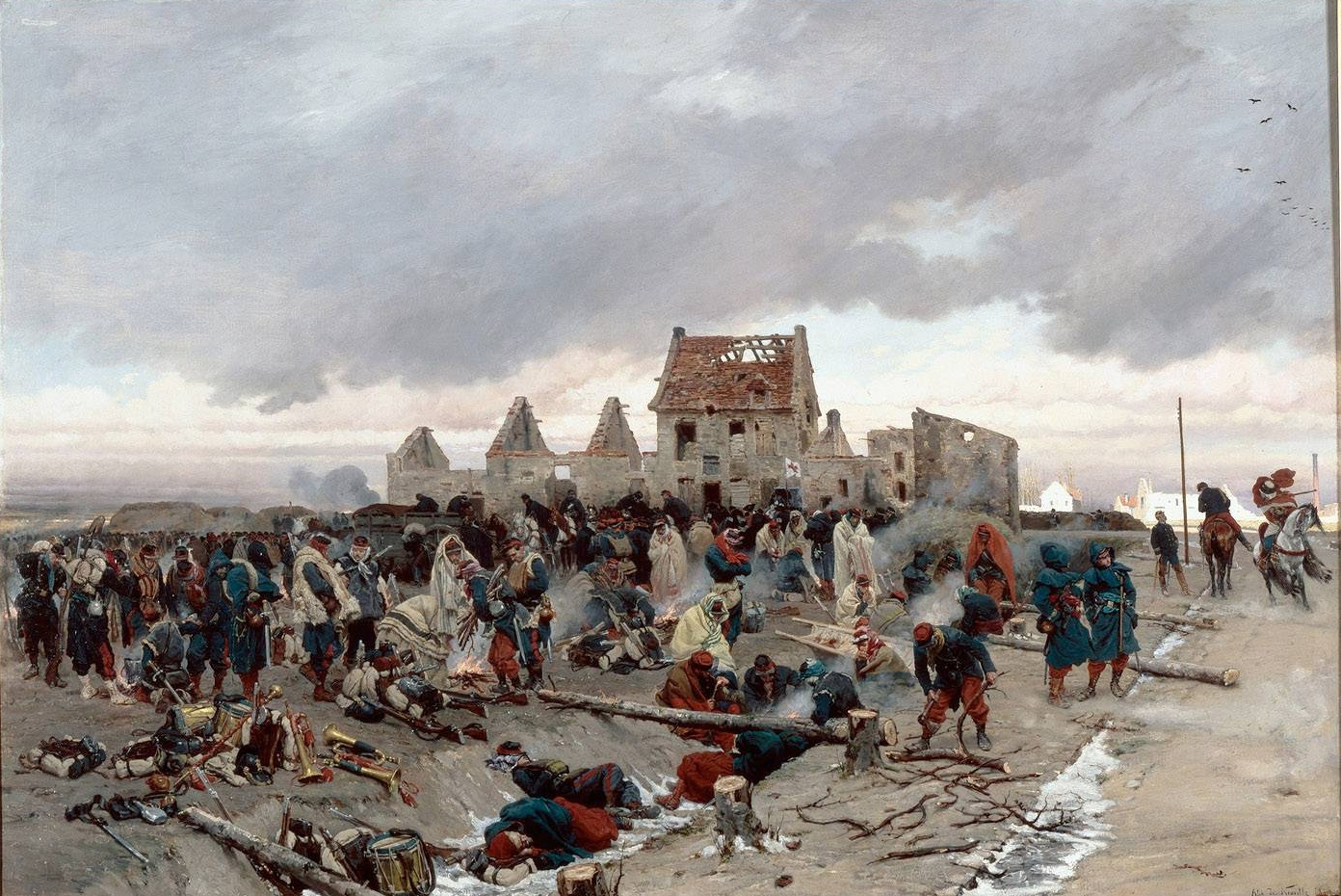
Bivouac après le combat du Bourget, 21 décembre 1870. Peinture de Alphonse-Marie-Adolphe de Neuville.
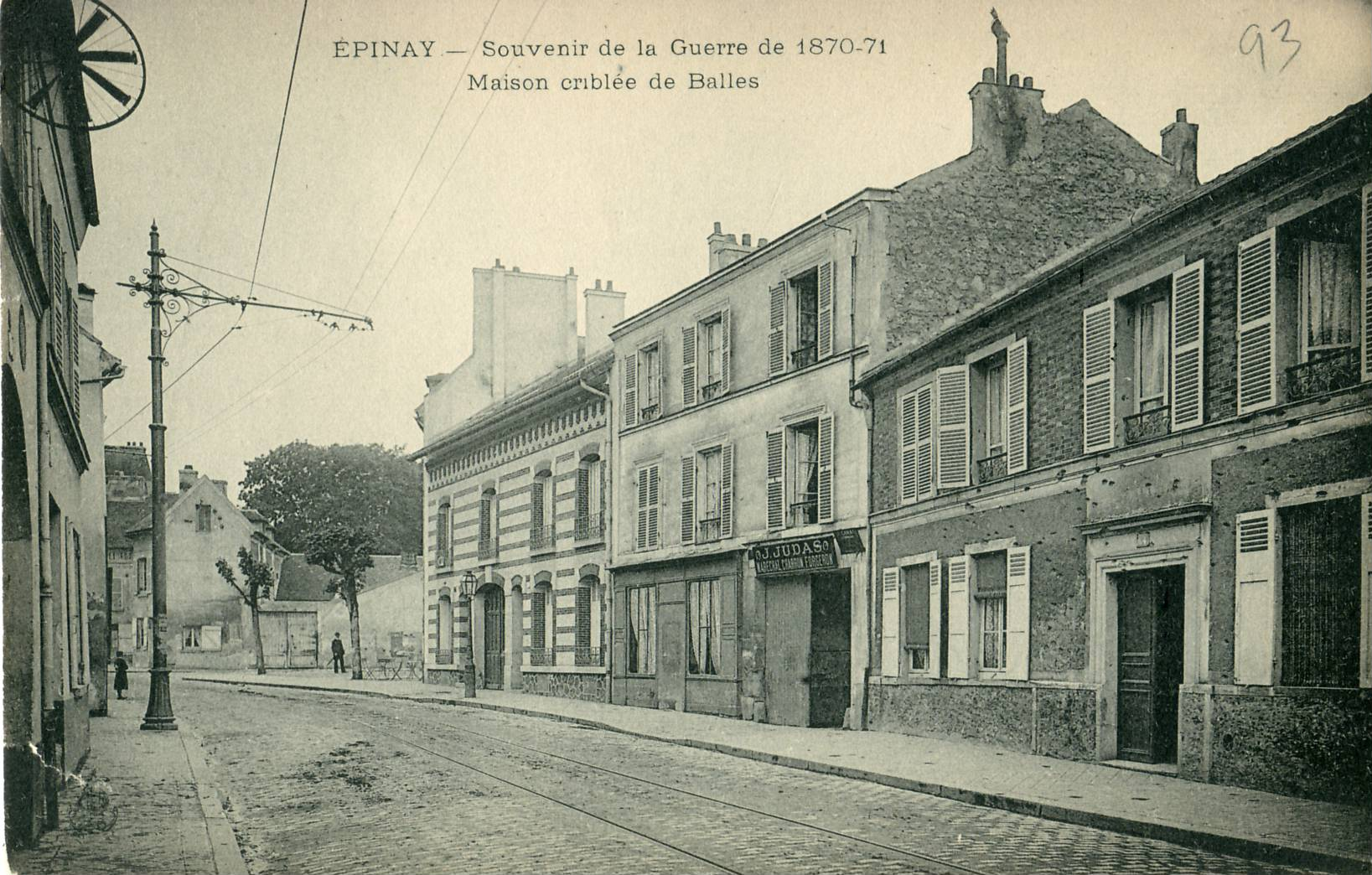
Maison d'Épinay-sur-Seine criblée de balles
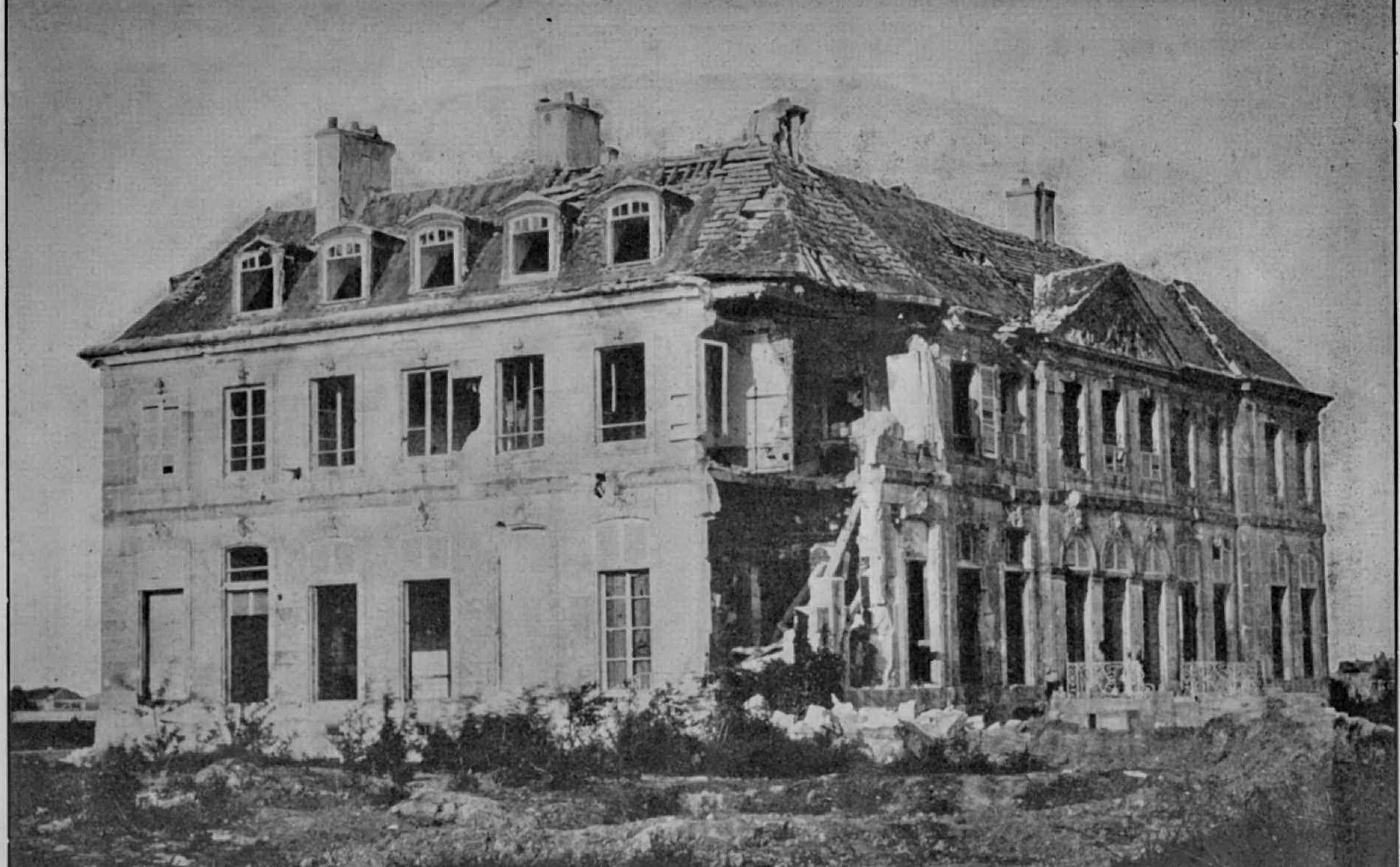
Le château de Stains, après les batailles du siège de Paris durant la guerre franco-prussienne de 1870. La légende du document original indique « En vain, le quartier général (prussien) essaya-t-il de s'installer au château de Stains, dans cette belle résidence de la famille de Vatry qu'on voit trouée et démolie en partie : force fut aux Prussiens, devant les obus de nos forts, de le transférer à Enghien. Le 15 janvier 1871 seulement, l'ennemi réussit à implanter une batterie à la butte-Pinson, sur le flanc de la colline voisine de Stains. C'est de là que commença le bombardement de Saint-Denis. Jusque-là, l'artillerie du général de Bellemare avait pu paralyser le feu de l'ennemi ».

### Jeudi 22 décembre
- Paris : 
 Le ballon monté Lavoisier, monté par Raoul de Boisdeffre, s'envole de la gare d'Orléans et termine sa course à La Ménitré, en Maine-et-Loire, après avoir parcouru 290 kilomètres[186],[40].

- Hauts-de-Seine :
Le commandant du fort d'Issy a envoyé une forte reconnaissance dans les bois de Clamart. Elle a été brillamment exécutée par 8 compagnies des 4e et 5e bataillons des gardes mobiles de la Seine sous les ordres du chef de bataillon Michel-Pierre-Étienne Delclos. L'ennemi a eu un nombre assez considérable de tués et blessés, du côté Français, les pertes ont été sensibles.

- Val-de-Marne-Seine-Saint-Denis :
Les troupes sont appliquées à effectuer des travaux de jour et de nuit, nécessaires à la continuation des opérations.

### Vendredi 23 décembre
Le 23 décembre à minuit, le thermomètre centigrade de l'ingénieur Ducray-Chevalier, au Pont-Neuf, marquait 8 degrés 2 dixièmes au-dessous de zéro.
- Paris : 
 Départ du 50e ballon monté. Le Délivrance s'envole de la gare du Nord et termine sa course à La Boissière-des-Landes, en Vendée, après avoir parcouru 450 kilomètres[187],[40].

- Val-de-Marne-Seine-Saint-Denis :
 L'ennemi ayant fait sur ses positions des concentrations considérables qui semblaient indiquer des intentions offensives et pouvant offrir un engagement général, le commandement français fit venir des troupes, à marche forcée, pour reprendre leurs postes de combat, malgré l'intensité du froid qui ne fit que s'accroitre. À dater de ce moment, la santé des soldats fut sérieusement, atteinte. Les cas de congélation, contre lesquels l'activité des travaux entrepris ne put rien, se multiplièrent dans une proportion menaçante. Les travaux eux-mêmes furent ralentis par suite de la dureté du sol, et dès le 24 ils devenaient impossibles.

- Seine-Saint-Denis :
La vigilance constatait sur le haut de la butte Pinson des signaux lumineux auxquels il était immédiatement répondu, par des feux analogues, d'une maison de la rue de Paris, à Saint-Denis. Cet échange de signaux fut surpris par lui à différentes dates. Il prévint que, chaque fois qu'une sortie des troupes françaises devait s'effectuer le soir, des feux de signaux partait de Saint-Denis.

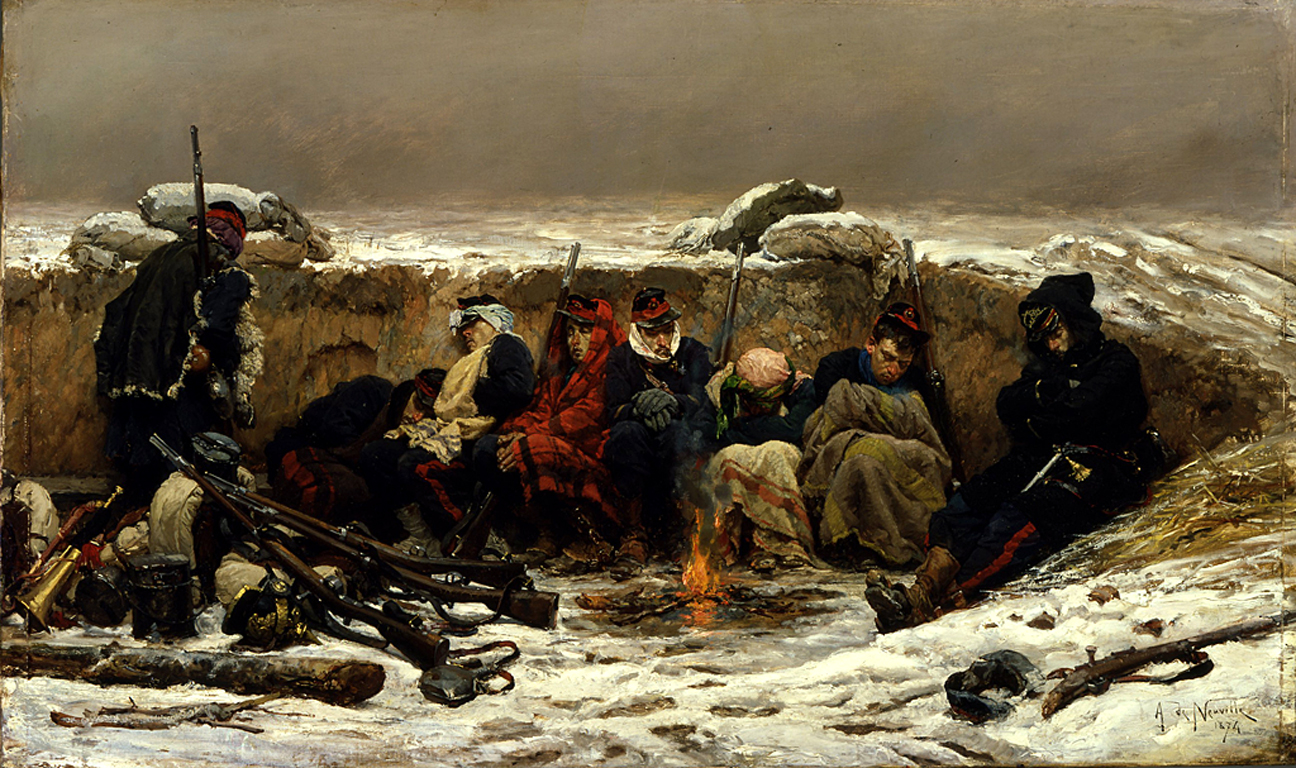
Membres de la garde mobile entassés dans une tranchée peu profonde pendant la guerre franco-prussienne de 1870-71.Peinture d'Alphonse de Neuville.

### Samedi 24 décembre
Le 24 décembre, à minuit, le thermomètre centigrade de l'ingénieur Ducray-Chevalier, au Pont-Neuf, marquait 9 degrés 5 dixièmes au-dessous de zéro puis à six heures du  matin, le thermomètre indiquait 9 degrés 1 dixième au-dessous de zéro et à midi, 6 degrés 0  dixièmes au-dessous de zéro. Le baromètre indiquait 758 mm 2, sans correction.
- Paris : 
Le ballon monté Rouget-de-L'Isle s'envole de la gare d'Orléans et termine sa course à La Ferté-Macé, dans l'Orne, après avoir parcouru 240 kilomètres[189],[40].
À minuit, au Pont Neuf, le thermomètre marquait 9 degrés 5 dixièmes au-dessous de zéro. À midi, il indiquait 8 degrés 7 dixièmes au-dessous de zéro. La Seine est très haute et charrie de nombreux glaçons.

- Val-de-Marne :
Les troupes ont continué les travaux de terrassement en voie d'exécution et ont eu beaucoup à souffrir pendant la nuit dernière des rigueurs de la température qui descend à 11 degrés au-dessous de zéro sur le plateau d'Avron.

- Seine-Saint-Denis :
Deux bataillons mobilisés de la garde nationale ont fait une reconnaissance sur le Raincy et ont eu quelques hommes blessés après avoir échangé un bon nombre de coups de fusil avec l'ennemi.
L'artillerie des forts ainsi que celles de Bondy et du plateau d'Avron ont tiré fréquemment sur les travaux des Prussiens, qui déploient de leur côté une grande activité. Malgré une remontée des températures, la terre est toujours rebelle au maniement de la pioche, néanmoins les abris se consolident.

### Dimanche 25 décembre

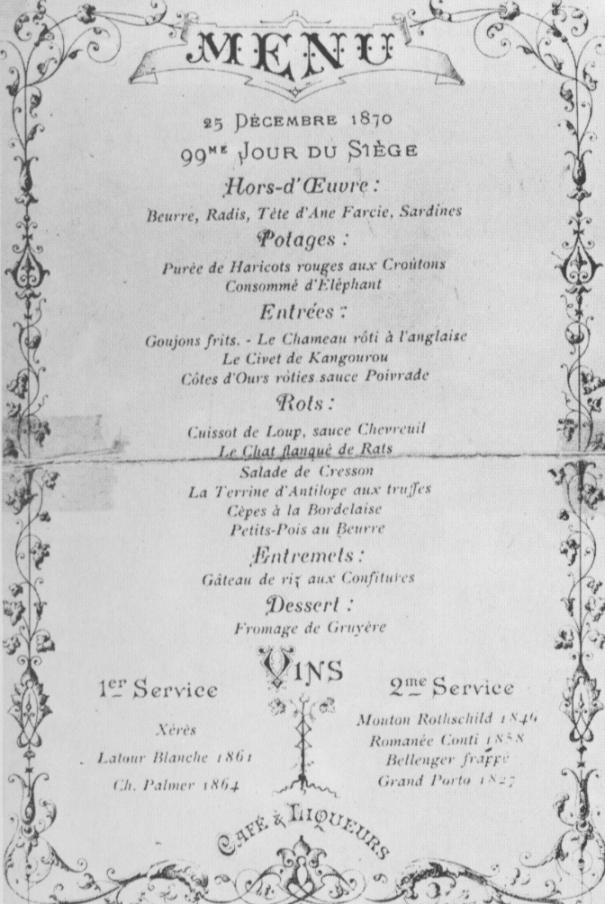
Menu du 25 décembre 1870
Café Voisin, 261 rue Saint-Honoré

Le 25 décembre, à six heures du matin, le thermomètre indiquait 12 degrés au-dessous de zéro et à midi, 8  degrés 7 dixièmes au-dessous de zéro. Le baromètre indiquait 754 mm 7, sans correction.
- Paris : 
Le froid est atroce. Il devient impossible de se chauffer car le bois est rare et vert[190].

### Lundi 26 décembre
- Val-de-Marne :
Sur l'ordre du général Vinoy, 3 bataillons de la garde nationale, conduits par le colonel Valette, ont été chargés, le matin, d'occuper le parc de la Maison-Blanche[103] à Neuilly-sur-Marne pour renverser, totalement, le mur crénelé qui le ferme au sud-ouest. Les tirailleurs ont débusqué le poste ennemi du 106e régiment d'infanterie de ligne du 6e saxon[191] qui occupaient le parc et la tranchée du chemin de fer. Lors de cet engagement, les Français font six prisonniers et perdent un tué et huit blessés dont un officier.
Après avoir chassé l'ennemi, ils ont travaillé à abattre le mur, en laissant des postes de surveillances afin de se prévenir contre un retour offensif de l'ennemi. Le général d'Hugues, pour éviter des imprudences, s'est porté lui-même auprès des troupes de soutien.
L'artillerie du plateau d'Avron a tiré, seule, pour appuyer l'opération.

### Mardi 27 décembre
100e jour du siège.
Début du bombardement de Paris dans certains quartiers.
- Paris : 
Le ballon Tourville s'envole de la gare d'Orléans et termine sa course à Eymoutiers, dans la Haute-Vienne, après avoir parcouru 433 kilomètres[192],[40].

- Val-de-Marne :
 Au petit jour, l'ennemi a fait sauter la Gare aux Bœufs de Choisy.

- Seine-Saint-Denis : 
L’ennemi a démasqué, ce matin des batteries de siège à longue portée et a effectué un feu très vif contre les forts de l’Est, de Noisy et de Nogent, et contre la partie nord du plateau d’Avron, qui ont répondu énergiquement. Cette canonnade pouvant être le prélude d’un bombardement général de nos forts, puis d'une attaque générale, toutes les dispositions sont prises dans le but de repousser ses attaques et de protéger les défenseurs.
Dans la journée, les observateurs indiquent que l'ennemi a établi 3 batteries de gros calibre au-dessus de la redoute de l'Ermitage, au Raincy, 3 batteries à Gagny, 3 batteries à Noisy-le-Grand et 3 batteries au pont de Gournay.
Ce combat d'artillerie qui a duré jusqu'à cinq heures, a couté environ 8 tués et 50 blessés dont 4 officiers de marine aux troupes françaises. Les pertes ennemies sont inconnues mais elles sont supposées sérieuses sur les points les plus à portée du plateau.
Les dépêches allemandes indiquent que 17 officiers Français auraient été tués ou blessés lors de cette affaire.
« En résumé, cette première journée de bombardement partiel contre nos avancées et nos forts, avec des moyens dont la puissance est considérable, n'a pas répondu à l'attente de l'ennemi. »
- Hauts-de-Seine :
Dans la nuit, on a entendu du Mont Valérien deux fortes détonations, qui donnent à penser que l’ennemi a fait sauter le pont du chemin de fer de Rouen[193].
Le commandant Delclos, du 5e bataillon de la Seine, a opéré hier une reconnaissance sur le Bas Meudon et le Val et Fleury, à la tête de 12 compagnies des 4e et 5e bataillons de la Seine et du 3e de la Somme. Le commandant Delclos fit fouiller ces trois villages où restent encore quelques habitants, et d'où les postes prussiens s'enfuirent à approche des troupes françaises, laissant quelques prisonniers. Une fusillade assez vive s'engagea au moment où la reconnaissance regagnait le fort d'Issy. L'ennemi fut repoussé et contraint de se retraiter précipitamment dans ses retranchements du Haut Meudon. Les pertes françaises s'élèvent à 2 tués et 6 blessés.

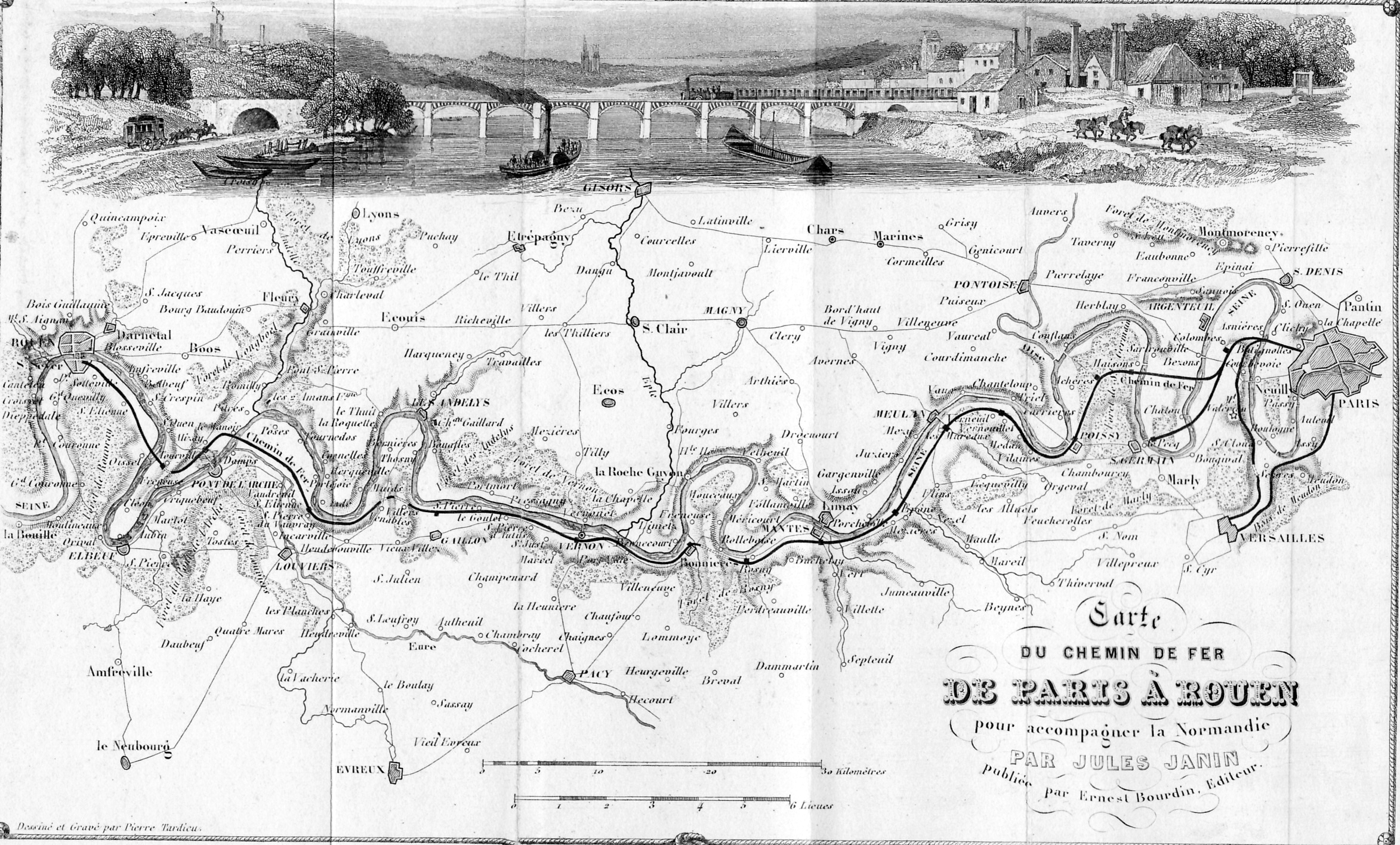
Carte du chemin de fer de Paris à Rouen.
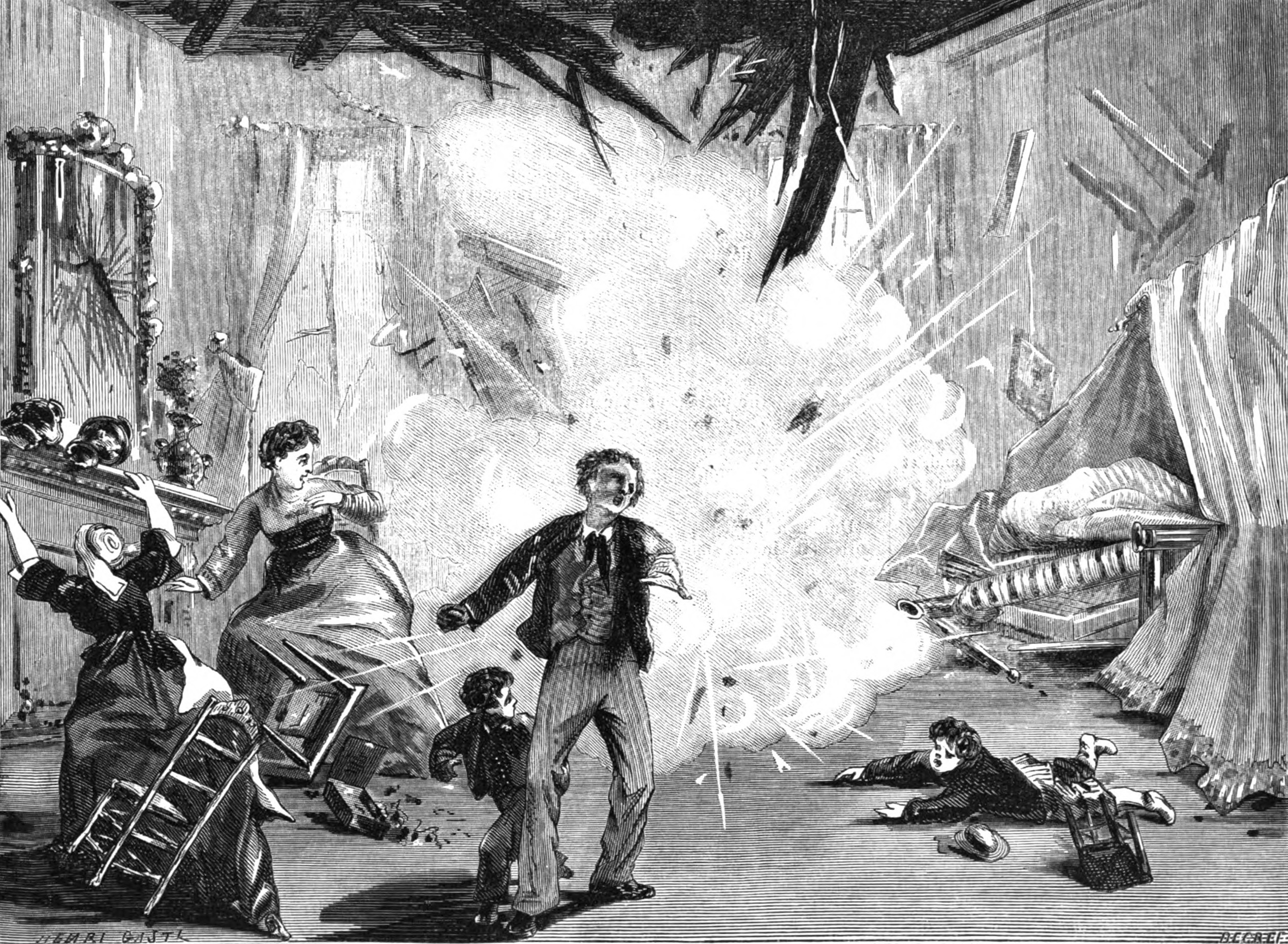
Effets du bombardement de Paris
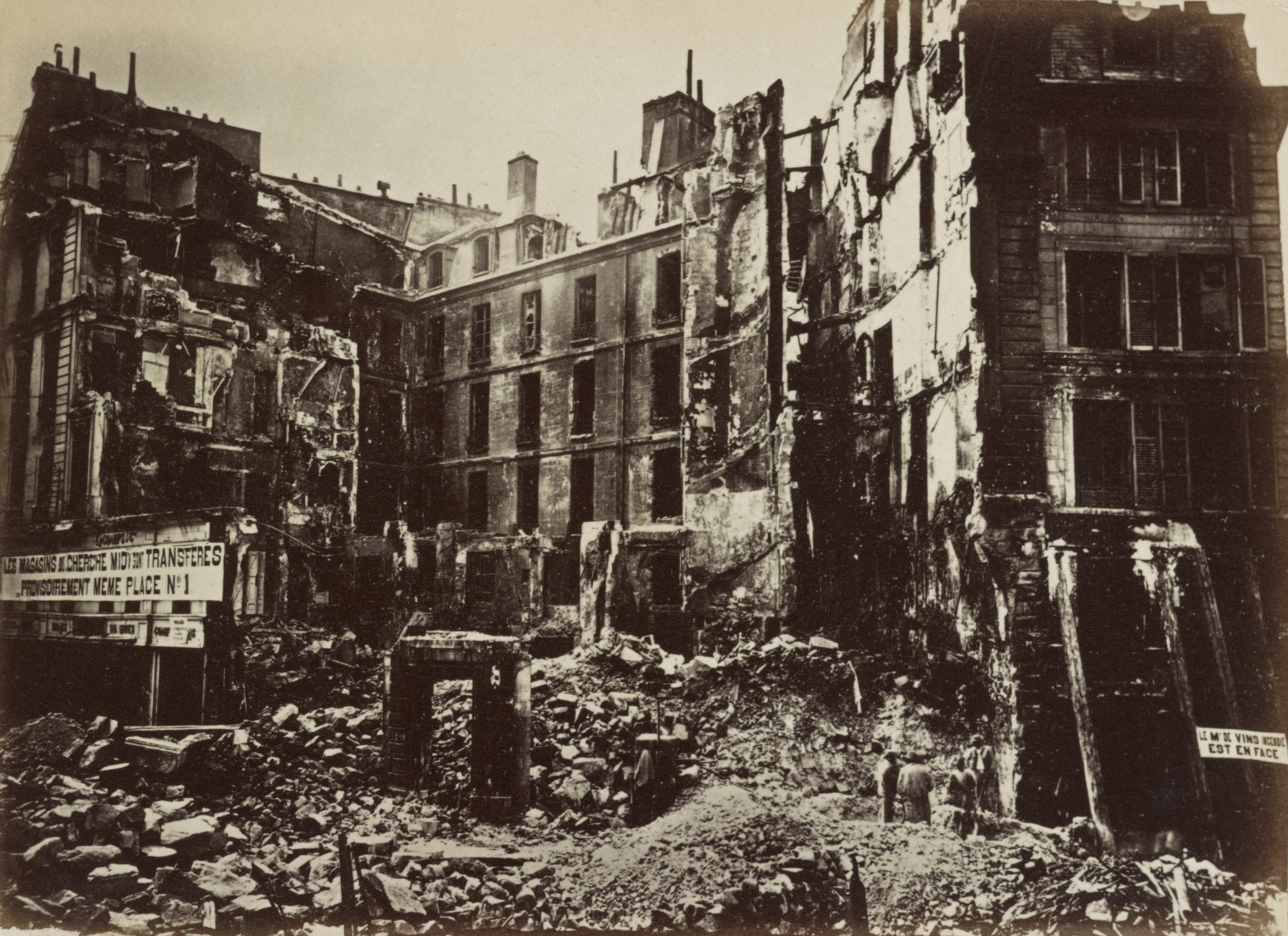
Le Carrefour de la Croix Rouge

### Mercredi 28 décembre
- Seine-Saint-Denis : 
L'ennemi a continué le bombardement qu'il avait entrepris hier contre les positions d'Avron. Le matin les tirs qui étaient modérés sont devenus très vifs dans l'après-midi et la soirée. De nouvelles batteries ont appuyé celles qui avaient été précédemment établies par l'ennemi. Nos pièces, moins puissantes que les canons Krupp, a dû renoncer à faire feu. Le plateau est devenu tout à fait intenable pour l'infanterie[194]. 
Le gouverneur a fait soustraire l'artillerie et les troupes à une situation que l'intensité croissante du feu de l'ennemi ne pouvait qu'aggraver en ordonnant la rentrée des pièces en arrière des forts. Cette opération difficile et laborieuse s'est effectuée pendant la nuit et dans la matinée du 29.
 Nos batteries de Bondy fouillent les bois avec précision et inquiètent l'ennemi.

### Jeudi 29 décembre
- Paris : 
 Le ballon Bayard s'envole de la gare d'Orléans et termine sa course à La Mothe-Achard, dans la Vendée, après avoir parcouru 462 kilomètres[195],[196],[40].

- Seine-Saint-Denis : 
Le bombardement a redoublé d'intensité. Ses effets sur le plateau d'Avron, qui n'a cessé d'être canonné, ont démontré l'opportunité de l'évacuation qui a été opérée la nuit dernière. Les 74 pièces d'artillerie qui ont été retirées à peu près intactes, auraient été complètement désorganisées par le feu violent de la journée. Les tirs ont été plus particulièrement dirigé contre les forts de Rosny, Nogent et Noisy, qui ont fait bonne contenance sous une pluie d'obus d'une dimension extraordinaire, lancés à grande distance.
Des dispositions sont prises pour que cette artillerie soit contre-battue par les plus gros canons dont dispose la défense.
Il y a eu au fort de Nogent 14 blessés, au fort de Rosny 3 tués et 9 blessés et au fort de Noisy seulement quelques contusionnés.
 L'ennemi a ouvert le feu sur Bondy, où nous avons eu 2 hommes tués et 6 blessés.
Dans la soirée, les tirs de l'ennemi sont passés par-dessus le plateau d'Avron, atteignant la route stratégique et, par moments, les villages environnants[197].

- Hauts-de-Seine :
Les 8e et 18e régiments de la garde nationale mobilisée de Paris quittent les alentours du fort du Mont-Valérien et sont dirigés sur Neuilly.

### Vendredi 30 décembre
- Paris : 
 Fin décembre, le beurre atteint 30 francs le kilo et la livre de chien vaut 4 francs. Un chat se vend 20 francs, un corbeau 5 francs, un rat 3 francs, un moineau 1,25 franc[20]. Les artisans et les ouvriers qui étaient également gardes nationaux, ne travaillant plus, ne disposaient que de leur solde soit 1,50 franc par jour, plus 0,75 à la femme légitime[20].

- Val-de-Marne :
Le feu de l'ennemi a recommencé et le fort de Nogent, sur lequel se sont portés principalement ses efforts, a été bombardé de 8 heures du matin à 4 h 30 du soir ou il n'est à déplorer que 3 blessés.

- Seine-Saint-Denis :
 Le feu de l'ennemi a recommencé le matin et il a été vif pendant une partie de la journée. Il n'y a eu que deux blessés au fort de Rosny.
Sur le plateau d'Avron, les Allemands prennent une grande quantité de munitions d'artillerie et deux pièces de 24 enclouées. Ils envoient ensuite deux compagnies jusqu'au village de Rosny.

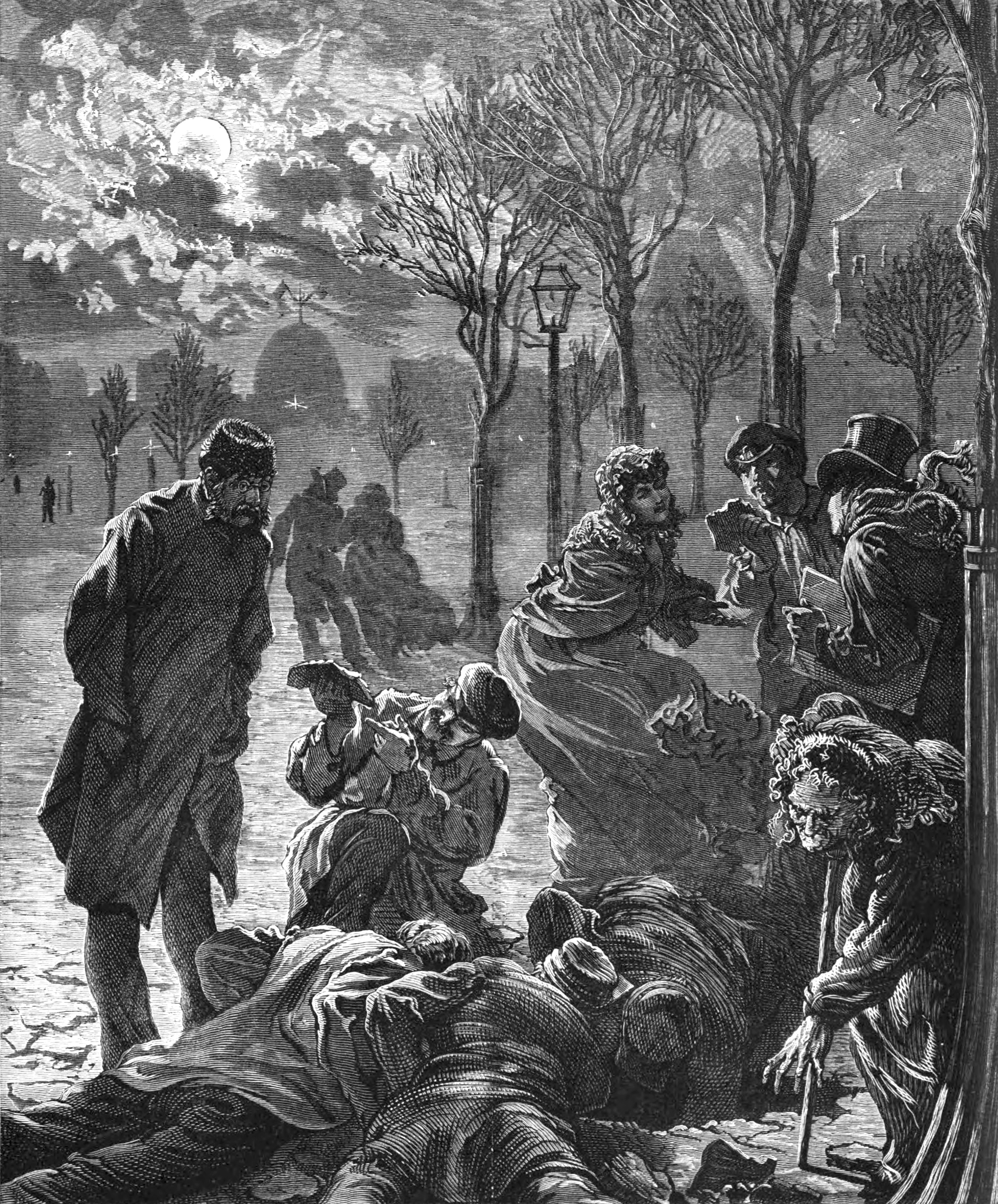
Un obus sur le boulevard Saint-Michel.

### Samedi 31 décembre
- Seine-Saint-Denis :
l'ennemi a augmenté ses batteries de gros calibre et rapproché plusieurs d'entre elles des points d'attaque. Ses projectiles sont arrivés en assez grand nombre à la ferme de Groslay[note 7], à Drancy, Bobigny, Bondy, et quelques-uns même sont parvenus jusqu'à la Folie[note 9] et Noisy-le-Sec.
Il a continué en même temps le bombardement sur les forts de Rosny et de Noisy, ou il n'y a eu que quelques dégâts matériels et un très petit nombre de blessés.
À 11 h du soir, une assez forte reconnaissance prussienne s’est approchée de Bondy. Nos soldats ont laissé venir l'ennemi à bonne portée et l’ont reçu par une vive fusillade qui l'a fait rentrer dans ses lignes après avoir essuyé des pertes.

- Val-de-Marne :
le feu de l'ennemi a continué sur le fort de Nogent, ou il n'y a eu que quelques dégàts matériels et un très petit nombre de blessés.

- Paris :
le ballon Armée-de-La-Loire s'envole de la gare du Nord et termine sa course à Montbizot, dans la Sarthe, après avoir parcouru 231 kilomètres[198],[40].
Pour fêter son élection en tant que maire du 3e arrondissement de Paris, Théodore-Jacques Bonvalet offre un repas à vingt de ses amis. Les mets sont composés d'animaux du zoo du Jardin des Plantes

## Janvier

### Dimanche1erjanvier
Du mardi 27 décembre, au dimanche 1er janvier, les Prussiens ont envoyé 25 000 projectiles.
- Seine-Saint-Denis :
L'ennemi a tiré pendant une grande partie de la nuit. Le bombardement de Bondy a redoublé d'intensité pendant la nuit et celui du fort de Rosny a été régulier, sans accident ni incident. Ce matin, l'attaque est plus vive, les coups se succèdent presque sans interruption.

### Lundi 2 janvier
Les Prussiens envoient 6 000 bombes par jour.
- Hauts-de-Seine :
Deux ou trois explosions se sont fait entendre sur le plateau de Chatillon. La Tour des Anglais a sauté.
Une forte patrouille française a pénétré cette nuit dans Rueil et s'est retirée d'Issy sans avoir essuyé le feu des postes avancés prussiens.

- Seine-Saint-Denis : 
Le bombardement des forts de Nogent, Rosny et Noisy, et des villages environnants a continué ce matin sans causer jusqu'à présent de dommages bien sérieux. Le feu est cependant très vif sur Nogent, sur lequel l'ennemi a lancé 600 obus, n'a eu aucun effet : un seul homme légèrement blessé et pas de dégâts.

### Mardi 3 janvier
Le 3 janvier à minuit, le thermomètre centigrade de l'ingénieur Ducray-Chevalier, au Pont-Neuf, marquait 4 degrés 2 dixièmes au-dessous de zéro.
- Paris : 
 Le ballon monté Merlin-de-Douai s'envole de la gare du Nord et termine sa course à Massay dans le Cher, après avoir parcouru 211 kilomètres[200],[40].

- Seine-Saint-Denis :
 Le bataillon Poulizac, des éclaireurs de la Seine, a fait une petite expédition en avant de la ferme de Groslay[note 7]. Quelques Prussiens ont été tués, six ont été ramenés prisonniers : ils appartiennent à la garde. Nous avons eu trois blessés, dont un officier.
La canonnade sur les forts a recommencé ce matin, il n'y a aucun incident à signaler.

### Mercredi 4 janvier
Le 4 janvier à six heures  du  matin, le thermomètre indiquait 3 degrés 3 dixièmes au-dessous de zéro et à midi, 0 degré. Le baromètre, indique 766 mm 4, sans correction.
- Paris :
le ballon Newton s'envole de la gare d'Orléans et termine sa course à Digny en Eure-et-Loir, après avoir parcouru 110 kilomètres[201],[40].

- Seine-Saint-Denis :
l'ennemi a canonné Montreuil pendant une partie de la nuit et Saint-Denis toute la nuit. Il a également tiré sur Bondy très vivement, mais sans résultat appréciable.
Le feu contre nos forts a repris dès le matin et a été extrêmement violent jusqu'à 5 heures du soir sur le fort de Nogent, où il n'y a eu qu'un seul blessé sans gravité.
 Sur Bondy, le feu a continué à raison de trois coups par minute.
Au fort de Rosny, le feu a été assez actif, on déplore trois hommes légèrement atteints par des éclats.
Le bombardement des forts situés à l'Est de Paris a continué aujourd'hui. Le fort de Nogent a reçu plus de 1 200 obus qui n'ont pas produit plus d'effets que les jours précédents.
- Val-de-Marne :
ce matin vers 4 h, un détachement ennemi s'est avancé devant la ferme des Mèches[57] pour la surprendre mais il a été reçu par une vive fusillade, et les hommes se sont sauvés au pas de course, en enlevant plusieurs blessés.
 Une demi heure plus tard, une patrouille ennemie a été surprise par nos éclaireurs du 139e régiment d'infanterie de ligne, et laisse entre nos mains trois prisonniers.
- Seine-et-Marne : 
premières mise à l'eau en amont de Paris, tantôt à Thomery, tantôt au pont de Samois, lieux situés entre Bray-sur-Seine et Montereau, des boules de Moulins[202]. Sur les 55 boules envoyées du 4 au 29 janvier 1871, aucune ne sera récupérée pendant le siège.

### Jeudi 5 janvier
Le bombardement de Paris commence.

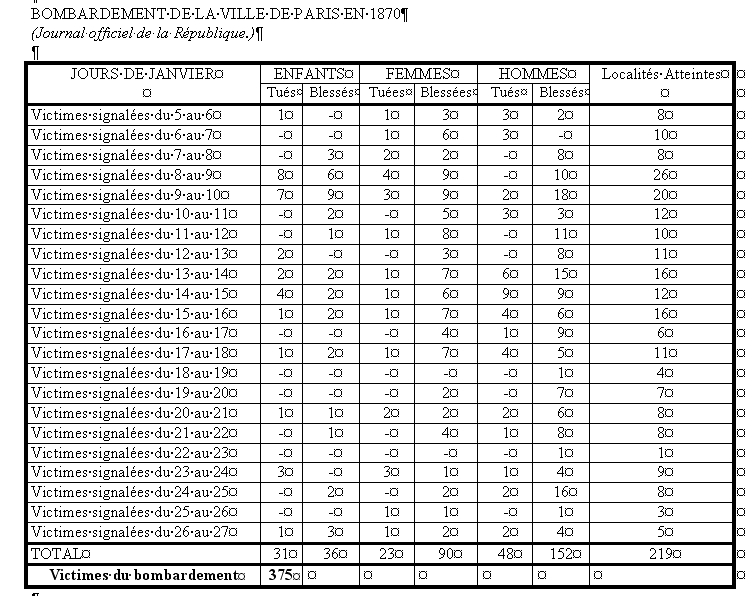
Tableau des victimes signalées lors du bombardement de Paris du 5 au 27 janvier 1871.
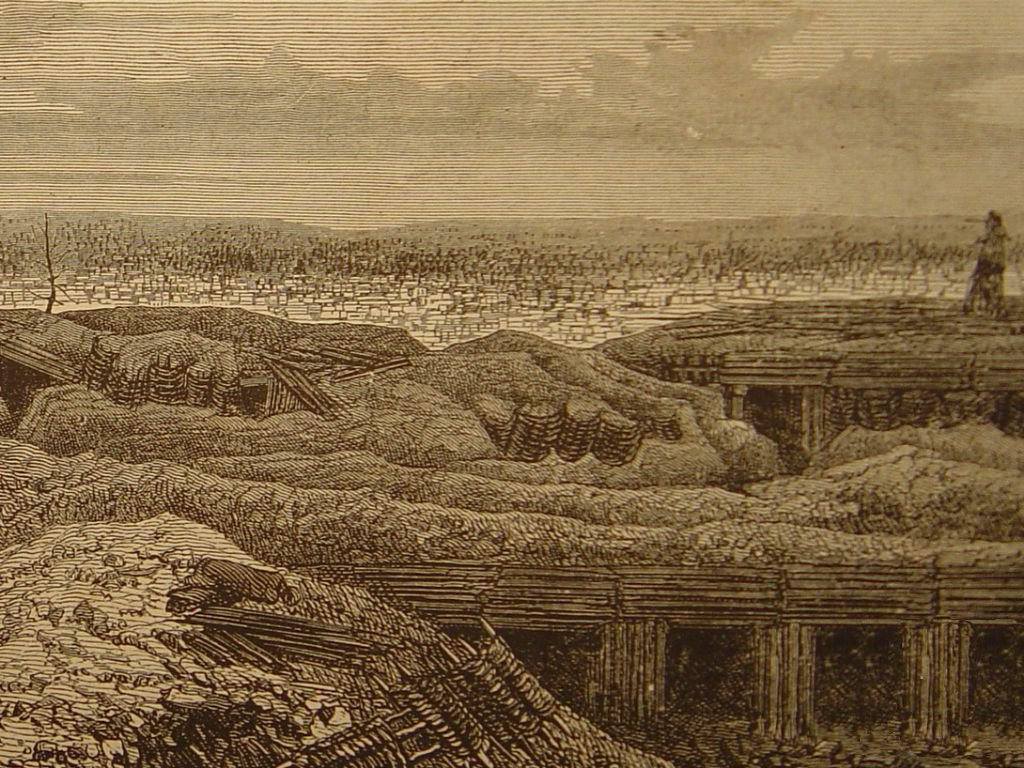
Batterie prussienne sur les hauteurs de Châtillon.
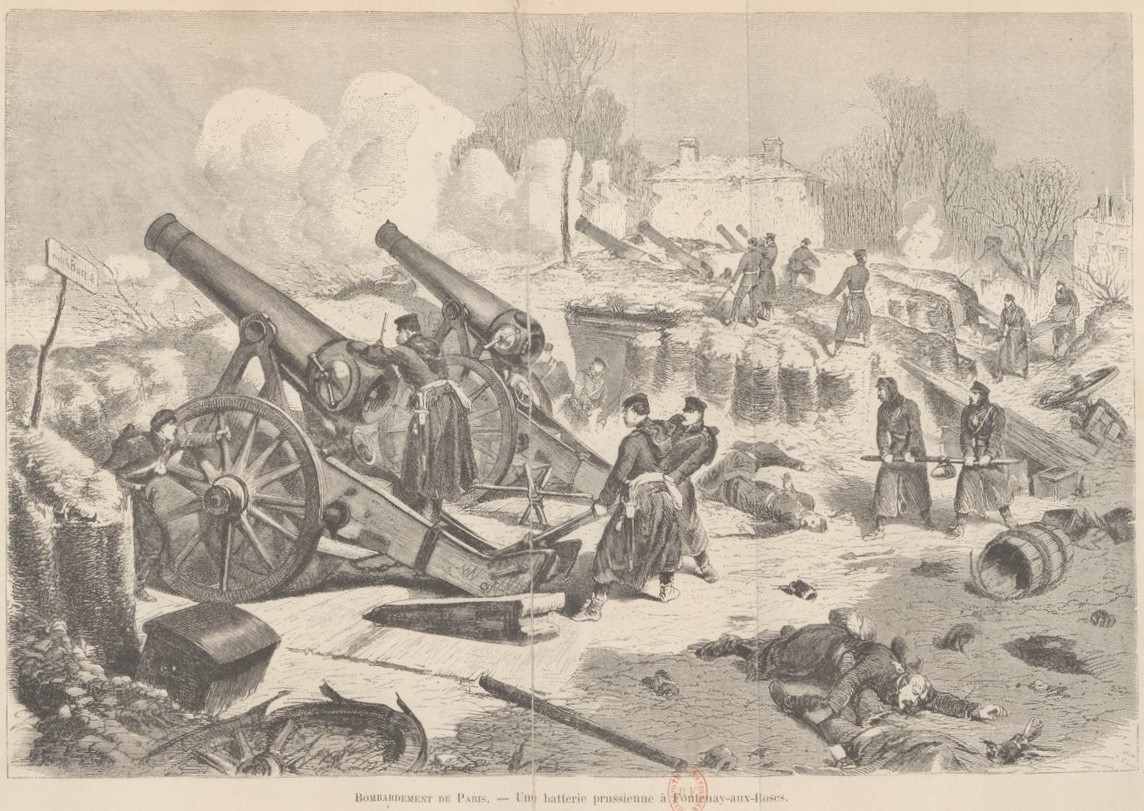
Une batterie prussienne à Fontenay-aux-Roses.

- Paris : 
après un investissement de plus de trois mois, l'ennemi a commencé le bombardement des forts le 30 décembre. Six jours après, le bombardement de la ville de Paris commence. Quelques obus sont parvenus jusque dans le quartier Saint-Jacques, sans jeter aucun trouble dans la population.
 Dès que les habitants de la rive gauche de la Seine en virent tomber, ils s'empressèrent de prendre leurs dispositions pour échapper aux obus aveugles. Les uns vinrent chercher un abri sur la rive droite, les autres, ceux qui ne voulaient pas quitter leurs habitations, persistèrent à séjourner sous les coups de l'artillerie prussienne, mais en cherchant un abri dans leurs caves. Un troisième groupe s'obstina à braver l'ennemi, sans vouloir quitter les maisons et les appartements.
- Seine-Saint-Denis : 
une forte reconnaissance, dirigée par le général Fournès, est opérée dans la nuit sur le plateau d'Avron. Après avoir chassé les postes prussiens qui s'y trouvaient, il s'est installé auprès du château et a fait démolir à la pioche et au pétard un grand mur derrière lequel l'ennemi s'abritait dans la journée. Il a quitté le plateau au jour, ramenant 3 prisonniers saxons.
 Le feu a continué pendant la nuit sur le fort de Nogent sans résultats.
Au petit matin, l'ennemi a attaqué Bondy : ses tirailleurs ont été repoussés, laissant sur le terrain une quinzaine de cadavres. De 8 h du matin à 4 h 30 du soir, Bondy a été bombardé, ainsi que les forts de l'Est de Paris, sans résultats.
- Hauts-de-Seine :
l'ennemi a bombardé, toute la journée, avec la plus grande violence les forts de Montrouge, de Vanves et d'Issy avec ses batteries placées sur le plateau de Châtillon avec des pièces de gros et de petit calibre. Des obus qui n'avaient pas éclaté, et recueillis, mesuraient 0,22 m de diamètre et 0,55 m de hauteur.
Les forts répondent vigoureusement. 
La dépêche allemande du jour indique : « Depuis 9h, les forts du Sud de Paris sont bombardés par une superbe journée d'hiver; pas de vent ni de neige, mais neuf degrés de froid. Les batteries établies contre le front Sud de Paris ont bombardé pendant la journée les forts d'Issy, de Vanves et de Montrouge, les retranchements de Villejuif, le Point-du-Jour et les canonnières. Le bombardement du front du Nord et de l'Est était en même temps énergiquement poursuivi avec des résultats très favorables. Nos pertes sont de quatre tués, quatre officiers et onze soldats blessés. »

- Val-de-Marne :
sur les positions de Créteil, un officier bavarois, aide de camp, a été fait prisonnier et conduit à Vincennes.
Les redoutes des Hautes-Bruyères et du Moulin-Saquet ont également eu à supporter un véritable bombardement.

#### Déclaration du gouvernement
Le gouvernement de la Défense nationale fait une déclaration afin de remonter le moral des troupes et de la population.

### Vendredi 6 janvier
- Paris :
à partir de 8 h du matin, le bombardement a recommencé sur toute la ligne et n'a pas causé de dommages sérieux. Les batteries extérieures et l'enceinte ont pris part à la lutte et ont riposté vigoureusement aux attaques acharnées de l'artillerie ennemie. Les projectiles qui sont tombés dans la ville de Paris en assez grand nombre n'ont causé aucune émotion.
Publication de la seconde Affiche Rouge, qui demande la création d'une Commune à Paris.

- Hauts-de-Seine :
le fort de Montrouge a été bombardé, pendant toute la nuit dernière ; le feu de l'ennemi a été d'environ trente coups à l'heure.

- Val-de-Marne :
le fort de Bicêtre a également été bombardé, pendant toute la nuit dernière avec la même intensité. Du côté de Nogent, il a cessé à partir de trois heures du matin pour reprendre très vivement à huit heures.

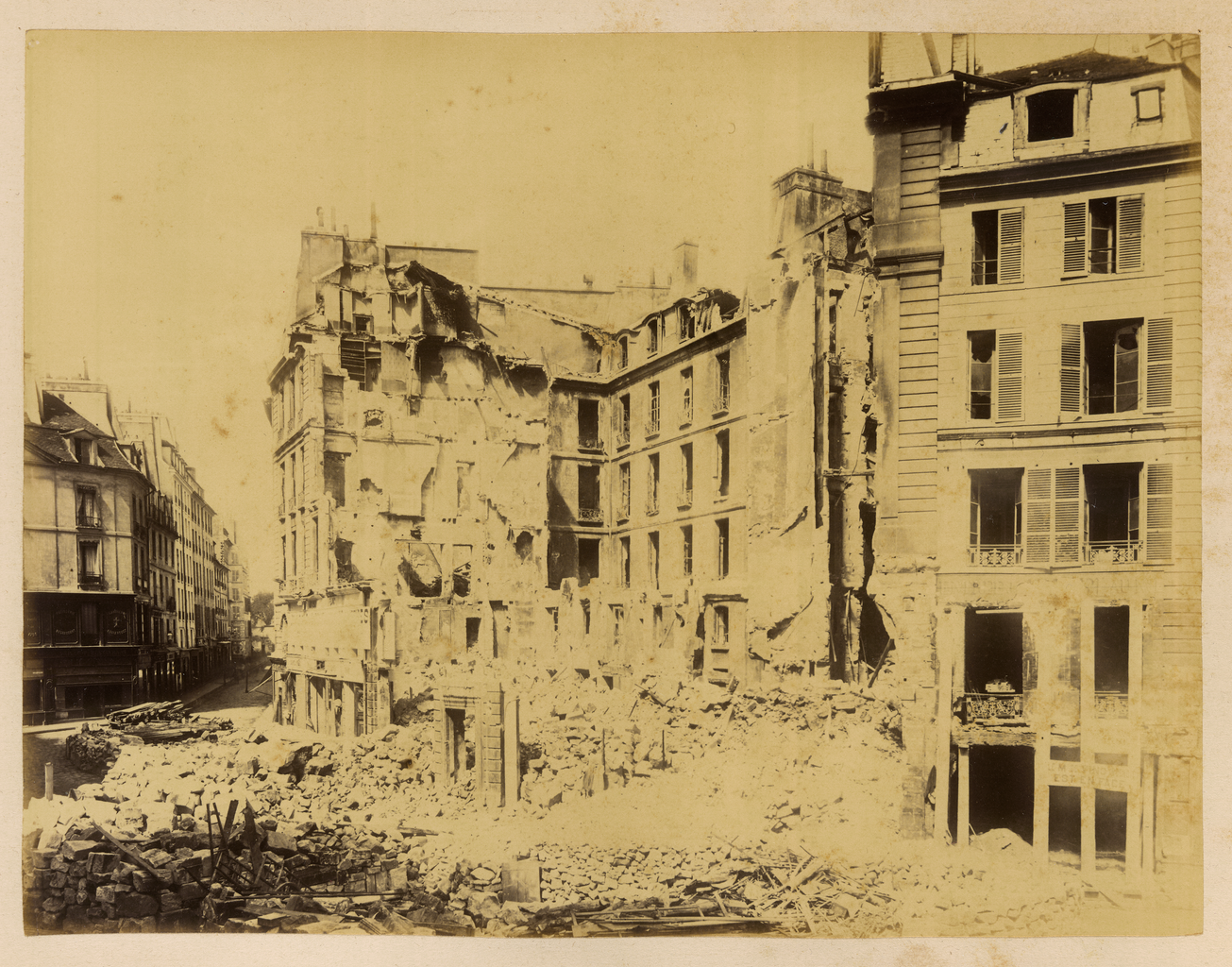
Carrefour de la Croix-Rouge à Paris.
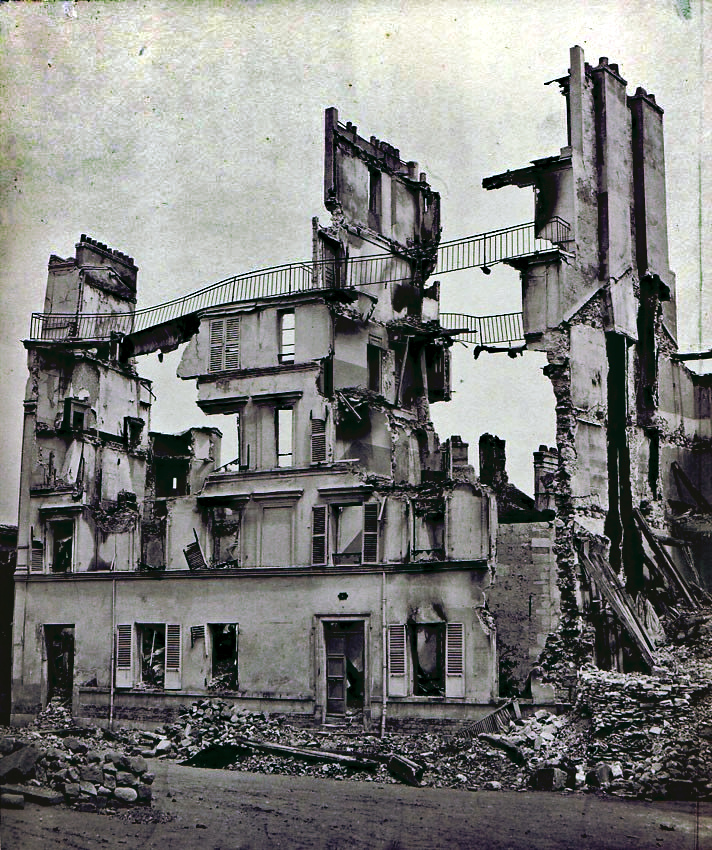
Immeuble en ruine à Paris.

#### Proclamation du Gouverneur de Paris
Après le gouvernement de la Défense nationale c'est au tour du gouverneur de Paris de faire une déclaration afin de remonter le moral des troupes et de la population.

### Samedi 7 janvier
- Paris : 
 Début janvier, la livre de kangourou vaut 18 francs, le porc-épic 10 francs, les singes commencent à être vendus[20].

- Val-de-Marne :
 Le fort de Noisy a ouvert le feu sur toutes les batteries prussiennes et entretenu un tir soutenu et efficace. Nos obus ont en effet éclaté en pleins retranchements, faisant des morts et des blessés.

- Seine-Saint-Denis : 
 Au matin, l'ennemi reprend le bombardement, intermittent, sur la Courneuve, qui a blessé trois hommes et tué un fusilier marin.

- Hauts-de-Seine :
Les forts de Montrouge, de Vanves et d'Issy ont continué à subir toute la journée un bombardement qui, à certains moments, a été d'une violence extrême. 
Les batteries prussiennes de Meudon ont continué à tirer sur les 6e et 7e secteurs[97],[203]. Quelques civils ont été blessées au Point du Jour et à Boulogne.
 Les avant postes du sud ont signalé qu'une concentration considérable de troupes s'était faite cette nuit sur le plateau de Châtillon.

- Val-de-Marne :
Le feu a été moins nourri qu'hier sur les redoutes des Hautes Bruyères et du Moulin Saquet. Quelques obus sont arrivés dans le fort de Bicêtre.
Les batteries prussiennes établies à Thiais ont également tiré sans résultat sur nos batteries établies près de Vitry, et sur les bords de la rive gauche de la Seine.

### Dimanche 8 janvier
La nouvelle de la victoire de Bapaume par l'armée du Nord du général Faidherbe redonne de l'espoir aux Parisiens.
- Hauts-de-Seine :
du côté de la Malmaison, il y a eu dans l'après-midi plusieurs engagements.

### Lundi 9 janvier
Journal officiel de la République du 9 janvier 1871 :

« Après un investissement de plus de trois mois, l'ennemi a commencé le bombardement de nos forts le 30 décembre, et, six jours après, celui de la ville. Une pluie de projectiles, dont quelques uns pesant 94 kilogrammes, apparaissant pour la première fois dans l'histoire des sièges, a été lancée sur la partie de Paris qui s'étend depuis les Invalides jusqu'au Muséum. Le feu a continué jour et nuit, sans interruption, avec une telle violence, que, dans la nuit du 8 au 9 janvier, la partie de la ville située entre Saint Sulpice et l'Odéon recevait un obus par chaque intervalle de deux minutes.

Tout a été atteint : nos hôpitaux regorgent de blessés, nos ambulances, nos écoles ; les musées et les bibliothèques, les prisons, l'église Saint-Sulpice, celles de la Sorbonne et du Val-de-Grâce, un certain nombre de maisons particulières. Des femmes ont été tuées dans la rue, d'autres dans leur lit ; des enfants ont été saisis par des boulets dans les bras de leur mère. Une école de la rue de Vaugirard a eu quatre enfants tués et cinq blessés par un seul projectile.

Le musée du Luxembourg, qui contient les chefs-d'œuvre de l'art moderne, et le jardin où se trouvait une ambulance qu'il a fallu faire évacuer à la hâte, ont reçu vingt obus dans l'espace quelques heures. Les fameuses serres du Muséum, qui n'avaient point de rivales dans le monde, sont détruites. Au Val-de-Grâce, pendant la nuit, deux blessés, dont un garde national, ont été tués dans leur lit. Cet hôpital, reconnaissable à la distance de plusieurs lieues par son dôme que tout le monde connaît, porte les traces du bombardement dans ses cours, dans ses salles de malades, dans son église, dont la corniche a été enlevée.

Aucun avertissement n'a précédé cette furieuse attaque. Paris s'est trouvé tout à coup transformé en champ de bataille, et nous déclarons avec orgueil que les femmes s'y sont montrées aussi intrépides que les citoyens. Tout le monde a été envahi par la colère, mais personne n'a senti la peur.

Tels sont les actes de l'armée prussienne et de son roi, présent au milieu d'elle. Le gouvernement les constate pour la France, pour l'Europe et pour l'histoire. »

- Paris : 
le ballon monté Duquesne s'envole de la gare d'Orléans et termine sa course à Berzieux dans la Marne, après avoir parcouru 167 kilomètres[204],[40].
les abords du Panthéon et le 9e secteur[205] de défense de Paris ont reçu beaucoup d'obus. 
Une trentaine de projectiles du plus gros calibre ont atteint sur l'hospice de la Pitié et le Val-de-Grâce. L'ennemi semble prendre pour objectif les établissements hospitaliers de Paris. « Par ces procédés odieux, il montre une fois de plus son mépris des lois de la guerre et de l'humanité ».
le contre amiral de Montaignac fait connaître que pendant la nuit, les Prussiens ont tiré à toute volée sur la ville. Les obus, passant par-dessus les remparts, sont allés tomber dans les quartiers éloignés de l'enceinte.

- Hauts-de-Seine :
le matin, en plein jour, l'ennemi a renouvelé une attaque qu'il avait déjà faite de nuit contre la maison Crochard et sur le poste des carrières, à gauche de Rueil. Il y a eu dans l'après-midi d'hier plusieurs engagements. C'est la quatrième tentative que les prussiens font sur cette position. Les francs-tireurs de la mobile de la Loire Inférieure et les tirailleurs de l'Aisne ont laissé approcher l'ennemi et l'ont repoussé après lui avoir fait éprouver des pertes. 
 Le bombardement a continué sur les forts du sud pendant la journée avec moins de violence que les jours précédents.

### Mardi 10 janvier
- Paris : 
 Le ballon Gambetta, avec à son bord Michel-Eugène Lefébure de Fourcy, s'envole de la gare du Nord et termine sa course à Ouanne dans l'Yonne, après avoir parcouru 200 kilomètres[206],[40]. Les 6e, 7e, 8e et 9e secteurs[97],[203],[207],[205] ont reçu un assez grand nombre d'obus.

- Seine-Saint-Denis : 
 Le colonel Comte, avec les francs-tireurs Poulizac, 30 cavaliers de la République, les francs-tireurs de la division Faron et la compagnie de volontaires du capitaine de Luxer, lancent à 11 heures du soir une reconnaissance sur les positions occupées par l'ennemi le long du chemin de fer de Strasbourg, et de détruire les maisons qui abritaient ses troupes.
Assailli par une vive fusillade, le colonel Comte fit charger à la baïonnette l'ennemi, qui lâcha pied devant cette vigoureuse attaque.
Les maisons furent immédiatement minées, et quelques Prussiens qui refusèrent de se rendre et continuaient à tirer sur nous du toit de l'une des maisons, sautèrent avec elles.
 L'opération terminée, la colonne rentra dans ses lignes avec 7 blessés et ramenant 2 prisonniers, un grand nombre de casques, de fusils, de couvertures et d'objets de campement.

- Hauts-de-Seine :
Le colonel Porion avec un détachement de marins, 150 gardes nationaux mobilisés, des détachements de gardiens de la paix, de mobiles du 5e bataillon de la Somme, du 5e bataillon de la Seine, et une compagnie du génie, lancent à 3 heures du matin une attaque afin de détruire les ouvrages entrepris par l'ennemi au moulin de Pierre[note 5],[26],[27], en avant du fort d'Issy. L'attaque ayant surpris les postes Prussiens chargés de défendre les travailleurs, la position est abordée sans tirer un coup de fusil. Le capitaine Saint Vincent et ses sapeurs s'occupent alors immédiatement de détruire les travaux existants pendant que les marins, poussant en avant, découvraient une batterie en construction.
 Les postes ennemis de Clamart ouvrirent un feu nourri sur nos marins que les troupes de soutien vinrent appuyer. Les travaux de destruction n'en ont pas moins continué et la colonne du colonel Porion, l'opération terminée, rentrait dans ses lignes avec 1 tué et 3 blessés et ramenant 21 prisonniers.
Dans la presqu'île de Gennevilliers[30], les Prussiens ont renouvelé des tentatives de conversations avec nos troupes. Ils ont été reçus par des coups de fusil.
Le bombardement des forts de Vanves et de Montrouge a continué aujourd'hui avec moins de vivacité que d'habitude mais l'ennemi a concentré ses efforts sur le fort d'Issy, qui a été canonné violemment. Les batteries des différents forts ont riposté avec une égale vigueur.

- Val-de-Marne :
Dans la nuit, une compagnie du 4e bataillon de la garde nationale mobilisée sous les ordres du capitaine de Vresse a fait une reconnaissance en direction de Vitry

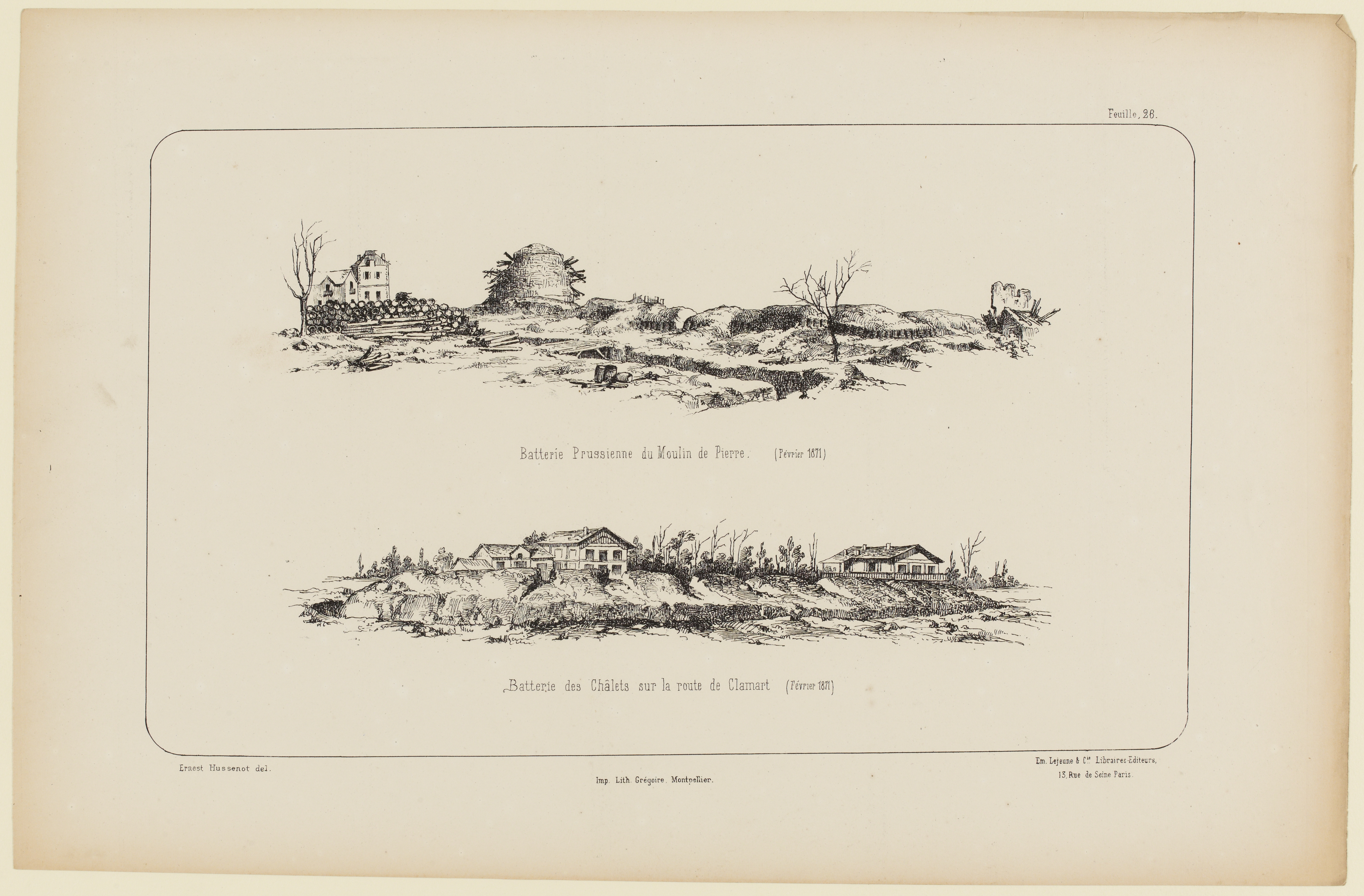
Croquis de la batterie Prussienne du Moulin de Pierre et de la batterie des Châlets sur la route de Clamart

### Mercredi 11 janvier
Décret du gouvernement de la Défense nationale :

« Considérant que les devoirs de la République sont les mêmes à l'égard des victimes du bombardement de Paris qu'à l'égard de ceux qui succombent les armes à la main pour la défense de la patrie,

DÉCRÈTE

Tout Français atteint par les bombes prussiennes est assimilé au soldat frappé par l'ennemi.

Les veuves de ceux qui auront péri par l'effet du bombardement de Paris, les orphelins de pères ou de mères qui auront péri de même, sont assimilés aux veuves et aux orphelins des soldats tués à l'ennemi. »

- Paris : 
le ballon monté Kepler s'envole de la gare d'Orléans et termine sa course à Montigné-le-Brillant dans la Mayenne, après avoir parcouru 283 kilomètres[208],[40].
Pendant la nuit, l'ennemi a continué à bombarder Paris.

- Hauts-de-Seine :
dans la journée, le feu a repris avec une violence extrême contre les forts du sud, principalement contre le fort d'Issy, qui parait être le principal objectif des batteries prussiennes. Des dispositifs considérables d'artillerie sont en route pour combattre efficacement les nouvelles batteries démasquées par l'ennemi.

- Val-de-Marne :
du côté du Moulin Saquet, des Hautes Bruyères et de Créteil, il y a eu une canonnade peu importante, et sans résultat.

### Jeudi 12 janvier
- Paris : 
Le bombardement a continué pendant la nuit dernière sur la ville et sur les établissements déjà signalés. De minuit à deux heures du matin il est tombé environ un projectile par minute dans le quartier Saint Sulpice.
« Par un arrêté du maire de Paris, en date du 12 janvier, il est interdit aux boulangers de fabriquer ou de mettre en vente du pain dit pains de luxe. Il leur est interdit de bluter ou de trier, par un procédé quelconque, les farines qui leur sont livrées par la caisse de la boulangerie ».

- Seine-Saint-Denis : 
Dans la nuit, le commandant Blanc, avec une compagnie de zouaves et une compagnie de mobiles du Morbihan, a fait une reconnaissance sur le plateau d'Avron. Les postes prussiens ont été vigoureusement chassés, et la petite colonne est rentrée avant le jour, après avoir enlevé six prisonniers. 
 Les forts ont tiré, pendant la nuit, sur toute la ligne des positions prussiennes.

- Val-de-Marne :
 La boucle de la Marne a été également bombardée pendant la nuit par l'artillerie prussienne. Les forts ont répliqué sur toute la ligne des positions prussiennes.

- Hauts-de-Seine :
Les forts de Vanves, d'Issy et de Montrouge ont été canonnés avec violence, mais les batteries extérieures et celles des forts ont ouvert un feu nourri qui paraît avoir causé d'assez grands ravages dans les batteries prussiennes.

### Vendredi 13 janvier

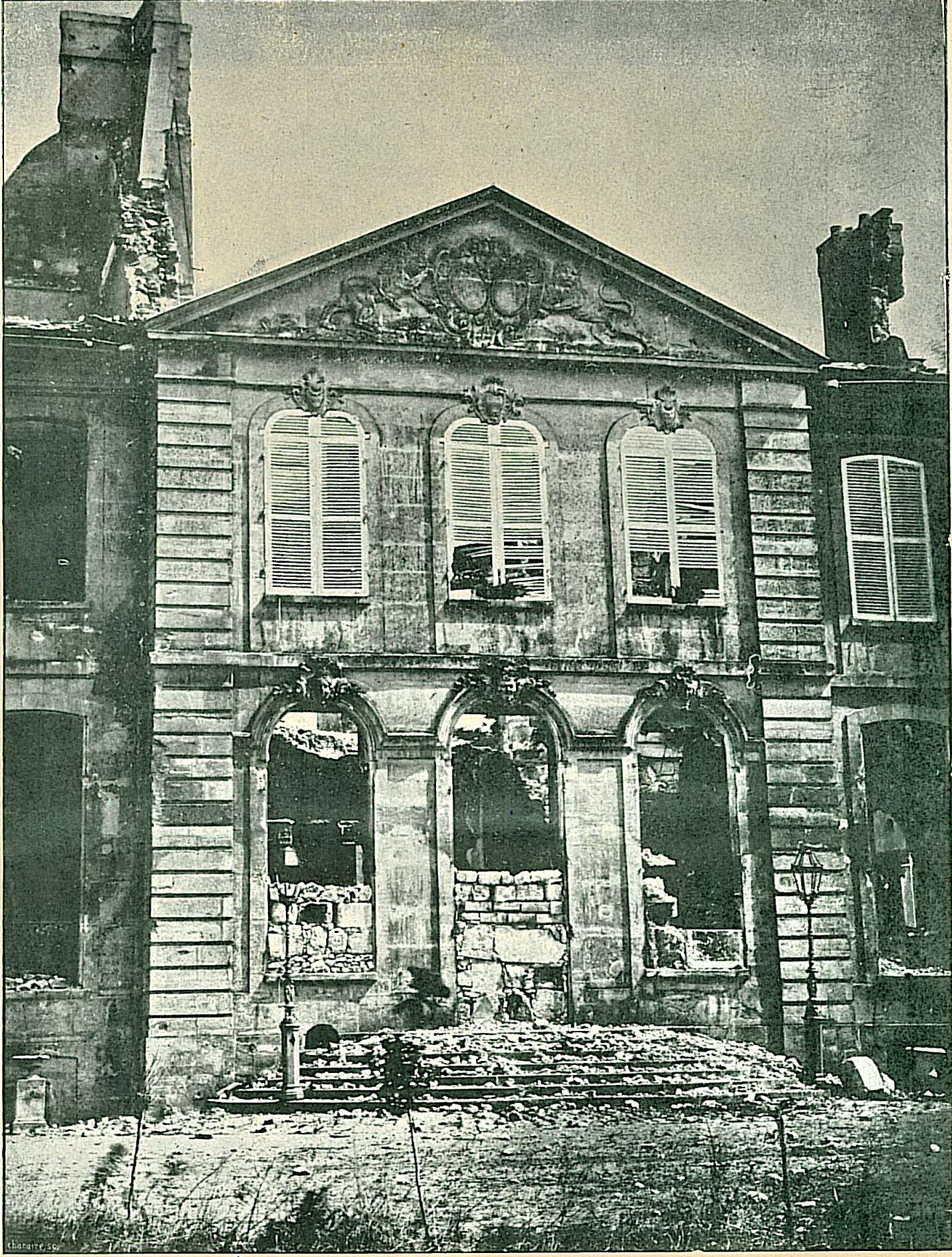
Le Château de Ladoucette à Drancy.

- Paris : 
deux ballons partent de Paris :
 Le Monge qui s'envole de la gare d'Orléans et termine sa course à Arpheuilles dans l'Indre, après avoir parcouru 293 kilomètres[209].
le Général-Faidherbe qui s'envole de la gare du Nord et termine sa course à Saint-Avit-de-Soulège en Gironde, après avoir parcouru 577 kilomètres[210],[40].

- Val-de-Marne :
dans la boucle de la Marne, l'ennemi effectue un bombardement violent et persistant, sans plus d'effet que les jours précédents. 
Toute la journée, l'ennemi a tiré lentement sur les villages de Nogent et de Plaisance.
le contre amiral Pothuau exécute une reconnaissance entre la Gare aux Bœufs de Choisy-le-Roi et la Seine sur des positions ennemies. Un peu plus tard, les Prussiens prirent l'offensive en assez grand nombre et furent accueillis à coups de fusil qui les obligèrent à se replier rapidement.

- Hauts-de-Seine :
les forts du sud ont été canonnés moins violemment. Les Prussiens ont fait pendant la nuit plusieurs tentatives sur divers points des tranchées qui relient les forts entre eux. Ils ont été partout repoussés. 
Sur l'ordre du gouverneur, le général Vinoy, une sortie contre le moulin de Pierre[note 5],[26],[27], est menée par les généraux Blanchard et Corréard. La tête de colonne avant été accueillie par un feu des plus vifs, les troupes sont rentrées dans les lignes.

- Seine-Saint-Denis : 
Vers 10 h, une reconnaissance prussienne s'est avancée pour inquiéter les travaux en voie d’exécution près de la suiferie du Bourget[211], sur la route de Flandre. Les Prussiens durent se replier, à la suite d'un feu de mousqueterie très violent provenant d'un bataillon du 119e de ligne, d'une compagnie du 12e et le 213e bataillon mobilisé de la Seine, qui occupaient le Bourget.
Dans la soirée, l'ennemi a lancé une attaque contre nos positions avancées de Drancy. Une fusillade s'engagea qui ne se termina définitivement qu'à une heure du matin.

### Samedi 14 janvier
Décret - Tout Français atteint par les bombes est assimilé au soldat.
- Paris : 
le bombardement de la ville s'est étendu dans les quartiers de la rue Monge, Saint Sulpice et de la rue de Varenne.
Le gouvernement décide :
Réquisition : 
Les blés et farines sont réquisitionnés dans l'ensemble du département de la Seine et dans les parties des départements voisins dont les habitants sont en communication avec Paris.
Chevaux :
 « Dans chacun des 20 arrondissements de Paris et dans chacune des communes suburbaines actuellement habitées, il sera dressé une liste des chevaux dont la conservation est indispensable pour les transports privés impossibles à effectuer à l'aide de voiture à bras. Le nombre de chevaux épargnés en vertu de cette disposition sera de 2 000 pour Paris et la banlieue ».
Rationnement du Pain : 
« À partir du 19 janvier, le pain est rationné dans les conditions suivantes : 300 grammes par jour, par personne et 150 grammes pour chaque enfant ».
Boulangerie : 
« Par un arrêté du maire de Paris, en date du 12 janvier, il est interdit aux boulangers de fabriquer ou de mettre en vente du pain dit pains de luxe. Il leur est interdit de bluter ou de trier, par un procédé quelconque, les farines qui leur sont livrées par la caisse de la boulangerie ».
Pomme de terre : 
« Un décret du 16 janvier décide que la réquisition mise sur les pommes de terre par le décret du 21 novembre 1870 est levé. En conséquence le commerce de la pomme de terre est libre à partir de la promulgation de ce nouveau décret. »
Blé, seigle et orge : 
« Toute personne qui découvrira du blé, de l'orge ou de l'avoine soustraits aux réquisitions, et qui en fera connaitre l'existence, recevra, après vérification, une récompense de 25 francs pour chaque quintal métrique, soit en grain, soit en farine. »

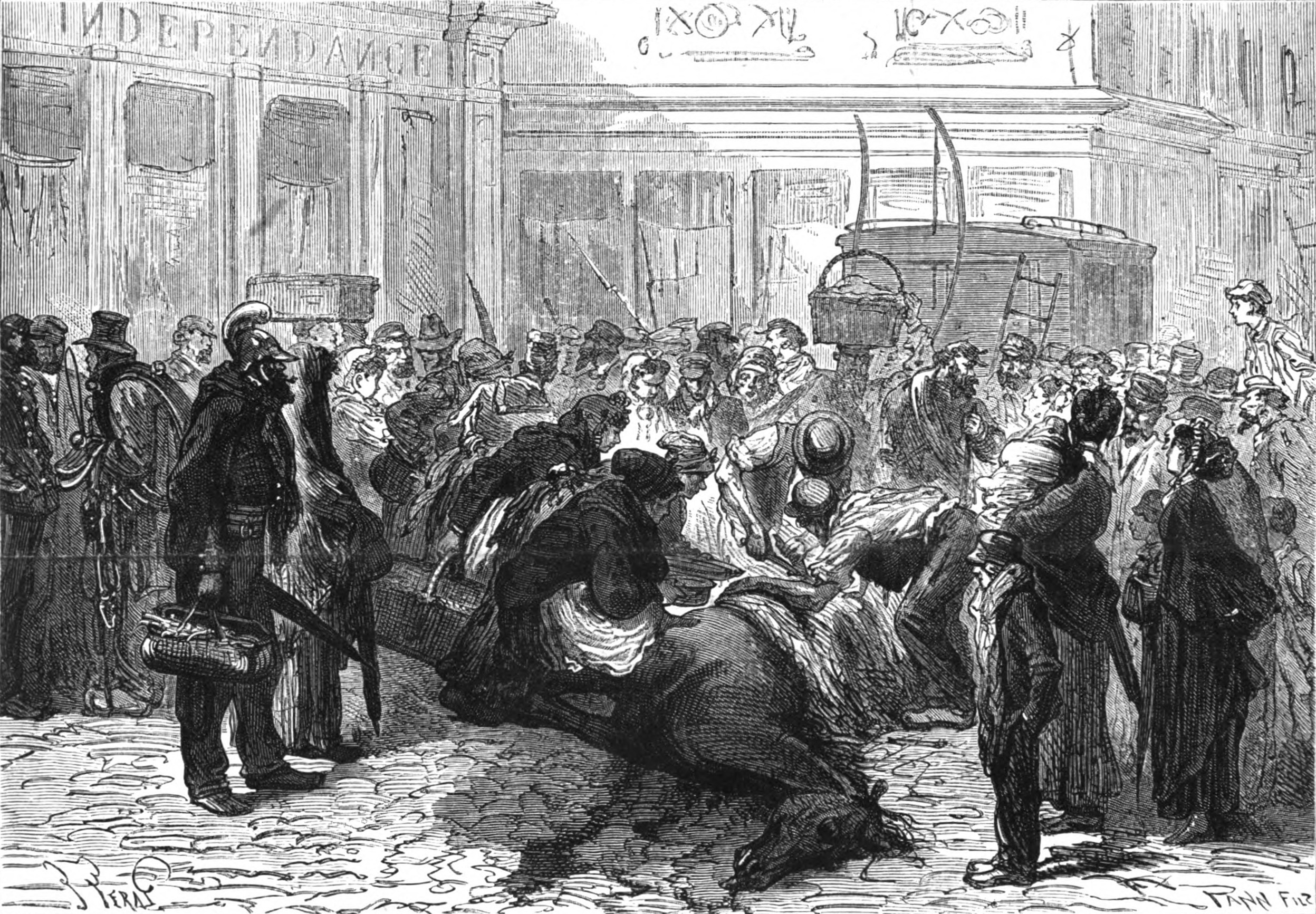
Dépècement d'un cheval sur la voie publique pendant le siège de Paris.

### Dimanche 15 janvier
- Paris : 
le ballon monté Vaucanson s'envole de la gare d'Orléans et termine sa course à Erquinghem-Lys dans la Nord, après avoir parcouru 240 kilomètres[212],[40].
Les 6e, 7e, 8e et 9e secteurs[97],[203],[207] ont été violemment bombardés.

- Hauts-de-Seine :
il y a eu sur toute la ligne du sud un combat d'artillerie des plus acharnés. Une violente canonnade qui a duré de sept heures du matin à cinq heures du soir; Toute la ligne a donné de Bicêtre à Issy auxquels se sont joints ceux de la redoute des Hautes-Bruyères, de la batterie de la maison Millaud et le bastion no 73 du rempart.

- Val-de-Marne :
le commandant de Mirandol, à la tête des francs-tireurs des troupes de ligne, des Marins, des sapeurs du génie, des artilleurs, les mobiles de l'Hérault du lieutenant Laurent, des mobiles du colonel Reille et des éclaireurs du commandant Poulizac, a effectué une reconnaissance au pont de Champigny dans laquelle cinq prussiens, dont un officier, ont été tués, et dix blessés.

### Lundi 16 janvier
- Paris : 
 Le ballon monté Steenackers s'envole de la gare du Nord et termine sa course à Hynd près d'Harderwijk en Hollande, après avoir parcouru 552 kilomètres[213],[40].
« Un décret du 16 janvier décide que la réquisition mise sur les pommes de terre par le décret du 21 novembre 1870 est levé. En conséquence le commerce de la pomme de terre est libre à partir de la promulgation de ce nouveau décret. »

- Val-de-Marne :
 Les troupes françaises repoussent une attaque faite sur la maison Millaud. Le fort de Montrouge a pu tirer à bonne distance sur les hommes qui étaient sortis de Bagneux pour concourir à cette attaque.
La boucle de la Marne et le fort de Nogent ont été canonnés constamment par l'artillerie prussienne.

- Hauts-de-Seine :
 Pendant la journée, l'horizon étant beaucoup moins brumeux que précédemment, l'artillerie de l'enceinte a pu bien distinguer les batteries de l’ennemi et les a contebattues. Elle a ainsi pu soulager avec une grande efficacité les forts de Montrouge, Vanves et d'Issy. 
Les batteries prussiennes de Châtillon ont tiré contre nous beaucoup moins vivement que d'habitude.

### Mardi 17 janvier
- Paris : 
 L'enceinte a repris son tir ce matin et le combat d'artillerie se continue sur tous les points.

- Hauts-de-Seine :
Le matin, à huit heures, le fort de Vanves a ouvert le feu sur la batterie de la Plâtrière, qui n’a répondu que par quelques coups. 
Les batteries de Châtillon ont alors recommencé à tirer sans causer de dommage réel.

- Seine-Saint-Denis : 
L'ennemi a tenté une attaque contre Bondy pendant la nuit, il a été repoussé.

- Val-de-Marne :
L'ennemi qui avait massé des troupes en avant de Créteil, n'a pas pu attaquer nos tranchées, la pluie ayant rendu la plaine impraticable.
Le tir sur les Hautes Bruyères a été assez vif.
La redoute du Moulin Saquet a été canonnée par une batterie de campagne à laquelle notre artillerie de position a fait éprouver, en hommes et en chevaux, des pertes tellement sérieuses que le feu a été éteint en quelques instants et la batterie démontée, laissant hommes et chevaux sur le terrain.
L'ennemi a continué à tirer lentement sur Nogent, et sur le fort, mais sans aucun résultat.

### Mercredi 18 janvier
- Paris : 
le pain, qui constitue alors la base de l’alimentation, est rationné : 300 grammes à dix centimes[20] pour les adultes, 150 grammes pour les enfants au-dessous de cinq ans. Ce pain, officiellement, doit ne contenir que du blé, du riz et de l’avoine, mais il est essentiellement fait de paille moisie hachée. Parfois, les municipalités font des distributions de viande séchée, de haricots, d’huile, de café, mais la misère est vraiment terrible dans les quartiers populaires[214].
 Le ballon monté Poste-de-Paris s'envole de la gare du Nord et termine sa course à Merselo près de Venray en Hollande, après avoir parcouru 400 kilomètres[215],[40].
Pendant toute la nuit, la ville a été bombardée et un commencement d'incendie s'est déclaré à la Halle aux vins.

Le gouvernement de la Défense nationale adresse la proclamation suivante aux habitants de Paris :

« Citoyens,
L'ennemi tue nos femmes et nos enfants ; il nous bombarde jour et nuit ; il couvre d'obus nos hôpitaux. Un cri: Aux armes ! est sorti de toutes les poitrines.
Ceux d'entre nous qui peuvent donner leur vie sur le champ de bataille marcheront à l'ennemi ; ceux qui restent, jaloux de se montrer dignes de l'héroïsme de leurs frères, accepteront au besoin les plus durs sacrifices comme un autre moyen de se dévouer pour la patrie.
Souffrir et mourir, s'il le faut, mais vaincre.
Vive la république ! »

— Les membres du gouvernement.
- Hauts-de-Seine :
le feu des batteries ennemies, dans le sud, a été continu, mais beaucoup moins nourri que les jours précédents. Les forts, les batteries de Vaugirard et du Point‑du‑Jour, et surtout le fort de Vanves ont canonné sans relâche et avec succès les positions prussiennes. Le 6e secteur[97] a même complètement éteint le feu de la batterie des Chalets.

- Val-de-Marne :
 Nogent a subi un feu très vif dans la matinée.

- Yvelines :
Le processus d’unification de l’Allemagne se réalise. Dans la galerie des Glaces du château de Versailles, Otto von Bismarck proclame l’unité du Reich allemand avec Guillaume Ier de Prusse comme empereur.

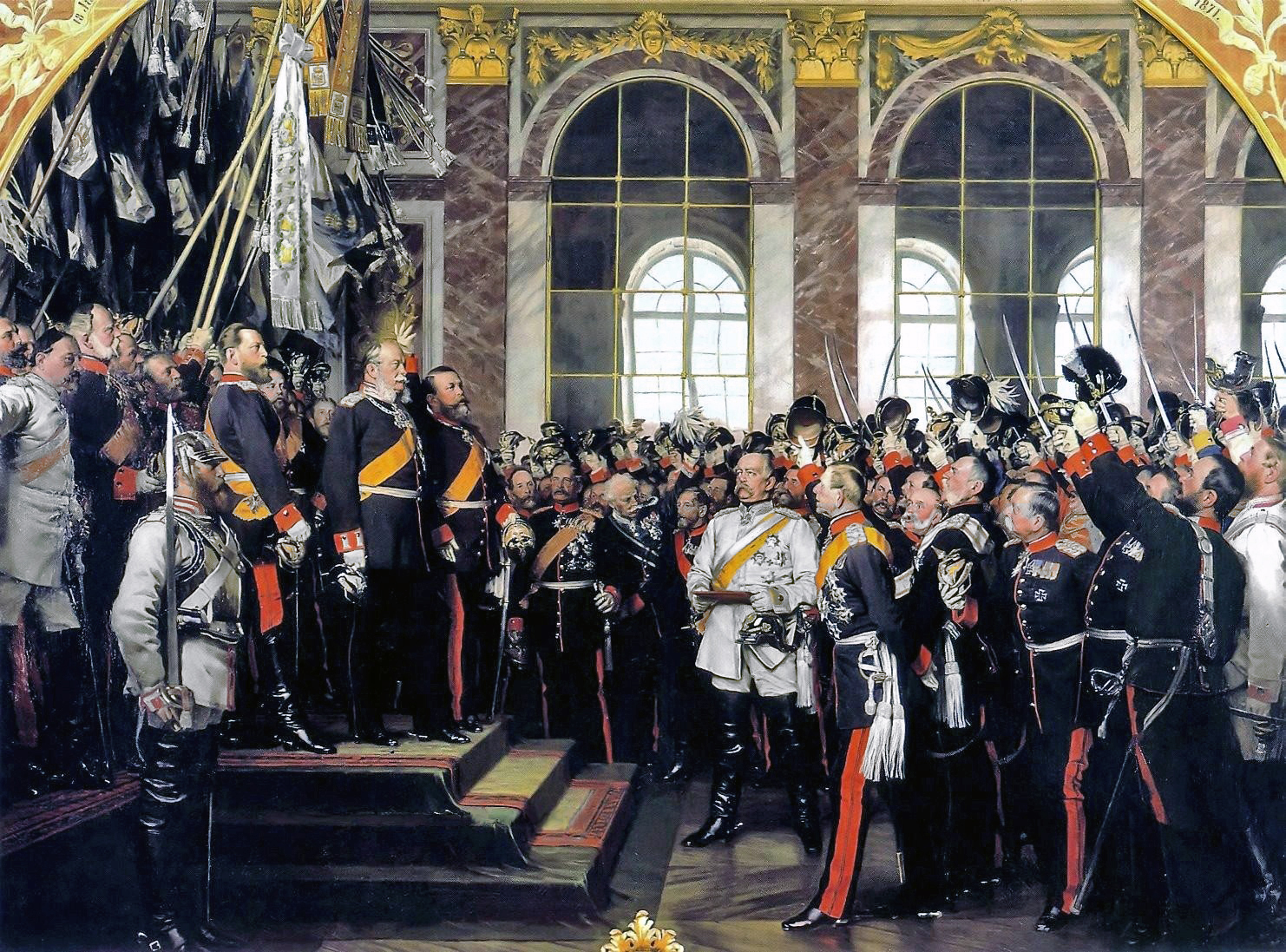
La Proclamation de l’Empire au château de Versailles, dans la galerie des Glaces, le 18 janvier 1871, peinte par Anton von Werner. Bismarck est représenté au centre, en uniforme blanc.

### Jeudi 19 janvier
La population parisienne apprend que le général Chanzy, après de brillantes batailles, a dû se replier derrière la Mayenne.
- Paris : 
un ordre du gouvernement de la Défense nationale investit le général Adolphe Le Flô, en l'absence du gouverneur de Paris, le général Trochu, du commandement des troupes de la garde nationale, de la garde mobile et de l'armée qui restent chargées de la défense de Paris, des forts et des ouvrages avancés.
« À partir du 19 janvier, le pain est rationné dans les conditions suivantes : 300 grammes par jour, par personne et 150 grammes pour chaque enfant ».

- Hauts-de-Seine :
au petit matin, dans un brouillard intense, 3 colonnes françaises commandées par les généraux Vinoy, de Bellemare et Ducrot, attaquent les positions prussiennes situées sur les hauteurs de Rueil et enlèvent la redoute de Montretout et d'autres objectifs. Dans l'après-midi, les troupes prussiennes effectuent, avec une violence extrême, un retour offensif entre le centre et la gauche de nos positions, qui fit reculer nos troupes, qui, cependant, regagnèrent une partie du terrain vers la fin de la journée. À 7 h du soir le général Trochu ordonne la retraite. Les troupes se retirèrent alors en arrière, dans les tranchées, entre les maisons Crochard et le Mont-Valérien dans un grand désordre par l'unique chemin qui mène au rond-point des Bergères.
Cette sortie, totalement inutile et mal préparée, avait été imaginée, par le général Trochu, gouverneur militaire de Paris et président du gouvernement provisoire, pour « calmer » les Parisiens les plus bellicistes.

### Vendredi 20 janvier
- Paris : 
le ballon Général-Bourbaki s'envole de la gare du Nord et termine sa course à Auménancourt-le-Grand dans la Marne, après avoir parcouru 162 kilomètres[216],[40].

- Hauts-de-Seine :
le brouillard est épais. L'ennemi n'attaque pas. La plupart des masses qui pouvaient être canonnées des hauteurs, sont dirigées vers l'arrière et quelques-unes dans leurs anciens cantonnements.
 Des parlementaires Français sont envoyés à Sèvres afin d'obtenir un armistice de deux jours, pour permettre l'enlèvement des blessés et l'enterrement des morts.

#### Ordre du jour
« C'est avec fierté que le commandant supérieur de la Garde nationale rend hommage, par la voie de l'ordre, au courage dont ont fait preuve les régiments de Paris engagés dans la bataille du 19 janvier. Il a eu la satisfaction de l'entendre louer, sur le terrain même, par les divers chefs de l'armée sous les ordres desquels ces régiments ont combattu.

Engagés dès le point du jour, ils ont soutenu avec ardeur une lutte que l'état de l'atmosphère rendait plus difficile, jusqu'à une heure avancée de la nuit qui seule a mis fin au combat.

N'ayant pas encore reçu des chefs de corps les renseignements nécessaires, le commandant supérieur ne peut faire connaître, aujourd'hui les noms des officiers, sous‑officiers et gardes qui ont succombé, ou de ceux qui se sont particulierement distingués. Mais, dès aujourd'hui, il ne craint pas de dire ce mot qui sera répété par la France entière : « Dans la journée du 19 janvier, la garde nationale de Paris, comme l'armée et comme la mobile, a fait dignement son devoir. » »

— Le général commandant supérieur,

Clément-Thomas

### Samedi 21 janvier
- Paris : 
le gouvernement de la Défense nationale décide que le commandement en chef de l'armée de Paris est désormais séparé de la présidence du gouvernement. En conséquence :
le général Vinoy est nommé commandant en chef de l'armée de Paris.
le titre et les fonctions de gouverneur de Paris sont supprimés.
le général Trochu garde la présidence du gouvernement.

Ordre du jour du général Vinoy à l'Armée de Paris.

« Le gouvernement de la Défense nationale vient de me placer à votre tête. Il fait appel à mon patriotisme et à mon dévouement ; je n'ai pas le droit de me soustraire. C'est une charge bien lourde, je n'en veux accepter que la péril, et il ne faut pas se faire d'illusions.

Après un siège de plus de quatre mois, glorieusement soutenu par l’armée et par la garde nationale, virilement  supporté par la population de Paris, nous voici arrivés au moment critique.

Refuser le dangereux honneur du commandement dans une semblable circonstance, serait ne pas répondre à la confiance qu'on a mise en moi. Je suis soldat et ne sais pas reculer devant les dangers que peut entraîner cette grande responsabilité.

À l'intérieur, le parti du désordre s'agite et cependant le canon gronde. Je veux être soldat jusqu’au bout, j'accepte ce danger, bien convaincu que le concours des bons citoyens, celui de l'armée et de la garde nationale ne me feront pas défaut pour le maintien de l'ordre et le salut commun. »

— Général Vinoy.
- Seine-Saint-Denis : 
à 8 h 45, le bombardement commence sur les forts de la Double-Couronne, de l'Est, de la Briche et sur la ville de Saint Denis. Le fort de la Double-Couronne était battu de front par les batteries allemandes de la butte Pinson et de Pierrefitte. Ses courtines étaient enfilées par les batteries de Stains et du Bourget, à l'est, et par celles d'Enghien, d'Épinay et de Montmorency, à l'ouest. C'était un ensemble de neuf feux croisés. À sept heures du soir, le fort de la Double-Couronne avait échangé 900 projectiles contre 1 100. Profitant de l'obscurité, l'ennemi prenait possession des retranchements qu'avaient dû abandonner les postes avancés. Il y établit des batteries volantes qui tirèrent sur les embrasures avec des boites à balles.

- Val-de-Marne :
L'ennemi a continué de canonner le fort de Nogent.

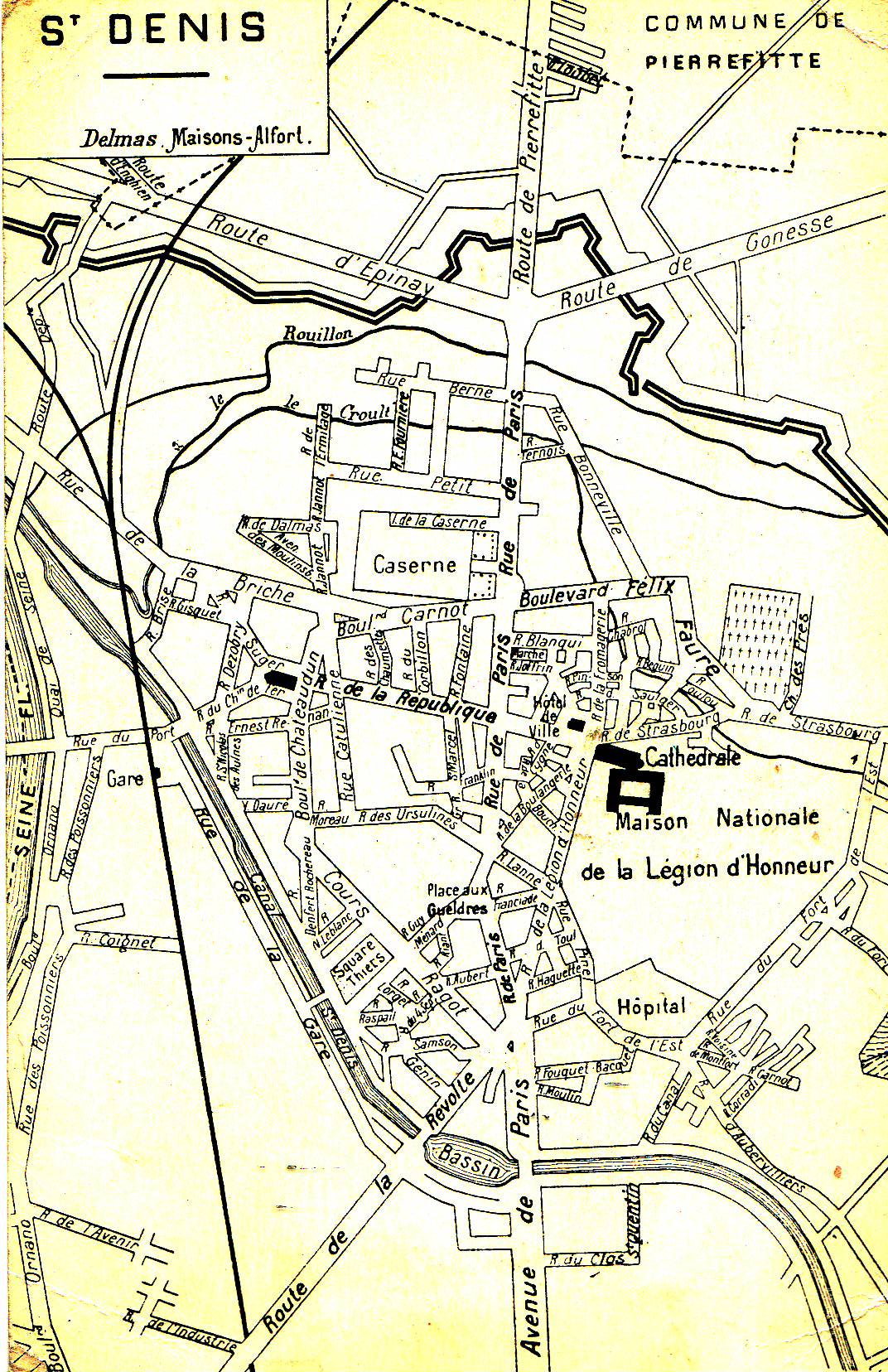
Plan de la ville de Saint Denis. On y voit bien également l'hydrographie de la ville, bordée par la Seine, traversée par le Canal Saint-Denis, et avec la zone marécageuse du nord de la ville, drainée par le Croult et le Rouillon.
la ville est protégée au nord par le Fort de la Double-Couronne, dont les murailles rejoignent, hors du plan, les Forts de l'Est et de la Briche. Les trois routes qui traversent ces fortifications se rejoignent au Barrage de Saint Denis.
On voit également la ligne de chemin de fer Paris - Lille par Creil, d'où se sépare la ligne Paris - Pontoise.

- Hauts-de-Seine :
la canonnade entre les forts du sud, les secteurs 6, 7 et 8[97],[203],[207] et les batteries prussiennes de Châtillon, Clamart, Bagneux, Meudon et Breteuil[217], a été très vive de part et d'autre dans la journée. Un obus français a fait sauter une poudrière ennemie au moulin de Pierre à Clamart[note 5],[26],[27].

Redoute du Moulin de Pierre à Clamart
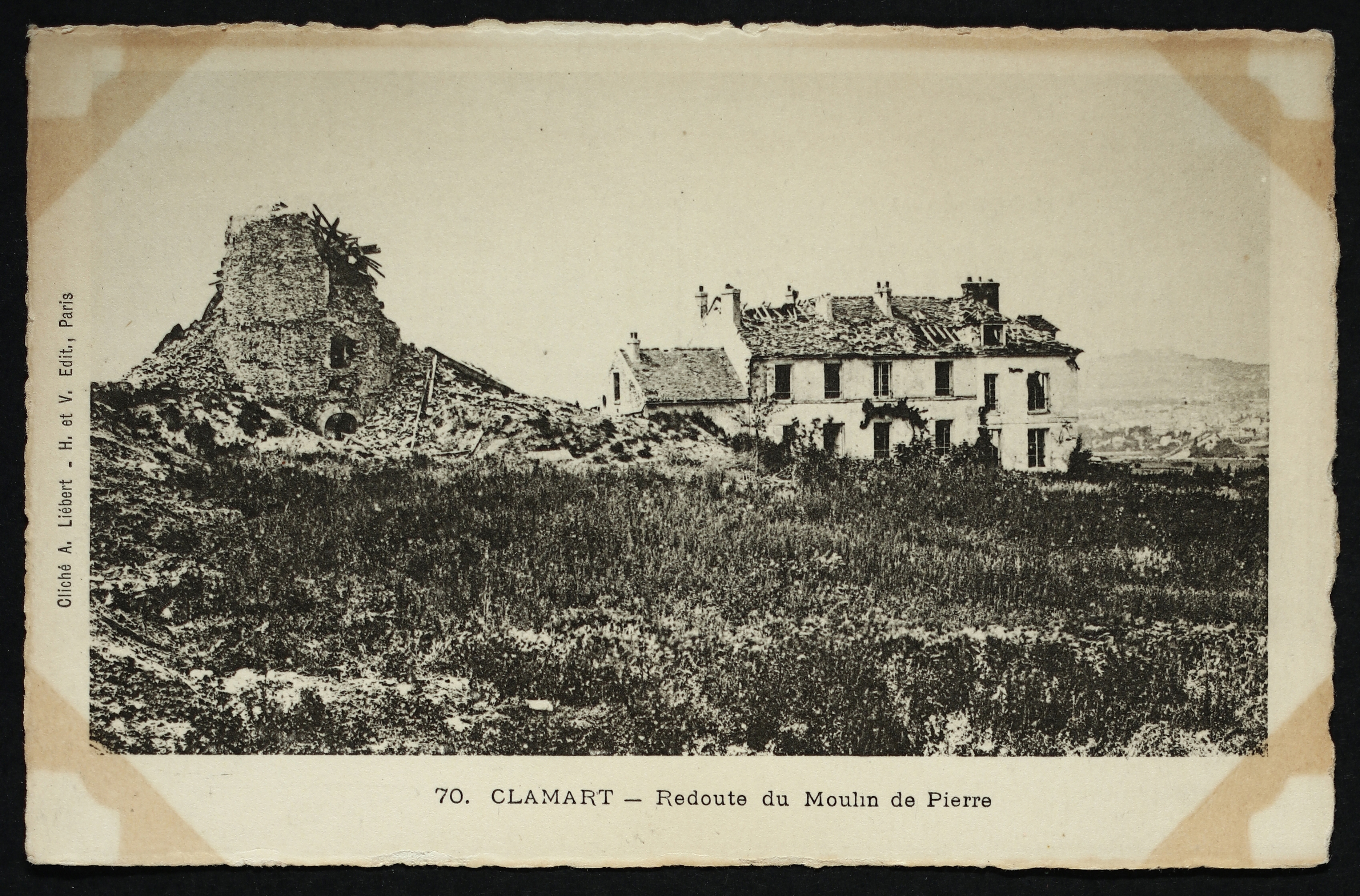
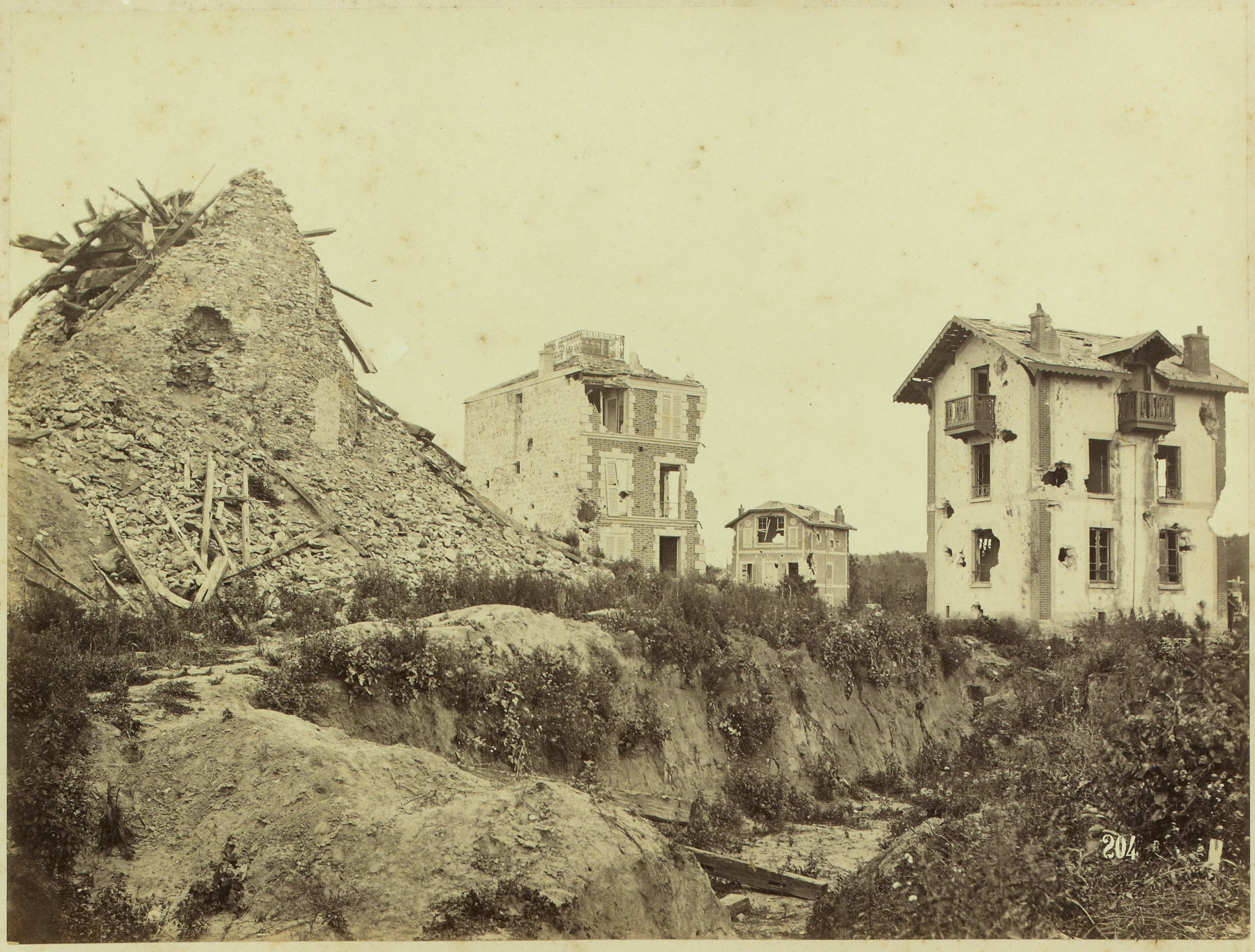

### Dimanche 22 janvier
- Paris :
Le ballon monté Général-Daumesnil  s'envole de la gare de l'Est et termine sa course à Marchienne-au-Pont en Belgique, après avoir parcouru 277 kilomètres[218].
L'ennemi a bombardé, toute la journée Vaugirard et Grenelle.Dans la matinée, la batterie des marins du 7e secteur[203] a fait sauter la poudrière de la batterie de gauche de Châtillon.
Une délégation de manifestants parisiens est reçue à l'Hôtel de ville par Gustave Chaudey, adjoint du maire de Paris. Cette délégation avait pour but d'influer sur la décision du Gouvernement de la Défense nationale qui avait décidé de la capitulation de Paris. Vers 15 heures, une fusillade a lieu entre les Gardes mobiles bretons, installés dans l'Hôtel de Ville et les gardes nationaux de Paris présents sur la place. On relève 5 morts et quelques dizaines de blessés.
Gustave Flourens, en prison à Mazas est délivré.
Le gouvernement supprime des clubs politiques ainsi que les journaux Réveil et Combat.

- Hauts-de-Seine :
Les forts du sud ont continué leur tir contre les batteries ennemies, soutenus par les feux de l'enceinte.

- Val-de-Marne :
Le canon de Bicêtre a tiré sur les batteries de Bagneux et de l'Haÿ.
À l'Est, les Prussiens ont établi à 5 000 mètres du fort de Charenton une batterie de six embrasures, reliée par une tranchée à Montmesly et placée sur le chemin de fer de Lyon. Des troupes de soutien sont massées en arrière, entre Boissy-Saint-Léger et Limeil.
Les tirs contre le fort de Nogent ont été très actifs.

- Seine-Saint-Denis : 
Le bombardement de Saint Denis a été d'une grande violence. Des batteries nouvelles ont été établies. Des travaux sont signalés reliant Pont-Iblon aux batteries du Blanc-Mesnil.
Le fort de la Briche, a eu à supporter, toute la journée, les feux croisés de six batteries : deux au‑dessous d'Enghien, une à Deuil, une à Montmorency, deux à la Butte-Pinson[42].
L'ennemi qui commence à établir des batteries dans les tranchées de Villetaneuse et d'Épinay, a poussé une reconnaissance jusqu'à 300 mètres environ du fort. Les Prussiens se sont montrés en grand nombre du côté de Pierrefitte, où ils font des tranchées.
En arrière des batteries de la butte-Pinson, se trouvait un moulin dans lequel les Prussiens s'étaient établis avec une tranchée qui communiquait avec les batteries. Les feux de la Double Couronne détruisirent en partie ce moulin afin de le rendre inhabitable à l'ennemi.
Le fort de la Double-Couronne reçoit quant à lui 3 500 obus en ne pouvant répondre que par 50 coups en raison des dégâts subis[15].

### Lundi 23 janvier
L'activité de l'armée assiégeante se remarque sur tous les points de la ligne d'investissement.
- Paris : 
Le 6e secteur[97] a subi un feu continu toute la journée, provenant des batteries de Breteuil et de Meudon.

- Hauts-de-Seine : 
Le fort de Montrouge a réparé les dégâts qu'il avait subis. 
Malgré la pluie, les travaux de l'ennemi continuent entre Châtillon et Bagneux. 
le fort d'Issy signale l'établissement d'une batterie ennemie à la maison à clochetons, près de la gare de Meudon.
À l'Ouest, l'ennemi installe de nouvelles batteries en arrière de la gorge de Montretout, comme s'il voulait augmenter ses défenses contre un nouveau retour offensif sur le terrain où s'est produit l'engagement du 19 janvier. 
Les travaux de tranchées en avant du fort de Vanves ont été contrariés par la pluie.

- Yvelines :
L'ennemi a rétabli le pont de bateaux de l'île de la Loge, au‑dessous de Bougival, et une tête de pont est en construction.

- Val-de-Marne :
L'observatoire de Vincennes a signalé de nombreux mouvements de troupes en arrière de Villiers. L'ennemi a bombardé toute la journée le fort neuf de Vincennes, les redoutes de la Faisanderie, de Gravelle, et les batteries de la boucle de la Marne.
Le fort de Nogent a été battu par deux nouvelles batteries situées à 3 500 mètres du fort.

- Seine-Saint-Denis : 
Les forts de Rosny et de Noisy, la redoute de la Boissière et les batteries de la route stratégique ont reçu quelques obus envoyés par les batteries du Raincy. 
Au Nord, des mouvements de troupes assez considérables sont observés entre Aulnay, Gonesse, le Bourget et Pont Yblon. À Saint‑Denis, le bombardement a continué avec violence. Les forts souffrent peu. Le fort de la Double-Couronne, a eu à supporter le feu de huit batteries ennemies. Nos pièces ripostent avec succès et réussissent à éteindre ou à déplacer successivement plusieurs des pièces qui les battent. Il reste dans ce fort 32 officiers et 850 soldats[15].

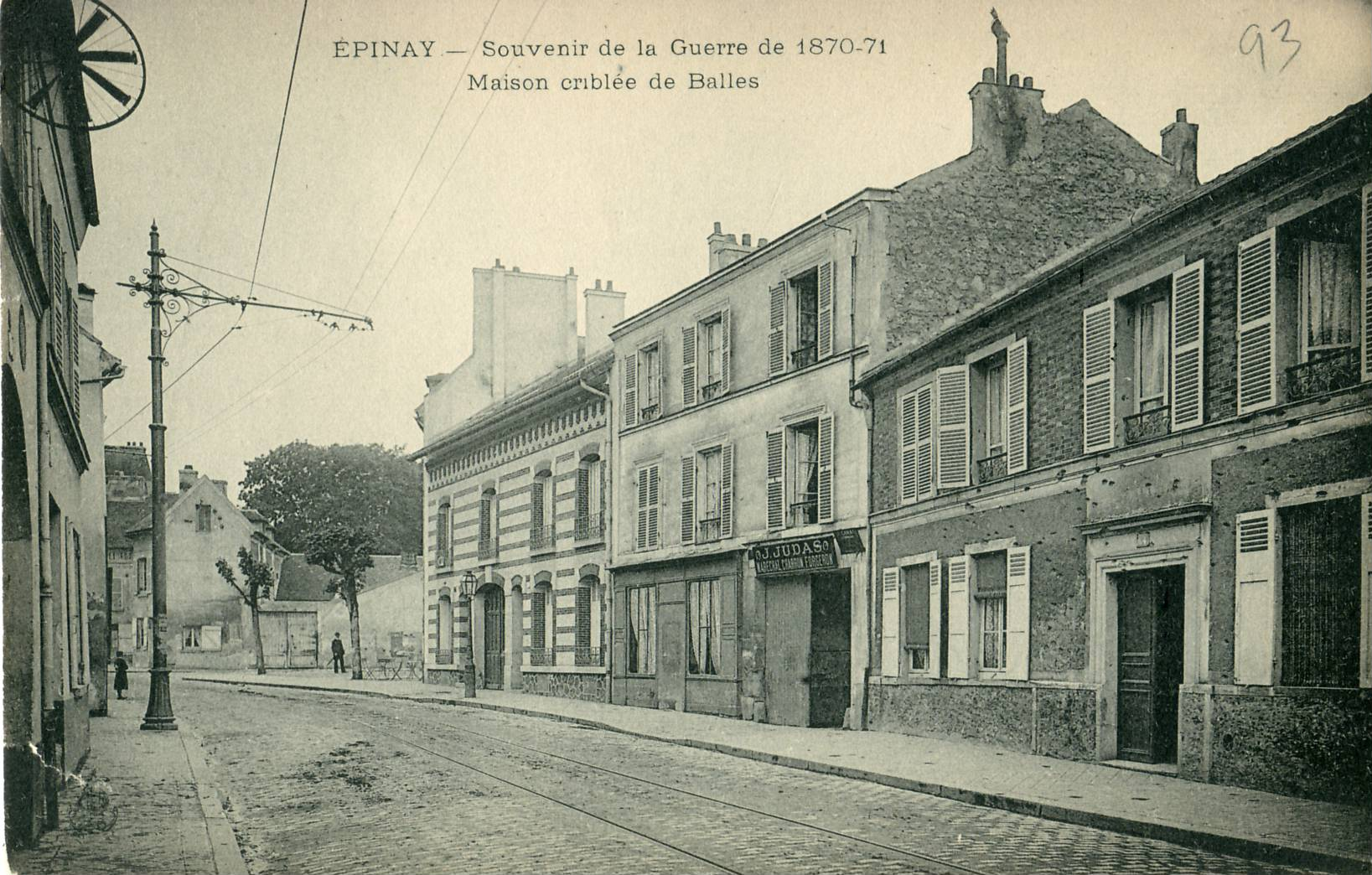
Épinay-sur-Seine : souvenir de la Guerre de 1870 Maison criblée de balle.
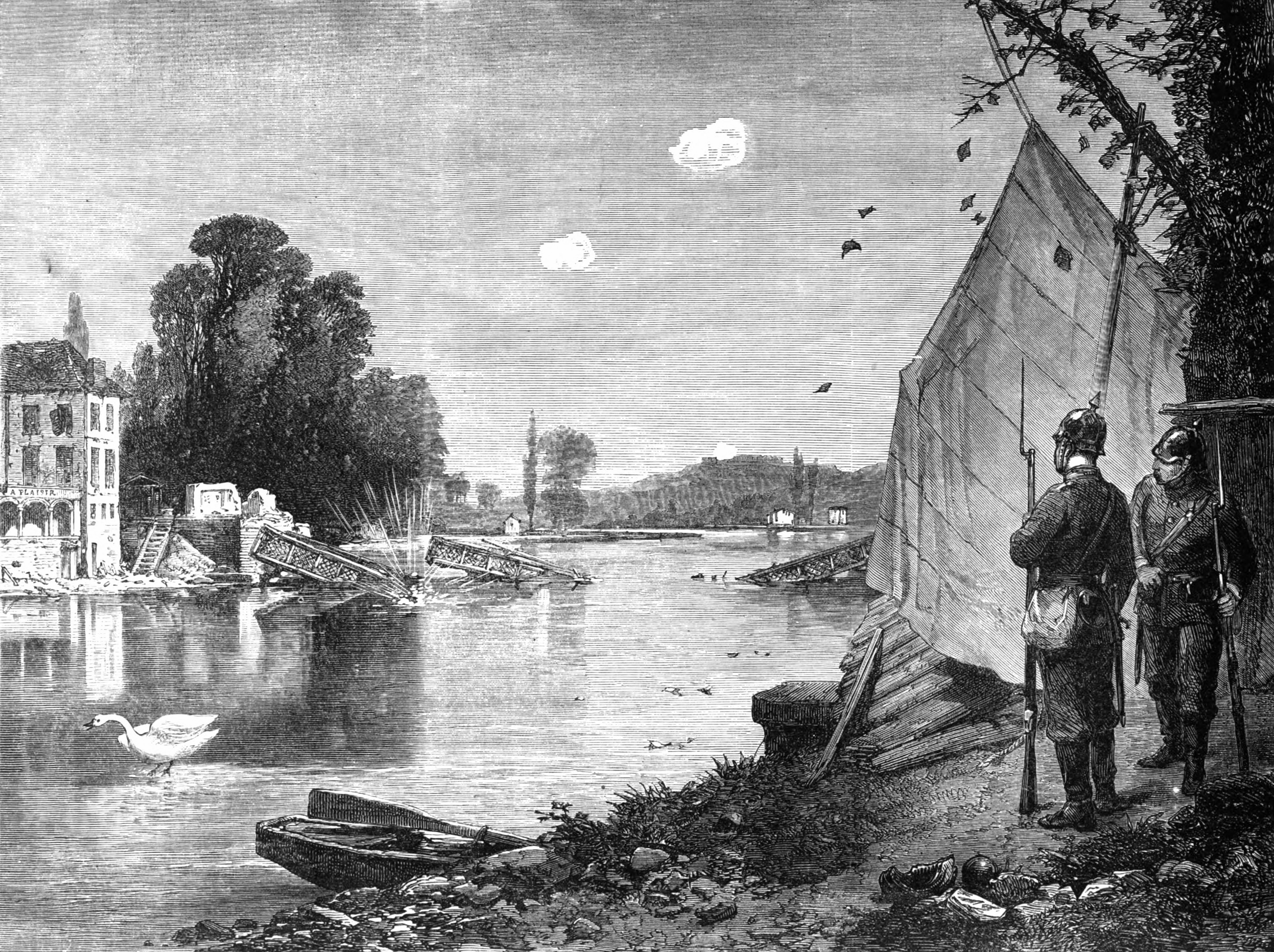
Soldats prussiens sur les bords de la Seine près de Bougival.

### Mardi 24 janvier
- Paris : 
Le ballon Torricelli s'envole de la gare de l'Est et termine sa course à Fumechon dans l'Oise, après avoir parcouru 193 kilomètres[219],[40].
Le 6e secteur[97] subit comme le jour précédent un feu continu, provenant des batteries de Breteuil et de Meudon.
Les 7e[203] et 8e secteurs[207] qui ont reçu une vingtaine d'obus ont riposté avec succès.
L'activité des travailleurs de la garde nationale aux remparts, et des compagnies du génie auxiliaire aux batteries extérieures, permet de réparer les dégâts produits et de créer de nouveaux moyens de défense. L'ennemi répare également, avec rapidité, les dommages sérieux que lui cause le tir, notamment à Breteuil.

- Hauts-de-Seine : 
Le fort de Vanves n'a plus eu à souffrir de la batterie du moulin de pierre[note 5],[26],[27], que ses mortiers avaient battue hier. 
Le fort de Montrouge a réparé ses avaries.
L'ennemi continue ses travaux défensifs vers Buzenval, et Boispréau.

- Val-d'Oise :
La butte d'Orgemont, occupée par les prussiens, envoie quelques obus vers l'enceinte, par-dessus Saint-Ouen.

- Val-de-Marne :
Le fort de Bicêtre a complété son armement pour répondre aux travaux que fait l'ennemi dans la direction de Sceaux. À l'Est, le bombardement a continué lentement sur la boucle de la Marne, les redoutes de Gravelle et de la Faisanderie, et les forts de Vincennes et de Nogent.

- Seine-Saint-Denis : 
Au Nord, deux batteries prussiennes nouvelles attaquent Drancy, le Petit-Drancy et Aubervilliers et son fort.
Feu vif contre les Forts de l'Est et de la Briche. Sur le premier sont tombés 244 obus, de sept heures du matin à quatre heures du soir. L'ennemi creuse une nouvelle tranchée à peu de distance du fort. Le fort de la Double-Couronne a déjà été gratifiée de 5 000 projectiles[15].
Canonnade sur Saint-Denis.

### Mercredi 25 janvier
Une brume épaisse règne toute la journée.
- Paris : 
Deux incendies ont éclaté cette nuit, par suite du bombardement dans le 8e secteur[207].
Des obus tombent sur La Chapelle.

- Hauts-de-Seine : 
Au sud, l'ennemi continue à organiser chaque jour de nouveaux emplacements de batteries, dépassant celles qui sont battues par l'artillerie française. 
On signale des travaux au viaduc de Fleury.
Tirs d'artillerie très violents contre le fort d'Issy. 
Après avoir réparé les brèches des murs des parcs, les Prussiens mettent en batterie de quelques pièces volantes entre la maison Crochard et les avant-postes Français, en particulier en face de Longboyau. 
Les incendies du village de Saint-Cloud brûlent toujours.

- Val-de-Marne :
De nombreux convois prussiens sont signalés du côté de Valenton.
Tirs d'artillerie très violents contre le fort de Vincennes.
La lutte d'artillerie a été sérieuse entre le fort de Champigny et la batterie prussienne de Villiers.

- Seine-Saint-Denis : 
Du côté de Saint-Denis, 500 obus ont atteint le fort de la Briche, sans faire victime. Un bombardement violent sur le fort de la Double-Couronne a fait 3 tués et 5 blessés et 3 blessés au fort de l'Est. Des obus tombent sur Saint-Denis.
Les Prussiens installent une nouvelle batterie à Villetaneuse.
Le fort de la Briche continue à se défendre avec vigueur, malgré le feu qui le couvre depuis deux jours.
Le fort de la Double-Couronne tire à mitraille sur les tranchées du chemin de fer, désormais au pouvoir de l'ennemi, et détruit sa barricade

de la route de Pierrefite.
 Pour sa 30e journée de bombardement, le fort de Rosny a reçu 45 obus.

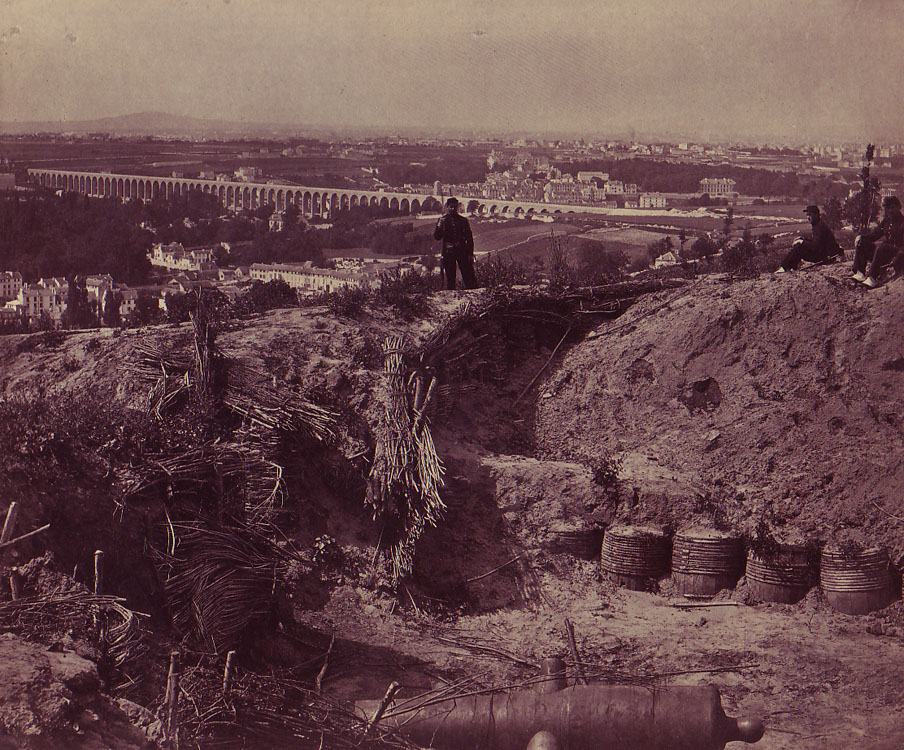
L'aqueduc d'Arcueil.
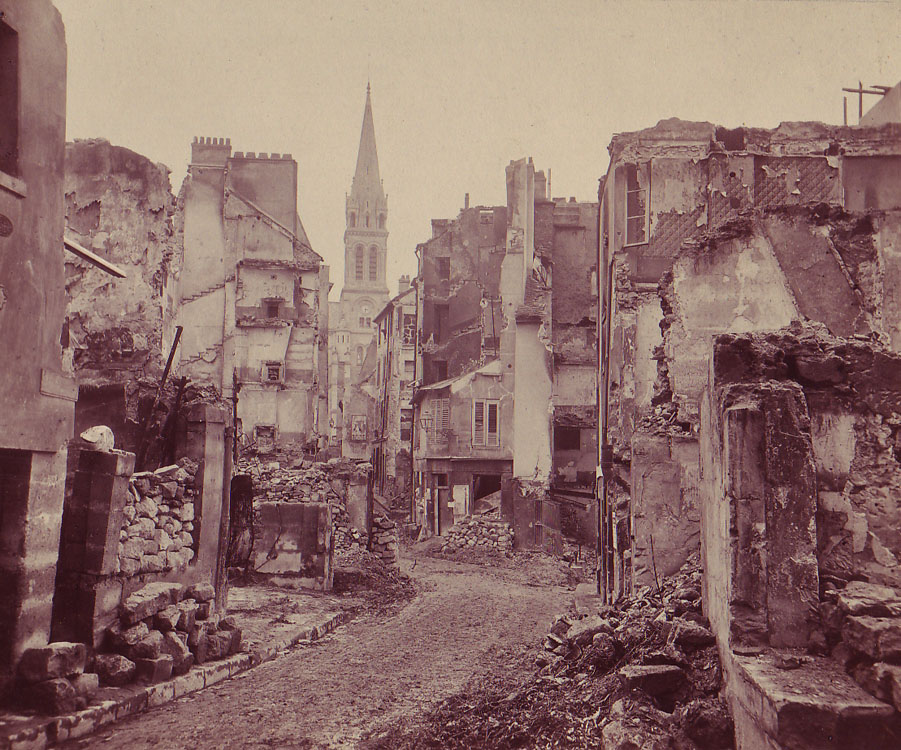
Rue de l'église à Saint-Cloud.

### Jeudi 26 janvier
Une brume épaisse règne toute la matinée, avec quelques éclaircies dans l'après-midi.
Le gouvernement fait pressentir l'armistice.
- Hauts-de-Seine : 
Les batteries Françaises profitant de quelques éclaircies ont tiré sur les travaux ennemis à Saint-Cloud, Garches et Moutretout, où les obus ont allumé plusieurs incendies.

- Val-de-Marne :
L'artillerie française a tiré sur Mesly, Montmesly, chaussée de Valenton et le chemin de fer de Lyon.
La redoute des Hautes-Bruyères a éteint le feu des batteries Prussiennes de l'Hay et de Chevilly, qui attaquaient cette redoute avec vigueur.

- Seine-Saint-Denis : 
Les batteries françaises ont bombardé les travaux effectués sur Drancy et les travailleurs ennemis ont dû s'enfuir précipitamment. Le fort de la Double-Couronne a démoli la barricade prussienne située sur la route de Pierrefitte. Les forts situés à l'Est ont effectué un violent combat d'artillerie toute la matinée.
Au Nord, de Drancy jusqu'au fort de la Briche, le front a fait l'objet d'un bombardement très actif.

- Paris : 
 Le gouvernement de la Défense nationale fait une déclaration.

#### Déclaration du Gouvernement de la Défense nationale
Le général Vinoy aux Commandants de tous les forts. 26 janvier, 9 h 35 du soir.

Suspension d'armes à minuit.
 
Cessez le feu sur toute la ligne.

Exécutez rigoureusement cet ordre.

### Vendredi 27 janvier
- Paris : 
Le ballon monté Richard-Wallace s'envole de la gare du Nord et termine sa course perdu dans l'océan Atlantique à hauteur du bassin d'Arcachon, après avoir parcouru 780 kilomètres environ[220],[40].

### Samedi 28 janvier: capitulation de Paris et signature de l’armistice; fin du siège de Paris
- Paris : 
Dans le cadre de la convention d'armistice, les bombardements sur Paris cessent. Du 5 au 27 janvier, ils auront fait 375 victimes[221],[222].
Le ballon monté Général-Cambronne s'envole de la gare de l'Est et termine sa course à Sougé-le-Ganelon dans la Sarthe, après avoir parcouru 253 kilomètres[223],[40]. Le Général-Cambronne, qui est le dernier ballon à sortir de Paris assiégé, portait à la France la triste nouvelle de l'armistice.
Le gouvernement de la Défense nationale fait une nouvelle déclaration.

#### Convention d'armistice
Une convention d'armistice est arrêtée entre Otto von Bismarck, et Jules Favre, ministre des affaires étrangères du gouvernement de la Défense nationale :
- Hauts-de-Seine :
Nanterre est occupée par les troupes Prussiennes[224].

### Dimanche 29 janvier
- Paris : 
À la suite de rumeurs et d'agitations, le gouvernement de la Défense nationale fait une troisième déclaration, indiquant que la résistance de Paris a été poussée jusqu'aux extrêmes limites possibles et que la convention relative à l'armistice est signée.
Les Prussiens prennent possession de la totalité des forts.

- Seine-et-Marne : 
Dernières mise à l'eau en amont de Paris, entre Bray-sur-Seine et Montereau, des boules de Moulins. Sur les 55 boules envoyées du 4 au 29 janvier 1871, aucune ne sera récupérée pendant le siège.

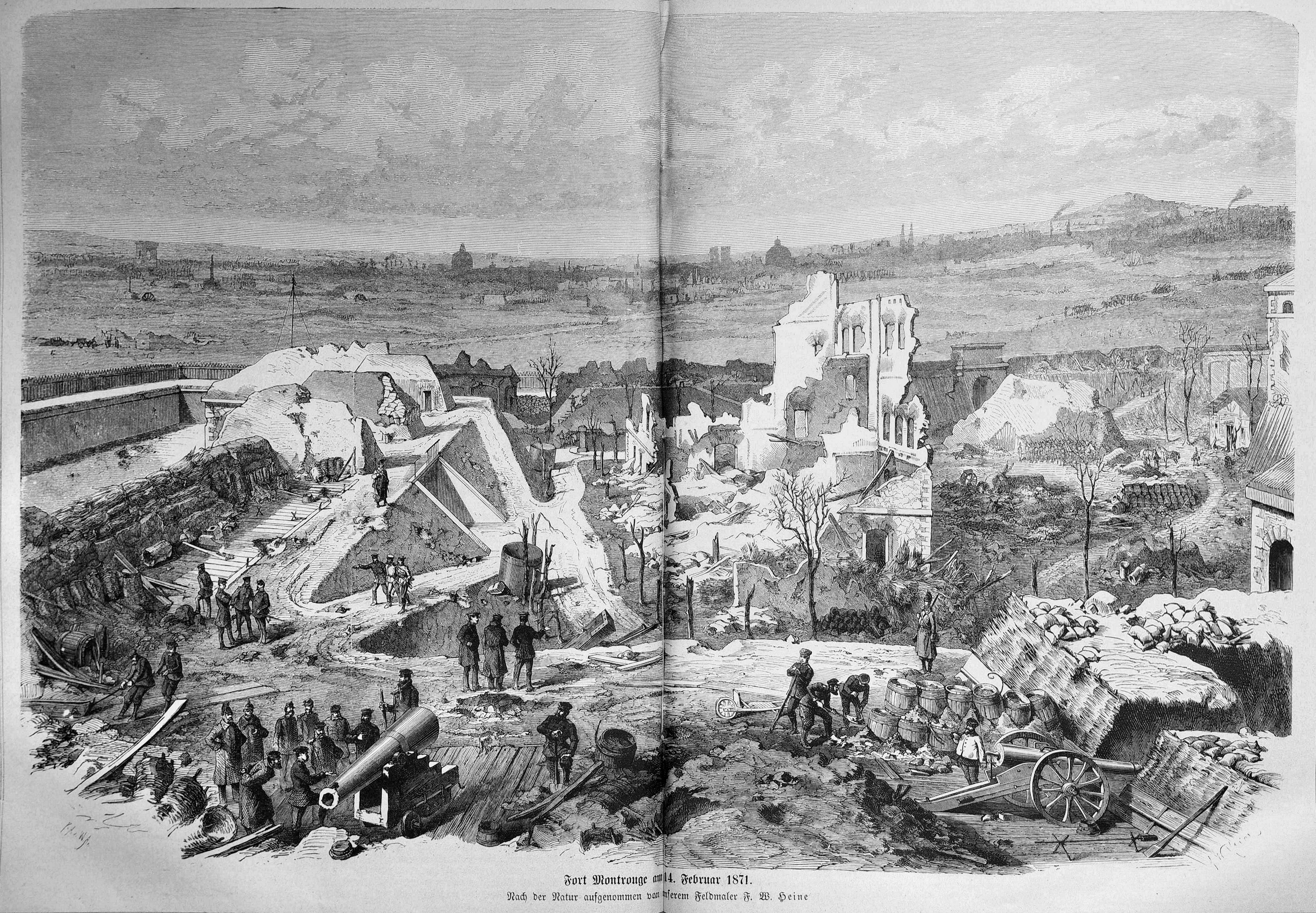
Le fort de Montrouge après la capitulation de Paris, le 29 janvier 1871, avec une vue depuis le Sud en direction de Paris, de gauche à droite : l'Arc de triomphe, le dôme des Invalides, l'église Saint-Pierre-de-Montrouge, Notre-Dame de Paris, le Panthéon et dans le fond la colline de Montmartre.

### Lundi 30 janvier
- Paris : 
Le ministre de la guerre fait une déclaration aux troupes militaires.

### Mardi 31 janvier

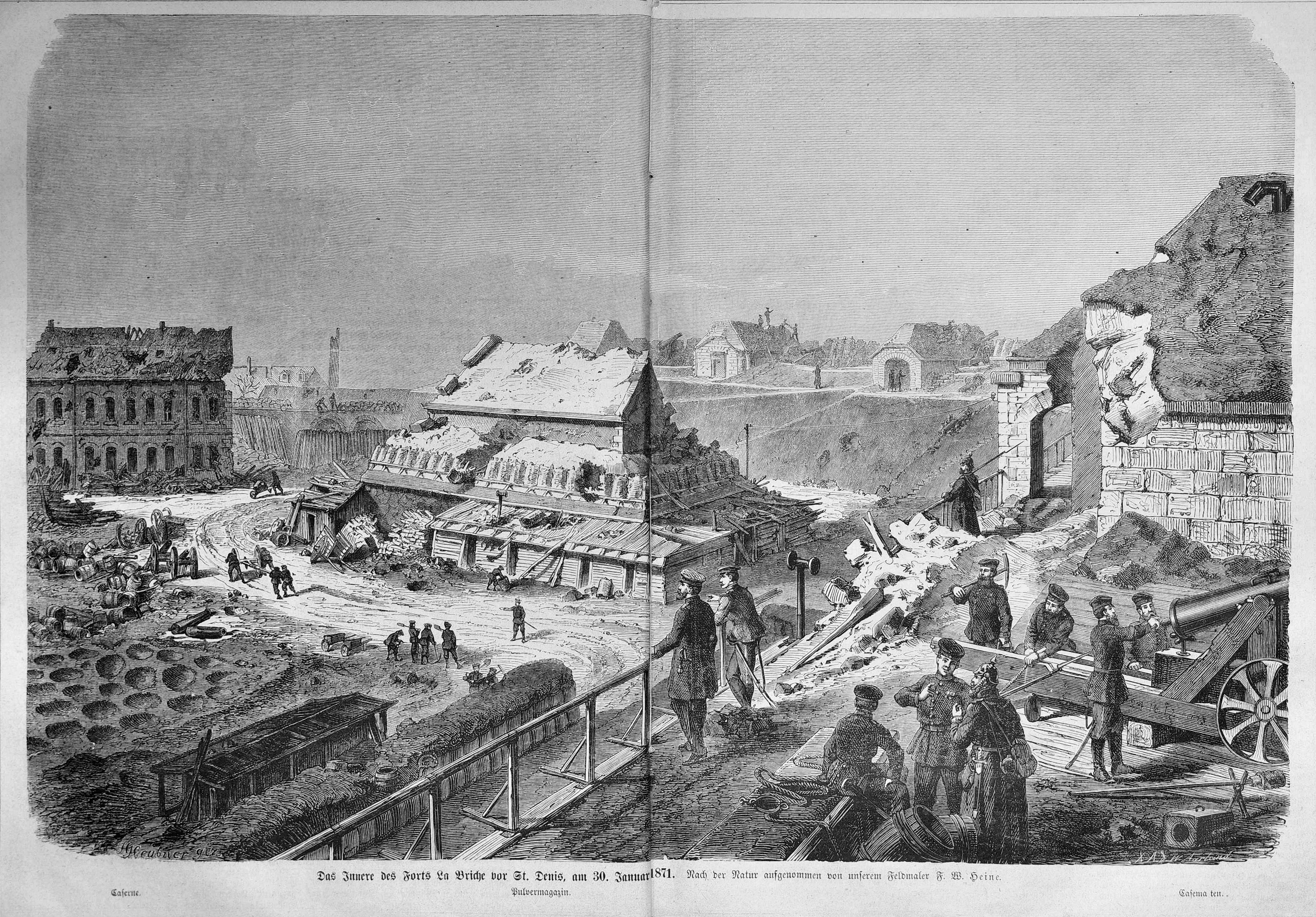
L'intérieur du fort de la Briche le 31 janvier 1871.

## Février

### Samedi 4 février
- Paris : 
Une nouvelle fois les membres du gouvernement de la Défense nationale, s'adressent aux Français, justifiant son acceptation de l'armistice par le manque de provisions alimentaires.

### Lundi 6 février
À Bordeaux, Léon Gambetta démissionne de ses fonctions.

### Mardi 7 février
- Paris : 
 Par décrets, le gouvernement lève les réquisitions sur les farines, les chevaux, les ânes, les mulets, et en général sur tous les animaux de boucherie.
Le marché aux bestiaux de la Villette est de nouveau ouvert quotidiennement.
 La vente de la viande redevient désormais libre dans tous les étals de boucherie. Toutefois les boucheries municipales établies, fonctionnant par les soins des maires, sont maintenues.
 Les réquisitions sont abolies. 
Concernant le courrier, les lettres peuvent désormais être closes, le service de la censure est dissous.

### Mercredi 8 février
La population parisienne apprend la démission de Léon Gambetta.
- Paris : 
 Aux élections pour l'Assemblée nationale 4 députés socialistes révolutionnaires sont élus à Paris (sur 43 au total).
 Le maire de Paris, prend un arrêté qui indiquant la fin du rationnement du pain et son prix.

### Samedi 11 février
- Paris : 
 « Le gouvernement de la Défense nationale, considérant que les journaux Le Réveil et Le Combat[226] contiennent chaque jour des excitations à la guerre civile.
Que leur publication devient, en présence des crimes qui viennent d'être commis contre la sûreté de l'Etat, un danger public auquel la cité et la défense ne peuvent plus longtemps être exposées.
Que la situation actuelle de Paris fait au gouvernement un devoir de recourir aux mesures que l'état de siège comporte.
 Décrète :
 Le journal Le Réveil et le journal Le Combat sont supprimés ».

### Mercredi 15 février
- Paris : 
Les Prussiens ajoutent 5 articles additionnels à la Convention d'armistice. D'autre part l'armistice, qui devait expirer le 19 février à midi, est prorogé au 24, « avec faculté de renouveler cette prorogation, si les circonstances l'exigent ».

### Dimanche 19 février
- Paris : 
 Adolphe Thiers nommé chef du pouvoir exécutif de la République française et compose son gouvernement devant l'Assemblée nationale réunie à Bordeaux.

### Mardi 21 février
- Paris - Yvelines :
 Adolphe Thiers se rend à Versailles pour traiter les conditions de la paix.

### Vendredi 24 février
- Paris :
 2 000 délégués de la Garde nationale se réunissent au Vauxhall d'été et le Comité central provisoire de celui-ci appelle à la poursuite de la guerre.
Manifestations place de la Bastille.

### Samedi 25 février
Chiffres comparatifs de la mortalité constatée à Paris, chaque semaine, pendant la période de l'investissement soit du 18 septembre 1870 jusqu'au 25 février 1871. Cette colonne est suivie des chiffres de la semaine correspondante relevés l'année précédente,.
| Semaine                              | Décès constatés à Paris du 18 septembre 1870 au 25 février 1871 | Décès de la semaine correspondante de l'année précédente |
| ------------------------------------ | --------------------------------------------------------------- | -------------------------------------------------------- |
| Du 18 septembre au 24 septembre 1870 | 1 272                                                           | 820                                                      |
| Du 25 septembre au 1er octobre 1870  | 1 344                                                           | 713                                                      |
| Du 2 octobre au 8 octobre 1870       | 1 483                                                           | 747                                                      |
| Du 9 octobre au 15 octobre 1870      | 1 610                                                           | 752                                                      |
| Du 16 octobre au 22 octobre 1870     | 1 746                                                           | 825                                                      |
| Du 23 octobre au 29 octobre 1870     | 1 878                                                           | 880                                                      |
| Du 30 octobre au 5 novembre 1870     | 1 762                                                           | 921                                                      |
| Du 6 novembre au 12 novembre 1870    | 1 885                                                           | 877                                                      |
| Du 13 novembre au 19 novembre 1870   | 2 064                                                           | 900                                                      |
| Du 20 novembre au 26 novembre 1870   | 1 927                                                           | 933                                                      |
| Du 27 novembre au 3 décembre 1870    | 2 023                                                           | 846                                                      |
| Du 4 décembre au 10 décembre 1870    | 2 455                                                           | 882                                                      |
| Du 11 décembre au 17 décembre 1870   | 2 728                                                           | 955                                                      |
| Du 18 décembre au 24 décembre 1870   | 2 728                                                           | 980                                                      |
| Du 25 décembre au 31 décembre 1870   | 3 280                                                           | 921                                                      |
| Du 1er janvier au 6 janvier 1871     | 3 680                                                           | 1108                                                     |
| Du 7 janvier au 13 janvier 1871      | 3 982                                                           | 998                                                      |
| Du 14 janvier au 20 janvier 1871     | 4 465                                                           | 980                                                      |
| Du 21 janvier au 27 janvier 1871     | 4 376                                                           | 1 044                                                    |
| Du 28 janvier au 3 février 1871      | 4 671                                                           | 1 005                                                    |
| Du 4 février au 10 février 1871      | 4 451                                                           | 1 139                                                    |
| Du 11 février au 17 février 1871     | 4 103                                                           | 1 292                                                    |
| Du 18 février au 25 février 1871     | 3 941                                                           | 1 362                                                    |
| Total                                | 64 154                                                          | 21 978                                                   |

### Dimanche 26 février
- Paris : 
 Les préliminaires de paix sont signés.
Les négociateurs allemands avaient proposé de renoncer à toute entrée dans Paris, si la place de Belfort leur était concédée. Comme elle reste française, les prussiens indiquent que cette entrée aura lieu mercredi 1er mars, à dix heures du matin. L'armée allemande occupera l'espace compris entre la Seine et la rue du Faubourg-Saint-Honoré, à partir de la place de la Concorde jusqu'au quartier des Ternes. L'effectif des troupes introduites ne dépassera pas 30 000 hommes. L'évacuation aura lieu immédiatement après la ratification des préliminaires de paix par l'Assemblée nationale.
L'armée française occupera la rive gauche de la Seine.
Le mécontentement de la population grandit en apprenant l'entrée des Prussiens dans Paris.
Les canons, sans gargousses, de la Garde nationale sont rassemblés à Belleville et à Montmartre.

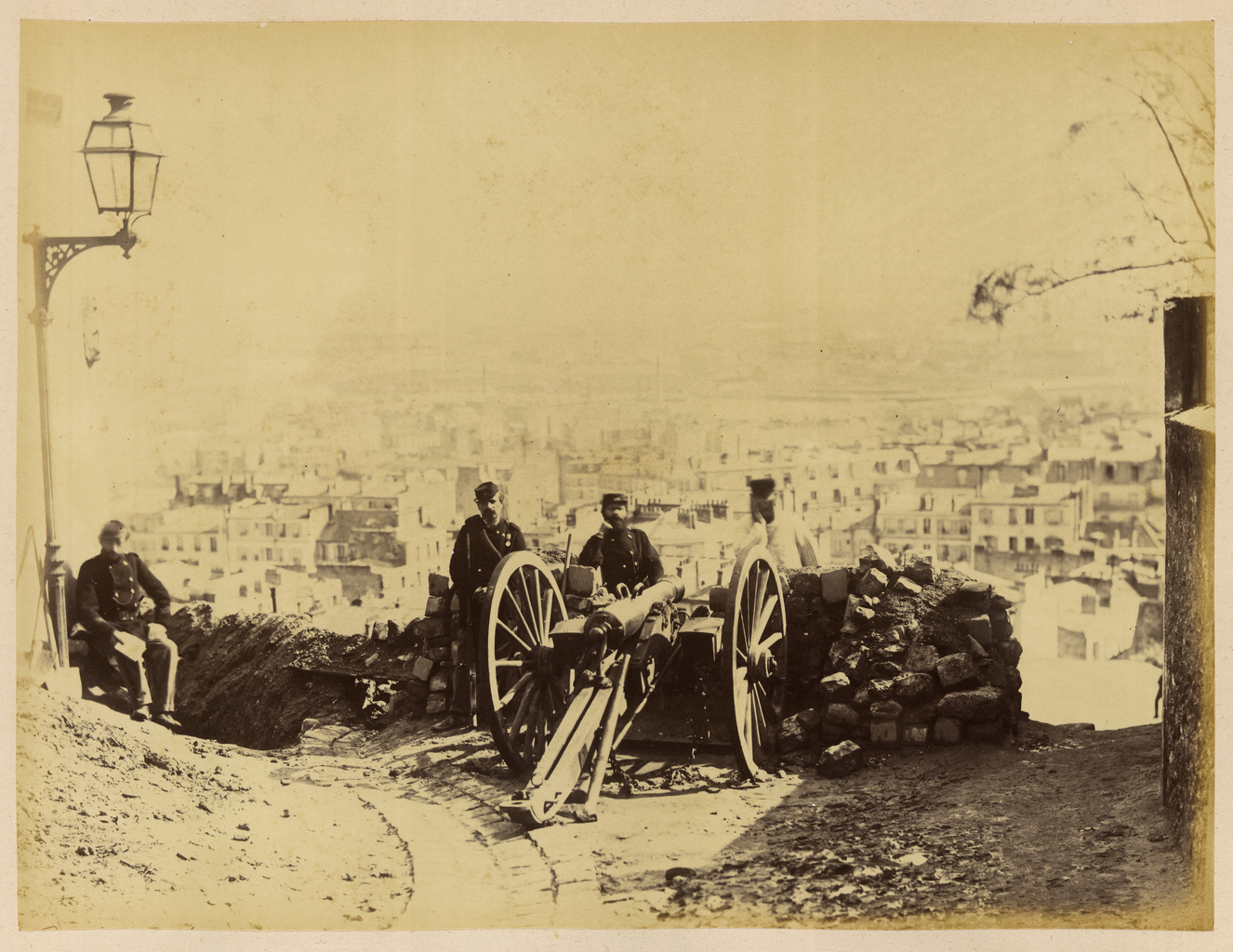
Pièce d’artillerie positionnée à l'angle de la rue des Rosiers et de la rue de la Bonne à Montmartre
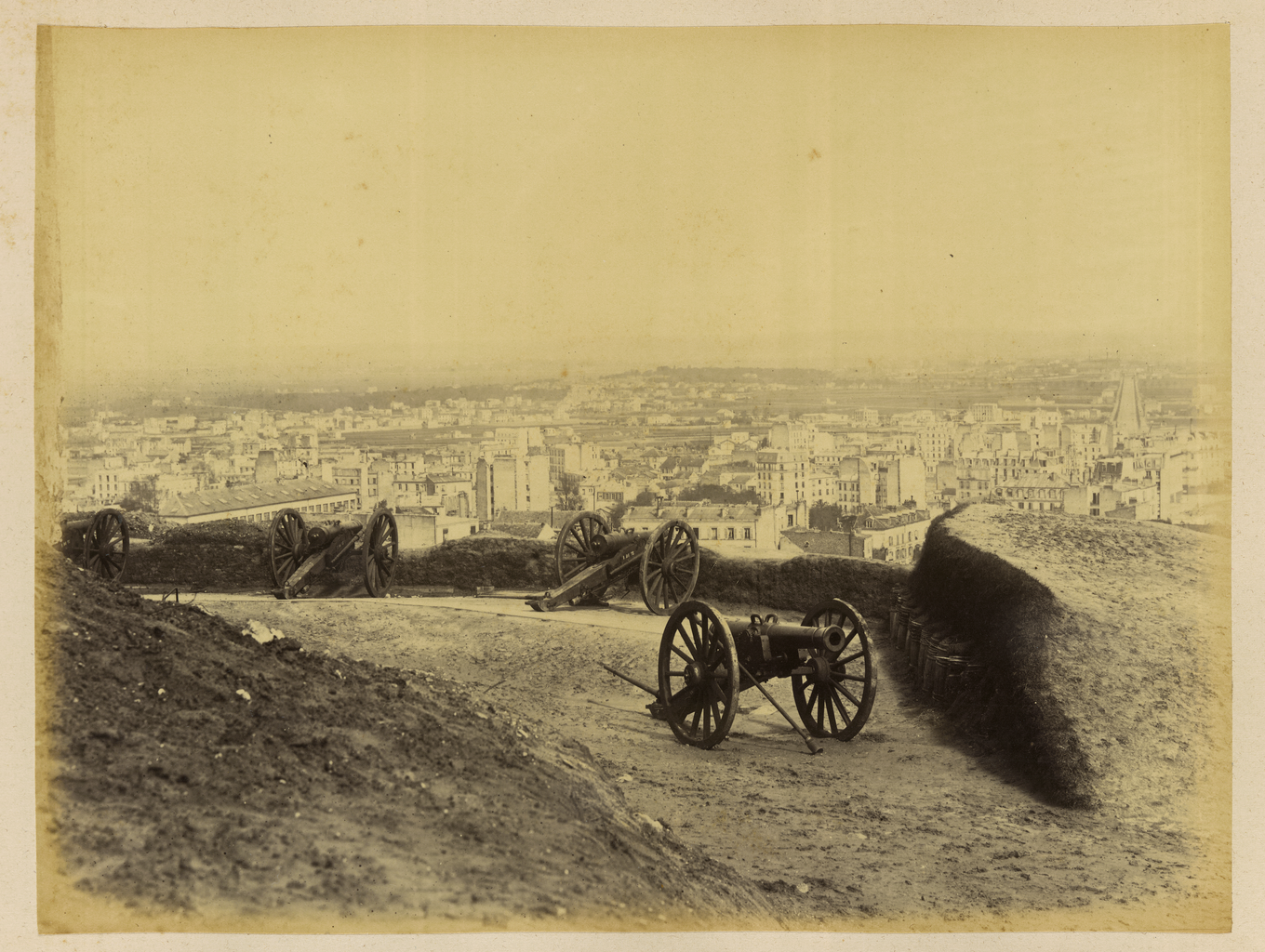
Batterie d'artillerie sur la butte Montmartre
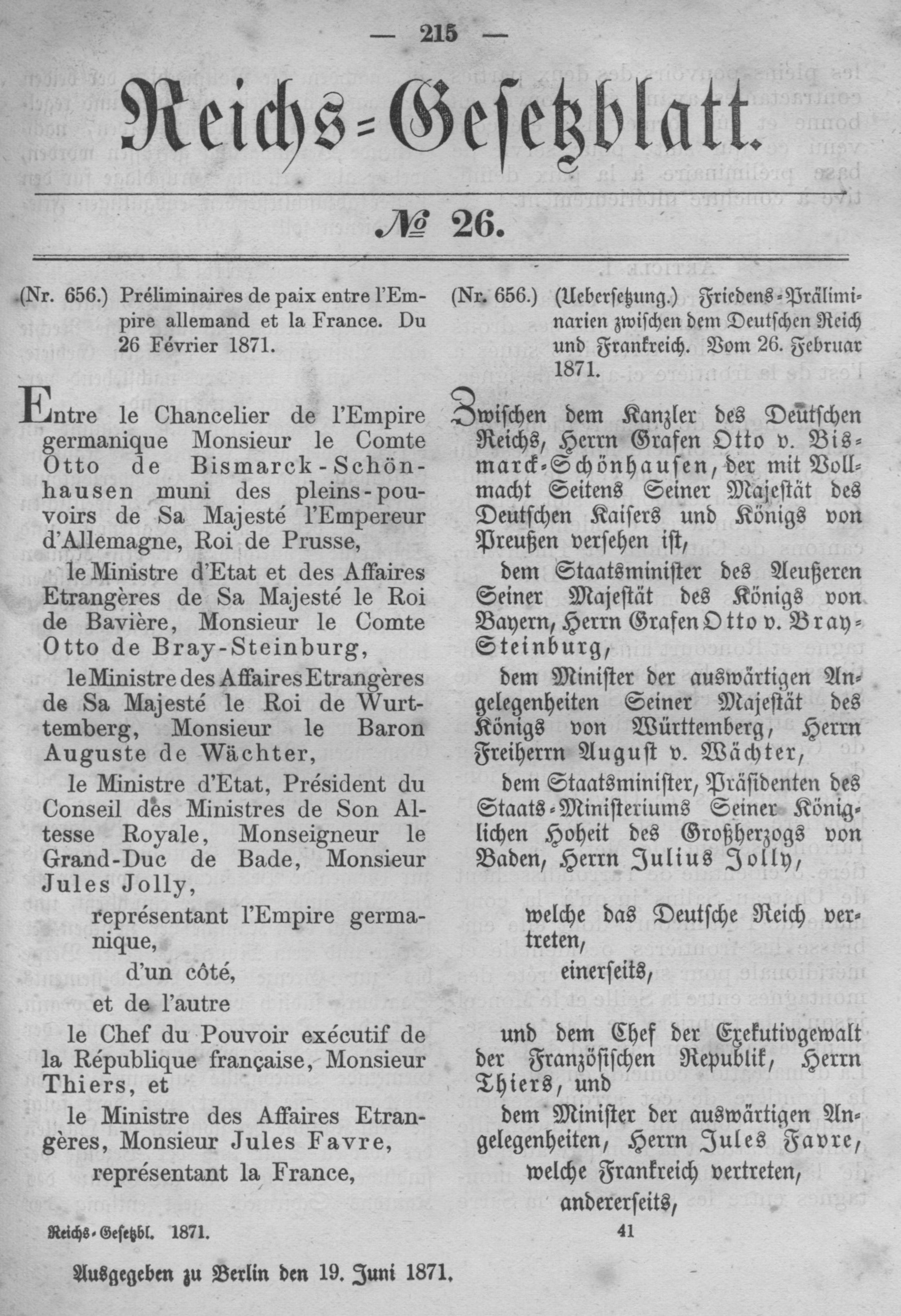
Journal officiel de la Confédération allemande du 19 juin 1871 annonçant les Préliminaires entre l'Empire allemand et la France. Le 26 février 1871.

#### Proclamation du gouvernement d'Adolphe Thiers
Afin de prévenir tout débordement, et de tenter de calmer les esprits et les ardeurs, Adolphe Thiers, nouvellement nommé chef du pouvoir exécutif de la République Française, et son gouvernement adressent aux habitants de Paris la proclamation suivante :

#### Base préliminaire à la paix définitive à conclure ultérieurement
La base préliminaire d'un traité de paix définitif entre l'Empire allemand et la France est signé, le 26 février. Guillaume Ier et Otto von Bismarck exigent la cession de l'Alsace, sous prétexte que cette région était une ancienne possession du Saint-Empire romain germanique, avant les traités de Westphalie et la conquête de Louis XIV ainsi que la partie Nord de la Lorraine avec la place forte de Metz, correspondant à l'actuel département de la Moselle, sur simple demande chef d'état-major von Moltke.
Aux revendications territoriales, une indemnité de guerre de cinq milliards de francs est ajoutée. 
Adolphe Thiers obtient que la place forte de Belfort, non prise et défendue par le colonel Denfert-Rochereau reste à la France en échange du droit pour les Allemands de défiler dans Paris.

### Lundi 27 février
- Paris :
 Les Gardes nationaux s'emparent de l'artillerie parquée dans les XVIe et XVIIe arrondissements.

### Mardi 28 février
- Paris :
 La Commission provisoire de la Garde nationale fait regrouper ses canons à Montmartre et Belleville en raison de l'entrée des soldats allemands dans Paris. Elle fait placarder l'Affiche noire qui recommande aux Parisiens de ne pas manifester contre les troupes allemandes qui occupent les XVIe et XVIIe arrondissements.

## Mars

### Mercredi1ermars
- Paris : 
À 10 heures du matin, aux termes des stipulations arrêtées dans la convention d'armistice, des détachements de l'armée allemande entrent dans Paris. Les premières colonnes débouchèrent par l'avenue de la Grande-Armée et l'avenue de l'Impératrice et arrivèrent jusqu'à l'Arc de Triomphe, qui était barricadé et de là descendent l'avenue des Champs-Elysées jusqu'à la place de la Concorde, dont les abords étaient gardés par la troupe et les bataillons de la garde nationale, puis occupent l'espace expressément déterminé par la convention[230].
Les officiers et les soldats de ces détachements sont logés dans le Palais de l'Industrie, dans le cirque d'été, dans la rotonde du Panorama, et dans des maisons particulières du quartier des Champs-Élysées et du faubourg Saint-Honoré. Un cordon de nos troupes marque la limite dans laquelle les troupes allemandes sont tenues de se renfermer.
L'accès des points occupés par les troupes occupantes ne sont pas interdites, mais la population presque tout entière s'est imposé la loi de ne pas user de la liberté de circulation qui lui a été laissée. 
Les fenêtres sont closes, les tentures noires sur posées sur les façades, les rues sont désertes. La Bourse n'a pas ouvert ses portes, sur les quais, sur les boulevards, dans les quartiers les plus reculés, les magasins et les boutiques également sont fermés. Paris a volontairement suspendu sa vie.

Dans la soirée, le gouvernement reçoit, en provenance de Bordeaux, la dépêche relative à la ratification des préliminaires de la paix :
Pour la ratification : 546 voix. 
Contre la ratification : 107 voix.
L'Assemblée nationale a ratifié les préliminaires de paix.
L'Assemblée confirme également la déchéance de Napoléon III et de sa dynastie.
Paris est calme.

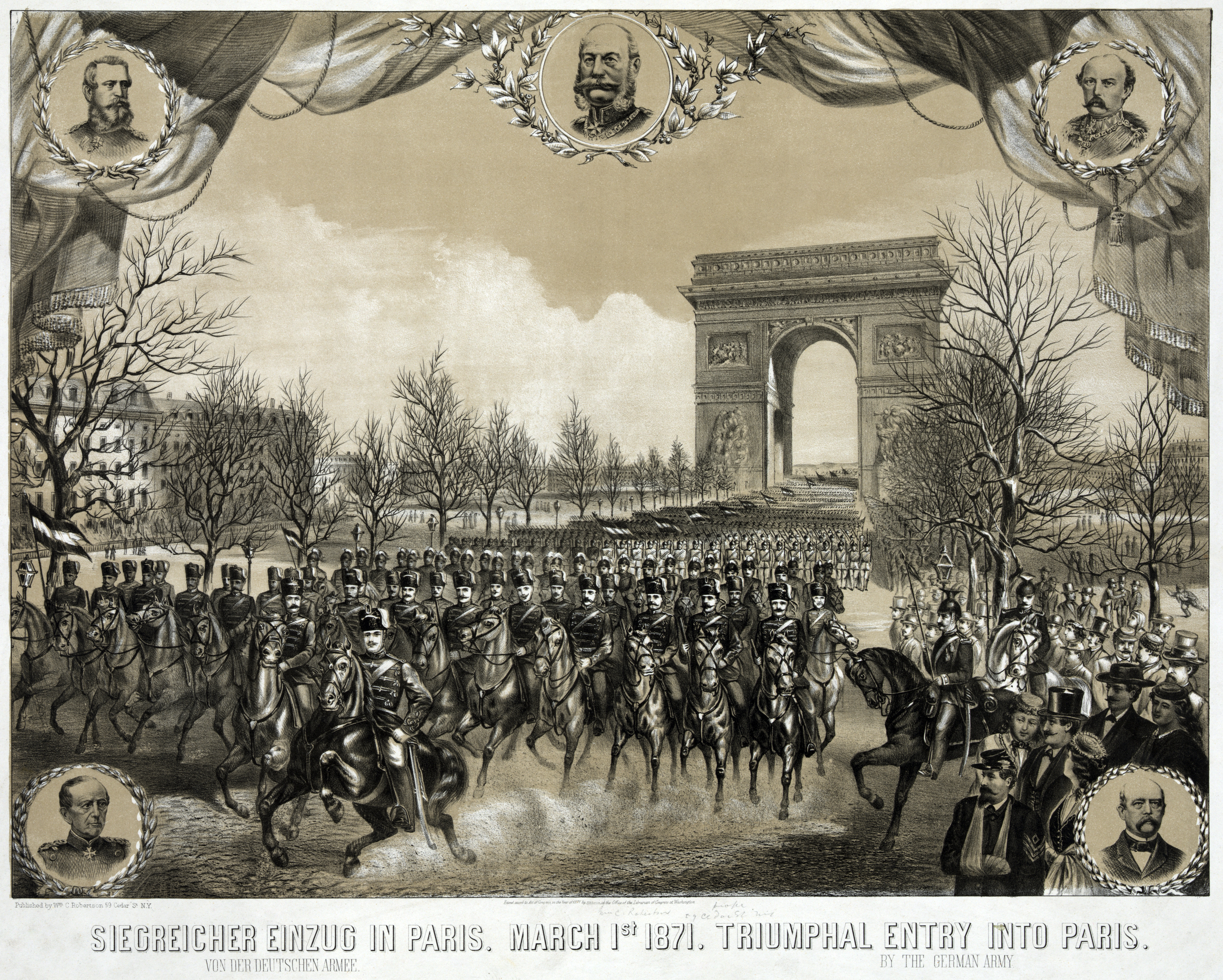
Entrée triomphale des troupes allemandes dans Paris.
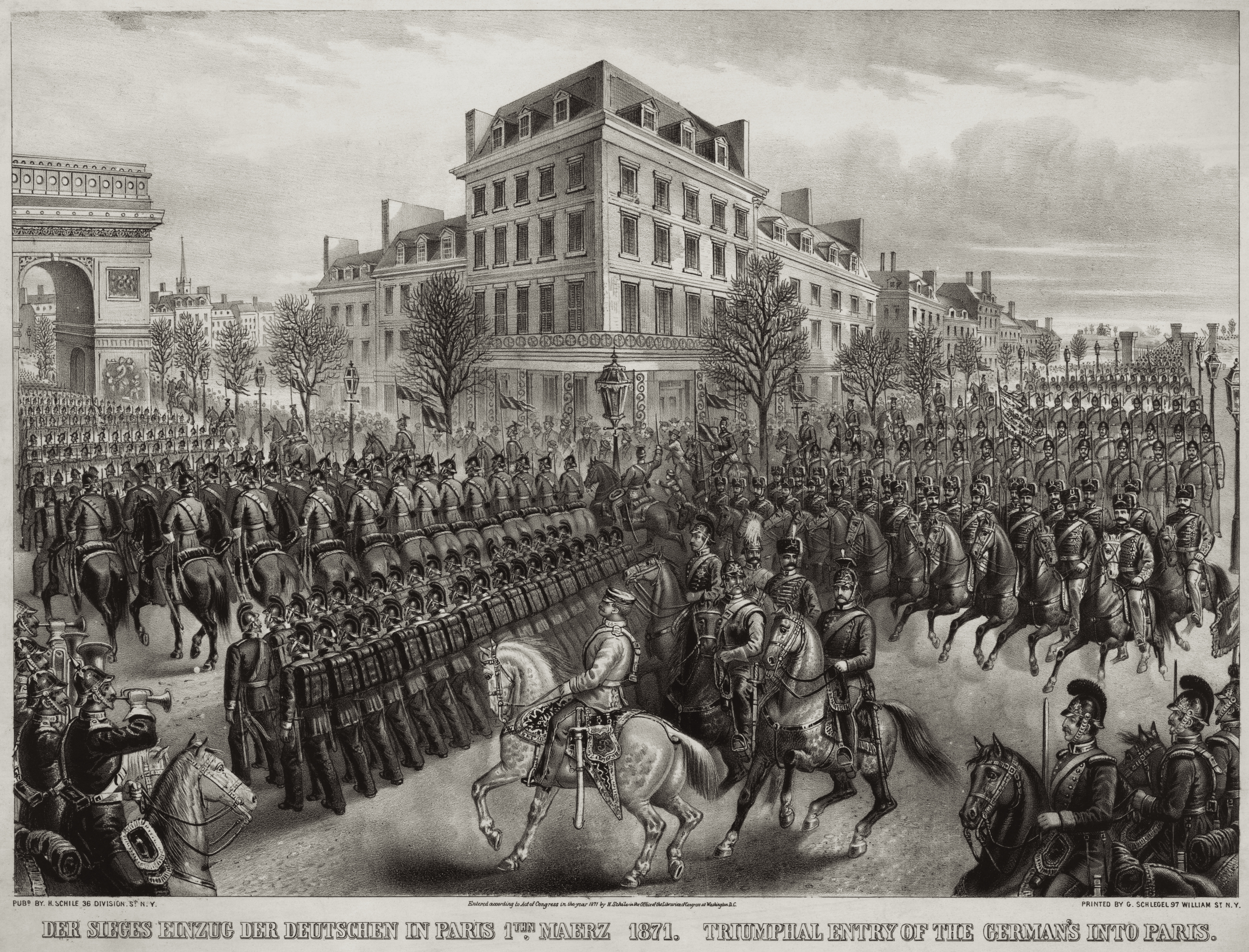
Entrée triomphale des troupes allemandes dans Paris.

### Jeudi 2 mars
- Paris : 
La population de Paris s'est étonnée de voir un certain nombre de soldats allemands pénétrer dans les bâtiments du Louvre. Cette visite, qui avait été stipulée dans la convention, indiquait que les soldats allemands pourraient visiter deux seulement des monuments de Paris, le Louvre et l'Hôtel des Invalides, mais qu'ils ne pourraient le faire que par escouades sans armes, et sous la conduite d'officiers. Le général en chef a pris toutes les mesures nécessaires pour l'exécution de ces conditions, et la convention à cet égard a été strictement appliquée. L'émotion douloureuse de la population s'explique par les cruelles épreuves traversées, mais elle a cru, à tort, à une violation des conventions. Sur l'insistance du général Vinoy, les chefs de l'armée allemande ont même renoncé à visiter les Invalides.

- Paris - Yvelines :
 À 6 heures du matin, Jules Favre, ministre des affaires étrangères part pour Versailles porteur de la dépêche annonçant le vote de l'Assemblée. Conformément au traité des préliminaires de paix, il a demandé l'évacuation immédiate de l’intérieur de Paris et des forts de la rive gauche.

#### Proclamation d'Ernest Picard aux habitants de Paris
Devant l'émoi suscité, le ministre de l'intérieur, Ernest Picard, adresse la proclamation suivante aux habitants de Paris :

### Vendredi 3 mars
- Paris : 
 Création d'un Comité exécutif provisoire de la Garde Nationale.

- Val-d'Oise :
Les prussiens occupent Beaumont-sur-Oise jusqu'au 11 mars.

### Lundi 6 mars
- Paris : 
 Adolphe Thiers nomme le général Aurelle de Paladines, commandant en chef de la Garde nationale de Paris.

### Mercredi 8 mars
- Paris : 
 Echec de la tentative gouvernementale d'enlever les canons de la place Vendôme.

### Vendredi 10 mars
- Yvelines :
 L'Assemblée nationale décide de se transférer de Bordeaux à Versailles, ce qui rappelle de très mauvais souvenirs aux Parisiens. Elle vote la fin du moratoire des dettes, des effets de commerce et des loyers, accablant ainsi la population parisienne sans le sou. Par le Pacte de Bordeaux, les députés ne tiennent pas pour acquis le maintien de la République.

### Samedi 11 mars
- Paris : 
 Le général Vinoy, commandant en chef de l'armée de Paris, suspend 6 journaux républicains. Parmi ceux-ci, Le Père Duchêne, Le Vengeur[231], La Bouche de fer[232], Le Cri du peuple[233] et Le Mot d'ordre[234],[235]. 
Auguste Blanqui et Gustave Flourens sont condamnés à mort par contumace pour leur participation à la tentative insurrectionnelle du 31 octobre à Paris.

### Mercredi 15 mars
- Paris : 
Création du Comité central de la Garde nationale.
Fermeture de l'ambulance de la place des Vosges qui renfermait 15 lits et reçu 45 blessés ou malades, et qui avait été ouverte le 15 septembre 1870[14].

### Jeudi 16 mars
- Paris : 
Adolphe Thiers s'installe à Paris dans le but de pacifier la capitale. Il nomme le général Valentin à la préfecture de Police.

### Samedi 18 mars
- Paris : 
Sur ordre du gouvernement et d'Adolphe Thiers, l'armée se met en marche à partir de 3 heures du matin et cerne les quartiers où sont entreposés les canons pour les récupérer. Du côté de Montmartre, le point le plus important, sur les boulevards de Clichy, de Rochechouart et les rues Houdon, Lepic, Germain-Pilon, des Martyrs, place Pigalle… des mitrailleuses sont braquées du côté de Montmartre et occupés des piquets d'infanterie des 45e, 46e et 137e de ligne.
Vers 6h du matin, d'anciens sergents de ville costumés en gardes nationaux surprennent les détachements qui campaient sur la butte Montmartre et s'emparent des parcs d'artillerie.
À 6h30, 3 coups de canons, tirés à blanc, annoncent à la troupe qu'ils peuvent venir prendre les canons. Quelques pièces sont descendues, mais des gardes nationaux du Comité Central accompagnés d'un grand nombre femmes s'opposent à leur enlèvement, et les remontent à leur parc.
À 9h, des coups de feu sont tirés, la foule se replie, puis on aperçoit des gendarmes à pied[11],[12] et des soldats des 46e et 88e de ligne portant crosse en l'air. 
Le général Lecomte aurait donné l'ordre aux gendarmes de repousser les gardes nationaux et qu'un coup de feu avait été tiré sans que l'on sache par qui, puis que des gendarmes, des gardes nationaux et des soldats de la ligne se seraient tirés dessus mutuellement et que finalement les régiments de ligne avaient refusé de marcher contre la garde nationale et s'étaient débandés tandis que la cavalerie et la gendarmerie avaient été contraint de se replier. Durant toute cette confusion, le général Lecomte était enlevé de son cheval par les gardes nationaux et conduit au Château-Rouge, où se réunissaient des commandants de bataillons de Montmartre et des membres du comité directeur de la butte.
Le général Clément Thomas ayant appris que le général Lecomte avait été saisi par les insurgés, il se mit à sa recherche. C'est ainsi qu'il arriva vers 17h sur la place Pigalle, habillé en bourgeois. L'un des fédérés l'ayant reconnu à sa grande barbe blanche, il fut emmené vers la rue des Rosiers. Le général Clément Thomas fut amené en premier dans le jardinet ou il fut exécuté. Le général Lecomte est passé par les armes par les soldats du 88e de ligne.
Adolphe Thiers et les autres ministres présents quittent Paris pour Versailles. 
C'est le début de la Commune de Paris.

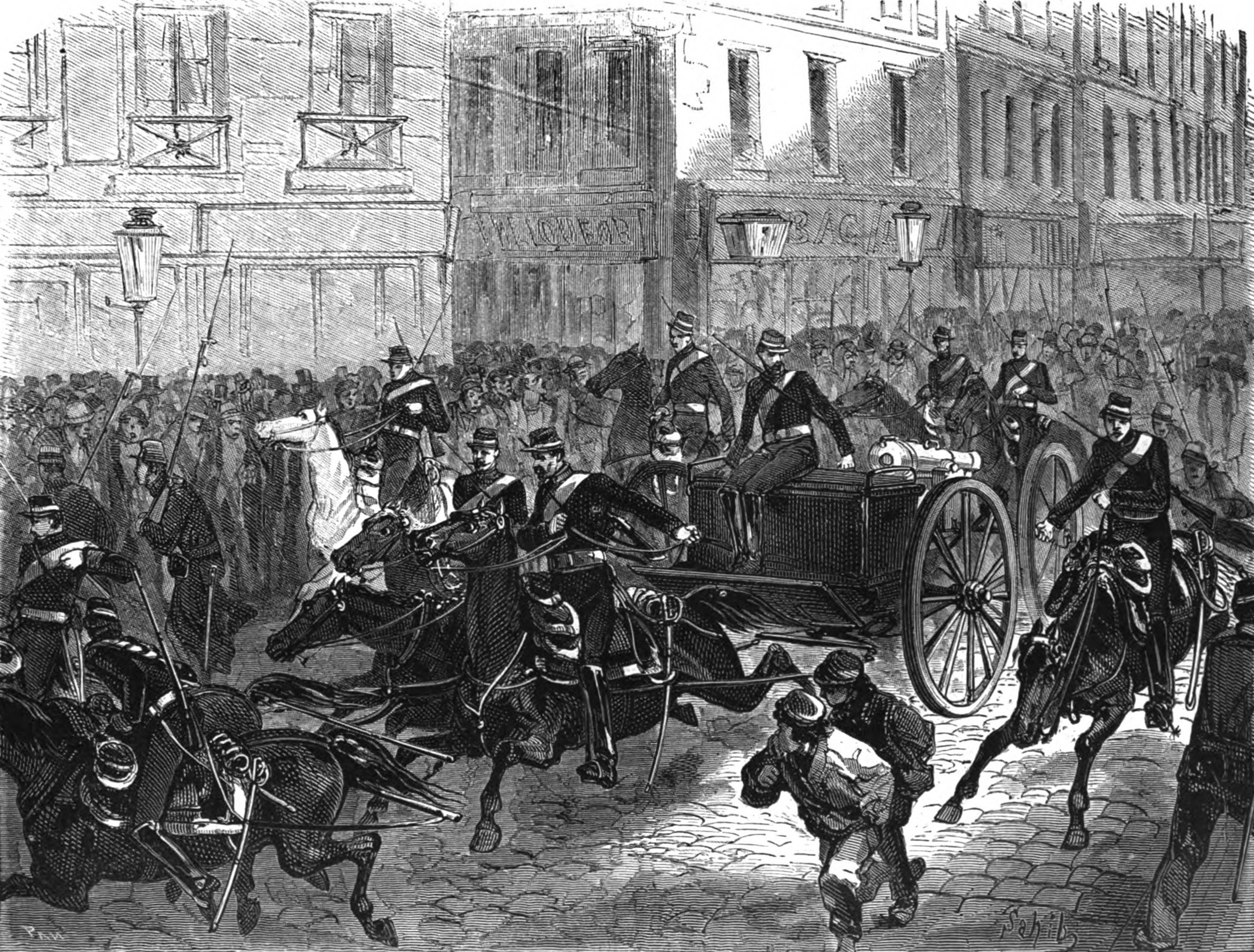
Les troupes envoyées par Adolphe Thiers s'emparant des canons de Montmartre, payés par les Parisiens.
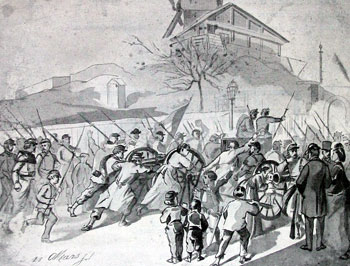
Les gardes nationaux du Comité Central remontant les canons de Montmartre à leur parc.
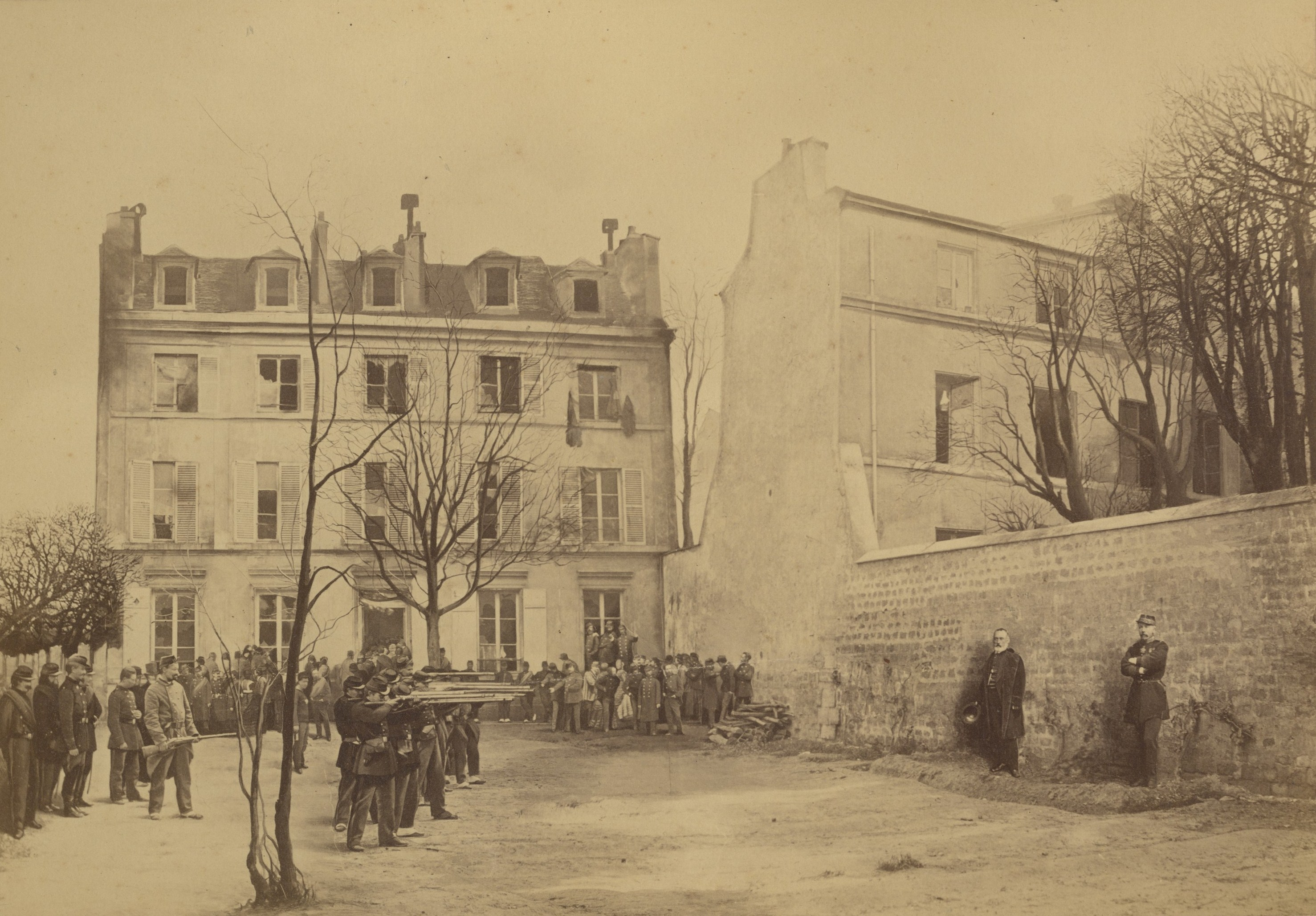
Exécution des généraux Clément Thomas et Claude Lecomte, rue des Rosiers à Montmartre. Photomontage d'Ernest et Eugène Appert.
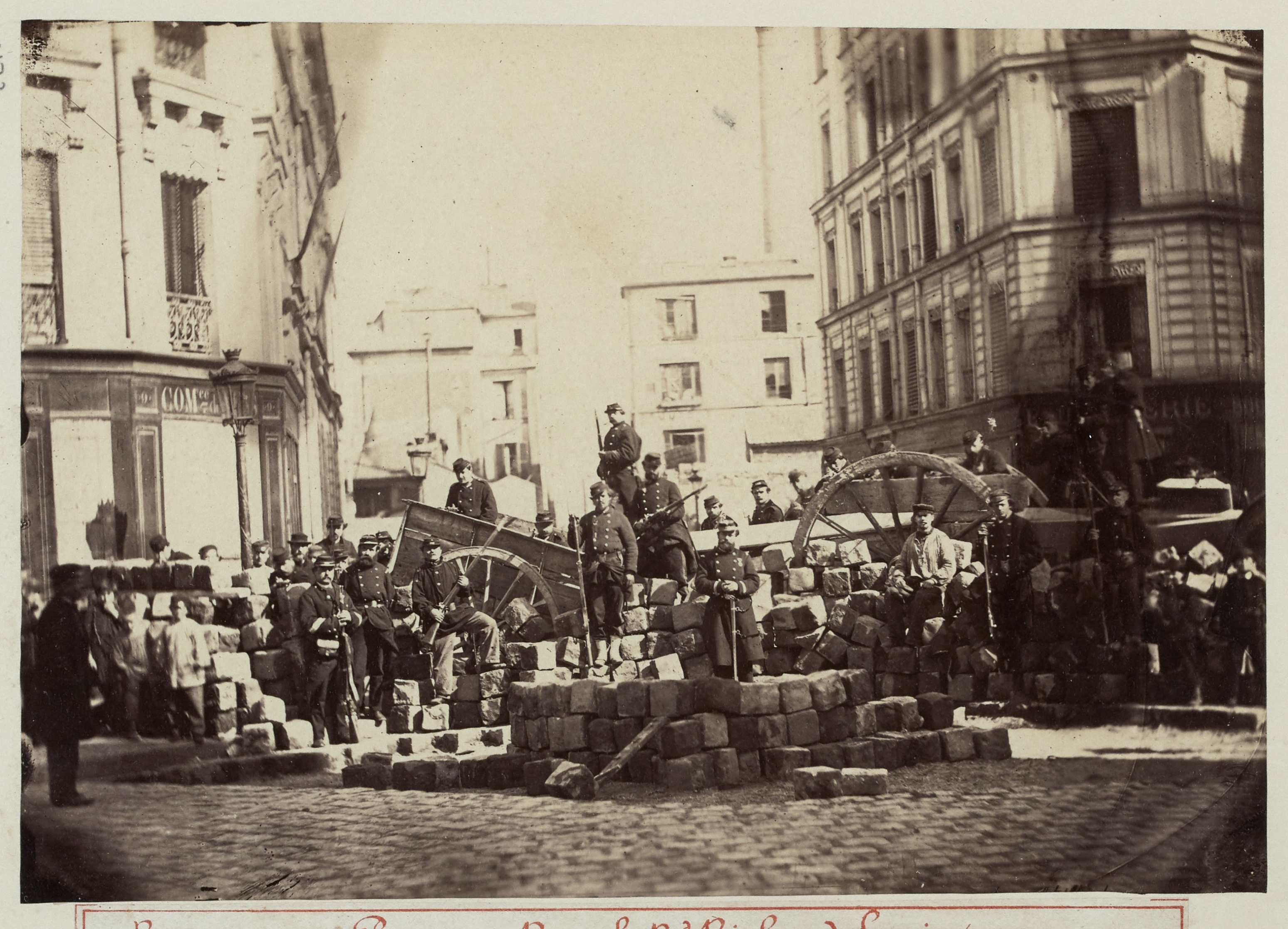
Barricade du passage Raoul, boulevard Richard-Lenoir, le 18 mars 1871.

## La défense de Paris
Au moment où le siège de Paris semble inéluctable, le gouvernement engage un immense effort de travaux de défense qui a fait, en quelques semaines, d'une ville jugée hors d'état de se défendre une place véritablement imprenable. Le génie militaire, l'artillerie, le ministère des Travaux publics, auxiliaire du génie et de l'artillerie, y ont concouru.

Les batailles désastreuses de l'Armée du Rhin

### Les fortifications de Paris
En 1840, Adolphe Thiers, alors président du Conseil fit entourer Paris d'une enceinte continue, bastionnée, que renforçaient, à une distance jugée alors assez considérable, un certain nombre de forts détachés.
L'enceinte comprenait 94 bastions et avait une longueur de 34 kilomètres. 
Circulairement, à une distance de 1 400 à 3 500 mètres et à intervalles inégaux, était disposée une ligne de forts, dont certains n'étaient à proprement parler que des redoutes. C'étaient la Briche, la Double-Couronne, les forts de l'Est, d'Aubervilliers, de Romainville, de Noisy, de Rosny, de Nogent, les redoutes de la Faisanderie et de Gravelle qui fermaient la boucle de la Marne, les forts de Charenton, d'Ivry, de Bicêtre, de Montrouge, de Vanves, d'Issy et enfin la forteresse du Mont-Valérien.

Le périmètre donné ainsi atteignait 70 kilomètres et on ne supposait pas alors qu'il fût possible de l'investir. Les travaux furent terminés en 1844 et à cette époque, les portées ordinaires étaient de 1 600 mètres pour l'artillerie de siège, de 800 mètres pour l'artillerie de campagne et de 400 mètres pour le fusil.

Mais ce qui, en 1840, avait pu paraître suffisant pour protéger la ville soit contre un investissement, même contre un bombardement, cessait trente ans après de présenter les mêmes garanties devant les perfectionnement considérables de l'artillerie et la masse des armées envahissantes.

Le général de Palikao comprenant que cette situation était dangereuse, fit faire des travaux d'aménagement et garnit les forts d'artillerie. Des appareils destinés à éclairer le terrain au moyen de la lumière électrique avait été installés dans tous les forts. Les forts ainsi que tous les établissements militaires étaient reliés par un réseau télégraphique.

En même temps, le général de Palikao donna des ordres pour qu'on construisit en hâte des ouvrages destinés à combler les vides existant entre les forts et à prendre pied sur les positions qui étaient dangereuses pour eux. C'est ainsi que la redoute de Gennevilliers, complétée par des batteries annexes à Colombes, au Petit-Nanterre, à Charlebourg, à Saint-Ouen, à Villeneuve-la-Garenne, etc. devaient boucher la trouée couverte seulement par la boucle de la Seine, qui se trouvait entre Saint-Denis et le Mont-Valérien. 
Sur le plateau du Sud-Ouest ou les hauteurs très rapprochées des forts des étaient particulièrement menaçantes, on ébaucha des redoutes à Montretout, aux Brosses, dans le parc de Saint-Cloud, au Brimborion au-dessus de Sèvres, à Meudon.
 Un fort fut commencé à la pointe Nord-Est du plateau de Châtillon. Il devait être flanqué de deux ouvrages au Moulin-de-pierre,, et au sud de Bagneux.
 On établit également des redoutes au Hautes-Bruyères et au Moulin de Saquet, afin de prendre pied sur le plateau de Villejuif.
Du côté de Saint-Denis, on avait seulement relié par des parapets en terre les trois forts de la Briche, de la Double-Couronne et de l'Est.
Le secteur Est allant de Romainville à Nogent et naturellement plus protégé, on l'avait laissé tel quel.
La défense Paris est composée de 94 bastions, 6 forts sur la rive gauche, 8 forts sur la rive droite ainsi que 3 forts à Saint-Denis.
Mais comme c'est souvent le cas, on n'établit pas à l'avance une corrélation suffisante entre les moyens dont on disposait et la nature des travaux à exécuter. Le général Ducrot indique à ce sujet : « La plupart de ces ouvrages (Montretout, Gennevilliers, Châtillon, Hautes-Bruyères) devaient dans le principe avoir deux étages de pièces  de gros calibre avec casemate. Pour cela il aurait fallu du temps et des hommes. Mais après Sedan, nous ne trouvions plus d'ouvriers, et d'heure en heure, l'ennemi était attendu. Il aurait donc fallu sur le champ ne plus songer aux ouvrages de grande fortification et se consacrer entièrement à établir de solides ouvrages de campagne. Laissant de côté les voûtes et les traverses en pierre on auraient dû faire les plafonds, les abris, avec de la terre, des troncs d'arbres, des rails. Il n'en fut pas ainsi ; l'état-major du génie voulut continuer à élever de majestueux ouvrages réguliers et permanents. Le 16 septembre, la veille de l'arrivée des Allemands on travaillait encore dans les redoutes de Montretout et de Châtillon à faire des traverses en maçonnerie ».

Le 19 septembre constatant leur état précaire, le général Trochu donnait l'ordre d'abandonner tous ceux du secteur Sud, en sorte que, quelques jours plus tard lorsque la nécessité s'imposa de donner de l'air à la défense qui étouffait dans les étroites limites où on l'avait confinée, il fallut reprendre de vive force les redoutes des Hautes-Bruyères et du Moulin Saquet. Les autres restèrent aux mains de l'ennemi dont l'abandon nous fut préjudiciable.

### Le génie lors du siège de Paris
Après les désastres de l'armée du Rhin, l'immense enceinte de la capitale était non seulement dépourvue de tout armement, mais elle n'avait ni abris, ni magasins à poudre, ni traverses. Sa zone militaire était couverte de constructions innombrables, et 69 avenues dont quelques-unes atteignaient jusqu'à 80 m de largeur, la traversaient de part en part. Quant aux forts, ils n'étaient pas non plus en état de défense, et les ouvrages extérieurs étaient, pour la plupart, effacés par le temps.
La nécessité de mettre Paris en état de défense n'était jamais apparue au précédent gouvernement, même après les premiers revers, qu'à une échéance plus ou moins lointaine. Aussi pour compléter la défense extérieure, les stratèges proposaient d'établir 4 forts permanents en maçonnerie à Gennevilliers, à Montretout, aux Hautes-Bruyères et à Châtillon. Mais à peine l'exécution avait elle commencé, qu il fallut, par suite de la rapidité des événements, y renoncer et substituer des redoutes enterré aux travaux maçonnés.

L'investissement de la place, au 18 septembre, ne permit d'achever que les redoutes des Hautes-Bruyères et du Moulin-Saquet.
Dans les forts, il n'y avait ni abris, ni plates formes, ni magasins, ni casemates, ni embrasures, ni aucune des défenses aux abords des ouvrages. Dans les six forts occupés par la marine, les travaux d'armement et de terrassement ont été exécutés par les marins eux-mêmes.

11 000 ouvriers fermèrent les 69 portes, de l'enceinte de Paris, établirent des ponts levis, barrèrent les 4 canaux et placèrent des estacades dans la Seine.
Les bois de Boulogne et de Vincennes étaient abattus en partie et 3 nouvelles batteries étaient créées à Saint-Ouen, à Montmartre et aux buttes Chaumont.

Sur les remparts et dans les forts le génie militaire construisit des traverses, des abris, 70 magasins voûtés destinés à recevoir les poudres et le matériel de la défense et installé 2 millions de sacs à terre pour couronner les parapets.
La partie de l'enceinte correspondant au Point du Jour, totalement ouverte en août 1870, fut l'objet d'énormes travaux exécutés en avant dans le village de Billancourt avec 2 retranchements intérieurs devenant l'un des points les plus forts de la place en octobre. 

« Ces travaux ont été complétés par l'exploration des nombreuses carrières qui se développent en tous sens sur notre front et que les dispositions les plus sages, appuyées de la surveillance la plus vigilante, mettent désormais à l'abri de toute tentative de l'ennemi, par la transformation des égouts en fourneaux de mines sous le sol de Boulogne, de Billancourt, de Neuilly, Clichy, etc., par la construction d'appareils électriques d'une grande puissance dans tous les forts, et d'un systeme d'observatoires militaires qui se complète de jour en jour, par la construction de barrages destinés à maintenir le niveau de l'eau dans la ville, à assurer en amont et en aval l'action des canonnières blindées de la marine et le fonctionnement de la pompe de Chaillot, enfin par l'occupation très solide des villages qui avoisinent l'enceinte. »
« De Vitry à Issy d'une part, entre Saint-Denis et le canal de l'Ourcq d'autre part, les maisons ont été crénelées, les rues barricadéesn; une ligne continue relie maintenant les redoutes de Gravelle et de la Faisanderie aux forts qui se succèdent jusqu'à Saint-Denis.

En avant de cette ligne, les villages de Noisy, Rosny, Nogent, ont été également retranchés. On travaille à une ligne nouvelle qui s'étendra de la Seine (au point correspondant au barrage de Port-à-l'Anglais) à la Marne, en passant par Maisons-Alfort.
Plus de 80 000 travailleurs ont coopéré à cette œuvre immense, qui représente des mouvements de terre incalculables.

En même temps que la place se renforçait, le rayon de la défense s'étendait de jour en jour.

Ainsi, tandis que le 19 septembre, après l'affaire de Châtillon, nous étions réduits à la ligne des forts, nous avons aujourd'hui reconquis sur l'ennemi, en avant de nos ouvrages, Vitry, Villejuif, Arcueil, Cachan, Issy (dont l’ennemi occupait le parc au 19 septembre et où nous avons aujourd'hui des défenses formidables), Suresnes, Puteaux, Courbevoie, désormais à l'abri de ses incursions, Asnières, repris depuis trois jours, Villetaneuse, une partie de Pierrefitte, Stains, La Courneuve, Fontenay-sous-Bois et Nogent-sur-Marne, où les assiégeants pénétraient à leur aise et que nous avons couverts de barricades.
Enfin, nous possédons vers l'est une tête de pont à Joinville et à l'ouest nous disposons, dans sa totalité, de la presqu'île de Gennevilliers. »,

### L'artillerie lors du siège de Paris
D'après les règles établies en 1867, l'armement des forts et de l'enceinte devait se composer de 7 pièces par bastion. Au début de la guerre, le matériel de l'artillerie n'était, pour les forts, que de 3 pièces par bastion, et il n'existait pas une seule pièce en batterie sur les remparts de l'enceinte. Il n'y avait pas non plus de bouches à feu de réserve de Paris, celles-ci ayant été envoyées à Metz et à Strasbourg.

Jusqu'au 8 août, on se borne à y placer quelques canons, plutôt pour satisfaire l'opinion publique qu'en prévision d'un siège qui semblait impossible.
Avant le début du siège, les munitions ne représentaient que dix coups par pièce. Les boites à mitraille manquaient à peu près complètement. L'approvisionnement en poudre à canon n'était que de 540 000 kg. Le personnel de l’artillerie était composé d'une dizaine d'officiers qui étaient répartis sur l'étendue de l'enceinte. Dans quelques forts, le service de l'artillerie était représenté par un simple gardien de batterie.

En octobre les officiers retraités ou démissionnaires sont rappelés à l'activité, des artilleurs de la garde mobile de la Seine, de Seine-et-Oise, de la Drôme, du Rhône, de la Loire-Inférieure et du Pas-de-Calais, sont mobilisés et des compagnies de canonniers auxiliaires recrutés parmi les anciens militaires sont créés. La marine fourni ses amiraux, ses officiers, ses artilleurs, en même temps 
que 7 000 marins. Le personnel de l'artillerie de la place arrive alors au chiffre de 13 000 officiers, sous-officiers et soldats.
À la mi-octobre, l'artillerie dispose, sur l'enceinte ou dans les forts, de 2 140 bouches à feu.

De 10 coups par pièce, l'approvisionnement a été porté à 400 coups, et jusqu'à 500 pour les canons des forts.

Le service de l'artillerie qui s'occupait de la fabrication des cartouches d'infanterie, a porté de 390 cartouches par homme à 2 millions de cartouches par semaine. 
 Tous les forts de la rive droite, à l'exception d'Aubervilliers, de Vincennes et de Nogent, ont reçu des canons d'un puissant calibre. Le Mont Valérien, Charenton, Gravelle, la Faisanderie, la Double Couronne, ainsi que divers points saillants de l'enceinte en ont reçu une bonne quantité. Ces puissantes pièces ont servi à former les batteries des buttes Chaumont et des buttes Montmartre, qui battent tout le terrain de Gennevilliers à Romainville, ainsi que les importantes batteries du parc de Saint-Ouen qui protègent le fort de la Briche et qui portent leurs projectiles jusqu'au versant qui domine la Seine à droite d'Argenteuil.

L'armement des forts de la rive gauche et de l'enceinte qui les avoisine a été fortifié de la même manière, de façon à protéger le Point-du-Jour, la vallée de la Seine en amont, le confluent de la Marne et l'entrée dans Paris du chemin de fer d'Orléans.
L'artillerie de la défense de Paris a, par l'usage des pièces à longue portée, obligé l'ennemi à reporter au loin le rayon d'investissement.

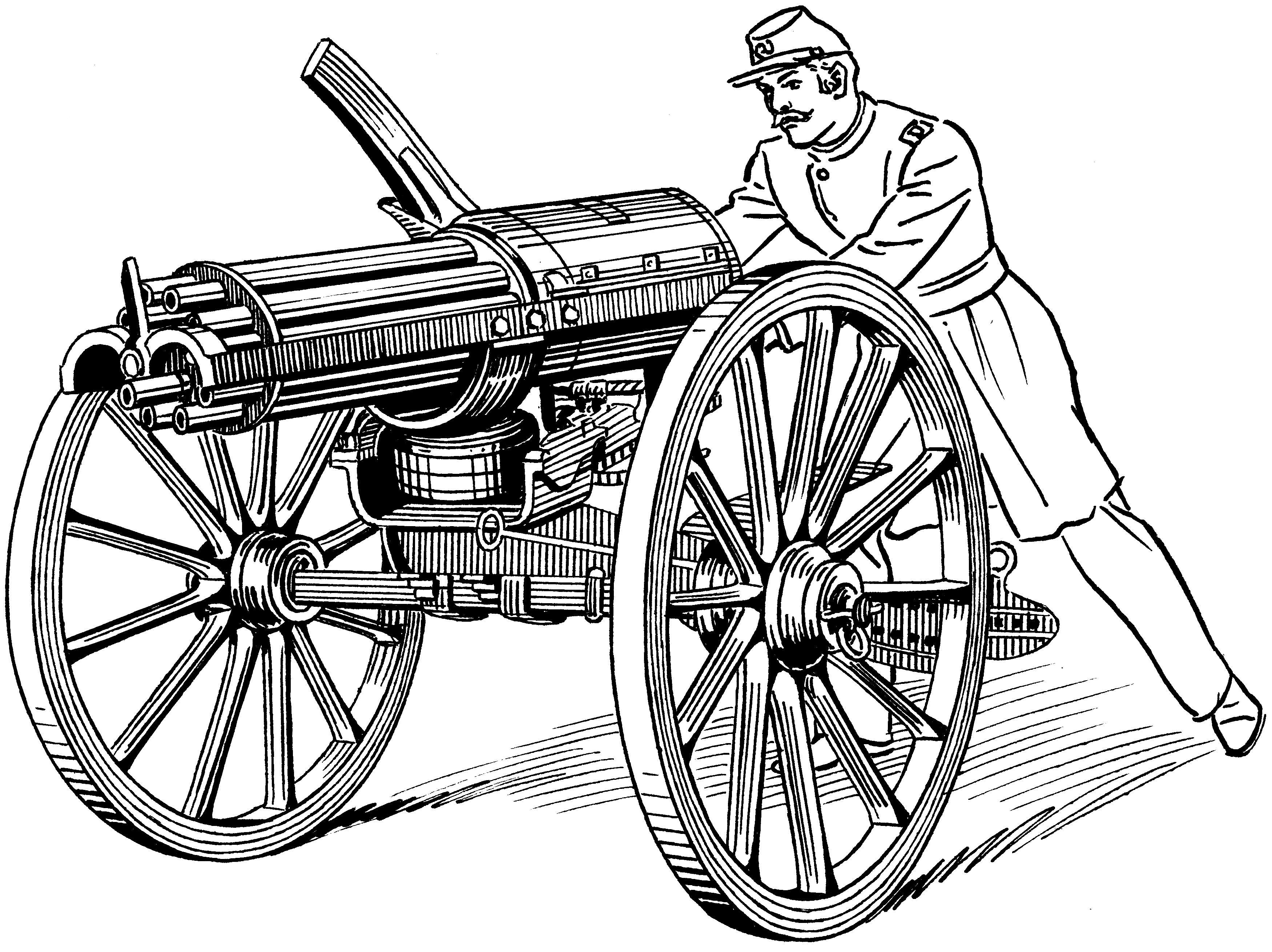
Mitrailleuse système Gatling.
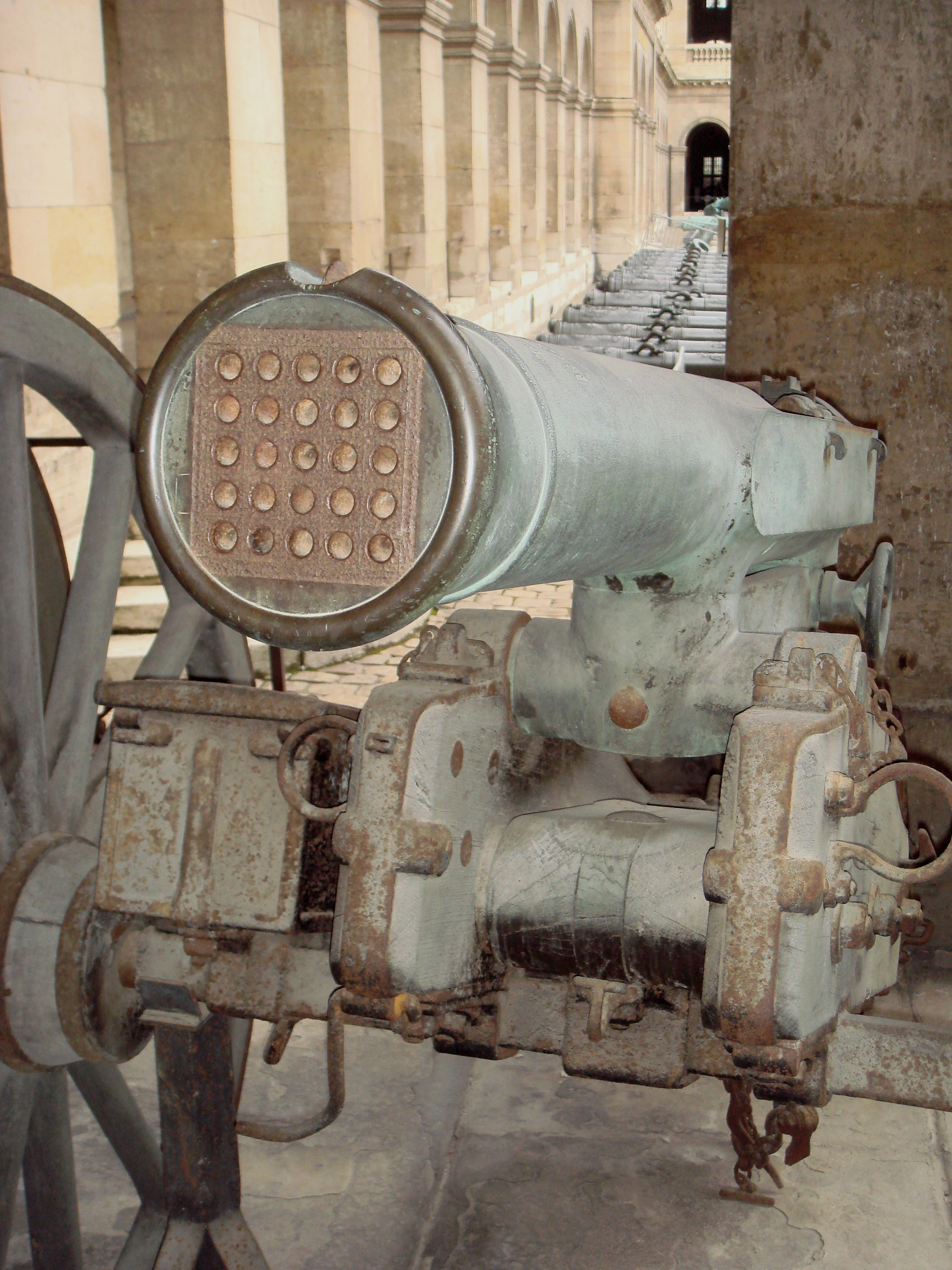
Nez d'une mitrailleuse système Reffye, adaptation du mitrailleur Christophe de Montigny.

### Le ministère des travaux publics lors du siège de Paris
La commission du génie civil veille à l'exécution des commandes de matériel et des munitions, émanées du ministère des travaux publics, et dont voici les principales :
- 102 mitrailleuses de divers modèles, commandées dans dix établissements différents.
- 115 mitrailleuses des systèmes Gatling et Christophe de Montigny[245],[246].
- 312 000 cartouches pour mitrailleuses.
- 50 mortiers et leurs accessoires, avec 50 affûts.
- 400 affûts de siège.
- 500 000 obus de différents calibres, commandés aux différentes fonderies de Paris qui les livraient tous les jours.
- 5 000 bombes.
- Plusieurs grosses pièces de marine à longue portée.
- 300 canons de 7 centimètres, rayés, se chargeant par la culasse, portant à 8 000 m.

On doit encore à la commission du génie civil l'organisation d'un service spécial d'inspection des secours à prendre contre l'incendie, et, dans le voisinage des musées et des établissements publics, l'établissement des appareils permettant de dominer, à l'origine, tous les sinistres.

Du 5 septembre jusqu'au 12 octobre, ont été distribués par les soins du ministère de l'intérieur :
- Pour la Garde nationale mobile : 563 736 objets.
- Pour la Garde nationale sédentaire : 55 850 objets.
- Pour différents services : 17 885 objets.
- Formant un total de 637 471 objets.

Pendant cette période de temps, l'administration de la guerre, de son côté, délivrait directement aux gardes mobiles un grand nombre d'effets d'habillement et d'équipement, et tous les objets de campement, tels que demi couvertures, tentes, ustensiles, etc.

### Les troupes de défense
Les troupes dont disposait la défense se composaient d'éléments assez hétérogènes, les uns excellents, d'autres moins, mais formant un total formidable et bien supérieur à celui de l'ennemi.

#### La Marine
La Marine, dont le rôle dans la seconde partie de la guerre a été considérable et précieux, avait fourni un contingent de 14 000 hommes et qui fut l'élément le plus solide et le plus sûr de la défense de Paris. Le régiment d'artillerie de marine et des troupes d'infanterie de marine et de gendarmerie maritime furent également appelés à Paris.
Grâce aux grosses pièces amenées des arsenaux de Brest de Cherbourg et de Lorient et aux canonniers expérimentés qui les servaient, les forts ont pu lutter jusqu'à la fin. Aucun d'eux ne fut jamais réduit, ni même entouré, malgré la position désavantageuse où ils se trouvaient pour la plupart, malgré leurs courtines démodées et leurs larges terre-pleins qui en faisaient de vrais nids à obus.
Le 7 août, après les premières défaites françaises en Alsace et en Lorraine, l'amiral Rigault de Genouilly, ministre de la marine, avait fait décider par la régente, l'impératrice Eugénie, que les équipages de la flotte non utilisés pour le service de mer seraient appelés à Paris et exclusivement chargés de la défense des forts de Romainville, de Noisy, de Rosny, d'Ivry, de Bicêtre, de Montrouge, ainsi que des batteries de Montmartre et de Saint-Ouen et qu'une flottille, formée de bateaux légers et de canonnières, opérerait sur la Seine.
En même temps, le chemin de fer amenait à Paris le régiment d'artillerie de marine, les troupes d'infanterie restées dans les dépôts, une partie de la gendarmerie maritime et un nombreux personnel composé d'ingénieurs, de commissaires, de médecins, etc. Huit officiers généraux de la marine sous les ordres de l'amiral de la Roncière de Noury se partagèrent le commandement de ces forces et prirent chacun la direction d'un des secteurs qui formait l'enceinte de la place.
Quant à la flottille de la Seine, placée sous le commandement du capitaine de vaisseau Thomasset, elle comprenait :
- un yacht, le « Puebla »[249] ;
- cinq batteries flottantes cuirassées ;
- neuf canonnières ;
- sept chaloupes à vapeur pontées dites vedettes de la classe Arbalète (la « Baïonnette », la « Caronade », l'« Escopette », l'« Estoc », le « Pierrier », la « Rapière », le « Sabre »)[250] ;
- six canots à vapeur ;

Le tout portant trente-trois canons et huit pierriers.
 ;
Quant aux fusiliers de la marine, ils furent, après le 10 novembre, groupés en trois bataillons de 600 à 700 hommes de manière à être disponibles pour toutes les expéditions.

#### Armée active
Infanterie de ligne
Les troupes d'infanterie de l'armée de ligne étaient représentées à Paris par les 13e et 14e corps d'armée.
- Le 13e corps d'armée, ramené de Mézières par le général Vinoy comprenait deux excellents régiments, les 35e et 42e régiments d'infanterie de ligne, qui, seuls de l'ancienne infanterie française, subsistaient dans leur état intégral.
Les autres régiments étaient des régiments de marche, formés de 3 bataillons de dépôt appartenant à des régiments différents et constitués avec des recrues ou d'anciens soldats rappelés. Le 13e corps comptait environ 25 000 hommes.
- Le 14e corps d'armée placé sous les ordres du général Renault, avait une composition plus hétérogène. La plupart des régiments étaient formés de plusieurs demi-compagnies de dépôt, de régiments différents. Chaque régiment nouveau du 14e contenait ainsi 18 compagnies de corps différents. Malgré les défectuosités de leur constitution qui leur enlevaient toute cohésion et tout esprit de corps, ces troupes ne tardèrent pas à s'aguerrir et à acquérir une solidité suffisante. Le 14e corps comptait également, environ, 25 000 hommes.
- En dehors de ces deux corps d'armée, on forma avec des éléments divers :
  - 1 régiment de zouaves de marche
  - 28e régiment de marche, constitué avec les dépôts de la Garde impériale
  - 36e, 37e, 38e et 39e régiments de marche, comprenant les dépôts restés à Paris.
  - La gendarmerie à pied de la Garde[11],[12]
  - La garde de Paris
  - Les gardes forestiers
  - Les sapeurs-pompiers
  - Les sergents de ville
Cet ensemble donna un effectif de 12 000 hommes.

On arriva ainsi à mettre sur pied environ 80 000 hommes d'infanterie de ligne, parmi lesquels on ne pouvait compter que le quart ou au plus le tiers de véritables soldats.
Cavalerie
La cavalerie se composait de la division Champéron, à trois brigades formées de régiments de marche et de régiments de gendarmes à cheval,. Elle comprenait environ 5 000 cavaliers.
Artillerie
L'artillerie ne comptait au début du siège que les 30 batteries des 13e et 14e corps, dont 7 seulement étaient d'ancienne formation.
Génie
Le génie comptait 9 compagnies auxquelles il faut adjoindre 2 compagnies de pontonniers-artilleurs et un détachement de pontonniers de marine.
Telle était la composition de l'armée active. À côté de celle-ci se trouvaient d'autres forces qui, mieux employées, auraient certainement pu donner des résultats plus satisfaisants que ceux qui ont été atteints. C'était la garde mobile, la garde nationale et les corps francs.

#### Garde mobile, Garde nationale, Corps francs

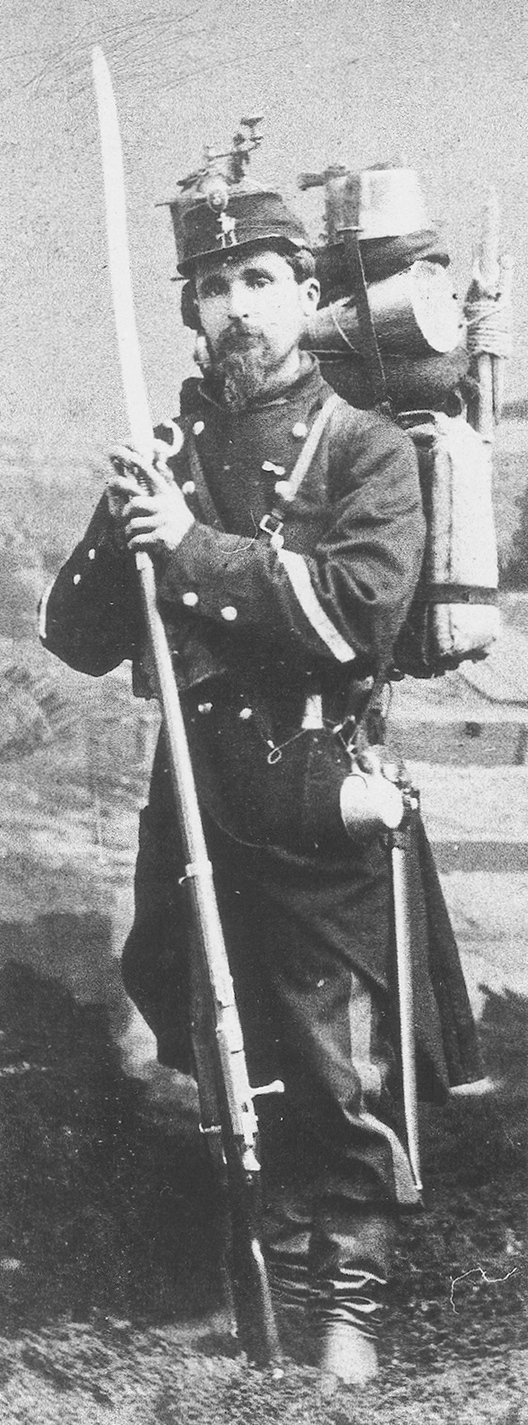
Sergent de Garde nationale.
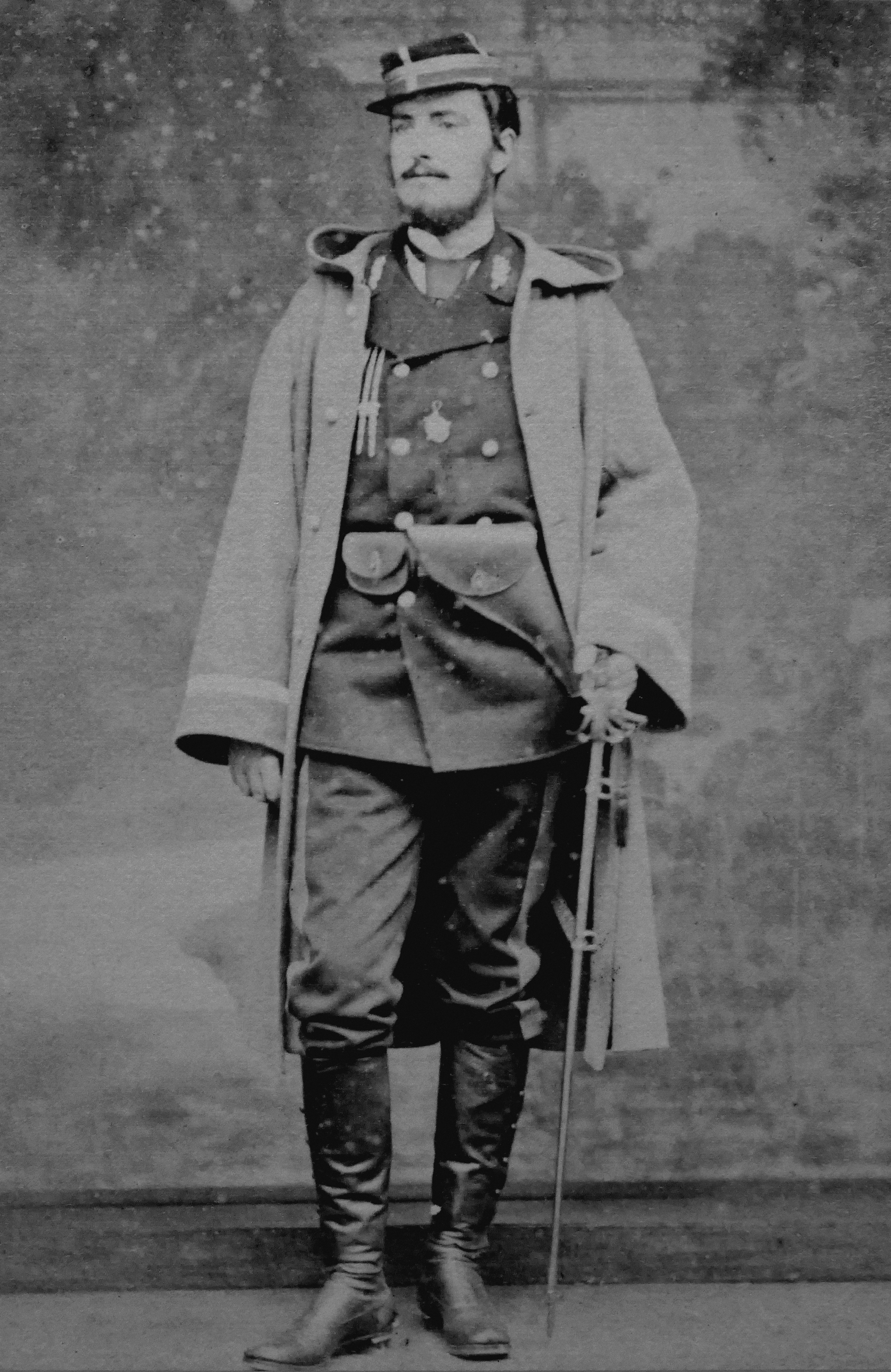
Alphonse de Neuville en garde national 1870

Garde nationale mobile
La garde nationale mobile n'existait, en juillet 1870, que sur le papier. Ses soldats était appelés familièrement Mobiles ou Moblots.

Grâce à l'activité déployé par Henri Chevreau, les hommes de 14 divisions militaires, qui un mois avant n'étaient ni enrégimentés, ni équipés, furent pourvus du nécessaire minimum. C'était 100 000 hommes bien intentionnés, mais mal instruit, qui arrivaient pour renforcer l'armée de ligne.
Mais à côté d'eux se trouvaient 15 000 gardes mobiles du département de la Seine que le général Trochu avait fait rappeler du camp de Châlons et qui ne brillait absolument pas ni par la discipline, ni par l'esprit de combat. Ramenés au camp 
de Saint-Maur, ils refusèrent, le 12 septembre, d'aller aux avant-postes parce que la position leur paraissait trop exposée. Le 20 septembre, ils évacuaient 
le Mont-Valérien et laissait la forteresse sans défenseurs au risque de la voir tomber aux mains de l'ennemi.

115 000 hommes de cette garde nationale mobile furent, dans le principe, réunis en régiments de trois bataillons. Ces régiments étaient répartis en quatre groupes sous les ordres des généraux de Liniers, 
Berthaut, Corréard et de Beaufort. Mais le 6 novembre, cette organisation était modifiée, et les bataillons de mobile incorporés dans les divisions actives qui constituaient les deux 
armées de la défense de Paris. Leurs pertes furent peu considérables puisqu'au moment de l'armistice il en restait encore 102 000 sous les armes. Il faut dire que beaucoup d'entre eux ne 
virent jamais le feu.
- Liste des départements ayant fourni des gardes nationaux mobiles à la défense de Paris[253],[254] :
  - Département de la Seine : 18 bataillons.
  - Département de Seine-et-Oise : 6 bataillons.
  - Départements de la Somme, d'Ille-et-Vilaine et du Finistère : 6 bataillons chacun.
  - Départements de l'Ain, de l'Aube, de la Côte-d'Or, de l'Hérault, de la Loire-Inférieure, de Saône-et-Loire, du Morbihan et du Tarn : 4 bataillons chacun.
  - Département des Côtes-du-Nord, du Loiret, de Seine-et-Marne, de la Seine-Inférieure et de la Vendée : 3 bataillons chacun.
  - Départements de l'Aisne, de la Drôme, de la Marne, du Puy-de-Dôme, de l'Indre, de l'Yonne et de la Vienne : 1 bataillon chacun.

Garde nationale sédentaire
La garde nationale sédentaire était une milice citoyenne, qui comme le disait avec humour Henry Monnier « est fait autant pour protéger nos institutions que pour les combattre », qui se montait au moment de la déclaration de la guerre, le 19 juillet 1870, à 60 000 hommes. C'était plus qu'il n'en fallait pour assurer le service des remparts et la police intérieure de la ville. Mais on créa tout de même 60 nouveaux bataillons puis encore 60 autres, en raison du manque de confiance de l'opposition envers l'armée active impériale. Si bien qu'on en vint à donner un fusil, un équipement et 1,50 franc par jour à tout homme qui se présentait, quels que fussent ses antécédents et ses références. Des étrangers, des enfants, des vieillards, des vagabonds et des repris de justice. La garde nationale finit par compter 350 000 hommes. Quant aux officiers, nommés à l'élection, il fallut, pendant la durée du siège, en destituer 495 seulement.

Il fallut convenir bientôt que cette force pseudo-militaire était plus gênante pour la défense que redoutable pour l'ennemi. Alors vers la mi-novembre 1870, on forma dans chaque bataillon à l'aide de volontaires, célibataires ou veufs sans enfants, des compagnies de guerre destinées à coopérer aux opérations extérieures et à monter la garde hors des remparts.
Les bataillons devaient être formés par les arrondissements ci-après : 
| - 1er arrondissement : 2 bataillons - 2e arrondissement : 2 bataillons - 3e arrondissement : 4 bataillons - 4e arrondissement : 3 bataillons - 5e arrondissement : 3 bataillons - 6e arrondissement : 3 bataillons | - 7e arrondissement : 2 bataillons - 8e arrondissement : 2 bataillons - 9e arrondissement : 3 bataillons - 10e arrondissement : 4 bataillons - 11e arrondissement : 5 bataillons - 12e arrondissement : 2 bataillons | - 13e arrondissement : 2 bataillons - 14e arrondissement : 2 bataillons - 15e arrondissement : 2 bataillons - 16e arrondissement : 1 bataillon - 17e arrondissement : 2 bataillons | - 18e arrondissement : 3 bataillons - 19e arrondissement : 2 bataillons - 20e arrondissement : 3 bataillons - 21e arrondissement : 4 bataillons - 22e arrondissement : 4 bataillons |

Certains bataillons avaient été formés avec le personnel de quelques industries ou grandes administrations, tels, par exemple, les bataillons de la Compagnie du gaz, des Petites Voitures (CGPV), des Omnibus, des Chemins de fer de l'Est, du Nord, d'Orléans, etc. Les effectifs de ces 254 bataillons étaient des plus divers et allaient de350 à 2 600 hommes
Ces bataillons de mobilisés sortirent pour la première fois du 20 au 25 novembre. Le général Ducrot écrit dans ses mémoires : « Nous ne pouvons nous rappeler sans tristesse le désordre qui régnait dans leurs rangs. Nous ne parlerons que pour mémoire du fameux bataillon de Belleville, qui dût être licencié pour avoir abandonné son poste devant l'ennemi aux tranchées de Maisons-Alfort » Le bataillon de Belleville commandé par Flourens s'est débandé jusqu'à six fois devant l'ennemi. D'autres exigeaient qu'on les relevât des avant-postes avant même d'y avoir reçu un coup de fusil.
Le général Thoumas indique toutefois : « La Commune et le second siège de Paris ont prouvé incontestablement que ces mêmes fédérés qui, pendant le premier siège, n'avaient fait que troubler la défense étaient capables de bien se battre au dehors. Si durant le premier siège, les compagnies soldées servant de garde prétorienne à Pyat, Delescluzes, Flourens, Blanqui et consorts, le général Trochu les avaient mises camper en dehors des remparts et accoutumées peu à peu à de petites rencontres à la vue de l'ennemi on aurait eu des troupes aussi bonnes que les autres. »
Outre les 266 bataillons mobilisés et constituant la première armée, aux ordres du général Clément Thomas, la garde nationale comptait une légion d'artillerie sous les ordres du colonel Schœlcher, qui rendit quelques services aux remparts et une légion de cavalerie sous les ordres du colonel Quiclet, qui n'en rendit aucun.
Corps francs
Les corps francs, troisième et dernière incarnation des forces improvisées au moment de la guerre, absorbaient à Paris comme en province, un effectif considérable.
Pour l'infanterie, il y avait 33 corps de francs-tireurs qui s'équipaient eux-mêmes à leur guise. Les corps francs ne jouèrent généralement aucun rôle militaire que celui que leur assignait leur bon plaisir.
Plusieurs exceptions doivent cependant être faites en faveur de corps francs qui s'étaient imposé une mission spéciale et qui, grâce au recrutement, à leur organisation, à leurs chefs et à l'esprit qui les animait, ont été pour l'armée active des auxiliaires précieux qui ne se bornèrent pas, comme tant d'autres, à parader avec des galons, des bottes et des plumets. Parmi ceux qui firent, au contraire, une besogne utile on peut citer :
- Les Éclaireurs à cheval de la Seine, également connu plus simplement sous le nom des Éclaireurs de la Seine sous les ordres du commandant Léon Franchetti. Les Éclaireurs de la Seine se signalèrent en plusieurs circonstances par un courage et une intelligence de vieille troupe aguerrie et rendirent des services que le général Ducrot s'est plu à le reconnaitre solennellement. Le commandant Léon Franchetti est mort héroïquement, le 6 décembre, des suites de blessures lors de la bataille de Champigny[167].
- Le corps d'artillerie des mitrailleuses sous les ordres du commandant Pothier.
- Le corps auxiliaire du génie sous les ordres de l'ingénieur en chef Alphand.
- Les ouvriers auxiliaires du génie sous les ordres de l'ingénieur Ducros.
- Les Francs-tireurs de la Presse.
- Les Éclaireurs de Poulizac.

#### Récapitulatif des forces françaises en septembre 1870
En septembre 1870, enfermés dans les murs de Paris, il y avait:
- 80 000 hommes de troupes de ligne. On ne pouvait en compter, comme de réel soldats, qu'un tiers ou un quart. Les 35e et 42e régiments d'infanterie de ligne étaient les seules unités à être de formation antérieure à la guerre.
- 100 000 mobiles venus de 25 départements de province du 4 au 17 septembre 1870.
- 15 000 mobiles de la Seine
- 300 000 gardes nationaux non exercés, qui avaient été arrachés de leurs travaux, de leurs occupations, de leurs boutiques, de leurs ateliers… Parmi ces 300 000 gardes nationaux, il y avait selon le général Trochu environ 30 000 repris de justice. Un garde national touchaient quotidiennement 1,50 franc pour lui et 75 centimes pour sa femme[20].

Le 6 novembre 1870, l'armée est recomposée en 3 armées chargées de la défense de Paris